# Geschichte der Stadt Burgkunstadt

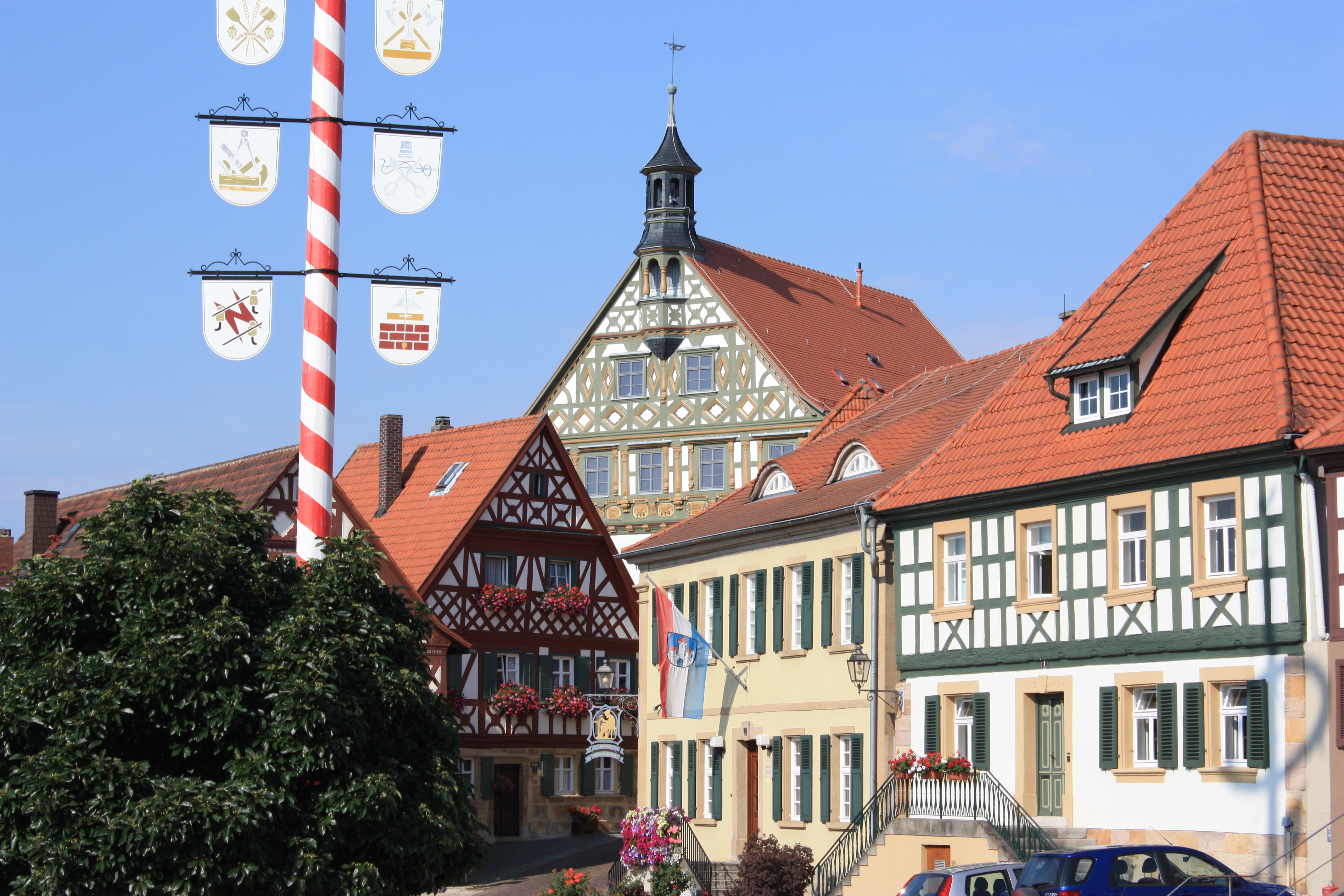
Burgkunstadt mit der historischen Häuserzeile am Marktplatz und dem Schustermuseum; oben im Hintergrund das Rathaus

Das oberfränkische Burgkunstadt wurde wahrscheinlich im 8. Jahrhundert von den Slawen gegründet. Erstmals urkundlich erwähnt wurde die „Urbs Chunstadt“ im Jahr 1059, das als Gründungsdatum der Stadt angenommen wurde. Ab spätestens 1323 erhielt Burgkunstadt das Markt- und Stadtrecht. Der Ort war lange Jahrhunderte ein mehr bäuerlich geprägtes Burg- und Landstädtchen und gehörte zum Hochstift Bamberg. Burgkunstadt kam mit dem Reichsdeputationshauptschluss von 1803 zu Bayern. Mit der Gründung der ersten Schuhfabrik im Jahr 1888 begann, abgesehen von der Zeit des Nationalsozialismus, die rund 100 Jahre lange Blütezeit der Stadt, in der sie allmählich Zentrum der bayerischen Schuhindustrie wurde und den Beinamen „Fränkisches Pirmasens“ erhielt. Die Gründung des Versandhauses Friedrich Baur war ein weiterer Schritt zur modernen Industriestadt. Zwischen 1960 und 1990 wandelte sich die Stadt mit der Schließung aller Schuhfabriken und dem Aufbau eines umfangreichen Schul- und Bildungsangebots von der Schuh- zur Schulstadt.

## Stadtgeschichte

### 8. Jahrhundert bis 1058: erste Siedlungsanfänge
Wann das Gebiet der heutigen Stadt Burgkunstadt erstmals besiedelt wurde, ist unklar. Eine 1995 entdeckte Brandschicht in der Oberstadt konnte zwar auf etwa 1000 v. Chr. datiert werden, die ersten schriftlichen Angaben zur Besiedelung der Gegend wurden jedoch erst 741 n. Chr. getätigt und hängen mit der Gründung des Bistums Würzburg zusammen. Zu dieser Zeit lebten sowohl Franken als auch Slawen auf dem Gebiet des heutigen Oberfrankens. Aufgrund von Keramikfunden im Bereich des Felsplateaus der Oberstadt muss dort damals bereits eine slawisch-germanische Siedlung existiert haben.

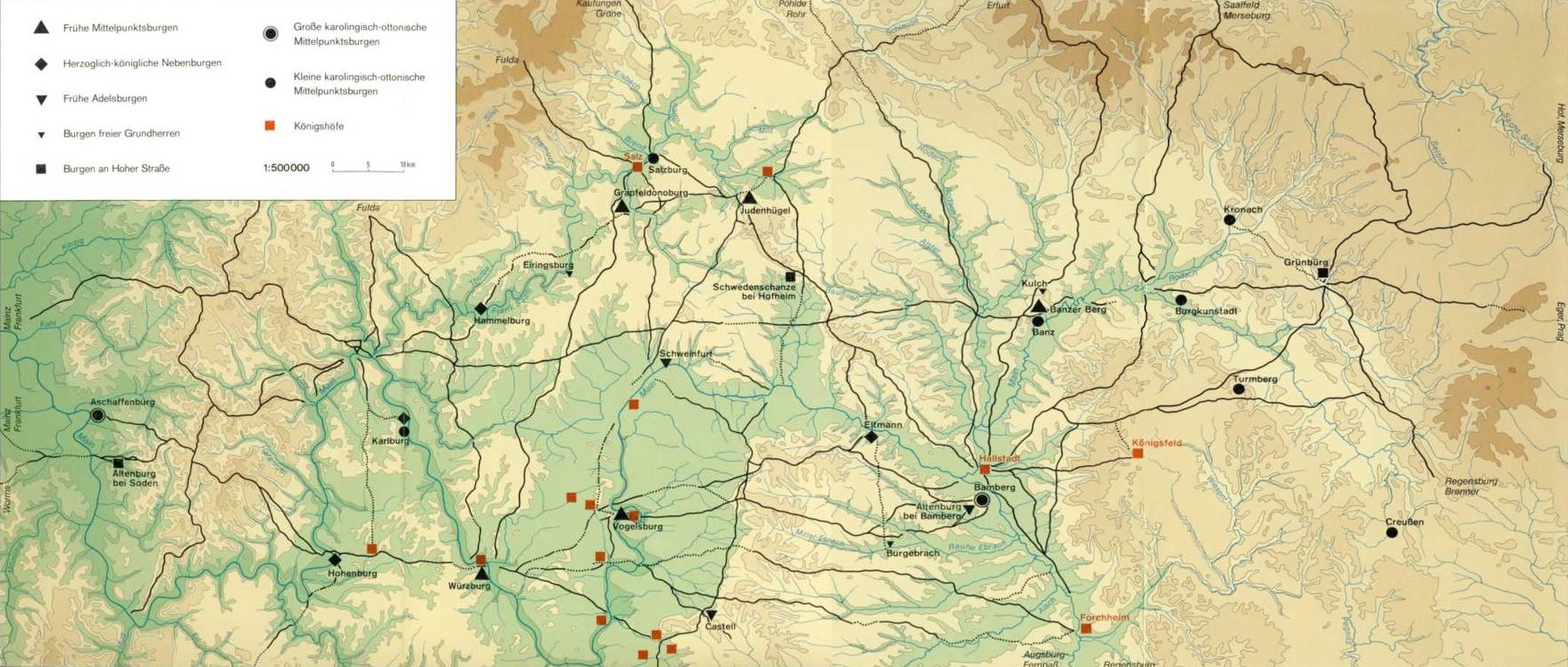
Straßenkarte Nordbayerns um 800, der Hochweg ist in der Kartenmitte eingezeichnet.

In der Zeit Karls des Großen hatte der Ort bereits eine große Bedeutung für den Handel. Der Hochweg von Frankfurt nach Eger führte an Burgkunstadt vorbei. Auch der für damalige Schiffe fast bis Kulmbach schiffbare Main war ein wichtiger Handelsweg.

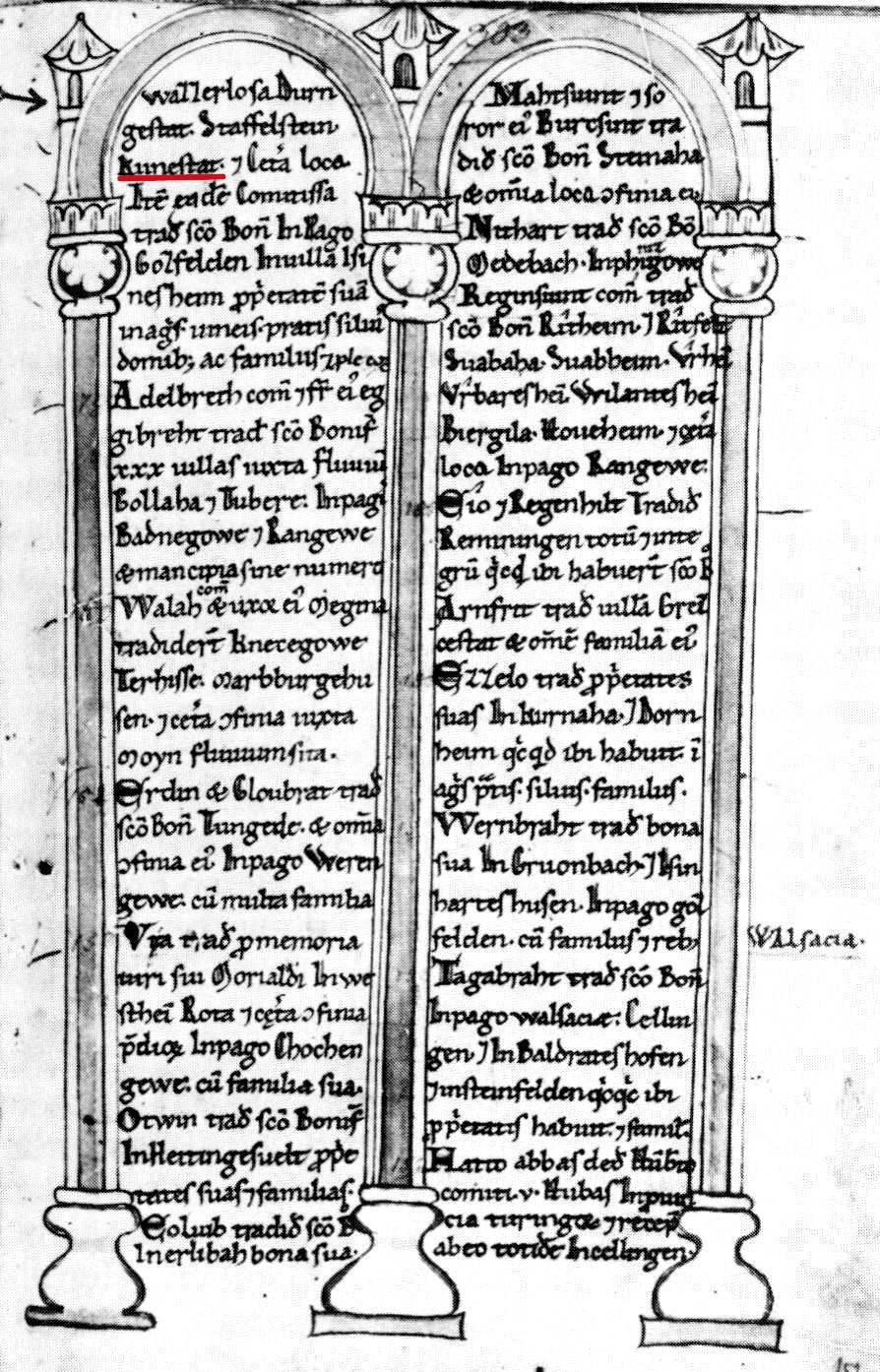
Ausschnitt aus dem Codex Eberhardi über die Schenkung Burgkunstadts

Zwischen 827 und 851 n. Chr. wurde in der Urkunde einer Schenkung der Gräfin Blitrud an das Kloster Fulda erstmals eine „villa kunestadt“ erwähnt. Es ist jedoch unklar, ob es sich dabei um Burgkunstadt oder Altenkunstadt handelte. Der Ortsname geht wahrscheinlich auf eine fränkische Reichsaristokratie um einen Kunibert zurück. Möglicherweise handelte es sich um den in den Fuldaer Annalen bezeugten Kunibert, dessen Besitztümer vom mittleren Tauberland bis an den Obermain reichten. Die Originalurkunde ist zwar verloren, erhalten ist jedoch die Notiz im Codex Eberhardi aus der Mitte des 12. Jahrhunderts.
Beweise für eine frühe Besiedlung des Berges mit der heutigen Oberstadt lieferten die Notausgrabungen 1973 und die des Bayerischen Landesamtes für Denkmalpflege 1975 beim Rathaus. Verfärbungen im Boden zeigten, dass es dort bereits um 830 n. Chr. eine weitläufige Burganlage von großer militärischer Bedeutung gab. Die Burg war mit einer Holz-Erde-Mauer und einem Abschnittsgraben befestigt und hatte eine Fläche von rund 5000 m². Neben der Größe weist auch die Bauweise auf die große Bedeutung der Burg hin, die mit drei Mauertürmen, einer Toranlage und teilweise einem Doppelgraben außergewöhnlich gut befestigt war.
Zu dieser Zeit gab auch schon eine kleine Siedlung am Fuße des Berges. Den Bau der Burg veranlassten wahrscheinlich Ludwig der Fromme und sein Sohn Lothar zusammen mit den Popponen. Während der Karolingerzeit gab es mit der Bamberger Burg nur eine einzige vergleichbare Festung in ganz Oberfranken. Unklar ist jedoch, ob die Festungsanlage zur sorbischen Mark oder zur böhmischen Nordgaumark gehörte.
Die Wehranlage wurde bis zum 11. Jahrhundert in drei Bauphasen errichtet. Die erste Anlage bestand aus einer rund 3,5 Meter breiten, mörtellosen Sandsteinmauer mit einer Holzpalisade dahinter. In der zweiten Bauphase, Ende des 9. Jahrhunderts, wurde ein 5,5 Meter hoher Erdwall aufgeschüttet, der am Fuß eine Breite von 18 Metern hatte. Diese zweite Befestigungsanlage wurde während der Babenberger Fehde oder der Ungarneinfälle zwischen 910 und 915 zerstört. Bei der dritten Bauphase im 10. Jahrhundert wurde die Umwehrung erhöht und auf der Wallkrone eine Sandsteinmauer errichtet. Eine Brandschicht im Boden deutet darauf hin, dass auch diese Wallanlage im Jahr 1003 bei den Auseinandersetzungen zwischen Hezilo von Schweinfurt und König Heinrich II. zerstört wurde. Im 11. Jahrhundert wurde die Burg erneut befestigt und der Erdwall durch eine massive Sandsteinmauer mit Türmen und vorgelagertem Graben ersetzt.

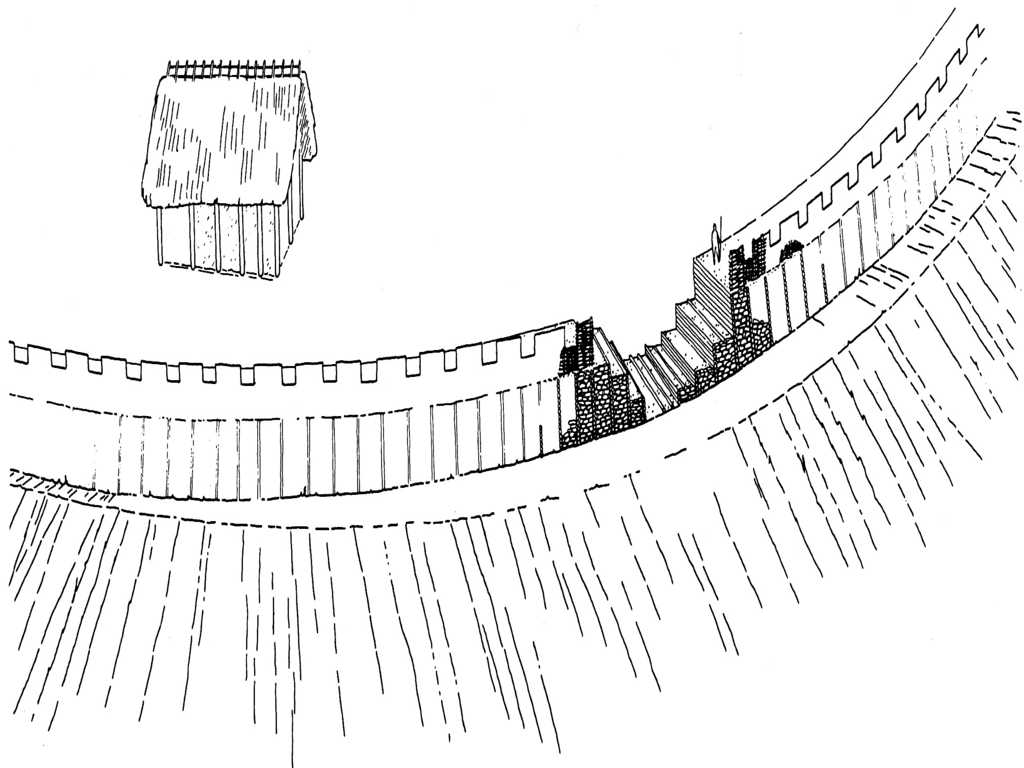
Rekonstruktion der ersten Wallphase der Burgkunstadter Burg, mit Brustwehr (5 m hoch)
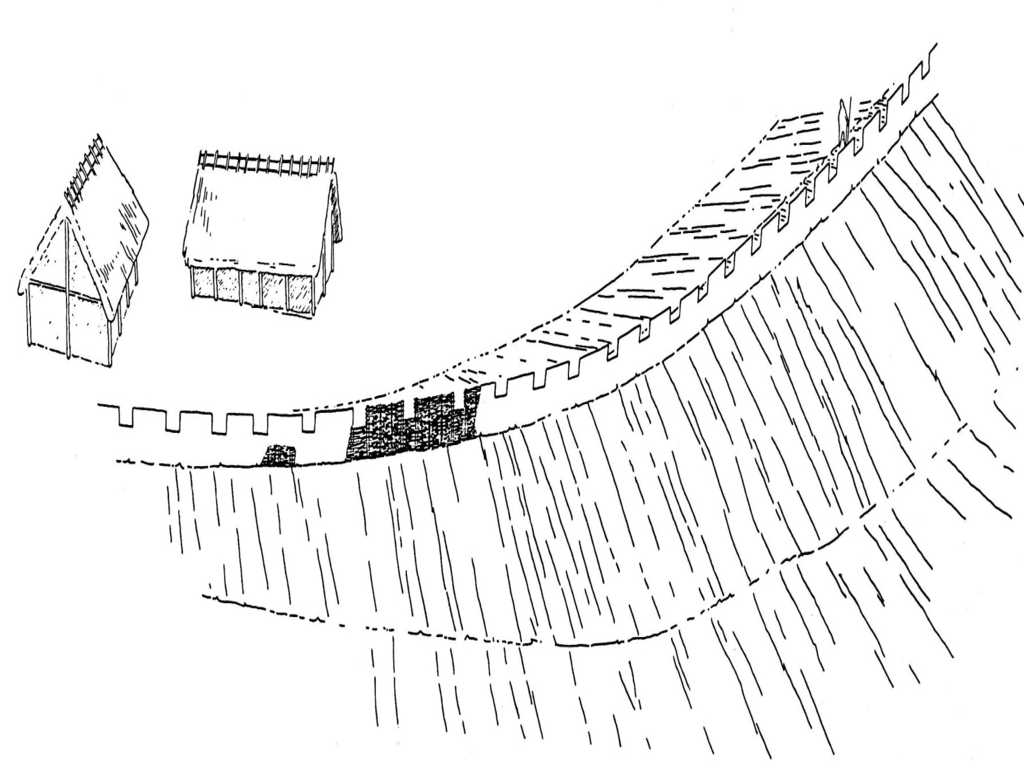
Rekonstruktion der zweiten Wallphase der Burgkunstadter Burg, mit 18 m breitem Erdwall und Mauerwerk
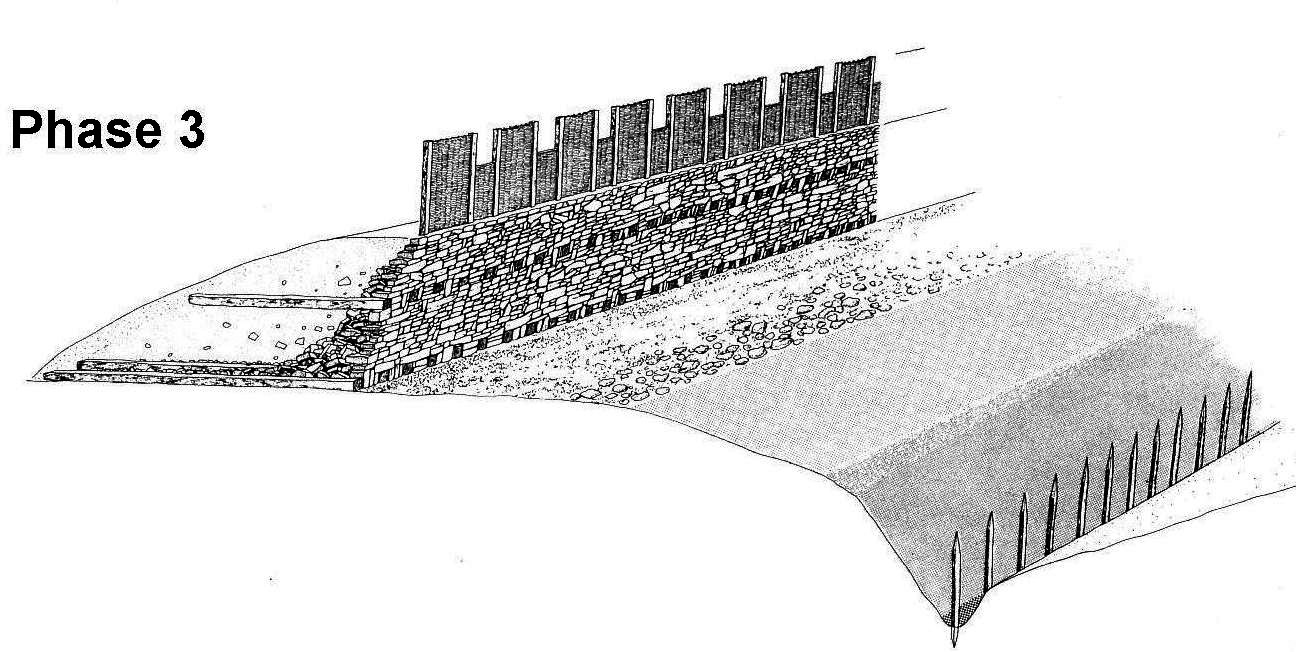
Rekonstruktion der dritten Wallphase der Burgkunstadter Burg, mit höherer Umwehrung und Sandsteinmauer
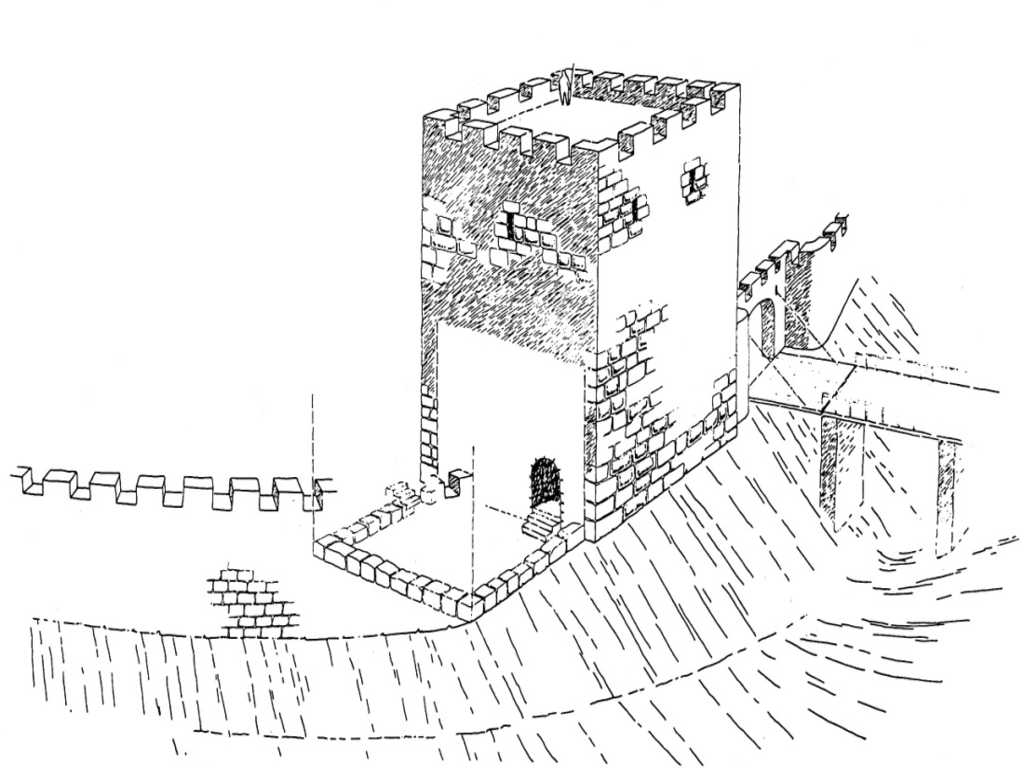
Rekonstruktion der vierten Wallphase der Burgkunstadter Burg mit massiver Burgmauer und dem Turm, dessen Reste in das heutige Rathaus integriert sind.

Die „urbs chounstat“ war Mittelpunkt eines weitläufigen Gebietes rund um die Burg. Der Burgbezirk, der im Norden von der Rodach bis Kirchleus, im Osten bis Schwarzach und im Süden bis Modschiedel reichte, kann mit dem Sprengel der Urpfarrei Altenkunstadt gleichgesetzt werden. Um die Burganlage, die Verkehrswege und die Mainübergänge zu schützen, wurden innerhalb des Sprengels mehr als ein Dutzend kleine Wehranlagen, sogenannte Turmhügel, errichtet.

### 1059–1429 Entwicklung zum Munizipalstädtchen

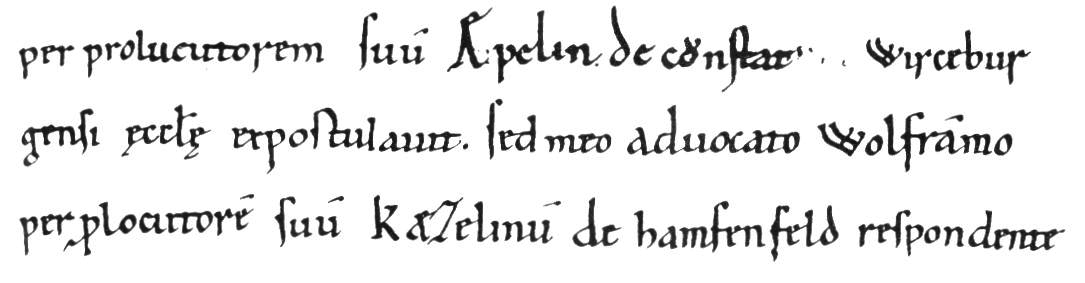
Erwähnung des Aepelin de Counstat im Synodalprotokoll von 1059

Die erste urkundlich gesicherte Erwähnung Burgkunstadts stammt vom 13. April 1059. Als Fürsteher des Würzburger Vogts Graf Eberhard wurde bei einem Rechtsstreit ein „Aepelin de Counstat“ genannt. Er war vermutlich mit Adalbert von Constat identisch, der 1095/96 als „urbis comes“, Burggraf, bezeichnet wurde.
1071 entstanden nach Teilung der Burgkunstadter Zent, die bis dahin die älteste am Obermain war, die Centen Burgkunstadt/Marktgraitz und Niesten/Weismain.

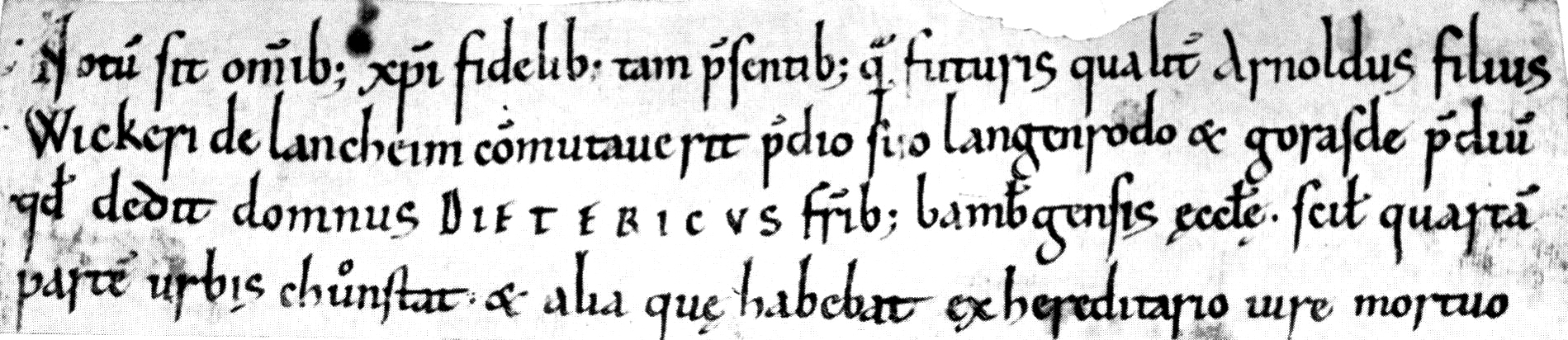
Anfang der Tauschurkunde über ein Viertel der Burg Counstat

Die Burgstadt „urbs chounstat“ wurde erneut am 6. August 1096 in Zusammenhang mit einem Gütertausch urkundlich genannt. Arnolt von Langheim, der als Stammvater der von Kunstadt, von Ebneth, von Redwitz und von Rotenhan gilt, tauschte nach dieser Urkunde ein Viertel des „castrum chounstat“ in Sachgüter ein.
Um 1160 war die Burganlage eine staufische Reichsburg, die vor allem von Friedrich Barbarossa als Sammelplatz und Rekrutierungsstelle für seine Italienfeldzüge genutzt wurde.
Im Jahr 1160 wurde das castrum cunstat dem Bamberger Bischof Eberhard II. übergeben und aus dem Reichslehensverband gelöst. Da die wichtige Kreuzung der Straßen Nürnberg-Saalfeld und Lichtenfels-Kulmbach gesichert werden musste, erkannte das Hochstift Bamberg schon bald den militärischen Wert der Festung. Die Ministerialen der Bamberger verschmolzen mit den alten edelfreien Familien zur Ritterschaft.
Um diese Zeit hatte Burgkunstadt bereits einige nicht näher bekannte Privilegien.
Bei einer Tagung des bischöflichen Landgerichtes am 16. August 1250 wurde der Burgenbau des „Iring von Cunstat“ verhandelt, der in Wildenberg die erste Eigenburg des Kunstadter Adelsgeschlechts erbaute. Aus dem Gerichtsurteil geht hervor, dass die „de cunstat“ in der ganzen Umgebung erheblichen Landbesitz hatten. Die 1250 vollendete Veste Wildenberg konnte das Geschlecht nicht dauerhaft halten. 1348 erlangte sie größere Bedeutung, als nach der Zerstörung der Burg Cunstat das Amt cunstat dorthin verlegt wurde.
Der erste Stadtpfarrer von „Kunstat novo“ (diese Bezeichnung taucht nur in der Urkunde über den Pfarrer am 7. März 1288 zur Abgrenzung von Altenkunstadt auf), der Bamberger Domherr Konrad II. wurde 1288 eingesetzt. Die Loslösung von der Altenkunstadter Urpfarrei erfolgte wahrscheinlich 1232. Die Zuständigkeit des Pfarrers endete an den Stadtgrenzen. Seit damals sind das Kaiserpaar Heinrich II. und Kunigunde die Kirchenpatrone.
Die erste urkundliche Bestätigung der Stadterhebung Burgkunstadts befindet sich in der ältesten Bamberger Hochstiftsurbar von 1323 oder 1327. Die Burg Kunstat wird darin als „castrum iam desolatum“, als jetzt verlassene Burg, bezeichnet. Dem Bischof gehörten die verödete Burg und die Stadt, die durch einen Graben und eine Mauer getrennt waren. Einige spätere Quellen deuten darauf hin, dass die Stadt bereits rund 100 Jahre vorher hochstiftische Munizipalstadt mit bestimmten Stadtrechten war.
1348 erhielt die Stadt im bischöflichen Urbar die Erlaubnis, drei Jahrmärkte abzuhalten.

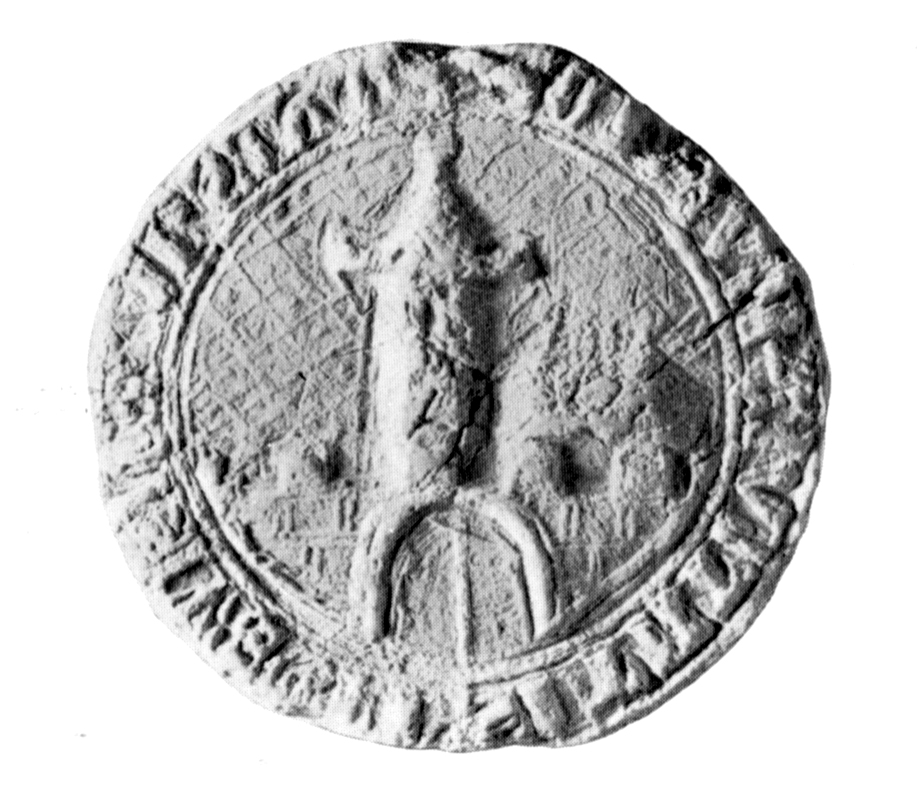
Das älteste erhaltene Stadtsiegel Burgkunstadts

Das erste Stadtsiegel Burgkunstadts wurde 1350 auf eine Münze geprägt. (Siehe dazu Burgkunstadt#Wappen.)
Die Fronfeste Vogtei wurde 1364 erstmals urkundlich erwähnt. Der Amtsbezirk des Burgkunstadter Vogts umfasste 33 Ortschaften.
Durch Bischof Albrecht von Bamberg erhielt die Stadt 1400 das Recht zum „Mulzen (Malzen) und Brauen“. Nachgewiesen ist dies durch eine Urkunde vom 25. Juli 1410, die erste Urkunde wurde 1460 bei einem Brand vernichtet. Das Braurecht galt für 48 Vollbürger. Da in den anderen Orten im Amtsbezirk das Brauen nur für den Eigenbedarf gestattet war, hatte Burgkunstadt durch dieses Privileg einen großen wirtschaftlichen Vorteil. Das Bier durfte in Gaststätten ausgeschenkt und verkauft werden. Um übermäßiges Brauen zu verhindern, legten der Bürgermeister und die Ratsherren jährlich fest, wie viel jeder Bürger malzen und brauen durfte. Bei Nichteinhaltung dieser Regelung drohten Strafen.
Ab 1417 bestand der Bürgerrat aus zwei Bürgermeistern (je einer für die Oberstadt und die Unterstadt), acht Ratsherren bzw. „Ratsverwandten“ und einem Stadtschreiber. Das Privileg eines förmlichen Bürgerrates erhielt Burgkunstadt bereits zwischen 1374 und 1399 durch Bischof Lamprecht von Brunn. Ratsfähig waren nur die Vollbürger der Oberstadt. Sie mussten eine Gebühr entrichten und einen Bürgereid schwören. Für Bürgersöhne betrug die Gebühr einen Gulden, für eingeheiratete „Fremde“ fünf Gulden. „Ausländische“ (bezog sich auf die Grenzen des Bamberger Hochstifts), die keine Burgkunstadter Frau geheiratet hatten, mussten zehn Gulden zahlen. Meist wurde nur Männern das Bürgerrecht verliehen, gelegentlich erhielten es auch Frauen.
Aus militärischen Gründen war die Stadt in vier Bereiche eingeteilt. Zu deren Verwaltung wurden aus der Bürgerschaft Viertelmeister gewählt, die das Bürgeraufgebot ihres Stadtviertels befehligten. Dazu musterte jeder Viertelmeister die Waffen und die Ausrüstung der Bürger und leitete in Kriegszeiten die Verteidigung seines Mauerabschnittes. Neben den militärischen Aufgaben waren die Viertelmeister auch Feuerwehrkommandanten. Im Falle eines Brandes rückten sie mit den wehrfähigen Bürgern zur Brandstätte aus. Für Ruhe und Ordnung in den Stadtvierteln war ebenfalls der jeweilige Viertelmeister verantwortlich.
Für ein geordnetes Gemeinwesen gab es zahlreiche weitere Ämter. Der Heiligenmeister verwaltete das Vermögen der Pfarrkirche und der Klausenkapelle. Um die Brunnen kümmerte sich der Brunnenmeister. Der Baumeister war für die Überwachung des gesamten Bauwesens der Stadt zuständig, auch für Wege, Stege und Brücken. Um Bränden vorzubeugen, kontrollierte der Lichtschauer die Herde und Feuerstätten der Häuser. Für die Überwachung des Verkaufs und die Überprüfung der Maße und Gewichte waren die Brot-, Fleisch-, Bier- und Weinsetzer verantwortlich. Weitere Ämter waren Stadtschreiber, Kirchner, Torschließer, Wächter, Hirte, Förster und Stadtknecht. Bürger, die ihrer Pflicht nicht nachkamen, konnten durch den Stadtrat ihres Amtes enthoben werden.
Ebenfalls auf 1417 lässt sich der erste Schulmeister Burgkunstadts datieren. Eine frühere Schule wurde von Geistlichen und im 11. Jahrhundert vom Klausner der Klausenkapelle geleitet.
Das Marktrecht wurde 1421 auf zwölf Jahrmärkte und einen Wochenmarkt, der immer samstags stattfand, erweitert. Sofern notwendig, tagte das Marktgericht mit dem Bürgermeister als Vorsitzendem. Meist wurde bei den Verhandlungen über Maß- und Gewichtsbetrug von Handwerkern und Händlern geurteilt.
Fürstbischof Friedrich von Bamberg verlieh der Stadt mit Zustimmung des Dompropstes und des Domkapitels am 27. April 1426 sämtliche Güter, Zenten und Lehen in der Stadtmarkung, die bis dahin Mannlehen waren, als Stadtrecht. Dies hatte zur Folge, dass der städtische Grund und Boden freies Eigen und kein Lehen mehr war, für das Steuern bezahlt werden mussten. Im Gegenzug forderte der Fürstbischof 1441, dass ihm die Stadt als Festung dienen sollte.

### 1430–1649 Kriegszeiten
Die Hussiten brandschatzten 1430 die Burgkunstadter Unterstadt.
1434 ist in einer Teilungsurkunde der Freiherren von Schaumberg eine Judenschule in der Vorstadt erwähnt, die neben der „normalen“ Schule bestand.
Um das Vertrauen der Bürger in die Stadtpolitik zu stärken, ordnete Bischof Anton von Rotenhan 1439 an, dass der Stadtrat jährlich den Viertelmeistern Rechenschaft über die Ein- und Ausgaben ablegen musste.
In einem Kleinkrieg zwischen dem hohenzollerschen Markgrafen Albrecht Achilles von Ansbach-Bayreuth und dem Bamberger Fürstbischof Georg I. griff die markgräfliche Armee Burgkunstadt am 25. Juni 1460 an. Sie drang in die Oberstadt ein und verwüstete sie. Bischof Georg I. schrieb dazu „Kunstat [wurde] zugrunde verbrennt, die Unsrigen daselbst mit Weibern, Kindern gemort [(ermordet)] und verbrennt“. Um sich die Gunst der jüdischen Bevölkerung und der adligen Untertanen zu erhalten, wurde die Unterstadt verschont.
Die im Hussitenkrieg zerstörte Klausenkapelle ließ Domherr Johann Marschalk von Ebneth 1472 neu erbauen. Die Doppelgesichtige Madonna in der Fünf-Wunden-Kapelle konnte gerettet werden.

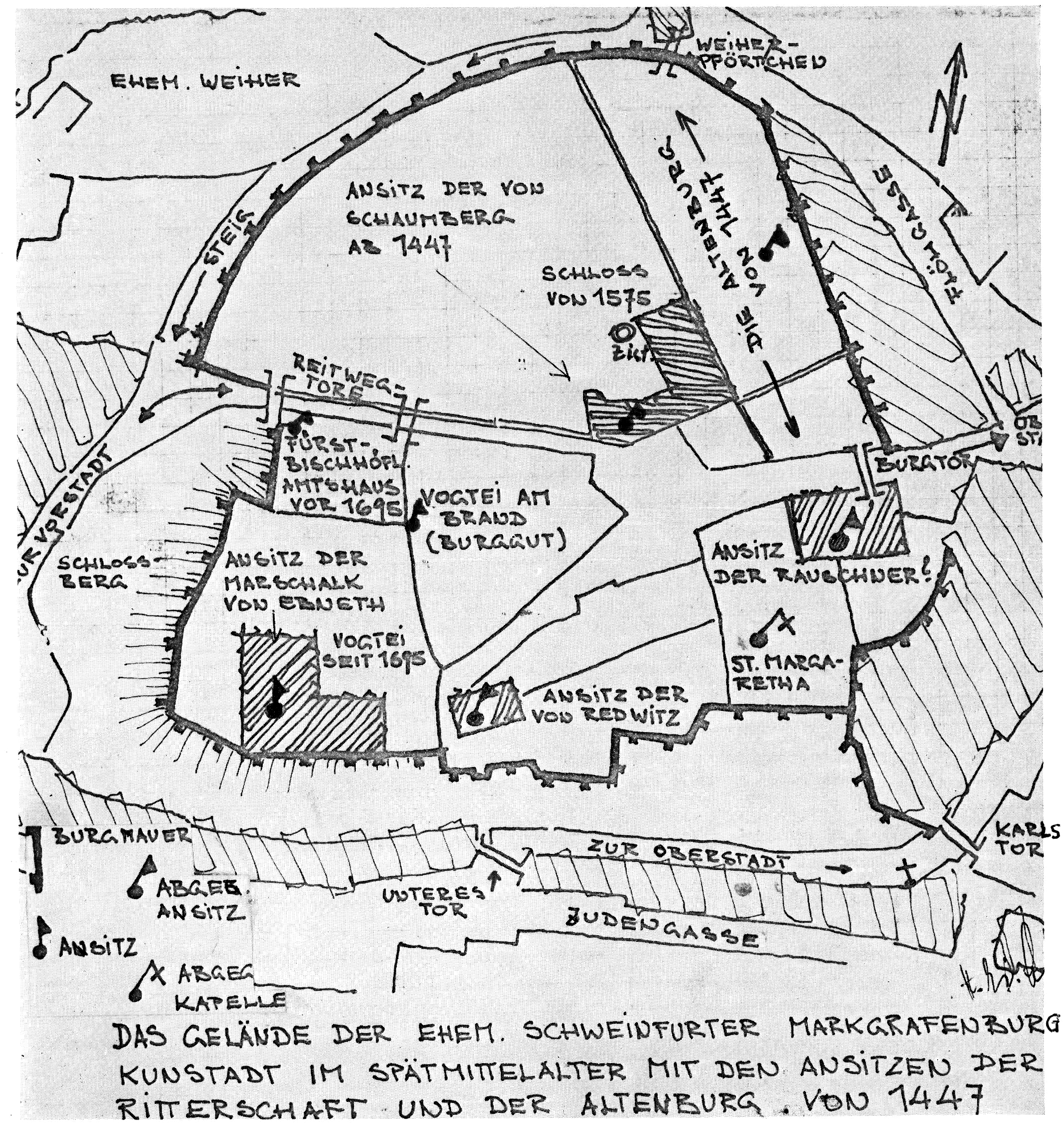
Skizze des Burgkunstadter Burgareals der ehemaligen Schweinfurter Markgrafenburg mit den Rittergütern und der Altenburg um 1477

1481 wurde erstmals von „Schuhbarten“, also Schustern berichtet.
1517 übernahmen die Burgkunstadter die Lehre Martin Luthers und blieben evangelisch bis zum Ende des Jahrhunderts. Dann verlangte Bischof Neidhardt von Thüngen von seinen Untertanen die Rückkehr zum katholischen Glauben. Im Gegensatz dazu forderte der Markgraf die Beibehaltung der protestantischen Konfession. Bis zum Jahre 1624 blieb so ein konfessionelles Durcheinander.
Im Bauernkrieg von 1525 unterstützten die Burgkunstadter Bürger die Bauern im Kampf um Freiheit und Rechte. Am Gründonnerstag, dem 13. April, setzten sie den Bürgermeister Fritz Eck und die Räte ab und bildeten einen Revolutionsrat von 18 Männern. Am darauffolgenden Tag wurden die 44 Hintersassen von ihrem Lehenseid entbunden und auf den Revolutionsrat vereidigt. Das Hauptquartier des Revolutionsrates befand sich im Gasthof Zum Morgenstern auf dem Grundstück der heutigen HypoVereinsbank in der Unterstadt.
In dieser Zeit wurden der Trieber Klosterhof und das Kloster Langheim unter der Führung des abtrünnigen Vogtes Hans Steudlein von Hans Knoch und Bader Kälblein geplündert. Die Ebnether, Strössendorfer und Wildenrother Schlösser wurden niedergebrannt. In Burgkunstadt wurden die Altenburg und das Alte Schloss zerstört. Davon handelt die Sage von der Goldenen Wiege.
Die Truppen des Schwäbischen Bundes setzten dem Aufstand im Hochstift von Bamberg am 17. Juni 1525 ein Ende. Da sich Burgkunstadt nicht ergeben wollte, befahl das Hochstift dem Schwäbischen Bund, die Stadt zu plündern und die Mannschaft zu töten. Angesichts der drohenden Niederlage kapitulierte die Stadt und musste harte Bedingungen hinnehmen. Aus der Oberstadt sollten zwei, aus der Unterstadt sechs und aus Altenkunstadt fünf Personen hingerichtet werden. Hans Steudlein und der Bader Kälblein konnten fliehen, der flüchtige Hans Knoch wurde in Forchheim aufgegriffen und am 12. August 1525 auf dem Kronacher Marktplatz mit dem Schwert hingerichtet. Am 22. August mussten die Burgkunstadter im Weismainer Kastenhof Huldigungen aussprechen und ihren Treueeid erneuern. Der Stadt und dem Amt Kunstat wurden hohe Geldstrafen auferlegt.
Ab 1544 musste jeder, der Bürger werden wollte, dem Vogt neun Denar (240 Denar entsprachen einem Pfund), jedem der sieben Schöffen und dem Stadtknecht einen Denar zahlen. Er war verpflichtet, eine Armbrust zu besitzen oder weitere drei Pfund zu zahlen.
Im Zweiten Markgrafenkrieg wurde die Stadt im Oktober 1553 von Albrecht Alcibiades angegriffen und besetzt. Als er die Stadt verließ, steckte er die Oberstadt in Brand, so dass nahezu alle Häuser abbrannten.

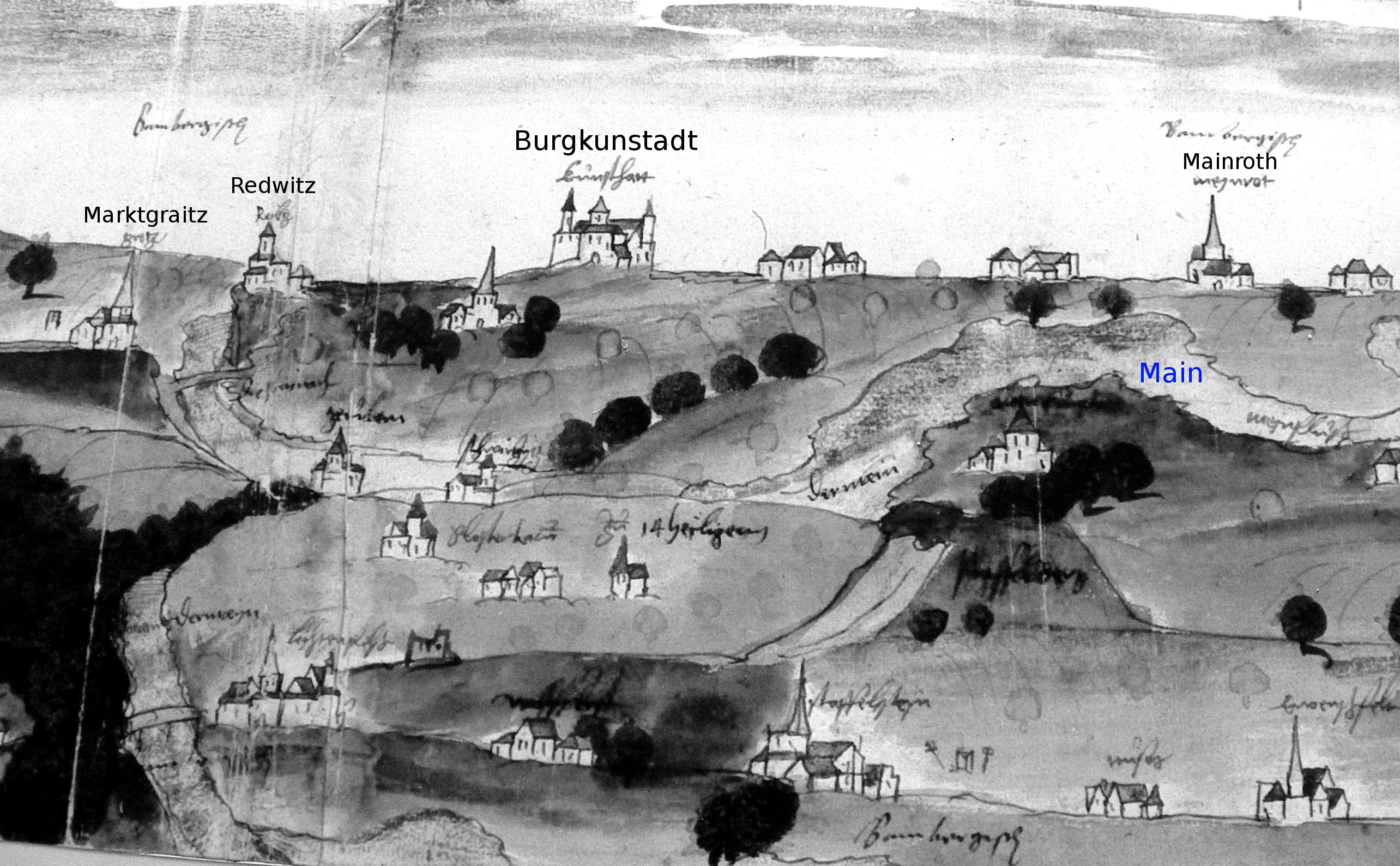
Geleitstraßenkarte von 1562. Oben die Strecke Coburg-Kulmbach, unten die Strecke Coburg-Bamberg. Sie zeigt, welche Ortschaften sich auf diesen Strecken befinden.

Bischof Georg IV. Fuchs von Rügheim gestattete neben Burgkunstadt allen Bamberger Landstädten am 1. Juni 1560 die Bürgeraufnahmegelder für Investitionen des städtischen Haushalts zu verwenden.
Hans Claus von Schaumberg ließ 1575 das zerstörte Schloss derer von Schaumberg in der Burgkunstadter Oberstadt neu erbauen.
Bedingt durch die Konfessionsuneinigkeit wurden in Burgkunstadt ab 1582 zwei Kalender verwendet. Die protestantischen Bürger orientierten sich am älteren, julianischen, die katholischen am neueren, gregorianischen Kalender. Erst 1700 wurde in Burgkunstadt der julianische Kalender abgeschafft und fortan nur noch der gregorianische verwendet.
In der Unterstadt fielen im Mai 1584 24 Häuser einem Brand zum Opfer, ausgehend vom Haus neben der jüdischen Badstube (heutige innere Kulmbacher Straße).
Ab 1590 gab es wahrscheinlich keinen Henker mehr in Burgkunstadt, die Halsgerichtssprengel Burgkunstadt und Graitz (heute: Marktgraitz) wurden zusammengelegt. Der Galgen befand sich fortan an der Gerichtsflur, 500 Meter nördlich von Marktgraitz. Auszuschließen ist jedoch nicht, dass auch der Galgen zwischen Altenkunstadt und Woffendorf benutzt wurde. Der Straßenname Galgenberg erinnert an den einstigen Standort.
Nachdem Kunigunde Netzer, die Tochter des Stadtschreibers, sich 1592 mit einer anderen Frau auf dem Marktplatz geschlagen und die beiden sich gegenseitig als „Hur“ beschimpft hatten, wurde sie aus der Stadt verwiesen und ihr Vater aus dem Amt entlassen. Dieses Beispiel zeigt, wie hart geringe Vergehen bestraft wurden.
Die Weismainer Castner-Urbar von 1596 enthält detaillierte Angaben über die Forst- und Schäferverhältnisse und die städtischen Rechte und Privilegien.
1598 berichtete der Vogt, dass die ganze Stadt nun evangelisch sei und er der letzte Katholik wäre. Im selben Jahr begann jedoch auch in Burgkunstadt die Gegenreformation.
Ebenfalls ab 1598 war jeder, der Bürger werden wollte, verpflichtet, eine von der Stadt festgelegte Waffe zu besitzen und diese spätestens einen Monat nach der Ernennung zum Bürger vorzuweisen.
Ein Schulhaus mit zwei Schulsälen gab es in Burgkunstadt seit 1606/1607. Nachdem es beim Schwedeneinfall 1633 zerstört worden war, wurde es 1656 an selber Stelle neben der Pfarrkirche wieder aufgebaut.
Um auch für die mittlerweile nicht unwesentliche Zahl jüdischer Mitbürger einen Friedhof einzurichten, kaufte die Stadt 1620 ein Stück Land unterhalb des Ebnether Berges. Der älteste Grabstein stammt von einem Pesttoten des Jahres 1626, der jüngste von 1940. Der Friedhof ist erhalten geblieben.
1624 meldete der Stadtpfarrer, dass die Bürger der Oberstadt und die Vollbürger der Unterstadt wieder restlos katholisch waren.
Die Pest brach in Burgkunstadt 1312, 1348, 1448, 1473 und 1626 wieder aus. In diesem Jahr starben 195 Burgkunstadter an der Krankheit, was etwa ein Drittel der damaligen Bevölkerung ausmachte. Die Toten wurden in einem Massengrab unter einer Holzkapelle vor dem Friedhof bestattet. Heute steht an dieser Stelle die 1852 errichtete Vorkapelle.
1628 forderte der Bischof alle Bürger auf, an der Osterbeichte teilzunehmen. Wer dies nicht tat, galt als Protestant und wurde aus der Stadt verwiesen. Dies bedeutete das vorläufige Ende der lutherischen Gemeinde. Obwohl der Adel evangelisch blieb und selten die katholische Kirche betrat, bestanden seine Mitglieder auf ihre Kirchenstühle in der Pfarrkirche und ließen sich auch dort begraben.
Im Dreißigjährigen Krieg übergaben die Burgkunstadter Ratsherren am 8. und 9. März 1632 die Stadt an die markgräflichen Truppen, obwohl einige Bürger dagegen waren. Bereits am 10. März schrieben diese einen Brief an den Fürstbischof, in dem es hieß: „Ihre Herren haben ohne Consens der Bürgerschaft die Stadt dem Feinde übergeben […] wir bitten auch um Succors (Hilfe) und um Kraut und Loth (alte Bezeichnung für Pulver und Gewehrkugeln)“. Die markgräfliche Armee verließ jedoch bald wieder die Stadt.
Am Fronleichnamstag, dem 10. Juni 1632 desselben Jahres, plünderten vier schwedische Reiterkompanien, von Kronach kommend, die Stadt.

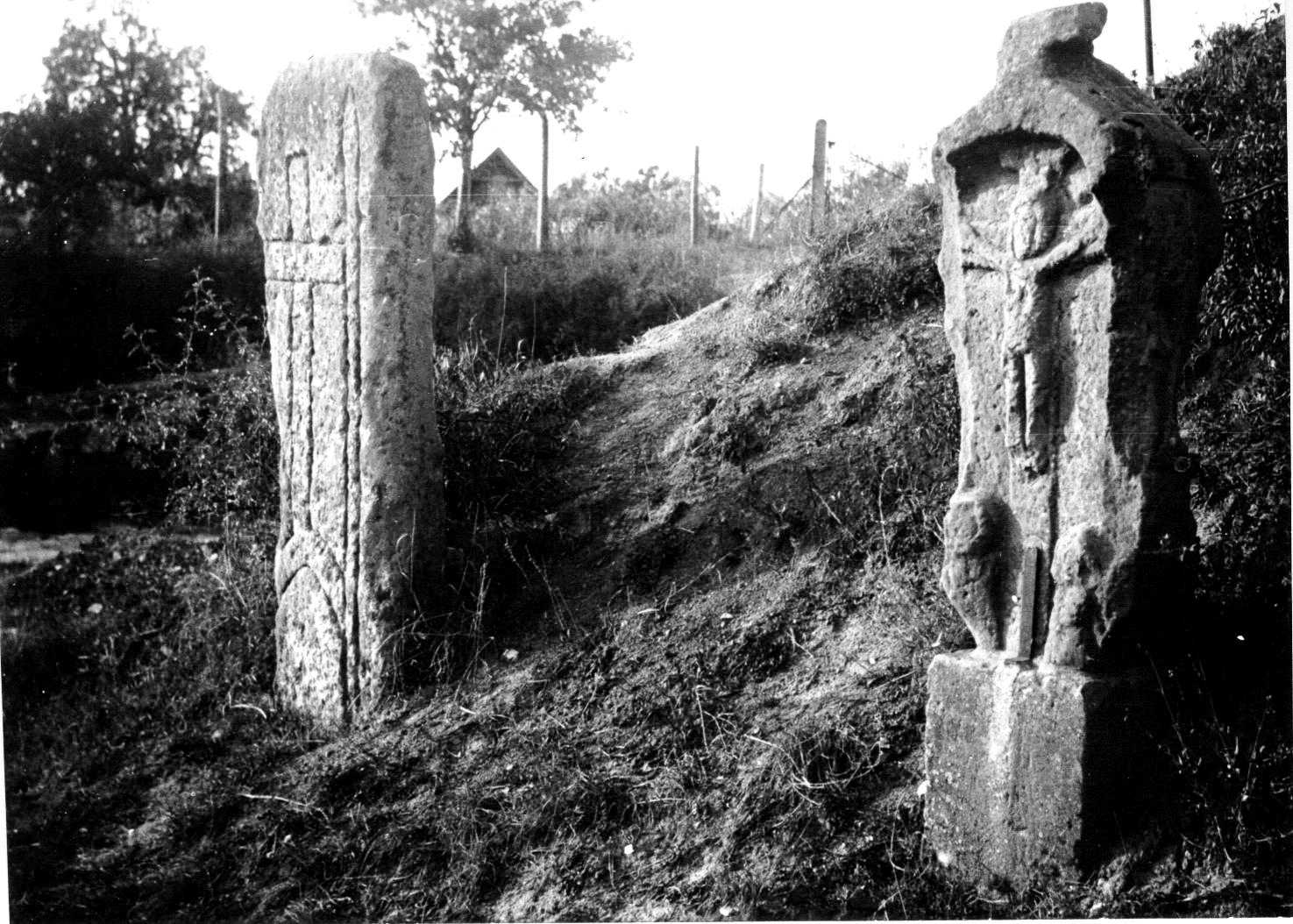
Stein-Martern an der heutigen Kirchleiner Straße, Foto um 1930

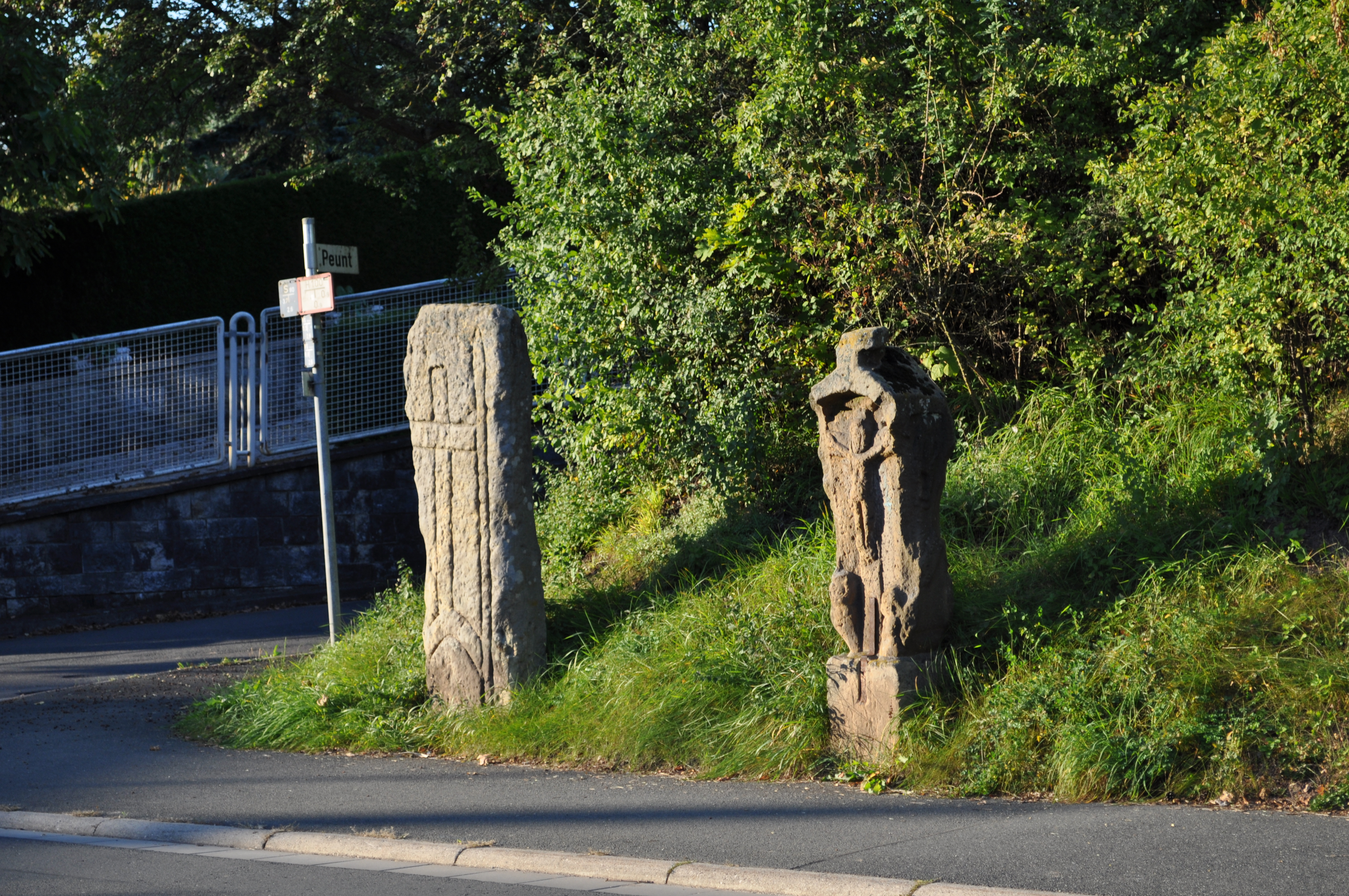
… und 2010

Der nächste größere Angriff fand am 25. Oktober statt, als eine gemeinsame Armee von Kulmbachern, Coburgern und Schweden mit rund 350 Infanteristen und mehr als 30 Kavalleristen die Stadt überfiel. Der heutige Straßenname 
Kriegsäcker im östlichen Teil Burgkunstadts lässt darauf schließen, dass dort das Gefecht stattfand, oder dass sich das feindliche Lager dort befand. Aus diesen Zeiten sind zwei Sühnesteine erhalten, von denen der eine aus dem Dreißigjährigen Krieg stammen könnte. Dies ist jedoch umstritten, da die gotische Form auf eine frühere Fertigung des Steines hindeutet.
Im Herbst/Winter 1632 war Burgkunstadt 14 Wochen lang von einer kaiserlichen Kompanie des Kroatenkommandanten Petro de Lafaino besetzt.
Am 30. Januar griffen Reiter des Oberst Rosen die kroatische Kompanie als Vergeltung für deren Schandtaten an und vertrieb sie am 1. Februar.
Nachdem die Schweden ein Jahr und fünf Monate Burgkunstadt besetzt hatten, zogen sie völlig unerwartet ab. Am 7. September 1633 quartierten sich kaiserliche Truppen in den Ämtern Weismain und Burgkunstadt ein. Teile der Kompanie Otto Otts lagerten insgesamt 42 Wochen in Burgkunstadt.
1634 brach erneut die Pest in der Stadt aus. Am Ende des Jahres waren 110 Tote zu beklagen. In der Pestzeit gab es eine Art Quarantänestation, das Siechhaus, am Fuße des Friedhofsberges, in dem die Infizierten auf ihren Tod warteten.
Am 16. Januar 1635 wurde eine Aufstellung aller Verluste und Soldaten des bisherigen Kriegsverlaufes gefertigt. Die Aufzählung nennt sieben Einfälle der Schweden, einige Plünderungen und Brandstiftungen und 13 Tote. Zudem war ein Verlust von 4576 Gulden zu beklagen, was damals eine riesige Summe war.
- 13 Geißeln
- 24 Kühe
- 2 Pferde
- 16 Eimer Wein
- 6 Scheffel Getreide
- 2 Scheffel Korn
- 1 Scheffel Gerste
- ½ Scheffel Weizen

Welche Art von Gütern geplündert wurde, zeigt eine zeitgenössische Auflistung der Verluste beim Überfall auf Burgkunstadt durch die Truppen des Marchese de Cardio.
Die Armut einiger Bürger führte auch zu Verrat, um an den erbeuteten Gütern beteiligt zu werden. Eine Magd verriet einigen Soldaten den Felsenkeller, in dem viele Bürger ihre Wertsachen gelagert hatten. Die Schweden plünderten diesen Keller und es entstand ein Schaden von 700 Gulden. 1635 endete schließlich auch das schwedische Kriegswesen in und um Burgkunstadt, das 1632 begonnen hatte.
Die Pest brach 1635 ein weiteres Mal aus mit nochmals 38 Toten. Insgesamt war die Hälfte der Bewohner Burgkunstadts an der Pest gestorben. Da oft ganze Familien ausstarben, standen viele Häuser und Höfe leer und wurden neu vergeben. Die Pesttoten wurden auf dem Siechenacker begraben. Auf die Gräber wurden fünf Linden gepflanzt, die noch heute, wenn auch teilweise nur noch als Stümpfe, vor der Fünf-Wunden-Kapelle beim Friedhof stehen.
| Betrag (in Gulden) | Schaden                              | Anmerkung |
| ------------------ | ------------------------------------ | --- |
| 40.800             | Brandschaden                         | Reiner Gebäudeschaden, da eine Spezifizierung des verbrannten Mobiliars unmöglich war                                                                        |
| 120                | Wert des gestohlenen Bieres          | |
| 60                 | Wert des gestohlenen Getreides       | Die Angaben bei Bier und Getreide beziehen sich nur darauf, wie viel gestohlen wurde. Eine undefinierbare, weitaus höhere Menge der beiden Güter verbrannte. |
| 2.000              | gestohlenes oder verbranntes Bargeld | Bezieht auch den Sachwert gestohlener Güter mit ein |
| 816                | Gestohlene Ochsen                    | Insgesamt 34, jeder auf 24 Gulden geschätzt |
| 1.032              | Gestohlene Kühe                      | Insgesamt 86, jede auf zwölf Gulden geschätzt |
| 40                 | Gestohlene Ziegen                    | Insgesamt 20, jede auf zwei Gulden geschätzt |
| 44.868             | Gesamtschaden                        | Gibt nur das Schätz- und Messbare wieder, der eigentliche Schaden war wesentlich höher                                                                       |

Von Saalfeld aus überfielen 800 kaiserliche Soldaten die noch nicht wieder aufgebaute Stadt. Obwohl Burgkunstadt zu dieser Zeit wieder katholisch war, raubten sie das gesamte Vieh und steckten zwei Rathäuser, das Brauhaus, die Schule, das Pfarrhaus und die katholische Kirche in Brand. Nur noch 12 Häuser standen danach in der Oberstadt. Der Brandschaden belief sich auf 44.868 Gulden. Auch hier blieb die Auflistung der Schäden erhalten.
Obwohl 1648 mit dem Westfälischen Frieden der Dreißigjährige Krieg zu Ende war, war die Not und das Elend in Burgkunstadt noch nicht vorbei. Brot wurde aus Eichenmehl und Baumrinde hergestellt. Neben verwilderten Menschen und abgedankten Soldaten trieben sich Mörder, Brandstifter und andere Verbrecher in den Straßen herum.
Zum Kriegsende wurde eine Inventur der noch vorhandenen Arbeitstiere durchgeführt. Von den 48 bürgerlichen und 49 edelmännischen Haushalten hatten einige noch den Großteil ihres Viehs, andere überhaupt nichts mehr davon.
Am 2. März 1649 wandten sich die wenigen verbliebenen Bürger an den Fürstbischof von Bamberg mit der Bitte, dass ihnen die 163 Taler Friedensgeld angesichts der durch den Krieg entstandenen Armut der Bevölkerung erlassen werde. Dieser Bitte wurde jedoch nicht entsprochen, der Betrag konnte lediglich in zwei Raten gezahlt werden.

### 1650–1887 Von der Agrarstadt bis zu den Anfängen der Industrialisierung
Um für die Sicherheit der Bevölkerung nach dem Krieg zu sorgen, veranlasste Fürstbischof Melchior Otto 1650 die Gründung einer Bürgerwehr in Burgkunstadt.
1653 wurde erstmals einem Juden erlaubt, in die Oberstadt zu ziehen.
Die zerstörte Schule und die Kirche am Marktplatz wurden 1656 neu erbaut.
Hans-Ernst von Schaumberg ließ 1657 eine Judenschule in der Unterstadt bauen, die der jüdischen Bevölkerung Burgkunstadts auch als Synagoge diente.
Nachdem die Familie des Mainecker Amtmannes Christoph Burckhard während des Dreißigjährigen Krieges von der Pest verschont geblieben war, löste der Amtmann 1659 sein Gelübde ein, eine Kapelle zu errichten. Als Ort wählte er ein Grundstück im heutigen Friedhof, auf dem bis dahin die verfallene Tierkapelle stand, deren Steine größtenteils bereits zum Bau der Altenburg abtransportiert worden waren. Am 26. September 1666 feierte Dekan Dr. Elias Kraus aus Weismain in der Kapelle die erste Messe. Geweiht wurde sie aber erst 1706 auf den Namen Fünf-Wunden-Kapelle, der an eine Überlieferung von 1658 erinnert, wonach einer kranken Magd die fünf Wunden Jesu Christi erschienen sind und sie geheilt wurde. Etliche weitere Wunderheilungen trugen dazu bei, dass die Kirche bis in die 1930er Jahre eine vielbesuchte Wallfahrtskirche war.
1660 wurde der Löschwasserteich am Marktplatz vor der katholischen Kirche in Stein gefasst. Die Steinfassung blieb in dieser Form bis 1935 erhalten.
Die Bierkriege begannen 1666. Es handelte sich dabei um unzählige, meist bewaffnete Fehden bis etwa 1880, mit denen die Burgkunstadter das ihnen verliehene Braurecht in ihrem Amtsbezirk durchsetzen wollten. Für eine Michelauer Hochzeitsfeier waren aus dem Schwürbitzer Brauhaus vier Eimer (Hektoliter) Bier herangeschafft wurden. Als der Burgkunstadter Vogt dies erfuhr, läutete er am 18. Januar 1666 Sturm. 40 Bürger zogen bewaffnet in Richtung Michelau. In Marktzeuln kamen weitere 32 dazu, da die Marktzeulner eine Abneigung gegen die Schwürbitzer Brauer und Trinker hegten. In Michelau angekommen, tranken die Soldaten so viel wie möglich weg, der Rest wurde nach Burgkunstadt gefahren. Dem Brautpaar wurde mitgeteilt, sie könnten die Fässer gefüllt gegen Bezahlung wieder in Burgkunstadt abholen.
1668 wurde in einem Abkommen festgelegt, welche Ortschaften Burgkunstadt mit Bier beliefern durfte. Dieser Bierbann erstreckte sich im Westen bis Michelau, im Norden bis Hummendorf und im Osten bis Schmeilsdorf. Südlich von Burgkunstadt betraf der Bierbann die Ortschaften Burkheim, Obersdorf, Reuth, Thelitz, Anger und Wolfsloch (alle gehören heute zur Gemeinde Hochstadt am Main). Da ein Antrag der Altenkunstadter auf eigenes Braurecht bereits 1488 abgelehnt worden war, durften sie zwischen Weismainer und Burgkunstadter Bier wählen.
Aus nicht bekannten Gründen wurde 1669 das Marktrecht um drei Jahrmärkte reduziert, so dass nur noch neun abgehalten werden durften.
Neben der Synagoge und Judenschule wurde 1679 ein Gemeindehaus errichtet.
In Bürgermeisterrechnungen wurden 1685/1686 „Schuchpfände“ erwähnt, eine Standgebühr für den Schuhverkauf am Marktplatz.

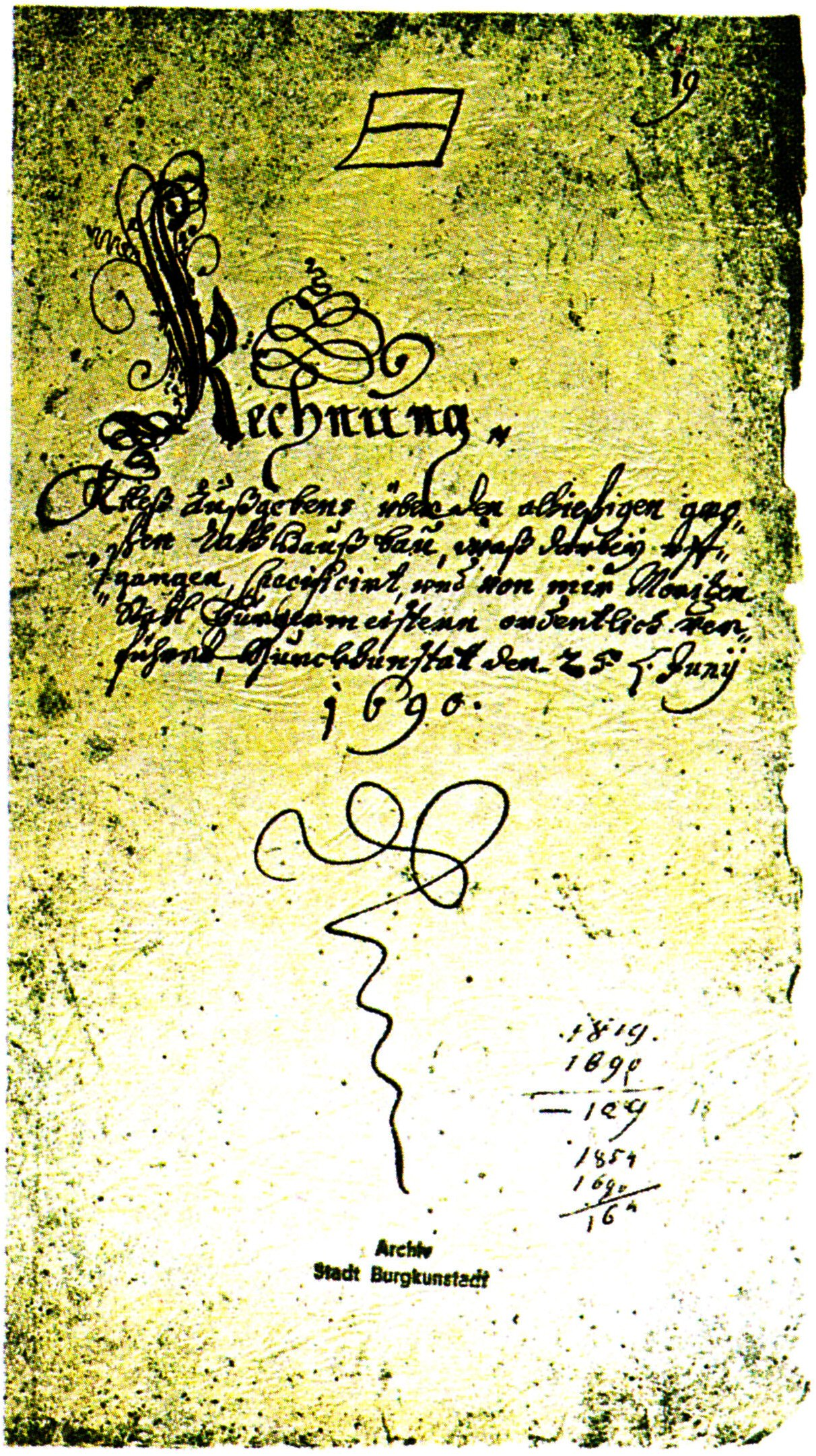
Die Rechnung zum Burgkunstadter Rathausbau im Jahr 1690. Der Text lautet:
„Alleß Ausgegebens über den allhießigen großen Rathhausbau, was darbey uffgangen, spezifiziert und von mir, Moritzen Stahl, Bürgermeistern ordentlich verführet. Burchkunstatt, den 25. Juny 1690“

Im Jahr 1689 beauftragte Bürgermeister Moritzen Stahl Hans Gebelin und den zur damaligen Zeit bedeutendsten Meister fränkischen Fachwerkbaus, den Zimmermann Jörg Hofmann aus Zeil am Main, den ehemaligen Bergfried der Burg in ein Rathaus umzubauen. Begonnen im Oktober 1689, konnte der Um- und Ausbau nach nur sieben Monaten fertiggestellt werden. Aus der Rechnung vom 25. Juni 1690 geht hervor, dass der Bau 571 Gulden, 27 Kreuzer und einen halben Pfennig kostete. In dieser Rechnung führte Moritzen Stahl sogar seine Arbeitszeit für das Erstellen der Rechnung, die währenddessen verzehrten Speisen und die Kosten für das verwendete Papier auf. Die Summe entspricht umgerechnet 35.000 bis 40.000 Euro.
13 Rechnungen zwischen 1631 und 1698 weisen nach, dass in der Unterstadt außergewöhnlich viele Gerber lebten.
1699 fanden, ausgehend von Thurnau, im Bamberger Fürstentum Judenverfolgungen statt, von denen auch Burgkunstadter Juden betroffen waren. Am 23. Mai wurden 14 Häuser jüdischer Bewohner in der Unterstadt gestürmt und geplündert. Die Plünderungen eskalierten, als die Judenverfolger auch die Vogtei und Häuser wohlhabender christlicher Bürger überfallen wollten. Deshalb rückten Bamberger Soldaten in die Stadt ein. Bei den Gefechten wurden sieben Bauern erschossen und 70 weitere gefangen genommen. Ein Teil von ihnen wurde zur Zwangsarbeit in der Forchheimer Festung verurteilt, der Rest über die Grenzen abgeschoben. Am 14. Februar 1702 beauftragten die bischöflichen Räte den Vogt, insgesamt 50 Gulden an die Bürger zu verteilen, die bei den Verfolgungen Juden bei sich aufgenommen hatten.
Bischof Lothar Franz von Schönborn erließ am 5. Mai 1706 eine Bäcker- und Metzgerordnung für Burgkunstadt.
Die zahlreichen Wunderheilungen von Kranken in der Fünfwundenkapelle wurden 1699 Papst Innozenz XII. gemeldet und sorgten für die Bekanntheit der Kapelle. Aufgrund des Pilgeransturms musste 1703 die Kapelle zu einer kleinen Kirche ausgebaut werden. Dazu stiftete Amtmann Benignus Christoph Burckhard 250 Gulden, einen Acker und ein halbes Schock (30 Stück) Bauholz. Das Langhaus wurde 1719 fertiggestellt, der gesamte Ausbau wegen Geldmangels aber erst 1752.
Bei einem Brand wurden 1714 sechs Häuser in der Kronacher Straße zerstört.
1717 beschränkten die fürstbischöflichen Räte den Bierbann auf die bambergischen bzw. langheimischen Orte Weidnitz, Neuses, Horb, Zettlitz, Mainklein, Reuth, Hainzendorf, Burkheim, Obersdorf, Thelitz und Anger. Dies lag darin begründet, dass sich mehrere Adlige im Umland beim Speyerer Reichskammergericht über die „gewalttätigen und landfriedensbrüchigen“ Aktionen der Burgkunstadter Bürgerwehr bei der Verteidigung des Braurechts beschwert hatten.

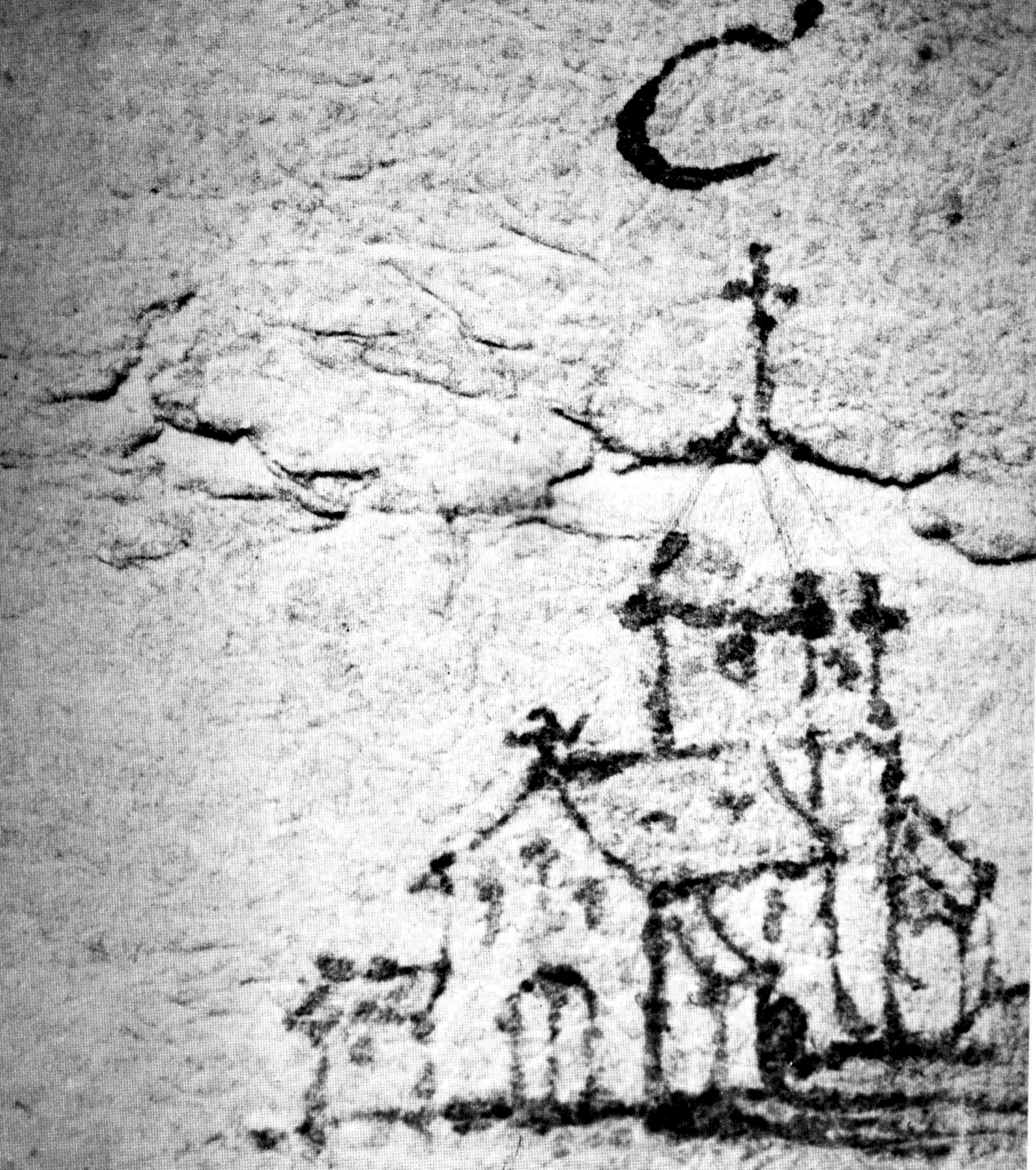
Skizze der Pfarrkirche von 1747

Ein Jagd- und Flurriss des Geometers Thablitzer von 1747 zeigt eine Skizze der Burgkunstadter Pfarrkirche. Wie früher üblich, steht der Kirchturm im Osten.
Während des Siebenjährigen Krieges fielen zweimal preußische Freikorps in die Stadt ein und quartierten sich einmal auch dort ein. Im Mai 1759 wurden der damalige Vogt Kitzing und die Judenältesten der Unterstadt als Geiseln genommen und verschleppt. Die Zerstörung und Plünderung der Stadt konnte jedoch durch das geschickte Verhandeln des Vogtes und seiner Frau sowie der Zahlung von 2230 Gulden Lösegeld verhindert werden.
Am 1. Januar 1764 ereignete sich eines der schlimmsten Hochwasser des Mains, bei dem zahlreiche Keller in der Unterstadt unter Wasser standen, und auch mehrere Erdgeschosse überflutet waren.
1777 wurde die Statue des Brunnenheiligen Johannes Nepomuk mitten auf dem Marktplatz aufgestellt, um an die ergiebige Wasserader in 130 Meter Tiefe zu erinnern. Vorher stand dort ein großes Holzkreuz, das vor das Lendtor versetzt wurde.
Hofwerkmeister Johann Lorenz Fink begann 1783 mit den Planungen für die Abtragung des alten Kirchturms der katholischen Kirche und für den Bau eines neuen am Westende, der am 1. August 1786 vollendet wurde. Bis dahin befand sich an der Westseite der Kirche das Wohn- und Arbeitshaus des Stadtschreibers bis 1525, welches „Rathäusel“ genannt wurde. Als Strafe für die Teilnahme der Burgkunstadter am Bauernkrieg wurde es als Kastenlehen Weismain zugeschrieben. Pfarrer Schlör gelang es jedoch, das Rathäusel von den Weismainern zurückzuerhalten und so den Bau des Kirchturms zu ermöglichen.
In die Kugel des Turmdaches wurde traditionell eine Turmknopfurkunde von Pfarrer Schlör gelegt. 1783 bezeichnete er als ein „Jahr mit bestem Weinwuchs“. Eine Maß Wein kostete 16 Kreuzer (eine Maß Bier 3 Kreuzer). Auf Anordnung der jeweiligen Grundherren wurde mindestens seit Anfang des 14. Jahrhunderts im westlichen Oberfranken und somit auch in Burgkunstadt Wein angebaut, obwohl er dort selten reiche Erträge einbrachte. Zahlreiche Straßennamen in Burgkunstadt und den Gemeindeteilen erinnern an den ehemaligen Weinbau. Am Weinberg befinden sich die Reste von fünf Weinhüterhöhlen, Spuren von Terrassen und Mauern und auch verwilderte Weinreben. Aus der Urkunde geht auch hervor, dass es, bedingt durch harte Winter, mehrere Hungersnöte und deshalb hohe Preissteigerungen für Lebensmittel gab.
Zum blutigen Höhepunkt der Bierkriege kam es am 21. Juli 1783, als die Burgkunstadter erfuhren, dass die Neuseser ihr Kirchweihbier von der Strössendorfer Brauerei des Johann Wilhelm von Schaumberg bezogen hatten. Der Korporal Sebastian Hüllweber beschlagnahmte mit 36 bewaffneten Bürgern das 120-Liter-Fass und brachte es nach Burgkunstadt. Neben eher harmlosen Vorfällen in Neuses wie Beleidigungen und Schlägereien kam es auch zum Abhacken von Daumen bei Degenkämpfen. Letztendlich gelang es den Burgkunstadtern, nach vielen Verletzungen auf beiden Seiten, das Bierfass zu entwenden. Mit diesem letzten Überfall auf einen Nachbarort endeten die Bierkriege. In den Folgejahren gab es lediglich noch verbale Auseinandersetzungen bei Nichtbeachtung des Burgkunstadter Braurechtes.
Als 1785 der junge Burgkunstadter Albert Wagner als Schustermeister eine Werkstatt eröffnen wollte, lehnte dies der Landesherr, Fürstbischof Franz Ludwig von Erthal, ab, da es bereits 14 Schuhmachermeister in der Stadt gab.
Am 20. Januar brach in der katholischen Kirche der Hauptträger der Empore, worauf am 14. Juli Teile des Hauptgesimses hinabstürzten. Verletzt wurde dabei niemand, obwohl die Kirche nahezu voll besucht war. Nach diesen Vorfällen wurde beschlossen, sie zu sanieren. Nachdem 1802 auch noch der alte Kirchturm eingestürzt war, wurden die Gottesdienste aus Sicherheitsgründen ab 28. April 1803 bis 1818 in der mittlerweile ebenfalls baufälligen Klausenkapelle abgehalten.
1801 wurde in einer Beschreibung Burgkunstadts durch das Hochstift Bamberg die Lebkuchenbäckerei Metzger erwähnt, die später ihren Geschäftssitz nach Nürnberg verlegte und dort die Firma Haeberlein-Metzger (Nürnberger Lebkuchen) gründete.
Im Zuge der Säkularisation wurde der Fürstbischof Christoph Franz von Buseck zum Rücktritt gezwungen und das Hochstift Bamberg 1802/1803 eine bayerische Provinz. Damit endete die Zugehörigkeit Burgkunstadts zu Bamberg und die Vogtei verlor ihre Funktion als Sitz des Steuereinnehmers. Im Zuge der Gewerbefreiheit wurden auch die Vorrechte der oberstädtischen Vollbürger bedeutungslos. Durch die Religionsfreiheit konnten Angehörige aller Religionen Bürger der Stadt werden. Der Amtsarzt von Burgkunstadt, Altenkunstadt und Weismain hatte noch seinen Sitz in Burgkunstadt.
Der Burgkunstadter Pfarrer Nikolaus Nieser ersteigerte am 17. Februar 1803 aus dem teilweise abgebrannten und aufgelösten Kloster Langheim neben Messgewändern auch die beiden Sandsteinfiguren Maria Immaculata und Johannes Nepomuk, die vermutlich von dem Bamberger Hofbildhauer Johann Paul Benkert stammen. Sie stehen seitdem vor der katholischen Kirche.
Minister Maximilian von Montgelas bestimmte, dass sich die Friedhöfe ab 1804 nicht mehr innerhalb von Ortschaften befinden durften. Der Burgkunstadter Friedhof wurde deshalb zur Fünfwundenkapelle verlegt. Bis dahin waren die Toten rund um die katholische Kirche bestattet worden. Die Skelette wurden alle drei Jahre ausgegraben und im Beinhaus an der Außenseite des Chores untergebracht, um Platz für neue Gräber zu schaffen.
Im Frühjahr 1812 wurde die Ruine der katholischen Kirche abgetragen und am 31. Juli der Grundstein für das neue Langhaus gelegt. Bereits am 31. Oktober fand die Benedizierung der noch unfertigen Kirche statt.

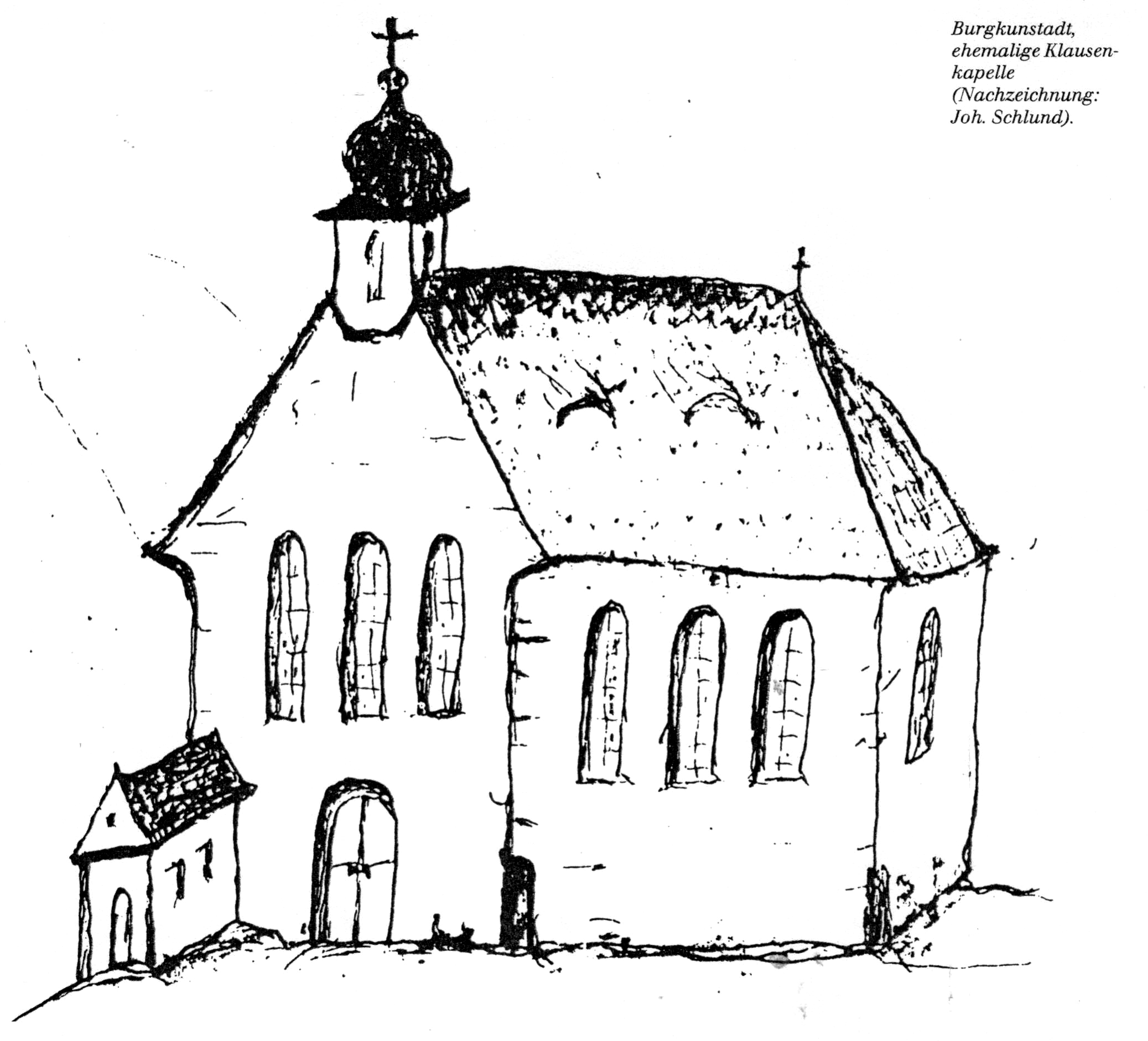
Skizze der Burgkunstadter Klausenkapelle

Am 19. April 1816 erging der Beschluss, die alte Einsiedelei, die um 1000 n. Chr. gegründet worden war, und die Klausenkapelle Zu unserer lieben Frauen abzureißen. Sie wurden mit dem dazugehörenden Grundstück versteigert. Um den Abriss musste sich der Käufer, Johann Zeitler, kümmern und von dem Grundstück eine Breite von sechs Schuh abgeben, damit die Kulmbacher Straße verbreitert werden konnte. Reste der Kapelle und eine Jesusstatue sind im ehemaligen Vorgarten der Kapelle erhalten geblieben. Ein Kreuzweg, von dem zwei Steine von 1518 bzw. 1668 erhalten sind, führte mit sieben Stationen von der Kapelle zum Friedhof. Das kostbarste Kleinod der Stadt, die doppelgesichtige Madonna, die sich heute in der Fünfwundenkapelle befindet, stand bis zum Abriss in der Klausenkapelle.
Ebenfalls 1816 wurde der Pentzertortum abgerissen, dessen Name von der gegenüberliegenden Wiese der Familie Püntzendorfer herrührte.
Nach der Gemeindereform erfolgte 1818 die Zusammenlegung von Ober- und Unterstadt, der jeweilige Gemeindebesitz wurde jedoch nicht vereinigt.
Im Jahr 1819 waren 90 Gewerbe verzeichnet, vor allem die Leder-, Textil- und Wollwarenverarbeitung, aber auch Gerberei sowie Vieh- und Korbhandel waren wichtige Wirtschaftszweige. Hinzu kamen 36 Bauernhöfe.
Zwischen 1821 und 1831 gab es zwei Wochenmärkte, zwölf Jahrmärkte und bis zu 28 Viehmärkte im Jahr. Trotz einiger Schwankungen in der Anzahl der Märkte blieb bis Anfang des 20. Jahrhunderts das Marktwesen ein wichtiger Bestandteil der einheimischen Wirtschaft.
1822 wurden die beiden christlichen Schulen zusammen mit der jüdischen zu einer religionsübergreifenden Gemeinschaftsschule vereinigt.
Als Folge der Religionsfreiheit kamen ab 1825 vermehrt Protestanten nach Burgkunstadt und zogen dort vor allem in die Häuser der in die Großstädte abgewanderten Juden am Weihersbach ein.

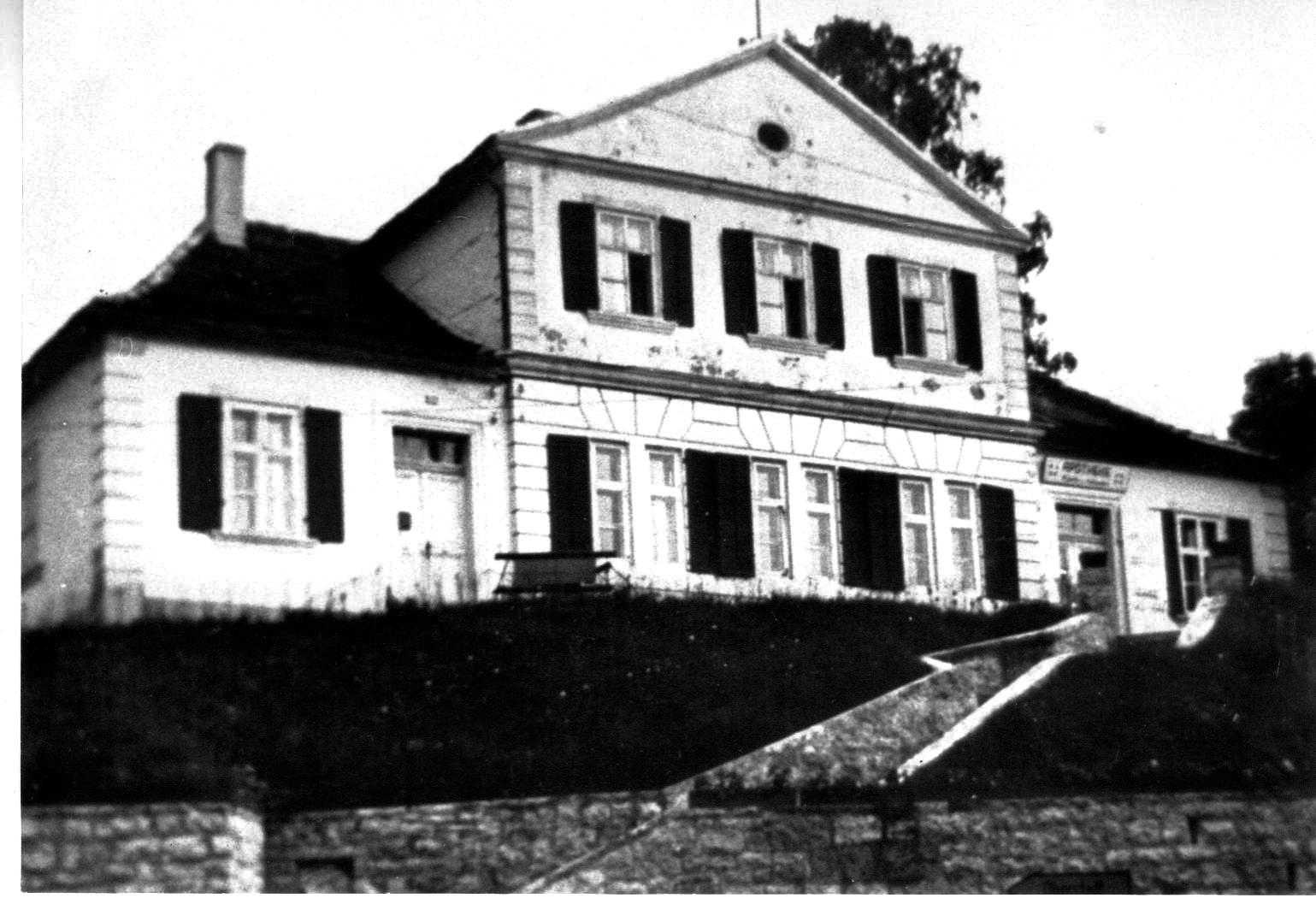
Erste Burgkunstadter Apotheke

In diesem Jahr erging auch die staatliche Anordnung, in Burgkunstadt eine Apotheke zu eröffnen, da die Entfernungen nach Bayreuth, Coburg und Kulmbach mit rund drei Stunden Fußmarsch zu groß waren. Aus einer Vielzahl von Bewerbungen bekam Constantin Voigt am 14. August 1826 die Genehmigung, eine Apotheke zu betreiben, die am Wolfsberg (Kreuzung Schindgraben-Kulmbacher Straße) gebaut wurde.
Um 1825 bauten die Familien Püls, Pfeuffer und Günther zum Kommunbrauhaus in der Oberstadt ein zweites Brauhaus in der Unterstadt. Während die Nachkommen Josef Pfeuffer und Peter Günther Anfang des 20. Jahrhunderts dort noch Bier brauten, hörte Johann Püls 1906 auf. Wegen fehlender Kühlmöglichkeiten konnte nur im Winter gebraut werden. Nach der Abkühlung wurde das gesottene Bier in die Gär- bzw. Lagerkeller der jeweiligen Besitzer gebracht. Da die beiden Schankstätten direkt nebeneinander lagen, gab es zwischen den Familien Pfeuffer und Günther häufig Streit wegen des Bierausschanks und der Nutzung des Brauhauses.
Erster Expeditor und Posthalter wurde am 28. Mai 1828 der damalige Besitzer des Hotels Stern in der Unterstadt, Georg Franz Brückner. Er bemühte sich vor allem um den Postverkehr nach Weismain, da sich dort die zuständigen Behörden wie Finanzamt, Amtsgericht oder Notar befanden.
Von 1830 bis 1870 wurde in den Hinterräumen des Burckhard-Amtshauses (heute: Marktplatz 13) Schulunterricht erteilt.

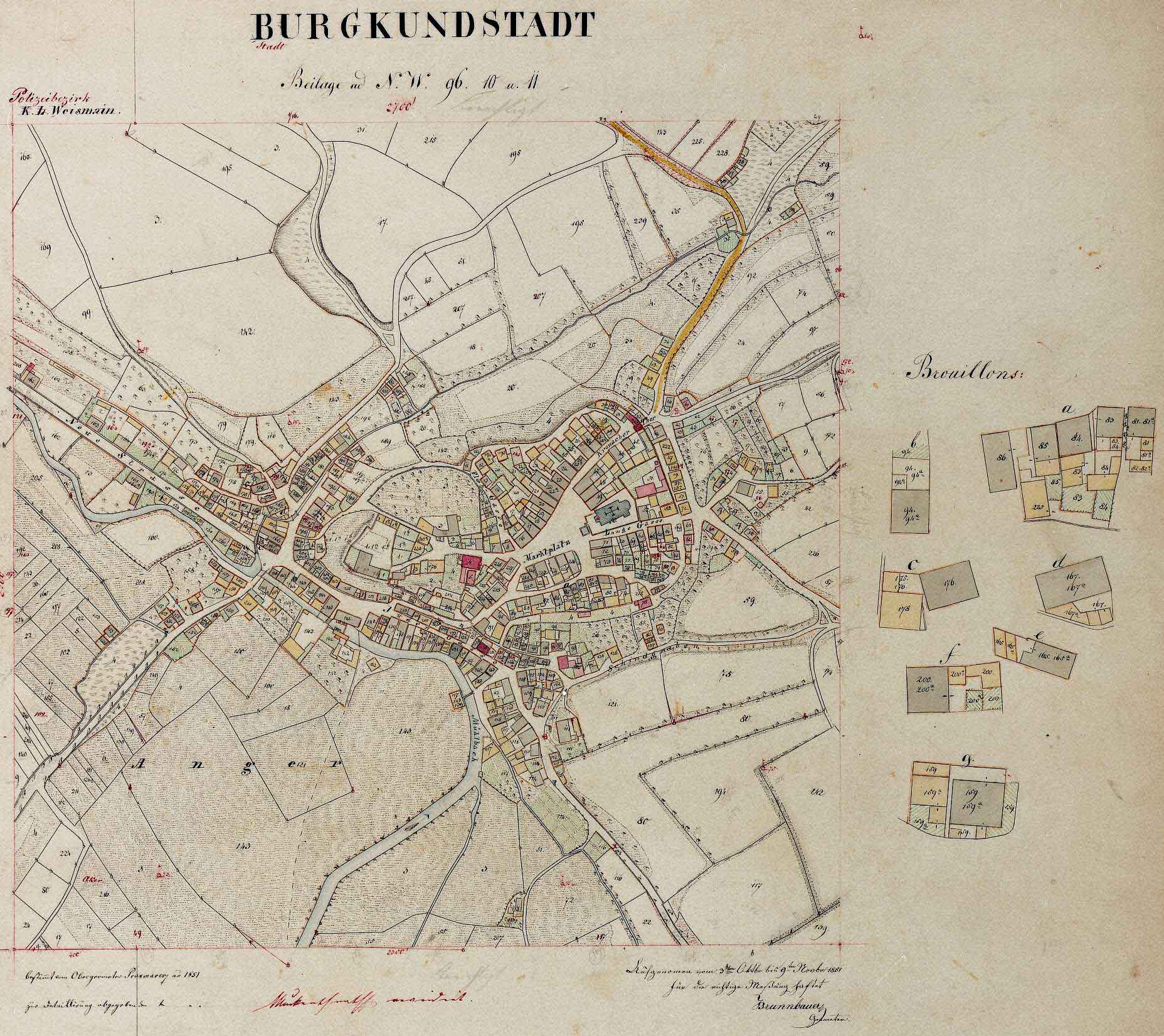
Historischer Ortsplan von Burgkunstadt aus dem Jahr 1851

1835 wurde die damals „Neustraße“ genannte Lichtenfelser Straße gebaut, die vor allem von Juden besiedelt wurde.
Aufgrund des wirtschaftlichen Erfolges des Tuchmachergewebes wurde 1837 eine Tuchmacherzunft gegründet.
Nach 26 Jahren Bauzeit wurde die katholische Kirche auch unter Mitarbeit namhafter Künstler fertiggestellt und am 12. September 1838 von dem Erzbischof Joseph Maria von Fraunberg geweiht. Die Baukosten betrugen insgesamt rund 12.000 Gulden.
Bedingt durch die jüdischen Abwanderungen zu dieser Zeit fand im November 1840 eine konfessionelle Schülertrennung statt. Die Gebrüder Sack kauften 1851 ein Haus im Feuerweg (heute Nr. 19) zur Nutzung als jüdisches Schul- und Wohnhaus.
Mit dem Bau der Eisenbahnlinie Burgkunstadt – Kulmbach und deren Eröffnung am 15. Februar 1846 wurde ein wichtiger Schritt zur Industrialisierung getan. Neben den positiven Reaktionen einiger Händler, die durch die Eisenbahn bessere Absatzmöglichkeiten hatten, wurde sie vom Großteil der Bevölkerung zurückhaltend oder ablehnend wahrgenommen und als „Teufelszeug“ bezeichnet.
1847/1848 forderten die Juden der Unterstadt mehr Rechte als Gemeindemitglieder und beriefen sich vor allem auf den Paragrafen 22 des Judenediktes von 1813, der besagte, dass Juden und Christen nur eine Gemeinde bilden und gleiche Gemeinderechte und -pflichten haben sollten. In einem detaillierten Beschwerdebrief nannten sie alle ihnen widerfahrenen Ungerechtigkeiten. In der Nacht vom 12. auf den 13. März 1848 wurden daraufhin bei allen jüdischen Wohnhäusern in der Unterstadt Türen, Fensterläden und Fenster eingeschlagen, Plünderungen fanden nicht statt. Diese antisemitische Hetzaktion hatte zahlreiche negative Auswirkungen auf die Gesundheit einiger Juden. Alte Menschen starben oder erkrankten, einige Frühgeburten ereigneten sich in dieser Nacht, und eine überdurchschnittlich hohe Anzahl an epileptischen und geisteskranken Kindern kam ebenfalls kurz nach dieser Nacht zur Welt. Einige jüdische Familien flohen aus Angst vor weiterer Gewalt am 13. März aus Burgkunstadt und ließen sich in Bamberg und Nürnberg nieder.
Im Zuge der Neugestaltung des Burgkunstadter Schulwesens schuf 1851 das königliche Landgericht Weismain jeweils zwei gemischte Schulklassen mit christlichen und jüdischen Schülern.

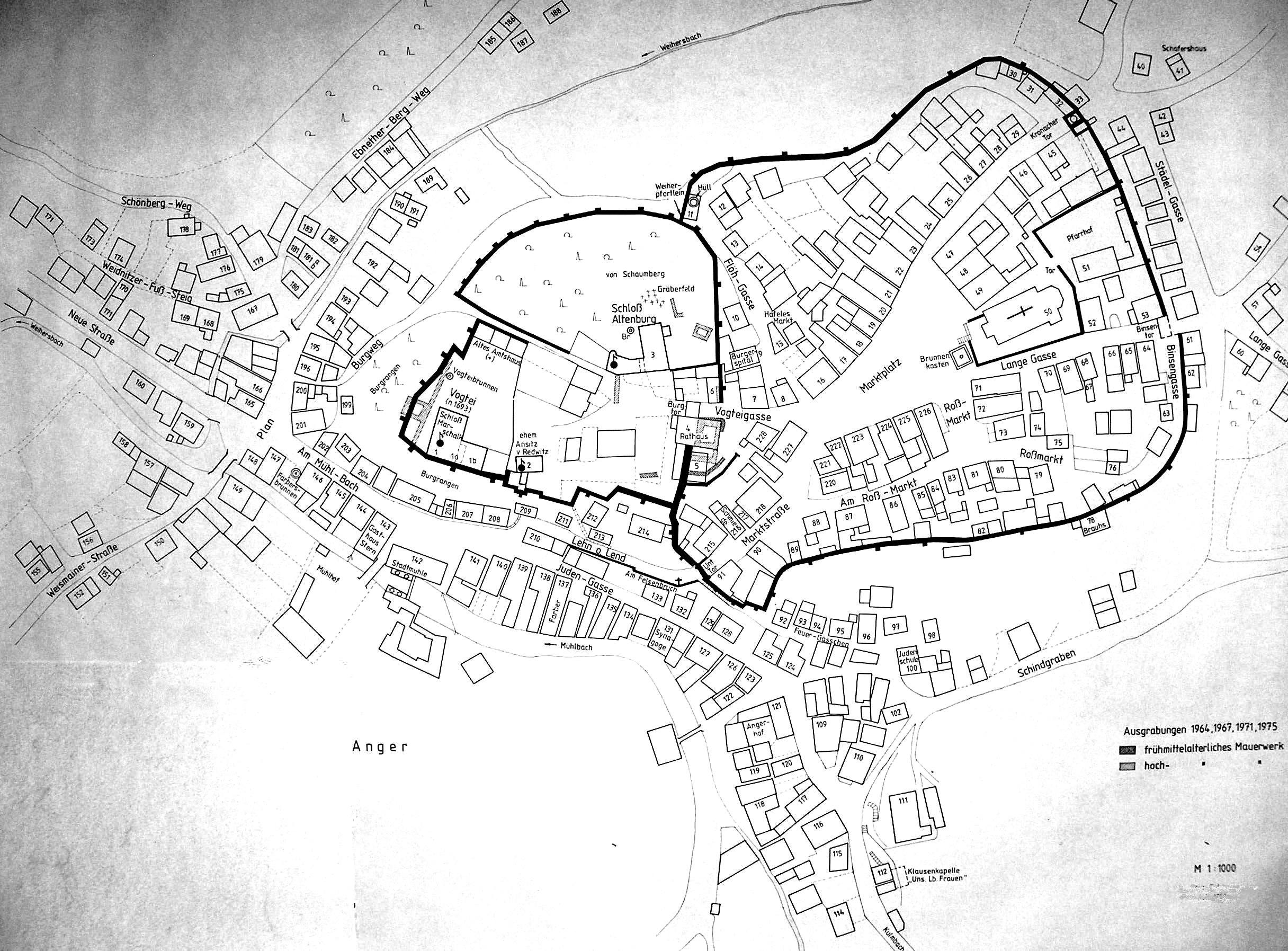
Detaillierter Stadtplan Burgkunstadts der Verhältnisse um 1853, gezeichnet nach 1975

1852 wurde vor dem Friedhof die kleine neugotische Kapelle als Erinnerung an die Pesttoten des Dreißigjährigen Krieges errichtet, die dort in einem Massengrab bestattet sind.
Am 17. Mai 1860 kam es im Rathaus zur Requisition und zur Versteigerung der Altenburg durch das königliche Bezirksgericht Nürnberg. Für 2040 Gulden erwarb sie die Stadt 1861 vom Gutsbesitzer und königlichen Kämmerer Freiherr von Schaumberg und verwendete sie als Spital für Arme und Kranke.
Die Industrialisierung begann in Burgkunstadt 1862 mit dem Einbau einer Fünf-PS-Dampfkesselanlage in der Essig- und Senffabrik Eduard Lindners. Trotz der Bedenken und der Ablehnung der Verantwortung für die Beschäftigten durch die Stadt entschloss sich Lindner zum Einbau der Maschine. Im Ehrenhof des alten Deutschen Museums in München wurde Lindner als einem der Pioniere der Dampftechnik in der Industrie eine Tafel gewidmet.
Am 28. Juli wurde dem Magistrat das schriftliche Gesuch von 18 Burgkunstadtern, eine Freiwillige Feuerwehr zu gründen, vorgelegt. Das königliche Bezirksamt Lichtenfels nannte dies in einem Schreiben vom 6. August 1864 „ein äußerst zweckmäßiges und löbliches Institut, dem vollste Anerkennung gespendet wird“. Daraufhin schaffte die Stadt für 800 Gulden eine moderne „Löschmaschine“ an und im Oktober mehrere Gurte und Leitern.
Die anfängliche Begeisterung der einheimischen Bevölkerung über die deutschen Siege im Deutsch-Französischen Krieg von 1870/71 ging angesichts der Verwundeten-Transporte gegen Ende des Krieges zurück. Im alten Schloss richtete das Rote Kreuz ein Lazarett ein.

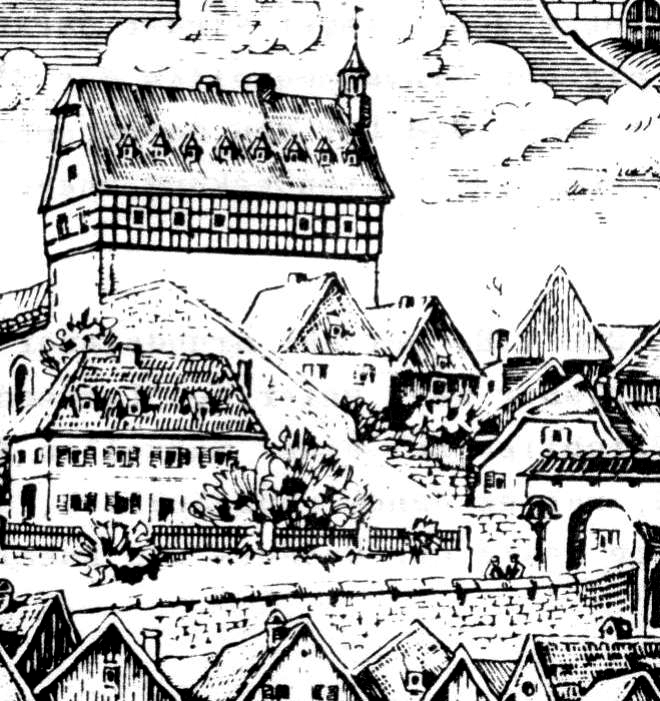
Zeichnung des Burgkunstadter Rathauses mit Burgtor (am linken Bildrand) und des Lendtores

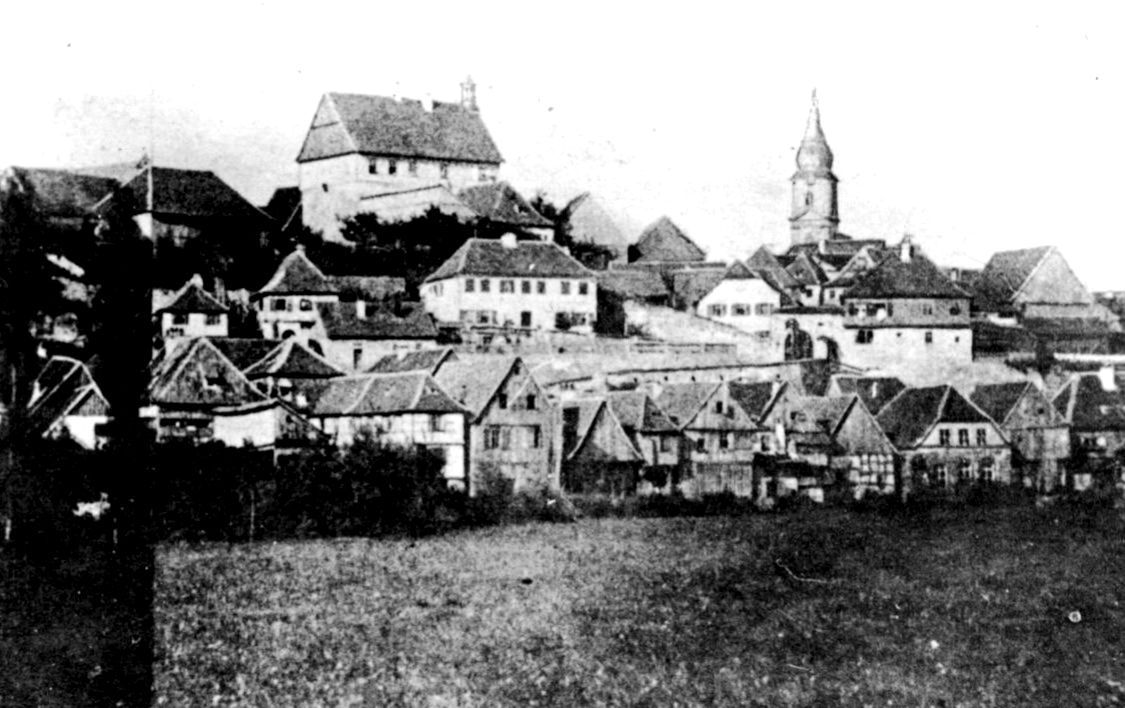
In der rechten Bildhälfte, unterhalb des Kirchturmes sind das Lendtor und die Stadtmauer kurz vor dem Abriss zu sehen.

1872 wurde der Kronacher Torturm abgerissen. Ursprünglich nur zweigeschossig, war er 1706 umgebaut worden. Hinzu kamen ein drittes Geschoss, ein barocker Zwiebelturm und eine Außentreppe. Lange Zeit war der Turm Wohnsitz der Kirchenmusikers. Später überließ die Stadt die Wohnung im Turm Armen und „komischen Käuzen“.
Nach über 200 Jahren wurde 1873 die Bürgerwehr aufgelöst.
Ebenfalls 1873 wurde das Lendtor abgerissen, da es für moderne Waffen kein Hindernis mehr war. Früher trug es den Namen Unterraithertor. Raith bedeutete zur Zeit der Stadtwerdung so viel wie Recht, somit stellte das Lendtor die Südgrenze des Geltungsbereichs des Stadtrechtes dar.
Der Bäckermeister Konrad Zeitler stiftete in seinem Testament am 2. April 1874 sein Haus in der Fliehgasse (heute Nr. 1) als Bürgerspital für arme, unverheiratete und würdige Personen. Zum Unterhalt des Hauses vermachte er in seinem Testament 7000 Gulden.
1876 wurde im Feuerweg (heute Nr. 19) eine jüdische Schule gebaut. Zwei christliche Schulräume wurden im Rathaus eingerichtet. Spätestens ab 1891 fand der christliche Unterricht bis 1938 in der Vogtei statt.
Die erste Telegraph-Morseleitung von Burgkunstadt nach Weismain wurde 1877 gebaut,
die erste Wasserleitung 1881. Sie förderte das Wasser von zwei Quellen an der Kirchleiner Straße über Holzrohre zum Marktplatz.
Mit dem Abriss des Gutes Ortsberg 1882 verschwand ein ganzer Ortsteil Burgkunstadts.

### 1888–1914 Industrialisierung Burgkunstadts bis zum Ersten Weltkrieg
Am 1. Januar 1888 begann der damals 25-jährige Joseph Weiermann im Nebenzimmer der Zapf’schen Gastwirtschaft (heute Gasthof Drei Kronen) und im Nachbarhaus, dem Fischweberhäuschen, mit der maschinellen Schuhfertigung. Dies war der Beginn der Industrialisierung Burgkunstadts mit dem Schwerpunkt Schuhindustrie. Die große Anzahl von Schustern, Gerbern und lederverarbeitenden Betrieben zu dieser Zeit begünstigten deren Entwicklung.

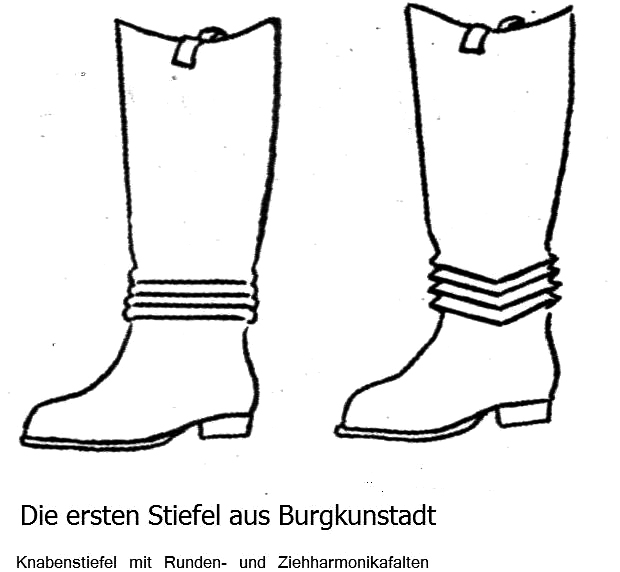
Skizze der ersten Stiefel aus Burgkunstadt

Die Firma produzierte anfangs mit einem Meister und zehn bis zwölf Angestellten ausschließlich Knaben-Stulpenstiefel. Dazu kamen 15 Heimarbeiter. Für die Zwick- und Bodenmontage bekam ein Arbeiter 1888 85 Pfennige (zum Vergleich: eine Maß Bier kostete 20 Pfennige). Seine wagemutige Entscheidung, im damals kleinen Burgkunstadt Schuhe im großen Stil zu produzieren, begründete Weiermann so: „Soviel Menschen mal Schuhbedarf, plus Mode, ergibt eine hohe Produktionszahl, die der Handschuster nie mehr erbringen kann. […] So habe ich mich für meine Vaterstadt entschieden, weil ich durch die Unterstützung meiner Eltern wesentlich an Spesen sparen konnte.“ Dennoch wurde die Fabrik Weiermanns nicht von allen Seiten gut geheißen. Der Reichstagsabgeordnete und damalige Bürgermeister Philipp Brückner und das Magistratskollegium befürchteten, dass die Weiermannsche Schuhfabrik „sozialistische Elemente“ nach Burgkunstadt bringen und dies einen Anstieg der Löhne der landwirtschaftlichen Arbeiter zur Folge haben könnte.
1892 gründete Carl Iglauer mit seinem Schwager Birkenstein eine Fabrik zur Hausschuhherstellung, die 1899 in das Gesellschaftshaus des Tuchhändlers Oppenheimer übersiedelte (heute Lichtenfelser Straße 12). Mit dem Umzug ging auch eine Umstellung der Produktion einher, der Schwerpunkt verlagerte sich auf Arbeitsschuhe und Feldsandalen. Nicht zuletzt wegen häufiger Brände (1922 dreimal) wurde die Iglauer Schuhfabrik 1936 aufgelöst.

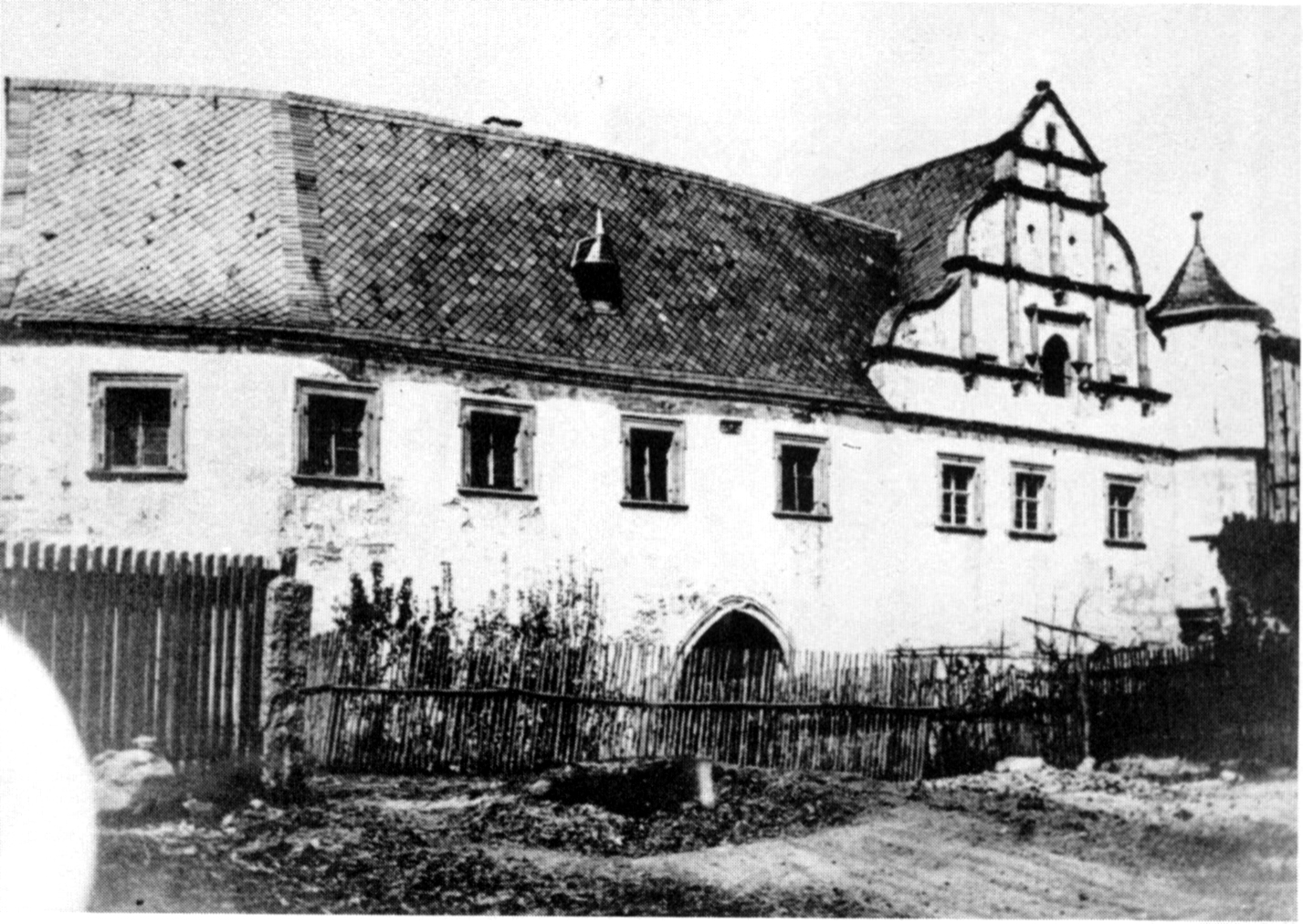
Die 1575 erbaute Altenburg kurz vor dem Abriss

1895 schenkte die Stadt die baufällige Altenburg den Wagnerschen Wohltätigkeitsstiftungen in Dillingen zum Abbruch.
Nach dem Abriss baute die Stiftung die heutige Vorderfront der Anstalt. Die Eröffnungsfeier des Heimes für „schwachsinnige“ und hilfsbedürftige Frauen fand am 27. November desselben Jahres statt. 1903/04 wurde der Westflügel mit den Ökonomiegebäuden und 1912/13 der Ostflügel gebaut.
Aus alten Unterlagen geht hervor, dass damals ein Schuhfabrikant in einer 60- bis 65-Stunden-Woche rund zwei Mark am Tag verdiente.
Ab 1896 wurde die alte Vogtei als gemischte katholische Schule benutzt, ab 1900 wurden auch die evangelischen Schulkinder dort unterrichtet, mit Ausnahme einer Klasse, die wegen Platzmangels in der Judenschule im Feuerweg untergebracht war. Im selben Jahr wurden die Tore am Rathaus und an der Vogtei abgebrochen.
Bedingt durch die steigenden Produktionszahlen und den daraus resultierenden Platzmangel ließ Weiermann 1898 in der Nähe des Bahnhofes (heute Bahnhofstraße 28) eine neue Fabrik errichten.
Am 5. August 1898 gründeten 13 Angestellte verschiedener Schuhfabriken die Schuhmachergewerkschaft Zahlstelle Burgkunstadt des Zentralverbandes der Schuhmacher. Trotz erheblichem persönlichen Risikos, wie Verlust des Arbeitsplatzes, vertraten die Gewerkschaftsmitglieder die Interessen der damals rund 120 Arbeiter der Burgkunstadter Schuhfabriken.

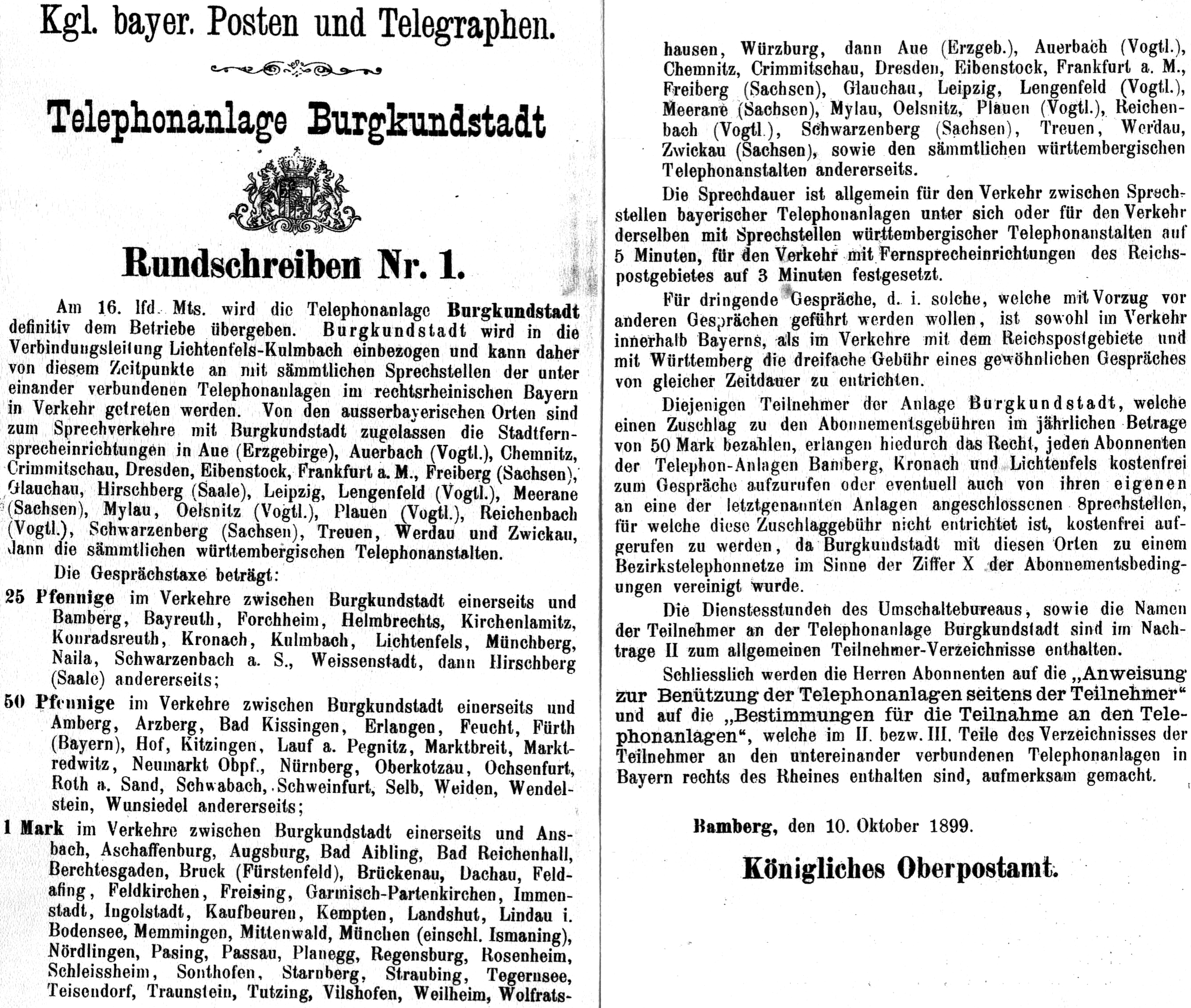
Zeitungsartikel über die Telefonanlage in Burgkunstadt

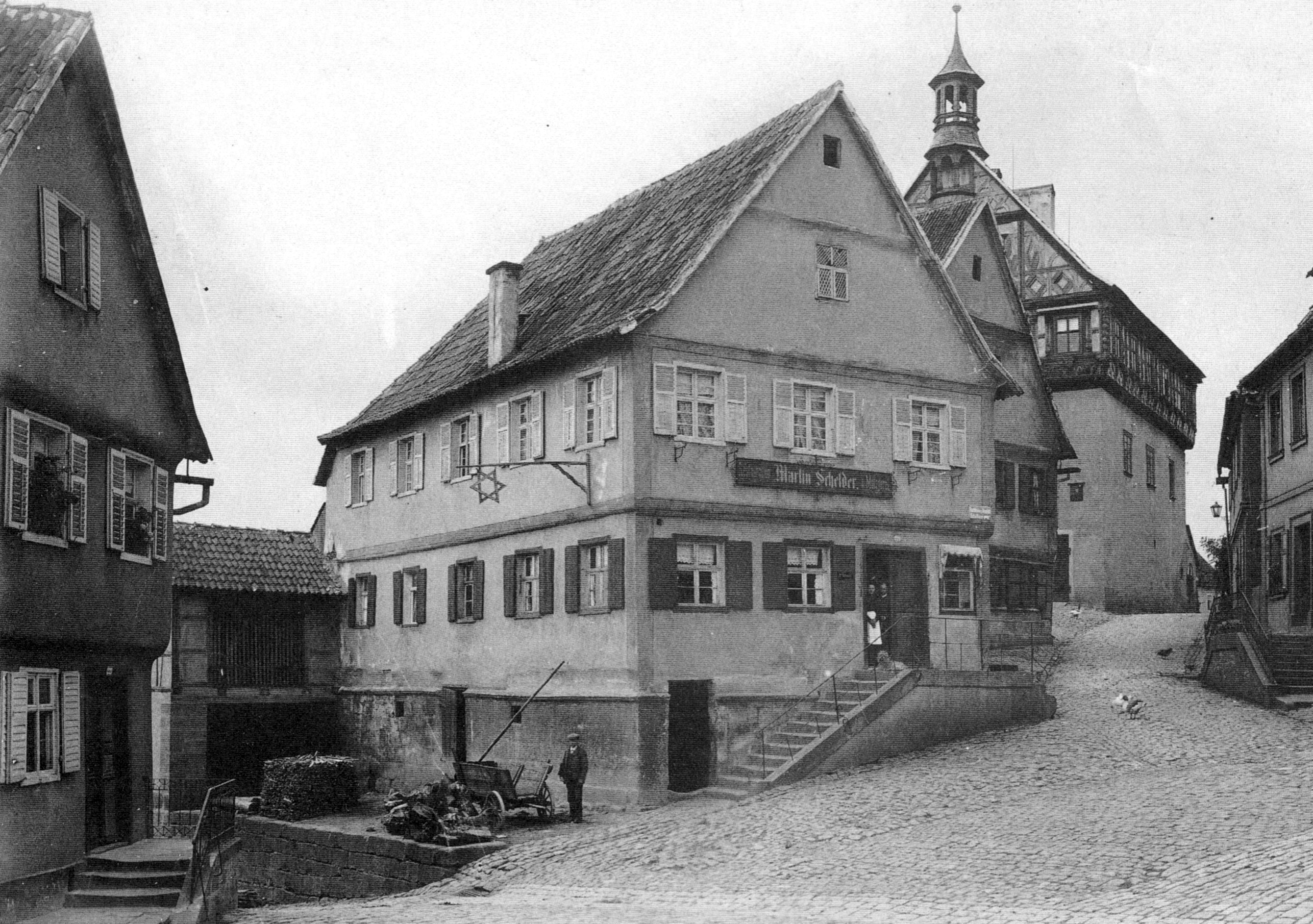
Die Gaststätte Schelder (noch mit verputztem Fachwerk) mit ausgeklapptem Bierstern als Zeichen für vorrätiges Bier

Am 16. Oktober 1899 wurde Burgkunstadt an das Telefonnetz angeschlossen. Neben dem öffentlichen Telefon in der Poststelle in der Kulmbacher Straße gab es zwölf weitere Telefonanschlüsse.
1900 war der Bau der evangelischen Schule in Burgkunstadt abgeschlossen. Bis dahin gingen die protestantischen Schüler in die Dorfschule von Strößendorf, die jedoch schon seit 1875 überfüllt war. Der notwendige Schulhausbau ließ sich wegen diverser Konflikte hinsichtlich des Einzugsgebietes erst 1900 verwirklichen.
Die wirtschaftliche Bedeutung des Mains zu dieser Zeit, besonders für die Flößerei, ist aus Beschreibungen, Briefen und anderen Dokumenten zwischen 1880 und 1916 ersichtlich. Das Holz kam meist aus dem Mainecker Forst und wurde in Form kleiner Flöße bis zum Mainwehr bei Burgkunstadt gebracht. Dort wurden sie zu größeren Flößen verbunden und oft mehrere hundert Kilometer flussabwärts gedriftet.

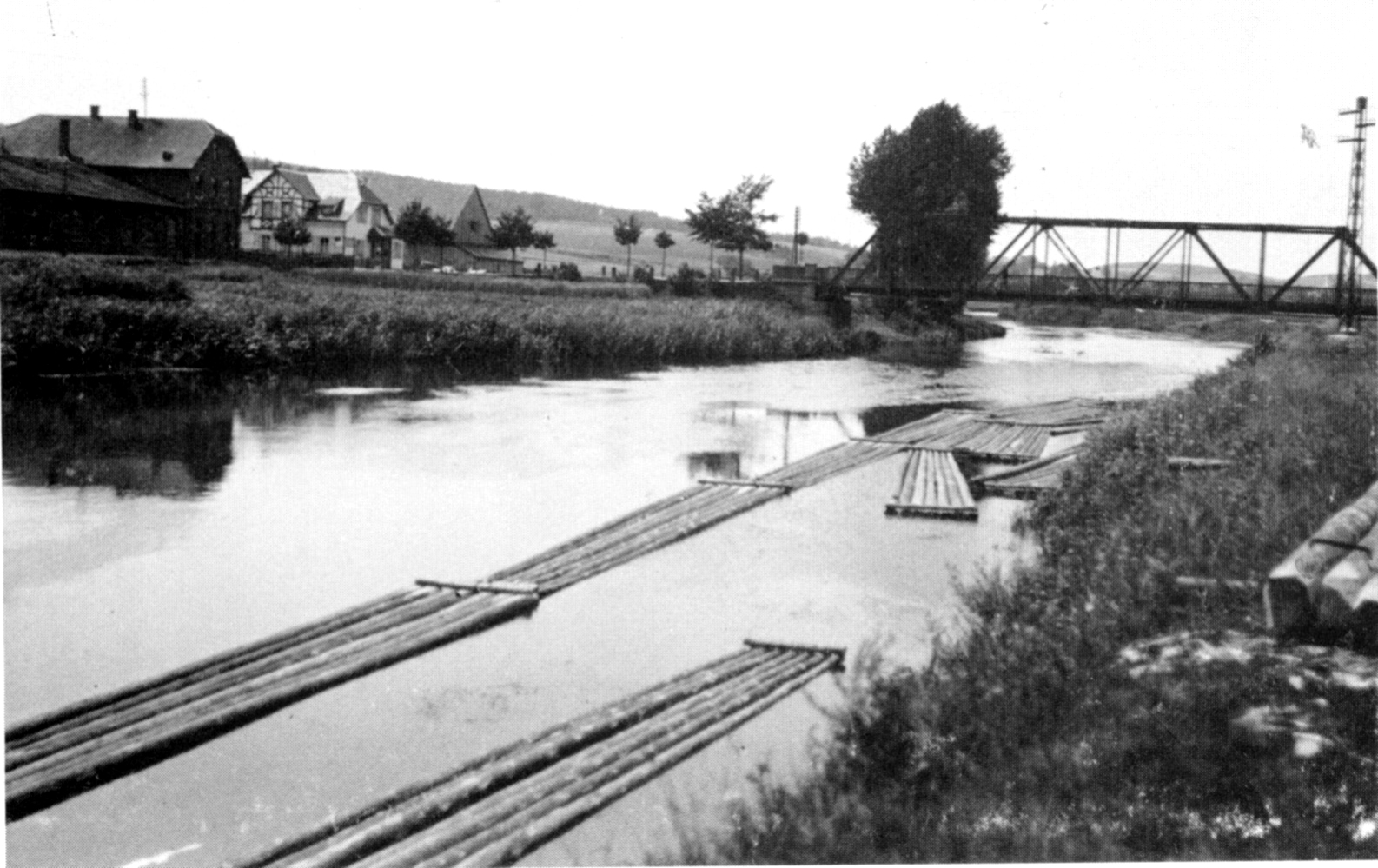
Flößerei auf dem Main an der Mainbrücke bei Burgkunstadt/Altenkunstadt
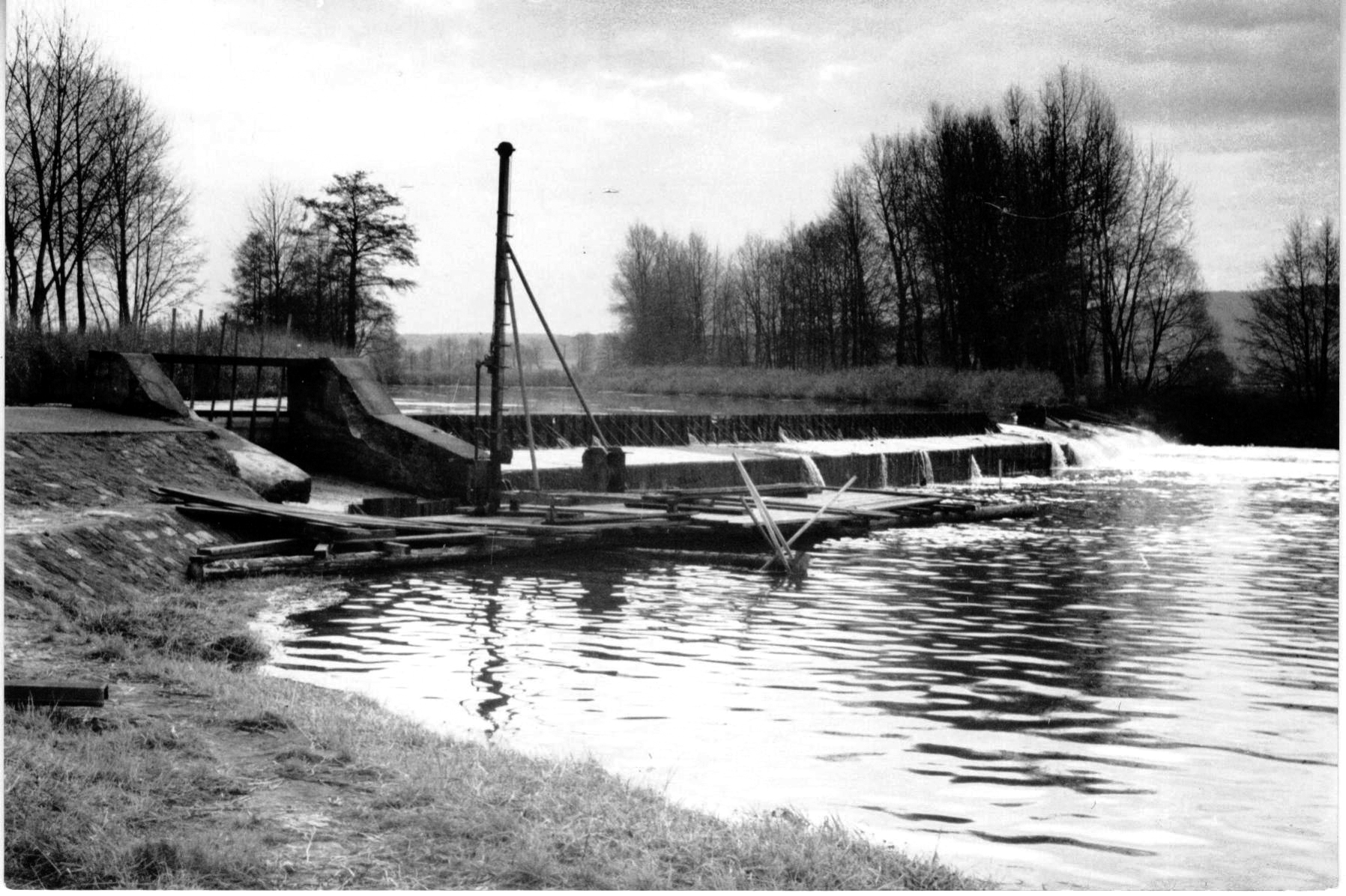
Reparaturen am Mainwehr und der Floßgasse bei Burgkunstadt (um 1970)
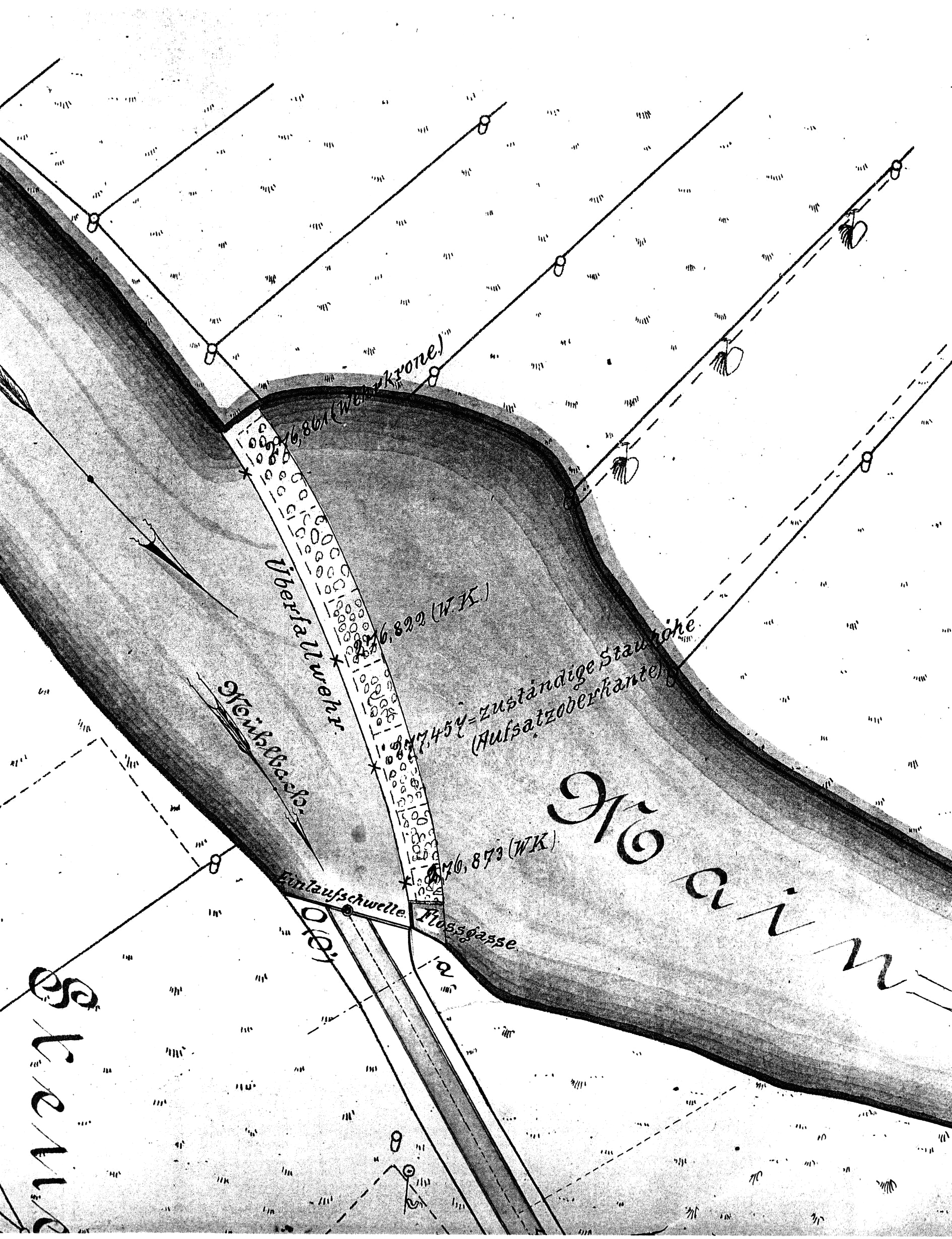
Plan des Burgkunstadter Wehrs mit Floßgasse vom 1. Juli 1910

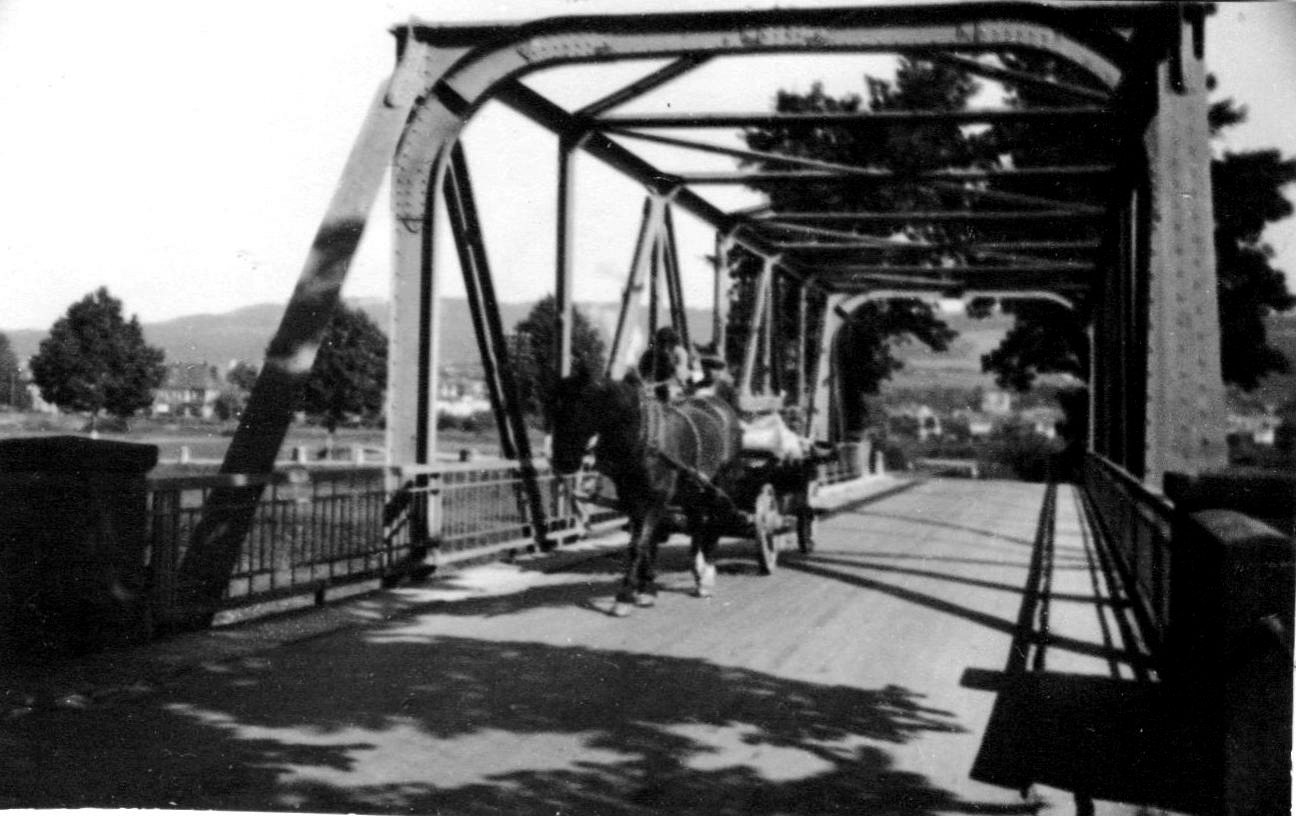
Die 1903 gebaute Mainbrücke zwischen Burgkunstadt und Altenkunstadt, Foto von 1931

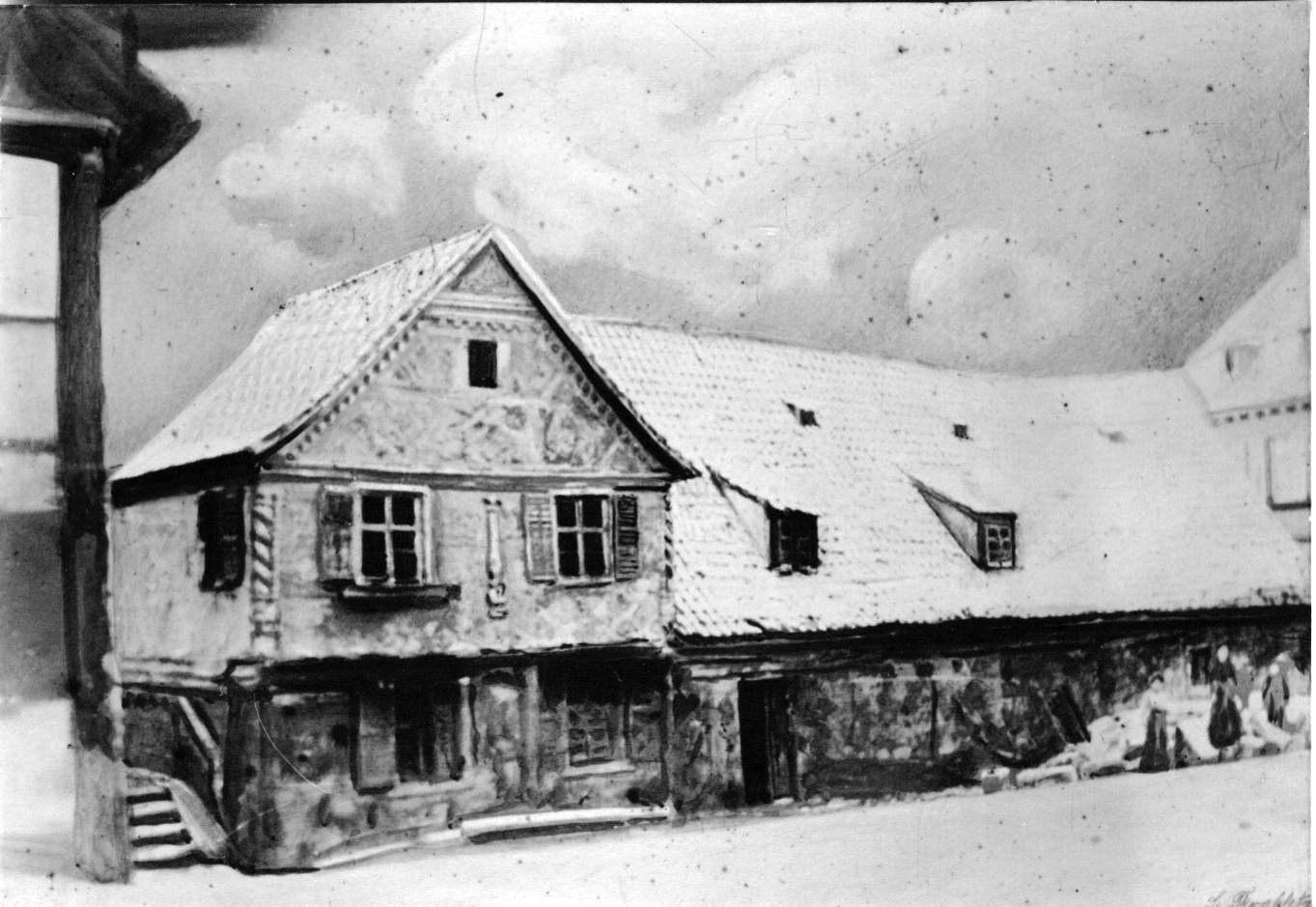
Die 1699 gebaute alte Stadtmühle, die 1903 abgerissen wurde. An gleicher Stelle wurde das Gebäude errichtet, in dem sich heute die Alte Apotheke befindet. Fotografie von 1902.

Die hölzerne Mainbrücke wurde durch ein Hochwasser 1903 weggerissen und als Eisenkonstruktion mit Beton-Widerhaken kurz darauf neu gebaut.
Im selben Jahr gründete Hans Püls zusammen mit Max Pretzfelder am Mühlbach eine Schuhfabrik, die aufgrund des wirtschaftlichen Erfolges 1907 vergrößert werden musste.
Als erstes Gebäude in der Stadt bekam 1905 das im selben Jahr fertiggestellte neobarocke Postamt elektrisches Licht, ein Jahr darauf auch der Bahnhof und wenig später das erste Wohnhaus. Der Strom wurde damals von der Kienmühle in Altenkunstadt geliefert.
Neben einer halbstündigen Arbeitsniederlegung 1938 in der Obermain- und der Kreuch-Schuhfabrik fand 1910 der einzige Streik in der Geschichte der Burgkunstadter Schuhindustrie statt. Die Fabrik Carl Iglauers, die Weiermannsche und die Mainthal-Schuhfabrik streikten mehrere Wochen. Am längsten dauerte der Streik mit sieben Wochen in der Iglauerschen Fabrik.
Nachdem Joseph Weiermann 1906 seine Firma in eine GmbH umgewandelt und 1911 eine Aktiengesellschaft gegründet hatte, ging er im selben Jahr in den Ruhestand und zog nach Bamberg, später nach München. Im selben Jahr trennte sich Hans Püls vom Firmenmitgründer Max Pretzfelder und ließ gegenüber der Joseph-Weiermann-Schuhfabrik in der Bahnhofstraße ein neues Fabrikgebäude, das am 1. Januar 1912 eingeweiht wurde, und ein Wohnhaus errichten. Erweitert wurde die Fabrik 1925 auf die heutige Größe.
1912 gründeten Max Pretzfelder, Jakob Friedrich Riexinger und der Bayreuther Hotelier und Geldgeber Anton Levor in Altenkunstadt die Schuhfabrik Pretzfelder & Riexinger, die kurz darauf als Hommage an die Leistungen beim Bau des Schweizer Gotthardtunnels in Gotthard umbenannt wurde. Ursprünglich sollte die Fabrik in Burgkunstadt gebaut wurden, da ihnen der Altenkunstadter Bürgermeister jedoch für zehn Jahre die Befreiung von der Gewerbesteuer in Aussicht stellte, entschied man sich, auf der anderen Seite des Mains zu bauen.

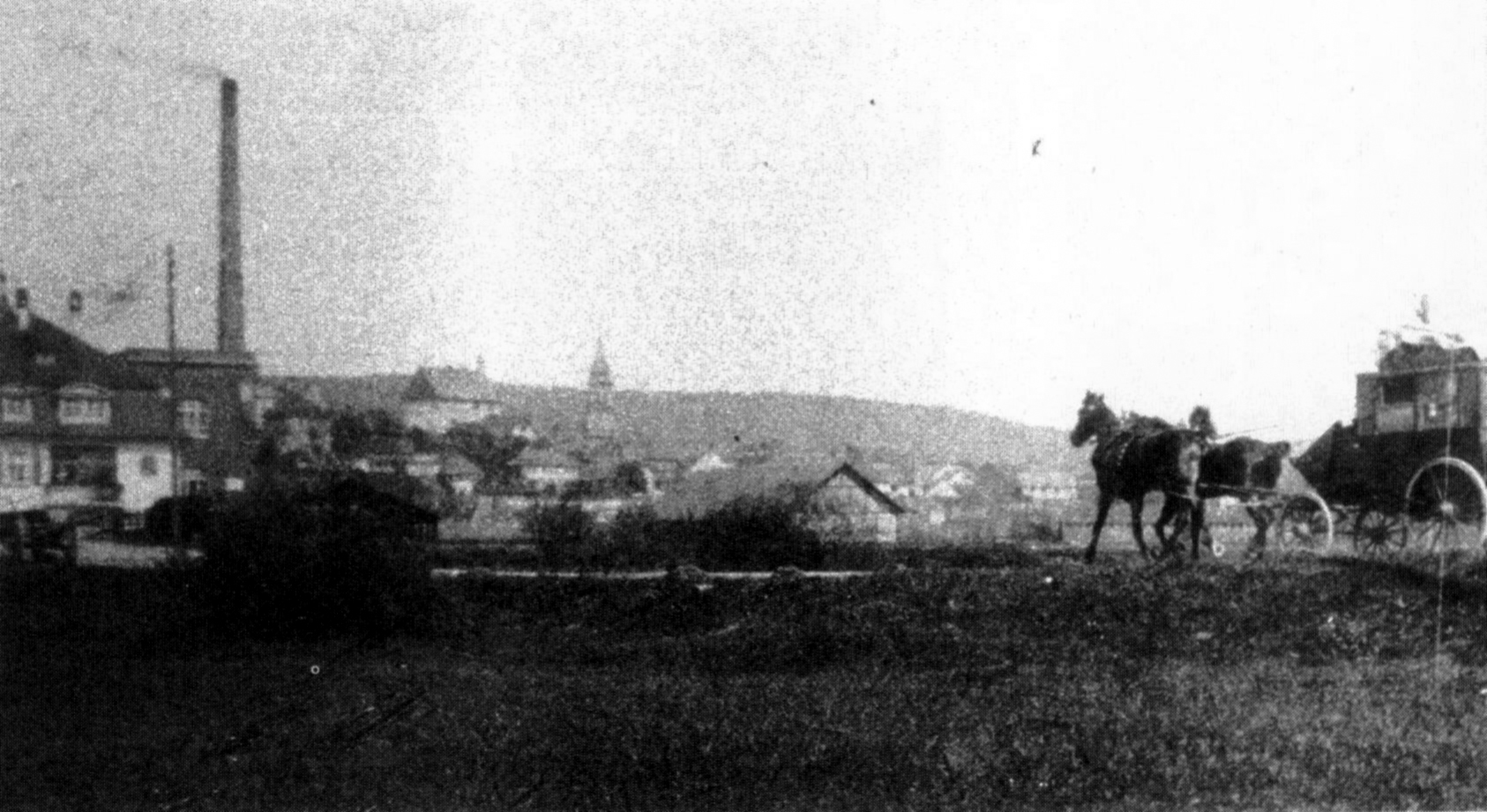
Postkutsche vor Burgkunstadt, kurz vor der Umstellung auf ein Postauto

Am Himmelfahrtstag desselben Jahres brannte die Mainthal-Schuhfabrik in der Lichtenfelser Straße ab. Der Gerbereiinhaber Josef Mehringer baute daraufhin auf dem Grundstück eine neue Schuhfabrik, die ebenfalls mehrmals abbrannte, jedoch immer wieder aufgebaut wurde.

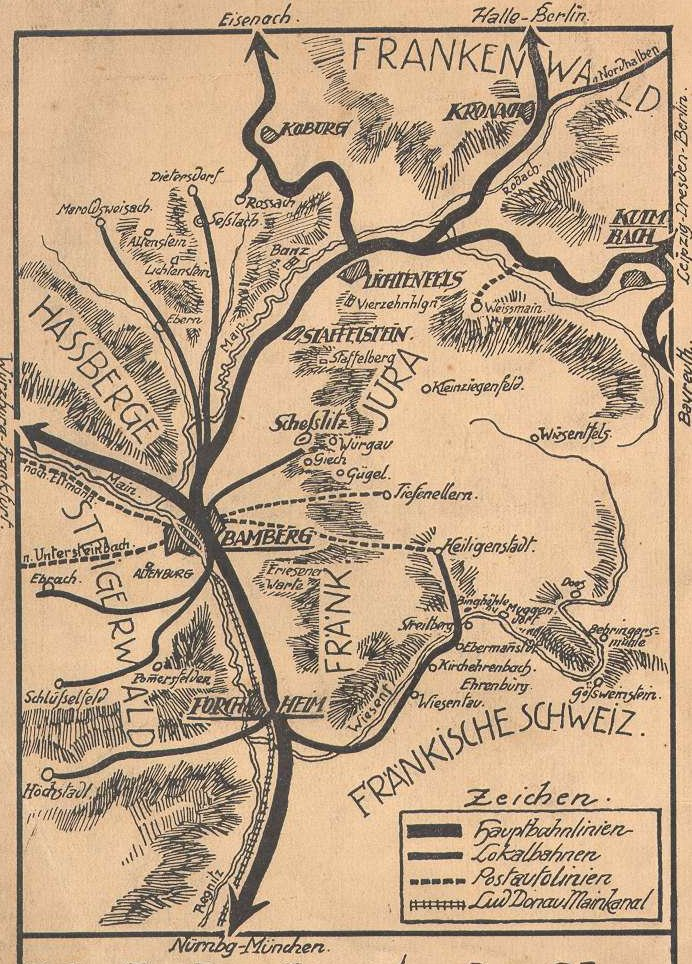
Straßenkarte der Fränkischen Schweiz von 1912. Oben rechts ist die Poststrecke zwischen Burgkunstadt und Weismain eingetragen.

Im Jahr 1913 ging die Staatliche Motorpostlinie Burgkunstadt-Weismain in Betrieb. Das Postauto diente auch als öffentliches Verkehrsmittel. Bedingt durch den Ersten Weltkrieg und den Kraftstoffmangel wurde ein Jahr später wieder die Kutsche für den Posttransport eingesetzt.
1914, kurz vor Kriegsbeginn, waren in den Schuhfabriken Püls, Weiermann und Pretzfelder & Riexinger insgesamt 731 Arbeiter beschäftigt.

### 1914–1933 Vom Ersten Weltkrieg bis zur Wirtschaftskrise
Als der Erste Weltkrieg im August 1914 begann, wurden von den 1446 deutschen Schuhfabriken 881 stillgelegt. Zu den verbliebenen gehörten die Burgkunstadter Fabriken, die fortan überwiegend Militärschuhe für das III. Bayerische Armeekorps herstellten. Die St.-Josefs-Anstalt wurde in ein Lazarett umgewandelt, das vom 11. November 1914 bis zum 31. März 1919 insgesamt 957 verwundete Soldaten aufnahm.
Von den vier Glocken der Stadtpfarrkirche wurde 1917 die mit 130 Kilogramm kleinste eingeschmolzen, da die größeren drei als historisch und künstlerisch wertvoll eingestuft wurden. Die Stadt bekam 585 Mark für die Glocke.
Auch die größere, 120 Kilogramm schwere Glocke der Fünfwundenkapelle musste für 526 Mark und 50 Pfennige am 11. August an die Militärverwaltung verkauft werden. Aus Gärtenroth, Kirchlein und Mainroth kamen weitere sieben Glocken hinzu.
Im Krieg starben 64 Burgkunstadter Soldaten, sieben wurden vermisst und kehrten nicht mehr heim.
Ab 1921 erhielt die Stadt eine zentrale Wasserversorgung. Der Bau begann 1919 mit der Erweiterung des mittelalterlichen Brunnens auf dem Marktplatz. Ende 1920 wurde das Pumphäuschen fertiggestellt, so dass 1921 der Betrieb aufgenommen werden konnte.
Nach dem Krieg wurde in den zahlreichen Schuhfabriken wieder der Betrieb aufgenommen. Der Schneyer Adolf Raab gründete am Mühlbach eine Wurstfabrik, und die Gebrüder Hühnlein eröffneten in der Kulmbacher Straße einen Handelsbetrieb mit Leder, Schuhmacherartikeln und landwirtschaftlichen Erzeugnissen; später wurde dieser ebenfalls in eine Schuhfabrik umgewandelt.
Die Auswirkungen der Inflation von 1922–1923 waren auch in Burgkunstadt deutlich zu spüren. Es ging zwar keine der großen ortsansässigen Firmen bankrott, die Löhne wurden aber wöchentlich ausgezahlt, da sonst eine der Inflation angemessene Entlohnung der Arbeiter nicht möglich gewesen wäre. Die Preisentwicklung eines Paares Rindbox-Derbystiefel ist in alten Firmendokumenten erhalten geblieben. Nachdem er im November 1920 noch bei 173 Mark gelegen hatte, stieg er von 390 Mark im März 1922 auf über 523 im Mai, 6.420 im Oktober und auf 14.840 im Dezember.
Mit dem Tod des Nachtwächters Johann Barthel im Jahr 1923 ging zwei Jahre später die jahrhundertelange Nachtwächtertradition in Burgkunstadt zu Ende. Neben seinen Aufgaben als Gendarm, Brandmelder und der Pflicht, die gasbetriebenen Straßenlaternen anzuzünden und zu löschen, war er auch der städtische Totengräber. Zu jeder vollen Stunde hatte der Nachtwächter auf seinen Rundgängen ab 21 Uhr bis morgens um 4 Uhr einen Spruch zu sagen. Er lautete nach dem Heimatforscher Jakob May: „Hört, ihr Herrn, und lasst euch sagen, unsere Glock hat (Uhrzeit) geschlagen.“ Anschließend folgte je nach Uhrzeit ein individueller Vers:
- 9 Uhr:

„Neun vergaßen Dank und Pflicht.
Mensch vergiss die Wohltat nicht!
Gelobt sei Jesus Christus!“
- 10 Uhr:

„Zehn Gebote schärfte Gott ein.
Lasst uns ihm gehorsam sein!
Gelobt sei Jesus Christus!“
- 11 Uhr:

„Nur elf Jünger blieben treu.
Gib Gott, dass kein Abfall sei!
Gelobt sei Jesus Christus!“
- 12 Uhr – Mitternacht:

„Zwölf Uhr ist das Ziel der Zeit.
Mensch bedenk die Sterblichkeit!
Gelobt sei Jesus Christus!“
- 1 Uhr:

„Eins bist du, ein treuer Gott.
Gib uns einen seligen Tod!
Gelobt sei Jesus Christus!“
- 2 Uhr:

„Zwei Wege hat der Mensch vor sich.
O Herr, den schmalen führe mich.
Gelobt sei Jesus Christus!“
- 3 Uhr:

„Drei Personen sind in der Gottheit.
Gott Vater, Gott Sohn und Gott heiliger Geist.
Gelobt sei Jesus Christus!“
- 4 Uhr:

„Ihr Herren seid munter und wacht!
Der helle Tag vertreibt die finstere Nacht.
Gelobt sei Jesus Christus!“
Am Zweiten Weihnachtsfeiertag 1923 hielt Pfarrer Kaeppel den ersten evangelischen Gottesdienst im Rathaus. Kurz darauf wählte man den ersten Kirchenvorstand und begann durch Sammlungen und Filmvorführungen das nötige Geld für den Bau einer evangelischen Kirche zu sammeln.
Bedingt durch die Inflation, konnte sich die Stadt nach dem Tod Barthels keinen bezahlten Nachtwächter mehr leisten, so dass jeder männliche Bürger über 20 in der Zeit zwischen dem 13. Dezember 1923 und dem 29. Januar 1924 in einer vom Bürgermeister festgelegten Reihenfolge den Nachtwächterdienst ehrenamtlich für eine Nacht übernehmen musste. Zwischen dem Tod Barthels und dem 13. Dezember sowie bis Juni 1925 übernahmen mehrere Bürger freiwillig für kürzere Zeit den Dienst. Die letzte Bemerkung über einen Nachtwächter in Burgkunstadt stammt aus einer Urkunde vom 16. Juni 1925; man kann davon ausgehen, dass kurz darauf der Dienst aufgegeben wurde.
1925 begann Hans Püls mit dem Erweiterungsbau für die Püls’sche Schuhfabrik in der Bahnhofstraße. Ab 1926 produzierten dort rund 800 Mitarbeiter täglich über 5000 Paar Schuhe, womit die Schuhfabrik damals die zweitgrößte Bayerns war.
Der Notarssohn Friedrich Baur gründete ebenfalls 1925 den Baur Schuhversand, mit dem Ziel, Klein- und Kleinstverdienern zu angemessenen Preisen und mit Ratenzahlung Qualitätsschuhe zu liefern.
Durch die Gewerbesteuer der zahlreichen Fabriken war es der Stadtverwaltung möglich, 1928 die Bahnhofstraße und den Plan zu sanieren.

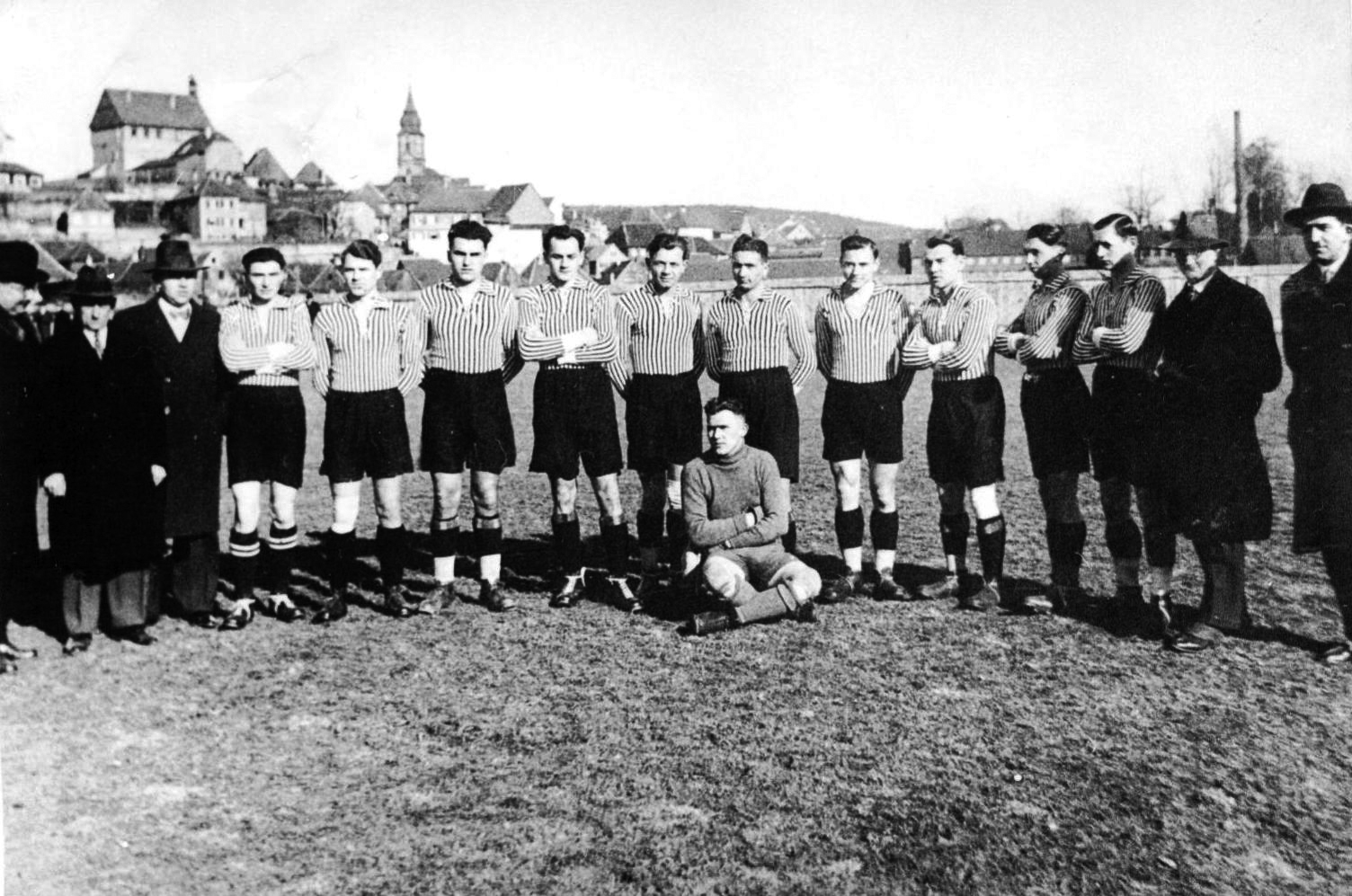
Mannschaftsfoto der Burgkunstadter „Wundermannschaft“ des 1. FC Burgkunstadt von 1932

Seit dem Ende des Ersten Weltkrieges wurde der 1. FC Burgkunstadt zunehmend erfolgreicher und bekannter. Der Würzburger Generalanzeiger gab der Mannschaft den Titel „Wundermannschaft“.
Da der 1919 erbaute Brunnen am Marktplatz nicht mehr den Wasserbedarf der Bürger erfüllen konnte, wurde 1928/1929 ein Wasserwerk in der Kulmbacher Straße gebaut, das bis 1966 in Betrieb war.

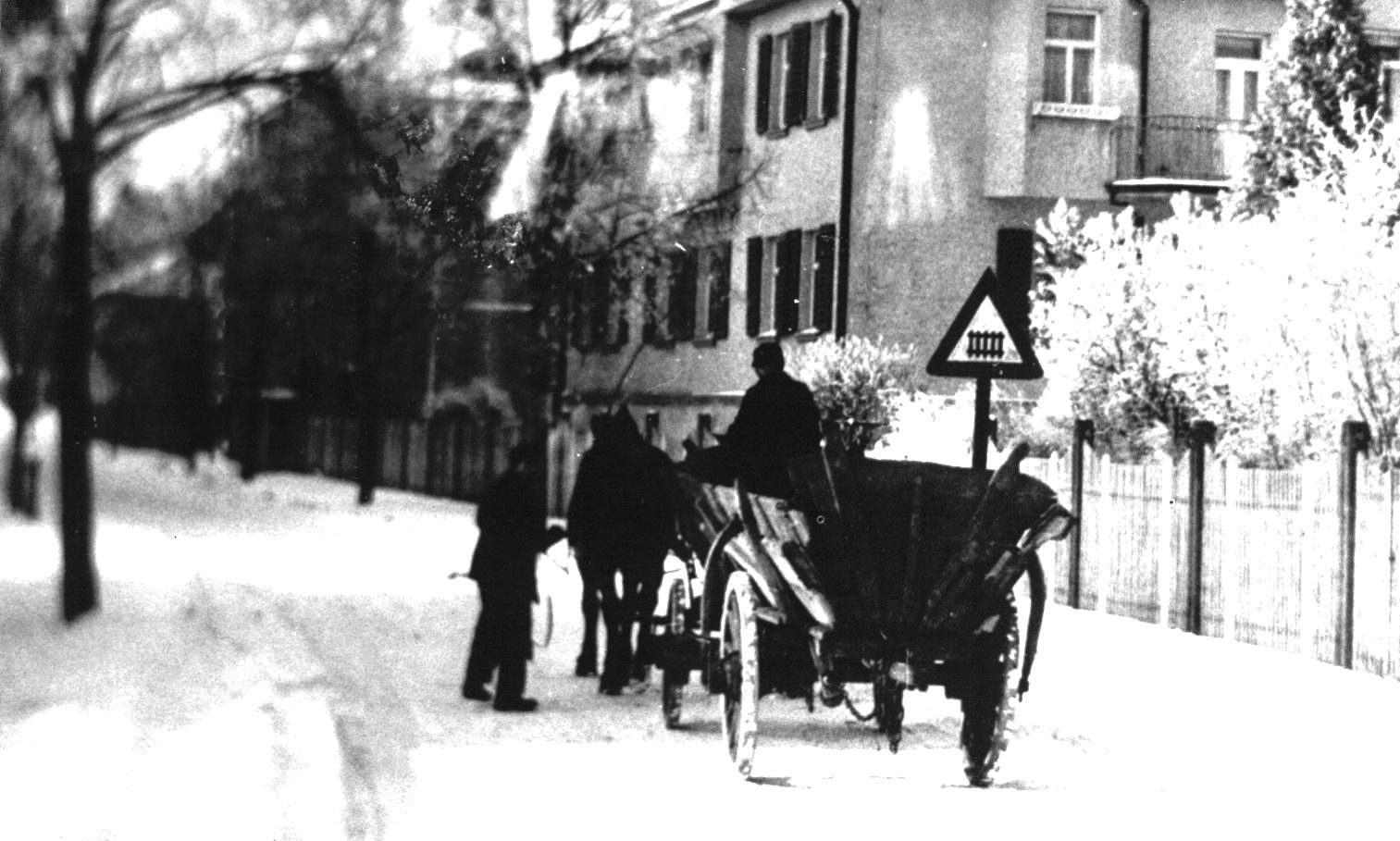
Der offene Müllabfuhrwagen in der Bahnhofstraße von Burgkunstadt

Um das Müllproblem zu beseitigen, führte die Stadtverwaltung 1930 eine Umfrage zur Einführung einer Müllabfuhr durch. 44 Haushalte stimmten dafür, 77 dagegen. Begründet wurde die Ablehnung damit, dass man doch überall einen Ort für seinen Müll finde, vor allem die Bürger der Unterstadt meinten damit den Mühlbach. Dies führte besonders in den Wintermonaten zu einem grotesken Bild, da die Bewohner der Unterstadt ihren Müll auf das Eis abluden, in der Hoffnung, der Mühlbach werde ihn im Frühjahr mitnehmen. Schließlich setzte sich der Stadtrat über die Abstimmung hinweg und führte am 18. Februar 1930 die Müllabfuhr ein.

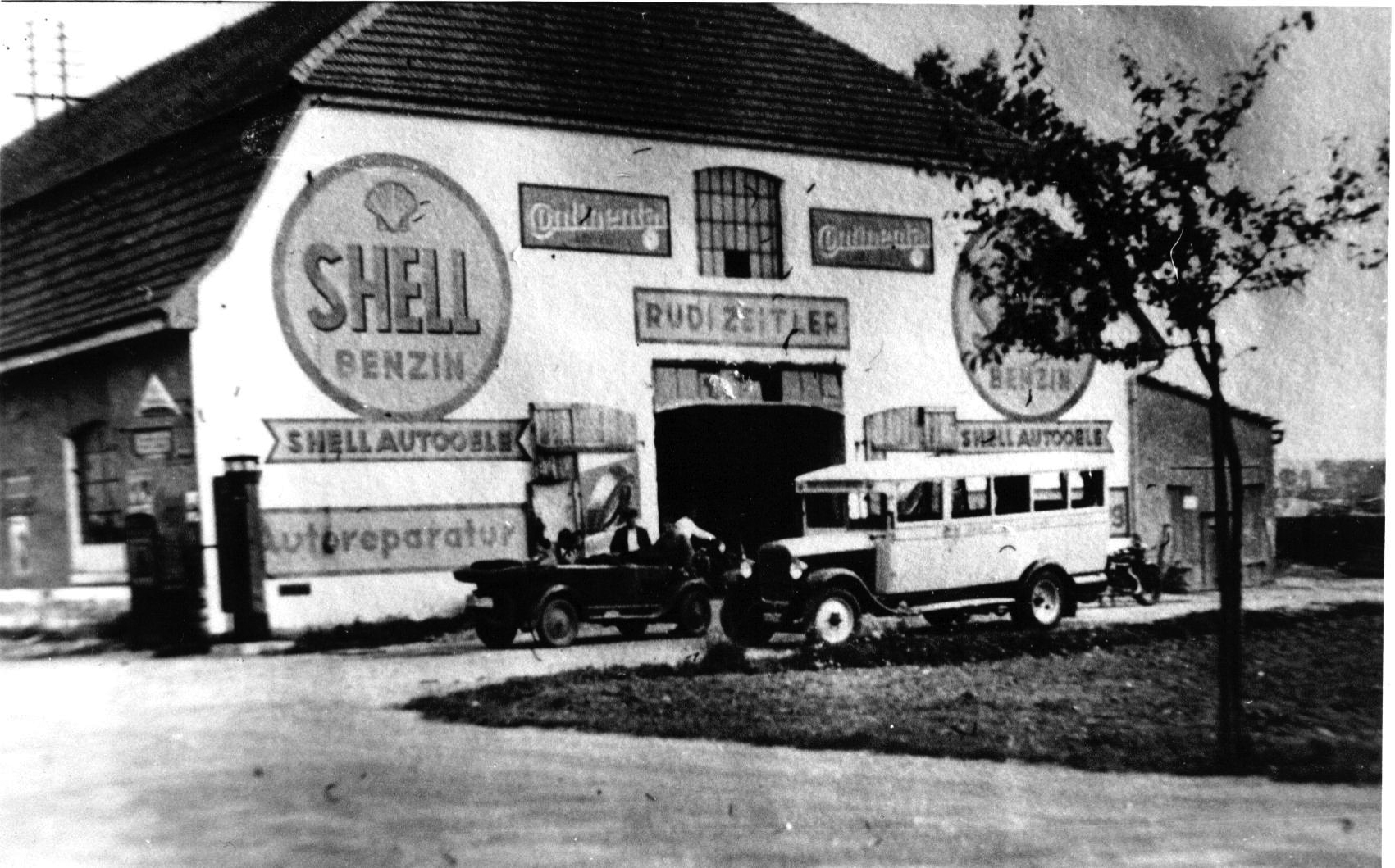
Rudi Zeitlers Autoreparaturwerkstatt in Burgkunstadt, Fotografie der 1930er Jahre

Ab 1930 nahm die Anzahl der Kraftfahrzeuge rasant zu, was Rudi Zeitler veranlasste, eine Autoreparatur-Werkstatt mit Tankstelle in der Lichtenfelser Straße zu gründen.
Im selben Jahr machte sich der ehemalige Angestellte Kaspar Büttner der Firma Püls selbstständig und gründete mit seinen drei Söhnen in der Oberstadt unweit vom Marktplatz eine Schuhfabrik, die sich auf Arbeitsschuhe, Sandalen und Kamelhaar-Hausschuhe spezialisierte. Dadurch wurde im Burgkunstadter Raum eine Marktlücke geschlossen.
Nach der Inflation kam mit der Wirtschaftskrise 1930 die nächste Katastrophe für die heimische Industrie, die neben Kurzarbeit auch Entlassungen zur Folge hatte. Die Schuhfabrik Püls reduzierte die Belegschaft von rund 800 auf 400 Arbeiter, die Wurstfabrik Raab musste schließen. Das Fabrikgebäude wurde noch im selben Jahr von der Wurstwaren- und Konservenfabrik J. & A. Kraus aus Weismain übernommen.

### 1933–1945 Nationalsozialismus und Zweiter Weltkrieg
Die Machtergreifung Hitlers führte auch in Burgkunstadt zu weitreichenden politischen und sozialen Veränderungen. Eine der ersten war die Ablösung des bis zum 31. Mai 1933 fast 22 Jahre amtierenden SPD-Bürgermeisters Hans Agath durch den Zahnarzt und NSDAP-Politiker Dr. Leo Feuersinger. Seit 1930 bestand bereits eine NSDAP-Ortsgruppe, die vom Zahnarzt Dr. Wendelin Kolb geleitet wurde. Mit der Wahl Feuersingers wurde auch der Stadtrat abgesetzt und aus zehn NSDAP-Fraktionären eine „Stadtverordnung“ gebildet. Trotz Agaths politischer Gesinnung erhielt er durch das nationalsozialistische Stadtparlament die Ehrenbürgerschaft. Drei Straßen wurden umbenannt:
- Der Marktplatz wurde zum Hindenburg-Platz
- Aus der Judengasse (heutige Kulmbacher Straße) wurde die Adolf-Hitler-Straße
- Der Plan wurde zum Hans-Schemm-Platz

1933 wohnten in Burgkunstadt noch 54 Juden. Im Rahmen des Judenboykotts am 1. April wurden einige Läden der jüdischen Geschäftsleute geplündert und zerstört. Am 2. Mai 1933 wurden alle Gewerkschaften verboten und durch die Deutsche Arbeitsfront ersetzt. Bei der deutschlandweiten Bücherverbrennung wurden die Unterlagen der ortsansässigen Gewerkschaften und die Bücher der Stadtbücherei öffentlich verbrannt. Von dem Gesetz zur Verhütung erbkranken Nachwuchses waren die meisten Bewohner der St.-Josefs-Anstalt betroffen, die ab Juli in geschlossenen Anstalten „verwahrt“ wurden. Um das Grundstück wurde ein hoher Drahtzaun errichtet. Der öffentliche Fußweg, der durch das Gelände führte, wurde aufgelassen und stattdessen die noch heute erhaltene Treppe südlich des Zaunes gebaut. Die Baukosten in Höhe von 2000 RM musste das St.-Josefs-Heim übernehmen.
Am 29. Oktober 1933 wurde in der Rangengasse der Grundstein für die evangelische Kirche gelegt.
Im März 1934 wurden der Fußballverein, der Turnverein und die Schützengesellschaft zum Turn- und Sportverein Burgkunstadt zusammengeschlossen. Der Liederkranz schloss sich mit dem Arbeitergesangverein zusammen.
Da die Wohnungslage in der Stadt sehr schlecht war, wurden zwischen 1934 und 1935 15 kleine Häuser errichtet, 1936 kamen vier weitere dazu. Zusammen bildeten sie die sogenannte Schulsiedlung, da neben den Häusern die neue Volkshochschule gebaut werden sollte. Ein Haus kostete, abhängig von der Grundstücksgröße, zwischen 6471 und 8300 Reichsmark. Der durchschnittliche Stundenlohn eines Arbeiters betrug 78 Pfennige. Die Hausbesitzer mussten sich notariell verpflichten, auf dem Grundstück keine sittenwidrigen Geschäfte zu betreiben oder zu dulden. Dies galt auch für den Verkauf von Alkohol. Zu den Auflagen gehörte auch, das gesamte Grundstück und den Gehsteig in einem sauberen und repräsentativen Zustand zu bewahren.
Am 8. Mai beschloss die Burgkunstadter Stadtverordnung, dass „[…] Juden auf den hiesigen Märkten […]“ unerwünscht waren. Viele jüdische Unternehmer verkauften ihre Fabriken und emigrierten ins Ausland, Joseph Weiermann entschied sich allerdings, in der Bahnhofsstraße ein modernes Fabrikgebäude zu bauen.

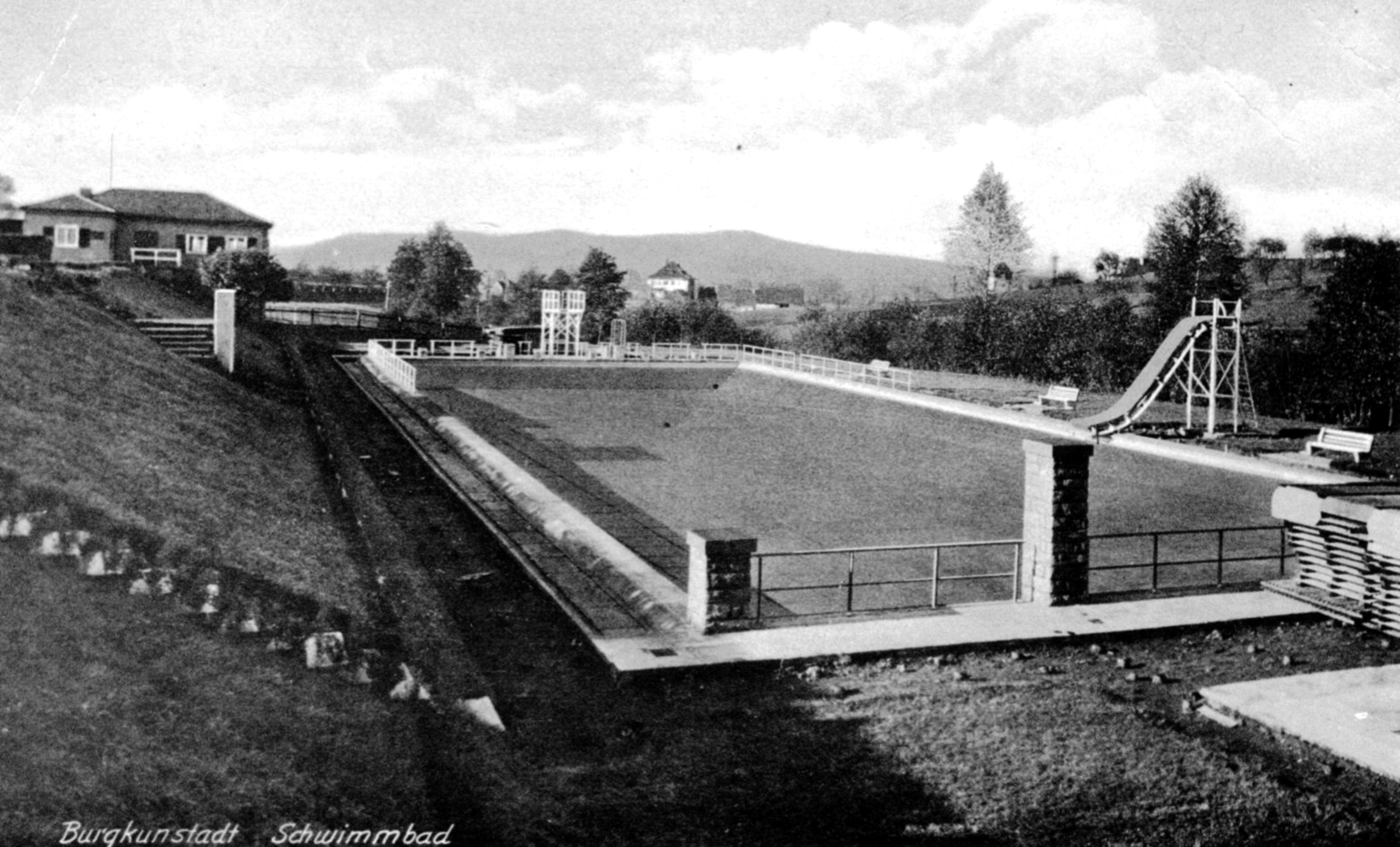
Foto des Burgkunstadter Freibades in seiner ursprünglichen Form (um 1935)

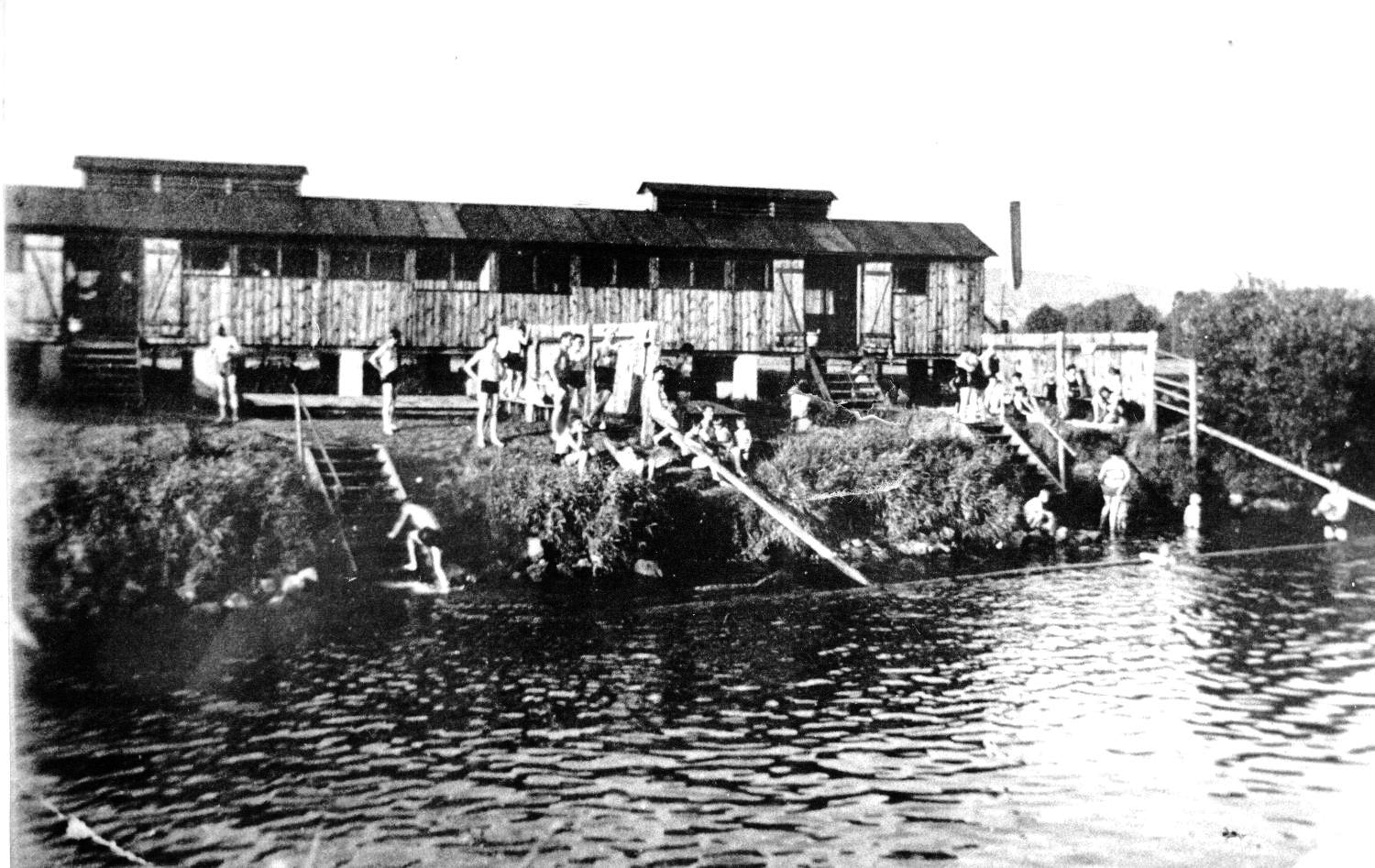
Badeplatz Weidich am Main bei Burgkunstadt um 1930

Das Freibad, ein Prestigeobjekt für die Stadt und den Nationalsozialismus, wurde am 4. August 1935 eröffnet. Kein Jude sollte das Bad jemals betreten dürfen. Nicht nur für die Stadt, sondern für den gesamten Landkreis Lichtenfels war das Freibad eine große Attraktion, da es das einzige öffentliche Bad außerhalb des Maines war. Vorher befand sich bei Burgkunstadt am Main der Badeplatz Weidich mit Umkleidekabinen.
Nachdem zwei Burgkunstadter Juden Anfang 1935 das Frontkämpfer-Ehrenzeichen erhalten hatten, verbesserte sich zunächst unter der jüdischen Bevölkerung die Einstellung zum NS-Regime. Diese Meinung änderte sich schnell, als durch das Reichsbürgergesetz und das Gesetz zum Schutz des deutschen Blutes und der deutschen Ehre den Juden das aktive und passive Wahlrecht entzogen und ihnen untersagt wurde, ein öffentliches Amt auszuüben. Nach der Einführung des Arierparagraphen und der damit verbundenen Verbote von Mischehen wanderten bis 1938 weitere zehn Juden aus.
Nach der Fertigstellung des Gutshofes der St.-Josefs-Anstalt konnten geringer behinderte Heimbewohner landwirtschaftliche Arbeiten verrichten und die Heimbewohner nahezu autark und kostengünstig versorgen. Die Einweihung fand am 4. September 1935 statt.
Zur Weihe der evangelischen Kirche am 20. Oktober 1935 kamen fast 2000 Gottesdienstbesucher zum Marktplatz und zogen zur Kirche. Angeführt wurde der Zug von 22 evangelischen Geistlichen und dem Kirchenvorstand. Dazu kamen Vertreter der Regierung, der Bürgermeister mit der Stadtverordnung, die Bauleitung, Dekan Frohnhöfer und Vertreter der katholischen Geistlichkeit.

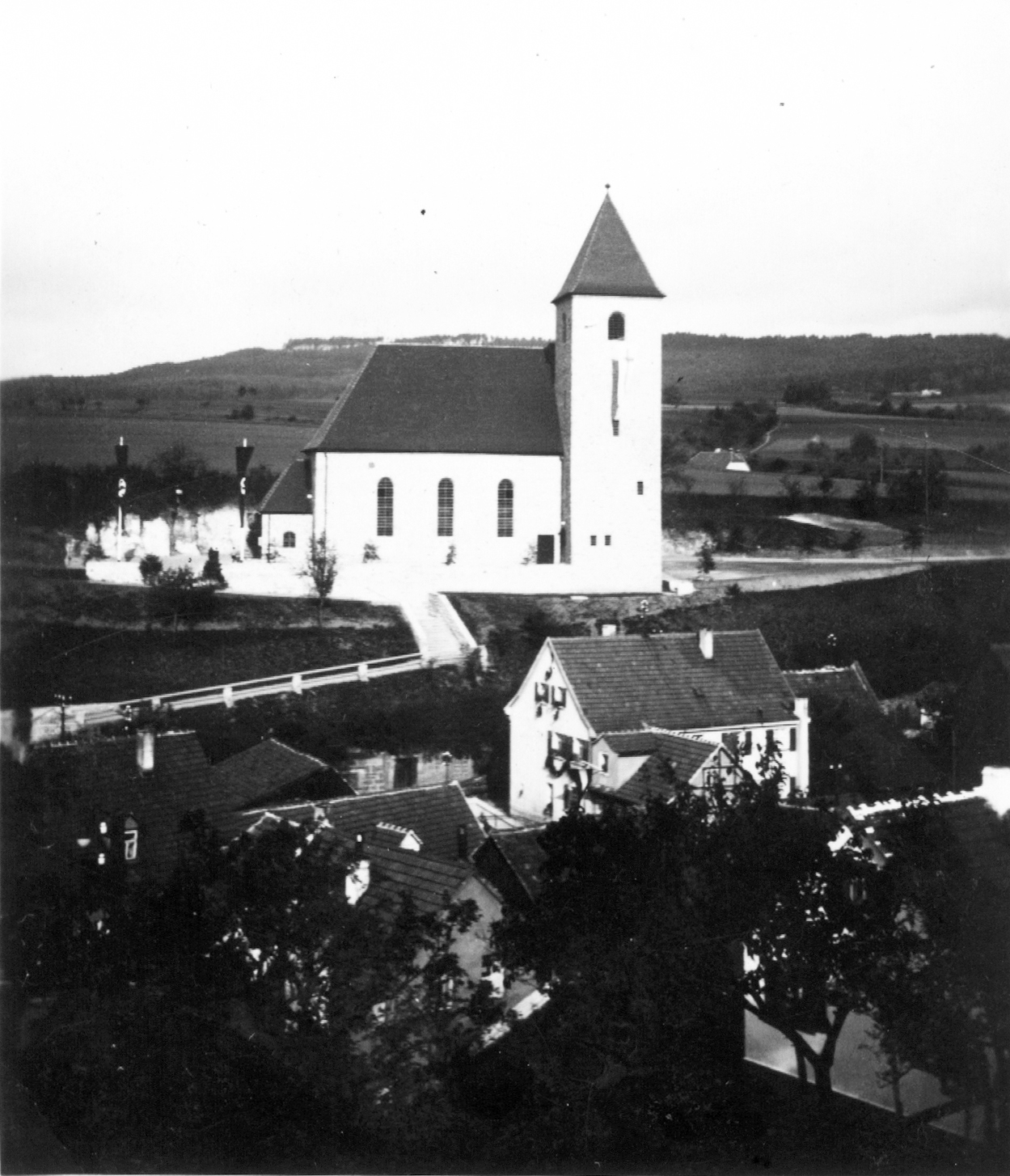
Die mit Fahnen geschmückte evangelische Kirche kurz vor der Weihe.
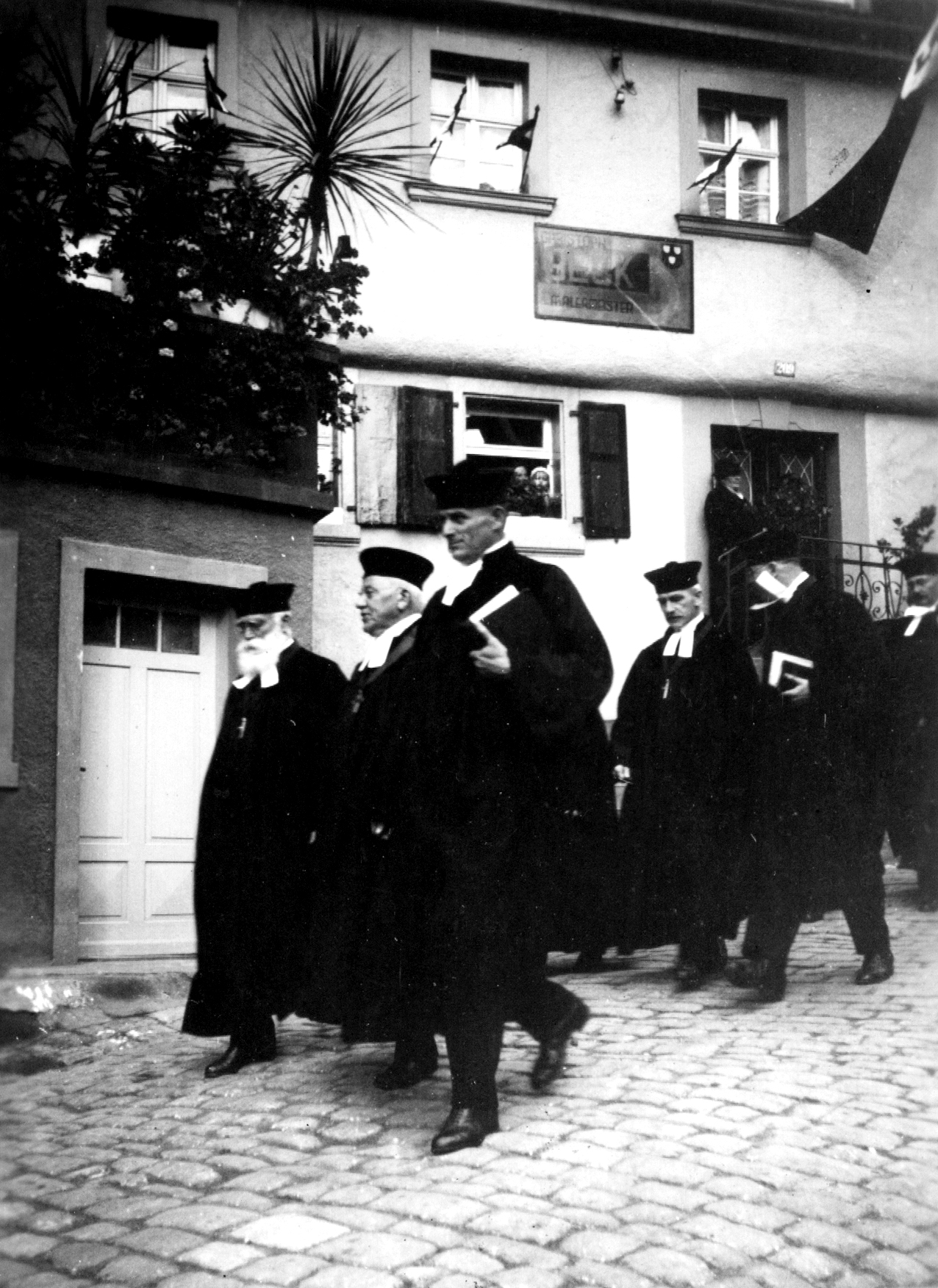
Der von Dekan Roth, Oberkirchenrat Priester und Pfarrer Kohler aus Strössendorf angeführte Festzug zur Kirchweihe.

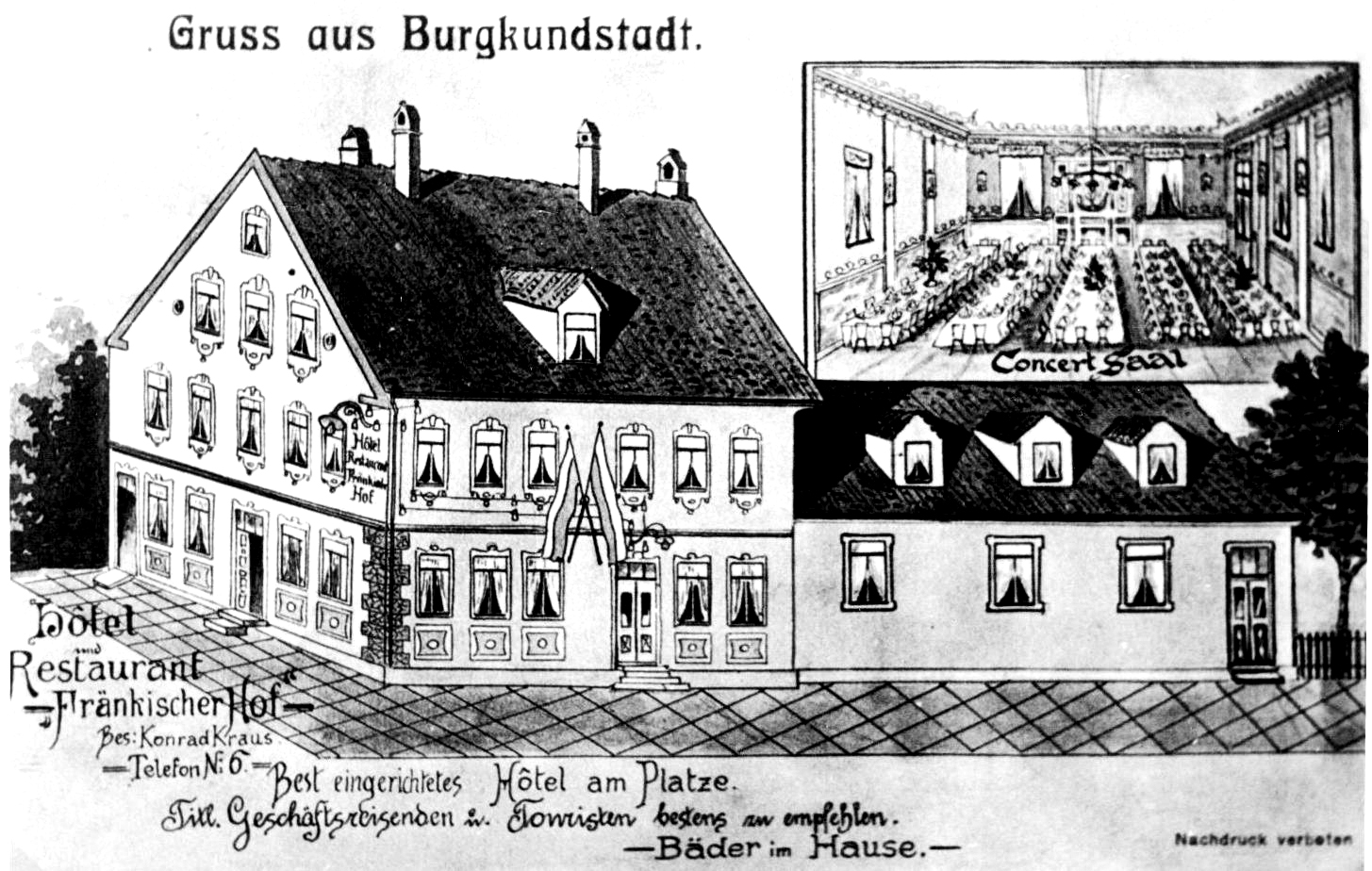
Postkarte des Fränkischen Hofes am Weihersbach in Burgkunstadt, in dem 1935/36 die Bank-Lichtspiele eröffnet wurden

1935/35 eröffnete Ludwig Zeuch das Kino Bank-Lichtspiele im ehemaligen Konzertsaal des Hotels Fränkischer Hof am Weihersbach (heute: Weihersbach 5). In den zwanziger Jahren führten dort Wanderkinos schon Filme vor. Da Zeuch nicht aus dem Krieg zurückkam, führte seine Frau Rosa das Bank-Lichtspielhaus weiter. Sie ließ einige Häuser weiter ein neues, modernes Kino, die Lichtburg, bauen. Einige Jahre existierten noch die von Michael Popp betriebenen Gloria-Lichtspiele im ehemaligen Konzertsaal des Hotels Fränkischer Hof. Wegen der Konkurrenz und der zunehmenden Verbreitung des Fernsehens schloss einige Jahre nach den Gloria-Lichtspielen 1968 auch die Lichtburg.
Aufgrund des wirtschaftlichen Erfolges des Baur-Versands ließ Friedrich Baur 1936 gegenüber seinem Wohnhaus ein neues, dreistöckiges Firmengebäude errichten.

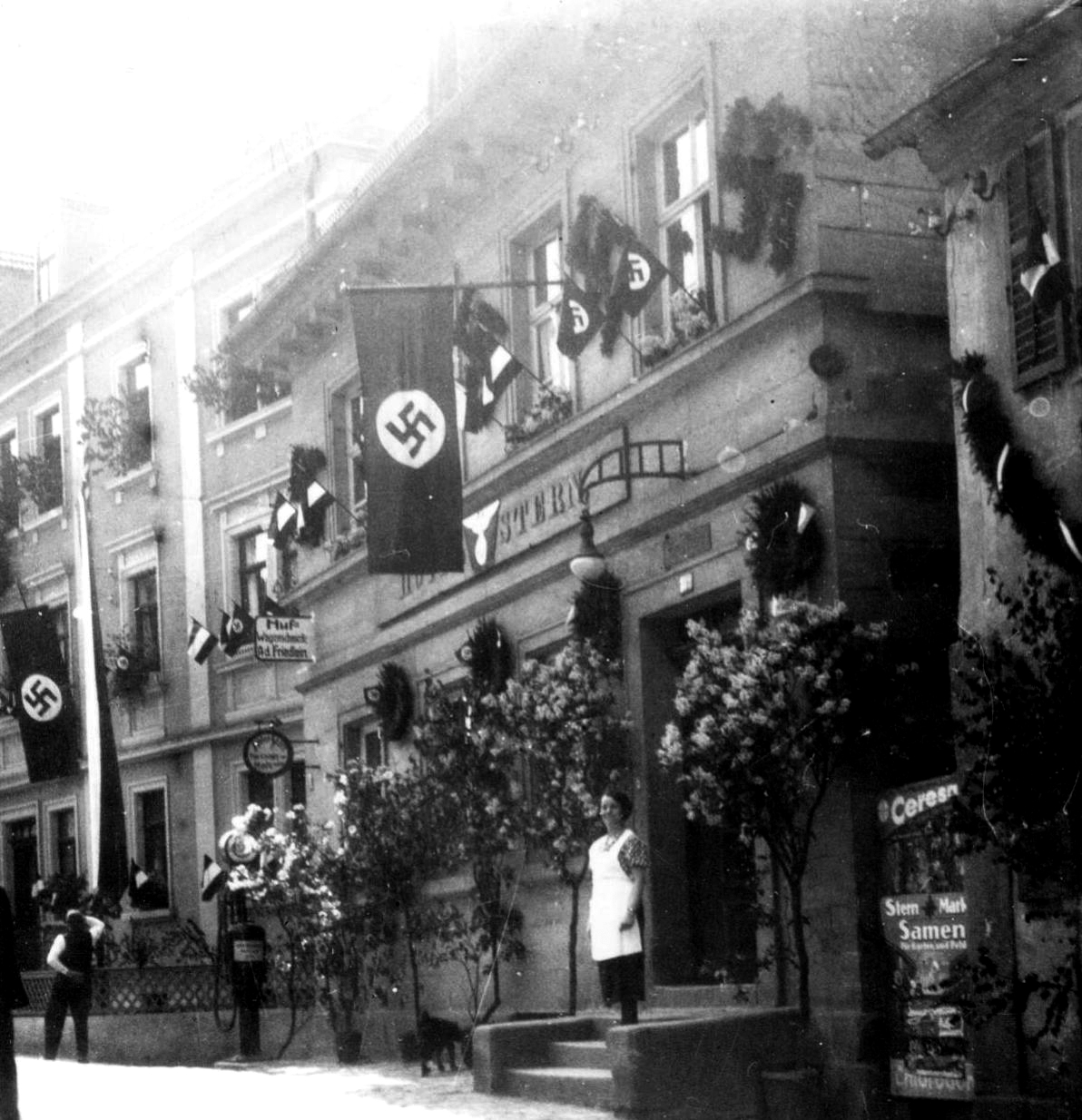
Organisierter Aufmarsch zum Maifeiertag durch die mit Hakenkreuzflaggen geschmückte Burgkunstadter Unterstadt am 1. Mai 1937

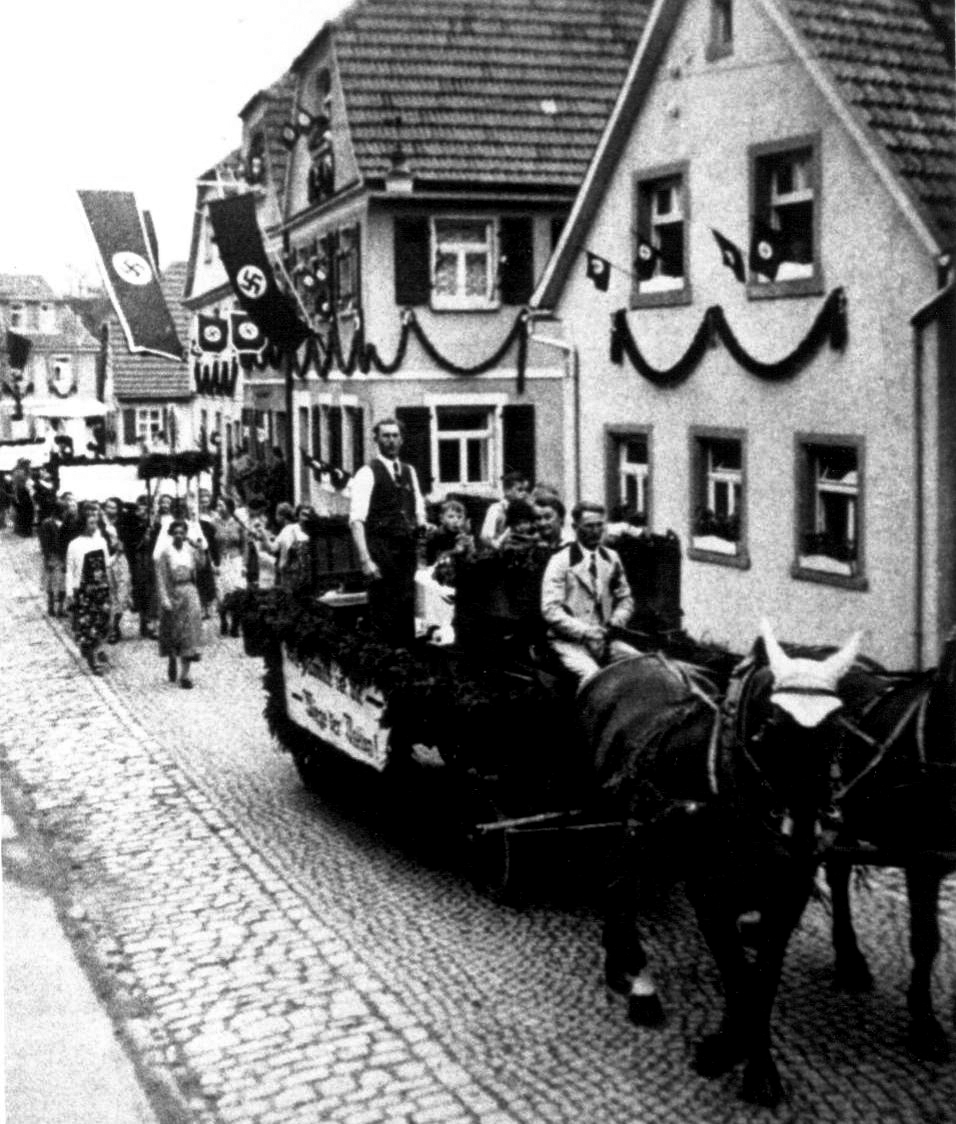
… und 1938. An den Aufmärschen mussten sich alle größeren Unternehmen, Vereine und Zünfte im Rahmen der Deutschen Arbeitsfront beteiligen.

1937 wurde für einige Monate die Nationalpolitische Erziehungsanstalt aus Naumburg nach Burgkunstadt verlegt.
1938 kaufte der Baur-Versand die ehemalige Schuhfabrik Iglauer. Der jüdische Firmeninhaber Stephan Iglauer hatte die Fabrik 1936 aufgrund der immer größeren Schwierigkeiten durch das NS-Regime aufgegeben und war später in die USA emigriert.

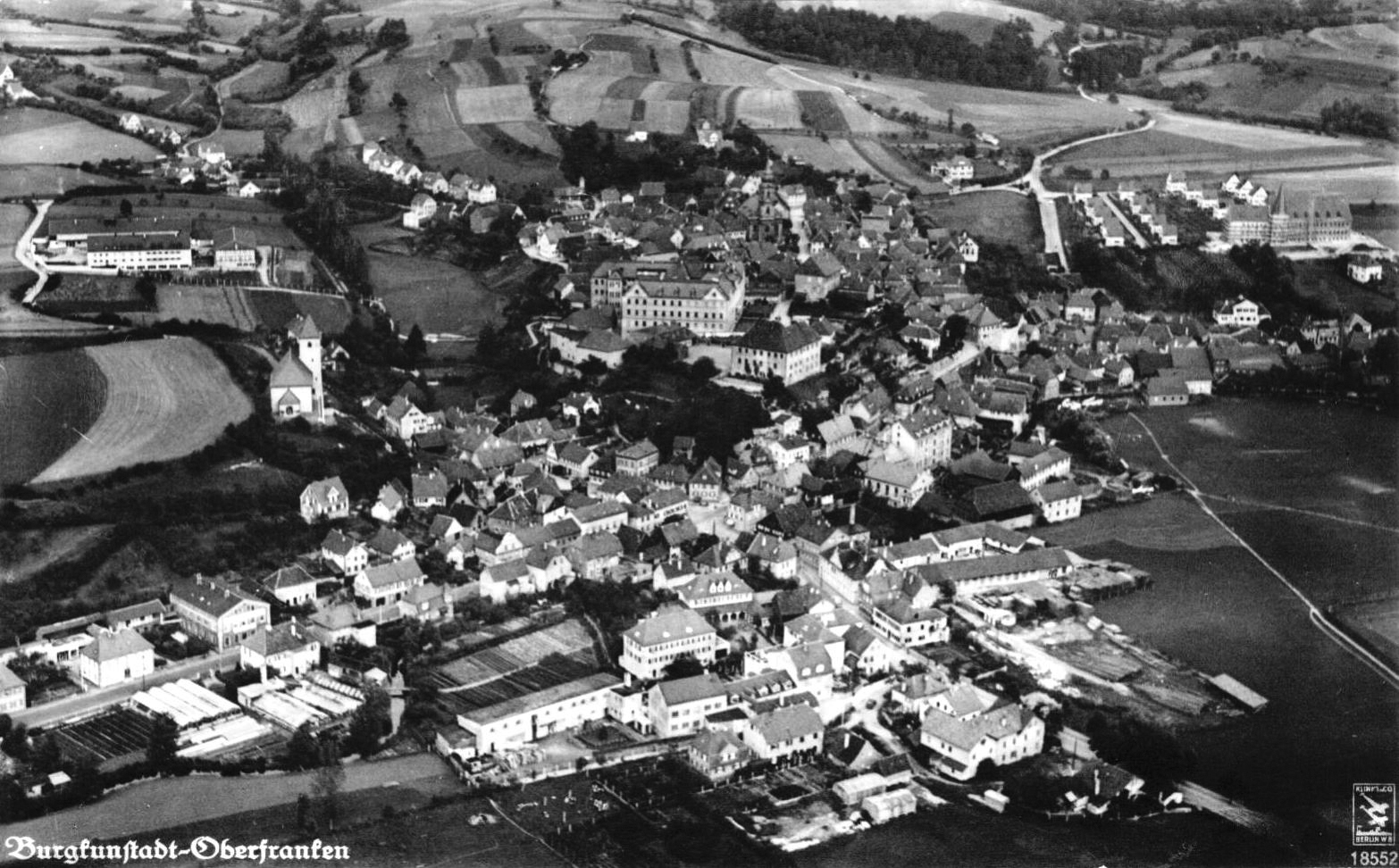
Luftbild Burgkunstadts von 1938. Gut zu erkennen rechts oben die damals neu gebaute Volksschule und die Schulsiedlung. Das weiße Haus mit dem hohen Giebel unterhalb der Schule ist die Apotheke Voigt.

Das neue Schulgebäude wurde am 30. Oktober 1938 als Fritz-Wächtler-Schule eingeweiht. Jahrzehntelang wurde bis dahin in der ehemaligen Vogtei unterrichtet. Aus Raumnot war in den letzten Jahren bis 1938 dort in Schichten unterrichtet und die achte Jahrgangsstufe gestrichen worden. Gebaut wurde das Schulgebäude von Regierungsbaumeister Bergler aus Ansbach, finanziert durch staatliche Stellen, die Stadtverwaltung und Spenden einheimischer Firmen.
Im Keller des Schulgebäudes wurde ein Volksbad mit neun Wannenbädern, drei Brausekabinen und einem 37 Quadratmeter großen Schülerbad mit 25 Brausevorrichtungen und einem Planschbecken eingerichtet.
Im September/Oktober 1938 mussten die jüdischen Aktionäre der Joseph Weiermann Schuhfabrik A.G. auf Druck ihre Aktien an drei deutsche Unternehmer verkaufen. Im Zuge der Arisierung der Firma wurde sie in Obermain-Schuhfabrik A.G. umbenannt, und das JWA-Zeichen für Joseph Weiermann Aktiengesellschaft in Immer Wertarbeit umgedeutet. Wie Joseph Weiermann litten viele Burgkunstadter Fabrikanten und Geschäftsleute unter der antijüdischen Gesetzgebung. So mussten die Darmgroßhandlung Banemann, die Schuhfabrik Iglauer, die Vertretungsfirma Kraus, die Kurzwarenhandlung Possenheimer und Rothschild sowie der Hausierhandel Stefan Thurnauer schließen, die Essigfabrik Lindner wurde „arisiert“ und ein Hengstenberg-Zweigbetrieb, die Korbwarenfabrik Arthur Thurnauer enteignet.
Durch die aufkommende Kneippsandalen-Mode steigerte sich der Absatz der Schuhfabrik Hühnlein im In- und Ausland. Unter dem Markennamen Passat exportierte Hühnlein diese „Jesuslatschen“ bis an die Goldküste und Nigeria und eröffnete zusammen mit Hamburger Exporteuren einen nigerianischen Zweigbetrieb. Die Jahresproduktion betrug 1938 1,2 Millionen Paar Sandalen.
Seit einigen hundert Jahren gab es in Burgkunstadt einen jüdischen Armenfonds, der vor allem zur Verpflegung und Beherbergung durchziehender Betteljuden eingerichtet worden war, später jedoch konfessionsübergreifend agierte. Finanziert wurde er von einheimischen Juden oder solchen, die ab 1933 ausgewandert waren. Das Innenministerium verbot in einem Brief am 11. Oktober 1938 der Stadt und der hiesigen Bevölkerung, „Schenkungen oder letztwillige Zuwendungen von Juden anzunehmen“.

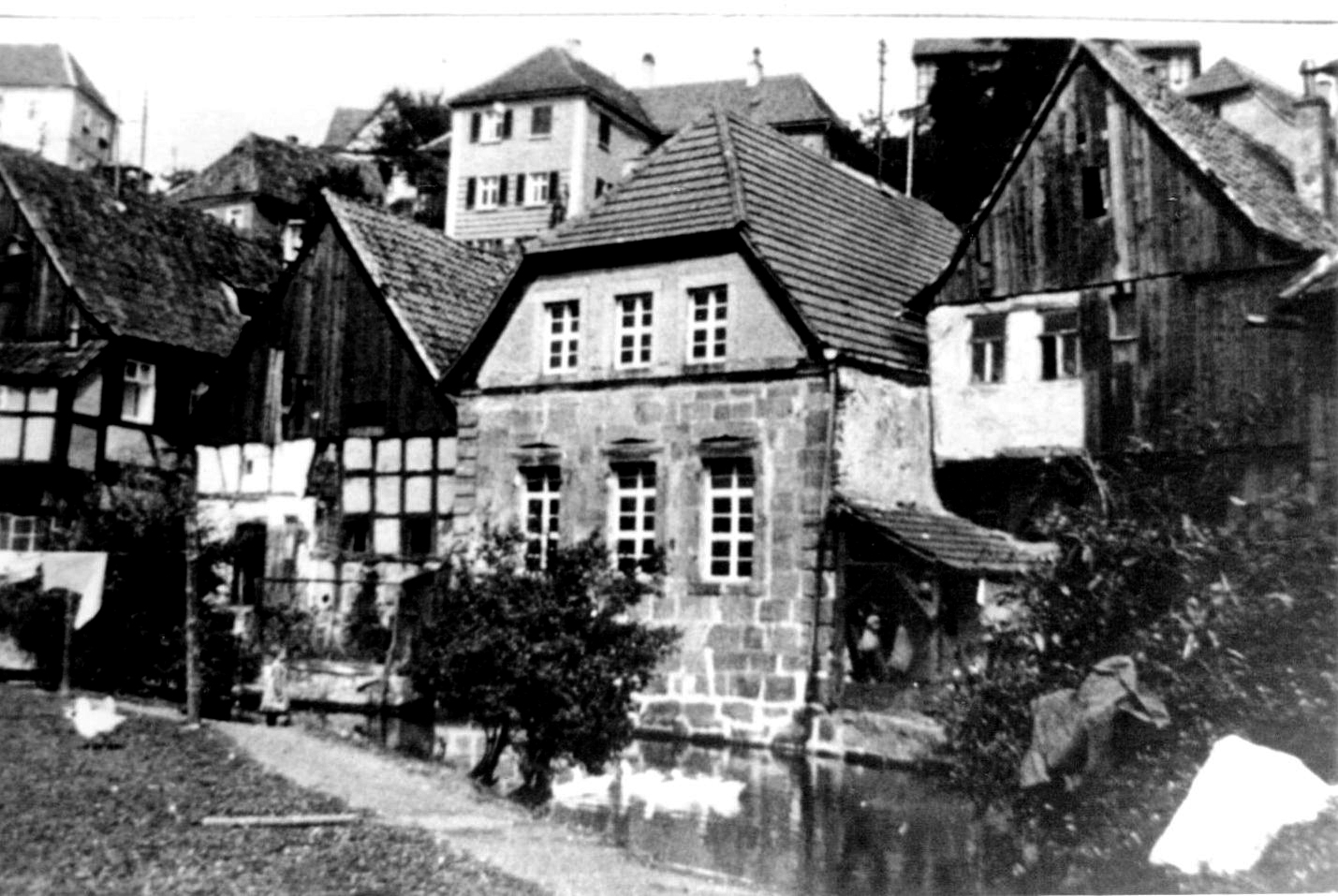
Die Burgkunstadter Synagoge; Fotografie von 1935

In der „Reichskristallnacht“ vom 9. auf den 10. November 1938 wurde die Synagoge in der Adolf-Hitler-Straße auf Anweisung der NSDAP-Kreisleitung geplündert und verwüstet. Wegen der engen Bebauung wurde auf das Abbrennen der Synagoge verzichtet. Weitere Beschädigungen folgten am 10. November durch die Schuljugend. Noch am selben Tag erklärte sich die jüdische Bevölkerung bereit, das Gebetshaus kostenlos, die Judenschule mit Scheune für 1000 Reichsmark sowie die Wiese vor dem Friedhof für 100 Reichsmark an die Stadt abzutreten. Das Geld wurde in einen Fonds für bedürftig gewordene Juden angelegt und der „Verkauf“ der Objekte in einem notariellen Kaufvertrag am 17. November festgelegt. Um sie „vor dem Volkszorn zu schützen“, wurden alle jüdischen Familienväter vom 10. bis zum 12. November in der Vogtei eingesperrt. Zusammen mit fünf Altenkunstadter Juden kamen fünf von ihnen danach ins Lichtenfelser Amtsgerichtsgefängnis und schließlich ins Hofer Gefängnis. Zu den „Schenkungen“ und „Verkäufen“ der Synagoge, der Schule und der Friedhofswiese erschien am 12. November im Lichtenfelser Tagblatt ein Zeitungsbericht: „[…] Die Synagoge, die alte Judenschule und die Judenscheune in der Auffahrtsstraße gingen am Freitag in den Besitz der Stadt Burgkunstadt über. Die Gebäude werden in Zukunft nützlicheren Zwecken dienen. Heute, Samstag nachmittags 2 Uhr, werden die Formationen der Partei bereits mit dem Abbruch der Synagoge beginnen und somit einem traurigen Punkt aus dem Stadtbild für immer auslöschen. […] Wer Lust hat, tatkräftig mit Hand anzulegen, wird willkommen sein“. „Aus verkehrstechnischen Gründen“ wurde die Synagoge bis Jahresende vollständig abgetragen und durch eine Grünanlage ersetzt.
Am 15. November folgte die Verbannung aller jüdischen Schulkinder aus dem Unterricht. Da Leo Banemann und Stephan Iglauer Anfang 1935 das Frontkämpfer-Ehrenabzeichen erhalten hatte, wurden sie am 29. November aus dem Gefängnis entlassen, die anderen Juden erst zwei Wochen später. Nach der Entlassung mussten alle (meist) für einen Spottpreis ihre Geschäfte, Häuser und Grundstücke an „Arier“ verkaufen.
Nachdem Adolf Hitler am 30. Januar 1939 „die Vernichtung der jüdischen Rasse in Europa“ angekündigt hatte, gelang noch sechs Juden die Flucht.
Die Nazis nutzten jede Kleinigkeit, um die verbliebenen Juden zu drangsalieren und zu bestrafen. Als am 2. März der jüdische Junge Max Nebel in eine Milchkanne spuckte, wurde der Vater eingesperrt und eine Ausgangssperre für die Burgkunstadter Juden verhängt. Dieser eher harmlose Vorfall wurde in der Lokalpresse als „Unglaubliche Gemeinheit – Judenbengel rotzt in die Milch, der deutsche Mensch soll sie trinken“ aufgebauscht. Bereits am nächsten Tag wurde davon überregional berichtet, und selbst die Nürnberger Gestapo schaltete sich ein. Max Nebel war der einzige Burgkunstadter Jude, der eine KZ-Haft überlebte.
Am 20. Juni 1938 wurde das Neubaugebiet Dammäcker Burgkunstadt 1938 eingerichtet, um dort 20 Häuser zu bauen. Ebenso wie die Schulsiedlung sollte es eine mustergültige, gepflegte und gut durchgeplante Siedlung sein, die nur „würdigen“ Deutschen vorbehalten blieb.
Durch die zahlreichen Neubauten von Straßen, Siedlungen und auch Monumentalbauten boomte das Bauhandwerk in Burgkunstadt. Die Diroll’schen Natursteinwerke beschäftigten 1939 rund 300 Mitarbeiter und lieferten den Kleinziegenfelder Dolomit unter anderem auch zum Bau des Reichsparteitagsgeländes in Nürnberg und der Reichskanzlei in Berlin.
Mit dem Kauf der ehemaligen Woffendorfer Schuhfabrik Schonath & Behringer stieg die Belegschaft der Schuhfabrik Hühnlein auf 500 Mitarbeiter an, damit wurde sie eine der größten Nordbayerns.
Das soziale Konzept des Baur-Versandhauses, Schuhe günstig zu verkaufen, stieß bei der NSDAP-Regierung auf starke Ablehnung. So durfte der Baur-Versand spätestens ab 1939 keine Anzeigen in Zeitungen mehr veröffentlichen, und es gab außergewöhnlich viele Betriebsprüfungen. Ab Kriegsbeginn wurden zudem von ursprünglich 45 Angestellten 35 abgezogen, so dass nur zwei Männer und acht Frauen die gesamte Arbeit übernehmen mussten.
Nach dem Verkauf ihrer Häuser und Grundstücke lebten die noch verbliebenen Juden verängstigt und auf engstem Raum in alten, heruntergekommenen Häusern. Obwohl es sehr gefährlich war, als „Arier“ den Juden zu helfen, versorgten sie einige Burgkunstadter notdürftig mit Lebensmitteln und anderen Kleinigkeiten.

#### Zweiter Weltkrieg
Mit dem Angriff auf Polen begann am 1. September 1939 der Zweite Weltkrieg. Die Begeisterung der Bevölkerung hielt sich im Gegensatz zum Deutsch-Französischen Krieg und zum Ersten Weltkrieg in Grenzen und kam nur bei absolut überzeugten Nationalsozialisten auf. „Im Rahmen der zivilen Luftschutzmaßnahmen“ blieben zwischen dem 1. und dem 11. September alle Schulen im Landkreis Lichtenfels geschlossen.
Bereits ab August waren viele Soldaten einberufen worden, die bereits im Ersten Weltkrieg gekämpft hatten. Im September folgten die Freiwilligen und Wehrpflichtigen. So musste in der heimischen Schuhindustrie die Produktion reduziert werden, das Fabrikationsprogramm bestimmte die Reichsstelle für Lederwirtschaft. Die Einführung der Bezugsscheine für Schuhe und deren Einlösung stellte für den Baur-Versand ein großes Problem dar. Trotz einer Kundenzahl von über 500.000 in ganz Deutschland spezialisierte sich der Versand deshalb auf die Belieferung des Schuheinzelhandels. Da die Burgkunstadter Schuhfabriken durch die staatlich verordnete Produktion von Zivilschuhen nicht ausgelastet waren, versuchten sie Zusatzaufträge der Wehrmacht, der Polizei, der Technischen Nothilfe oder des Roten Kreuzes zu erhalten oder die Produktion auf Hausschuhe und Holzschuhe umzustellen.
Am 23. September 1939 wurden die Juden gezwungen, ihre Rundfunkgeräte abzuliefern. Das Datum war zu ihrer Demütigung gewählt worden, da auf diesen Tag eines der höchsten jüdischen Feste, das Versöhnungsfest (Jom Kippur) fiel.
Ab 6. Februar 1940 bekamen die Burgkunstadter Juden keine Kleidermarken mehr, und ab 4. Mai wurde für sie eine Ausgangssperre von 20:00 Uhr bis 6.00 Uhr verhängt.
Aufgrund des Frankreichfeldzuges wurden die beiden Pirmasenser Schuhfabriken Philipp Neupert & Orsewa und Roser & Schwarz evakuiert und bei der Obermain-Schuhfabrik zwangseinquartiert. Durch die bestehenden Aufträge der beiden Schuhfirmen, die nun von der Obermain mit erfüllt werden mussten, stieg die Arbeitswoche auf 40 Stunden. Nach dem Ende des Frankreichfeldzuges kehrten die Schuhfabriken wieder nach Pirmasens zurück.
Der jüdische Besitzer der Altenkunstadter Gotthard-Schuhfabrik wurde enteignet und seine Schuhfabrik an den Pirmasenser Fabrikanten Otto Kreuch verkauft; die Firma wurde in Gotthard-Schuhfabrik Otto Kreuch K.G. umbenannt.
Die ersten Fliegerbomben fielen durch englische Flugzeuge in der Nacht vom 27. auf den 28. August 1940 nordwestlich der St.-Josephs-Anstalt.
In den Jahren ab 1933 verschärften sich die Spannungen zwischen der St.-Josephs-Anstalt und der NS-Regierung immer mehr. Am 2. Mai 1941 wurde die lange geplante Räumung der Anstalt vertraglich festgelegt. Die Heimschule wurde am 26. Mai aufgelöst, nachdem sie bereits im Januar der Fritz-Wächter-Schule unterstellt worden war. Das Heim wurde vollständig geräumt. Rund 150 Bewohner wurden mit Bussen in andere Heime und psychiatrische Kliniken transportiert, wo ein Teil von ihnen in der „Euthanasie-Aktion“ ermordet wurde; 53 wurden nach Hause entlassen. Lediglich 23 Bewohner und das Personal blieben zurück, um die Landwirtschaft aufrechtzuerhalten. In die in ein NS-Volksfürsorgeheim für Mutter und Kind umgewandelte Anstalt wurden im Zuge der Kinderlandverschickung am 12. Juni 1941 65 Frauen und 226 Kinder aus Hamburg einquartiert.
Im Juni 1941 waren bereits 20 Burgkunstadter Soldaten gefallen; in der Bevölkerung sank die Hoffnung auf ein baldiges Kriegsende.

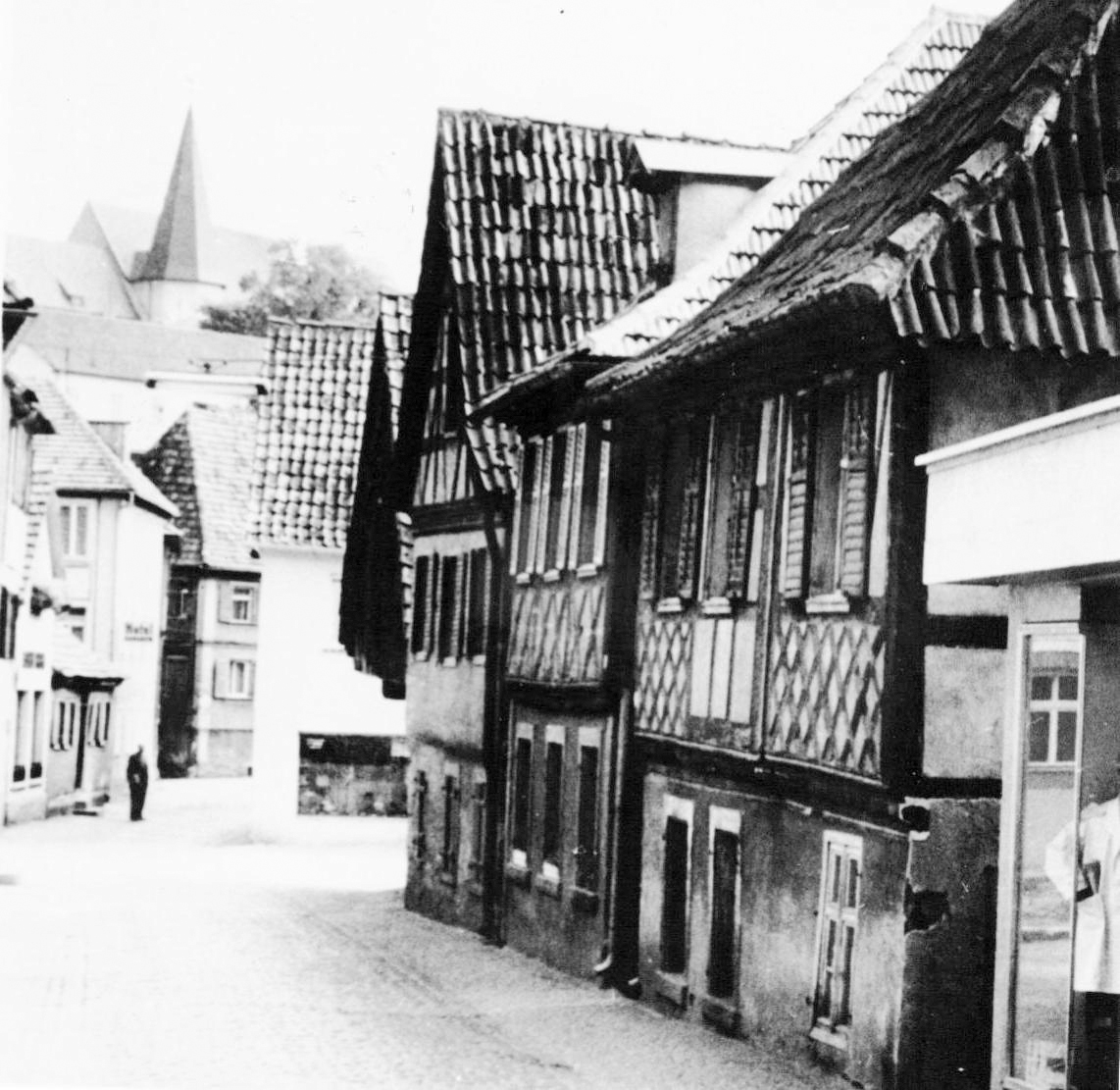
Häuser in der Kulmbacher Straße neben dem leeren Platz, an dem bis 1938 die Synagoge stand. Im vierten von rechts lebten bis 1942 die letzten Burgkunstadter Juden.

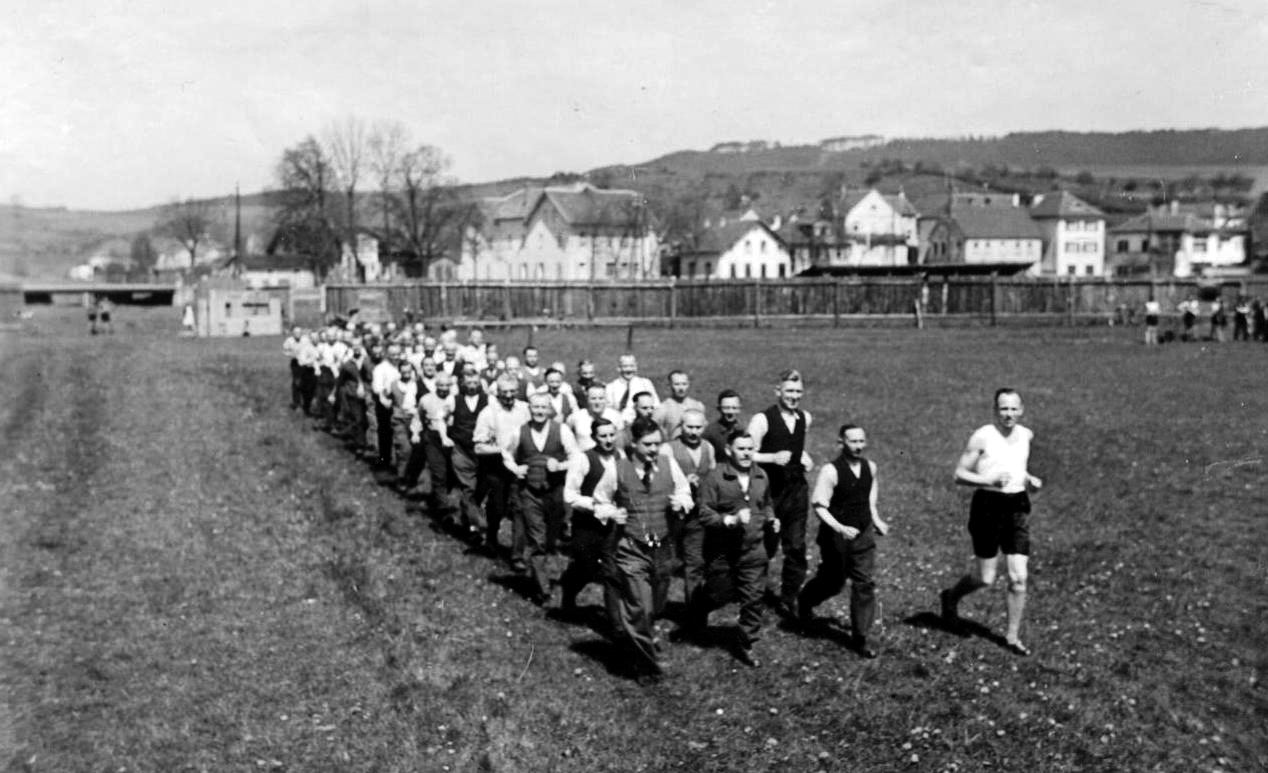
Betriebssport der Obermain-Schuhfabrik auf den Wiesen vor der Stadt. Im Hintergrund ist der Bretterzaun des Fußballplatzes zu erkennen. Fotografie von 1942.

Ab dem 15. September mussten alle über sechs Jahre alten Juden, die noch in der Stadt lebten, einen Judenstern tragen. Zudem mussten sie ihre verbliebenen Schreibmaschinen, Fahrräder und Elektrogeräte abliefern und durften ohne Sondergenehmigung die Stadt nicht verlassen. Die Lebensmittelmarken wurden minimiert.
Am 17. März 1942 wurde den verbliebenen zwölf Burgkunstadter Juden und allen anderen im Landkreis Lichtenfels mitgeteilt, dass ihre Evakuierung nach Polen unmittelbar bevorstand. Der Führer habe im dortigen Generalgouvernement für sie Land vorgesehen, das von ihnen bestellt werden müsse. Am 24. April wurden sie zusammen mit den 13 Juden aus Altenkunstadt am Bahnhof mit einem Zug nach Bamberg gebracht. Mit weiteren Juden aus der Umgebung wurden sie am 25. April in einem Güterzug nach Nürnberg und von dort mit mittel- und unterfränkischen Juden am 28. April in das KZ Majdanek in Ostpolen deportiert. In den folgenden Tagen wurden die meisten in die Vernichtungslager Belzec und Sobibor gebracht, wo sie im Sommer 1942 in den Gaskammern ermordet wurden. Diese Aktion beendete die rund 700-jährige Geschichte der jüdischen Gemeinde in Burgkunstadt.
Am 29. März 1942 wurden eine Rathausglocke und eine Glocke vom Leichenhaus, die zusammen 120 Kilogramm wogen, abgenommen und für die Rüstungsindustrie eingeschmolzen.
Rund ein Jahr nach der Eröffnung des N.S.V-Mütterheims kam am 24. Juli 1942 der Räumungsbefehl. Das Hamburger Sozialamt übernahm das Heim und nutzte es als Hamburger Versorgungsheim für alte und kranke Hamburger, um sie vor den immer heftiger werdenden Bombardements der Hansestadt zu schützen.
Nach der Deportation der Juden kaufte die Stadt den Judenfriedhof nach dem Angebot der Reichsvereinigung der Juden in Deutschland für 1200 Reichsmark. Besonders das Reichsinstitut für Geschichte des neuen Deutschlands war im Zusammenhang mit der Rassentheorie stark am Friedhof interessiert und forderte die Stadt auf, alle Gegenstände und Grabsteine genau zu katalogisieren. Die amtliche Begründung lautete, „unter genealogischen und anthropologischen Gesichtspunkten“ für eine „möglichst vollständige Erfassung der Judenfamilien und Judensippen zu sorgen“, um aus „deren Stellung im deutschen Volksleben der Vergangenheit wissenschaftliche Erkenntnisse für den Kampf gegen das Judentum“ zu erlangen und zu vertiefen. Die Stadt willigte ein, jedoch kam es aufgrund der Rückschläge in der Schlacht von Stalingrad nie zu diesen Untersuchungen.
Da immer mehr Arbeiter der heimischen Schuhfabriken an die Front mussten, wurden die Arbeitsplätze durch kriegsgefangene Russen, Litauer, Polen, Franzosen und Wlasslow-Soldaten besetzt. Trotz dieser Ostarbeiter musste die Arbeitszeit in den Burgkunstadter Schuhfabriken erhöht werden, um den Aufträgen nachzukommen.
Ab 1944 fanden in Burgkunstadt und Umgebung zahlreiche kriegsbedingte Änderungen statt. Im Sommer 1944 wurde die Obermain-Schuhfabrik mit einem grünen Tarnanstrich versehen, um feindliche Flugzeuge zu täuschen. Da die Bombardierungen der deutschen Großstädte heftiger wurden, lagerte man einige Kunstgegenstände aus dem Germanischen Nationalmuseum in Nürnberg ins Schloss Strössendorf ein. Karl Eugen Fischer ließ sich im Herbst 1944 mit seiner von ihm übernommenen Firma P. Haffner & Cie mit 2000 Mitarbeitern in Burgkunstadt nieder, um dem kriegsgezeichneten Saarland zu entfliehen. In Burgkunstadt wurde die Produktion von Stahlschränken und Tresoranlagen auf kriegswichtige Wehrmachtsgerätschaften umgestellt. Die Haffnersche Fabrik zog in das Gebäude der Obermain-Schuhfabrik ein, die ihre Maschinen in die anderen Burgkunstadter Schuhfabriken auslagerte.
Die Lebensbedingungen für die Bevölkerung verschlechterten sich 1944 enorm. Im Dezember bekam ein „Normalverbraucher“ nur noch 1700 Gramm Brot, 250 Gramm Fleisch oder Fleischwaren, 125 Gramm Fett, und 125 Gramm Zucker oder Marmelade in der Woche. Alle drei Wochen gab es dazu noch 325 Gramm Nährmittel und 62,5 Gramm Käse. Auf Schwarzschlachtungen oder Schwarzhandel stand die Todesstrafe.
Ab 1945 wurde die Situation der heimischen Schuhindustrie noch schlechter. Die größtenteils zerstörte Infrastruktur bedeutete Transportverzögerungen der Ausgangsstoffe; wegen zahlreicher Fliegeralarme musste die Produktion mehrmals täglich unterbrochen werden.
Ab März häuften sich auch die Flüchtlingsströme aus osteuropäischen Ländern. Dazu kamen immer öfters waffenlose, verwahrloste Soldaten. Damit wurde immer deutlicher, dass der Krieg bald enden werde. Um den Einmarsch der Alliierten zu verhindern, wurde aus den verbliebenen 16- bis 60-jährigen Männern der Volkssturm gebildet. Er hob in der Lichtenfelser Straße Schützengräben aus und errichtete Panzersperren aus Baumstämmen.
Die Osterzeit verlief recht turbulent und mehrere Gottesdienste mussten abgebrochen werden oder verliefen mit erheblichen Störungen durch ständigen Fliegerlärm und explodierende Bomben. Am 8. April 1945, dem Weißen Sonntag, begann die Wehrmacht sämtliche Brücken in der Umgebung im Zuge des Nerobefehls zu sprengen. Die Burgkunstadter Mainbrücke und eine kleinere weiter westlich wurden am 10. April gesprengt. Ebenfalls am 10. April wollte man den durch die Sprengungen „eingesperrten“ Lebensmittelzug vor Burgkunstadt ausräumen. Der Inhalt der 26 Waggons, gefüllt mit Rind- und Schweinefleisch, Wurst, Ölsardinen, Salz, Pfeffer, Zucker, Reis, Wein, bulgarischem Tabak, Sauerkraut, Fett, Speiseöl, Hülsenfrüchten usw. sollte eigentlich geordnet an die Bevölkerung verteilt werden. Der Zug wurde jedoch geplündert, bevor man mit dem Entladen beginnen konnte. Das Lichtenfelser Tagblatt erschien das letzte Mal am 10. April, der Strom fiel ab dem 11. April aus, so dass man auch kein Radio mehr hören konnte und von der Außenwelt abgeschnitten war. Nach dem Zug begannen die einheimische Bevölkerung und die Zwangsarbeiter alle größeren Fabriken und Betriebe zu plündern.
Als die Einwohner am 12. April 1945 erfuhren, dass die amerikanische Panzerspitze vor Horb stand, schickte man den Stadtpfarrer Dr. Johannes Kist gegen 16 Uhr mit dem Fahrrad zu den Amerikanern, damit dieser die Bedingungen für eine kampflose Übergabe der Stadt aushandelte. Diese lauteten:
- Ablieferung von Waffen aller Art an einem bestimmten Ort.
- Ablieferung aller Fotoapparate und Ferngläser.
- Aus allen Fenstern mussten weiße Fahnen oder Tücher gehängt werden.
- Alle Haustüren mussten mit einer Auflistung der Hausbewohner versehen sein.
- Alle Bedingungen mussten unverzüglich erfüllt werden.

Obwohl Himmler am 3. April 1945 befohlen hatte, alle Männer in einem Haus mit gehisster weißer Flagge zu erschießen, wurden selbst an der Stadtpfarrkirche große weiße Fahnen aufgehängt.
Eine 20–30 Mann starke Gruppe der Wehrmacht bezog dennoch Stellung am Weinberg, oberhalb der Lichtenfelser Straße, um die Amerikaner mit Maschinengewehren und Panzerfäusten zu beschießen. Durch die Überzeugungsarbeit einiger Burgkunstadter konnten die Soldaten aber davon abgehalten werden, so dass einige von ihnen den Kapitulationsbedingungen nachkamen und ihre Waffen abgaben, und der Rest in Richtung Norden verschwand.
Nachdem am Nachmittag der Großteil der Waffen, Fotoapparate und Ferngläser an der Sparkasse abgelegt worden war, trafen gegen 19:15 Uhr die Amerikaner in Burgkunstadt ein. Die Soldaten nahmen die wertvolleren Gegenstände mit, zertrümmerten den Rest und zogen wieder ab. Erst am 13. April gegen 6:30 Uhr morgens fuhren Dutzende amerikanische Armeefahrzeuge durch die Unterstadt in Richtung Kulmbach. Am Nachmittag stand eine große Ansammlung amerikanischer Fahrzeuge auf den Mainwiesen östlich der Stadt. Dieses Ziel steuerten vier deutsche Jagdflugzeuge des Typs Messerschmitt Bf 109 an. In einem kurzen Gefecht wurde eines der Flugzeuge abgeschossen und stürzte nördlich von Mainroth in den Wald. Der Vater des 20-jährigen Piloten Waldemar Klüpfel ließ für seinen Sohn an dieser Stelle einen Stein mit dem Propeller des Flugzeuges errichten. Das Fliegergrab wird von der Soldatenkameradschaft Mainroth gepflegt und dient als Mahnmal.
Ab diesem 13. April und in den folgenden Tagen fuhren keine Züge mehr und auch der Straßenverkehr kam fast gänzlich zum Erliegen. In der Umgebung gab es vereinzelte Gefechte, da sich in den Wäldern immer noch Wehrmachtssoldaten versteckt hatten, die sich nicht ergeben wollten. In den Tagen unmittelbar nach der Kapitulation Burgkunstadts verhängten die Amerikaner eine Ausgangssperre. Der Bevölkerung war es nur gestattet, von 8:00 bis 9:00 Uhr und 14:00 bis 18:00 Uhr die Häuser zu verlassen. Obwohl in der Unterstadt amerikanische Soldaten patrouillierten, um die Ausgangssperre zu überwachen, griffen die Soldaten nicht ein, als die Ostarbeiter die Schuhlager der Firmen Friedrich Baur und Otto Hühnlein plünderten. Auf die osteuropäischen Arbeiter wirkte die passive Haltung der Alliierten so, als würden diese die Plünderungen gutheißen und sie decken, was zu weiteren Plünderungen in und um Burgkunstadt führte, die sich neben den Fabriklagern auch auf die Vorratsküchen und Speiseräume einiger Firmen ausweiteten. Eine mit Erlaubnis der Amerikaner gegründete Ortswache und die jeweiligen Werkswachen konnten die Plünderungen aber bald unterbinden.
Auch die freiwillige Sanitätskolonne war von den Plünderungen betroffen. Das Depot wurde vollständig geräumt und der Kraftwagen gestohlen. Wenig später wurde bei Weidnitz das vollkommen ausgeschlachtete Auto wiedergefunden und nach Burgkunstadt zurückgebracht. In den folgenden Wochen mussten alle Sanitätseinsätze zu Fuß mit einer fahrbaren Trage, teilweise bis zum Hochstadter Krankenhaus, durchgeführt werden.
Alle Bewohner des Schönbergs, der Bahnhofsstraße und der Schulsiedlung mussten ihre Häuser innerhalb von 30 Minuten für die Unterbringung amerikanischer Soldaten in den nächsten zwei Wochen räumen.
Damit die Lebensmittelversorgung nicht zum Erliegen kam, wurde ab dem 17. April für alle Bauern die Ausgangssperre gelockert, so dass sie von 7:00 bis 19:00 Uhr der Feldarbeit nachgehen konnten.
Am 21. April wurde Bürgermeister Hans Dumrauf abgesetzt. Die Militärregierung bestimmte als Nachfolger den aus Traunstein stammenden Zahnarzt Dr. Berger.
Am 24. April 1945 gab es seit dem 11. April erstmals wieder Strom für zweieinhalb Stunden, der durch die Dampfmaschinen der Schuhfabriken Obermain und Püls erzeugt wurde.
Am 25. April wurden die meisten Ostarbeiter und Wlassow-Soldaten abtransportiert, und auch die vielen Evakuierten aus Hamburg, dem Ruhrgebiet und Frankfurt am Main machten sich trotz kaum vorhandener Verkehrsmöglichkeiten in den folgenden Tagen auf den Heimweg.
Am 8. Mai um 23.01 Uhr, knapp vier Wochen nach der Kapitulation Burgkunstadts, endete der Zweite Weltkrieg durch die bedingungslose Kapitulation der Wehrmacht. Einschließlich der Neubürger (Flüchtlinge, Vertriebene etc.) starben 242 Burgkunstadter Soldaten an den Fronten. Viele weitere wurden vermisst. Von den in Burgkunstadt geborenen oder länger ansässig gewesenen Juden starben 84 in den Arbeits- und Vernichtungslagern.

### 1945–1964 Von der Not zum Wirtschaftswunder
Der erste Zug auf der Strecke Lichtenfels–Kulmbach nach dem Ende des Krieges fuhr am 16. Mai 1945.
Nach dem Kriegsende nahm der Flüchtlingsstrom zu, so dass sich schließlich rund 940 Flüchtlinge in Burgkunstadt befanden. Sie wohnten in den Häusern der Burgkunstadter und wurden von diesen versorgt. Unterstützung gewährte die St.-Josefs-Anstalt, die von Juli bis Dezember 1945 über 8500 Mahlzeiten ausgab.
Im Sommer 1945 florierte der Schwarzmarkt. Neben Nahrungsmitteln wurden auch Hitlerbilder und andere Souvenirs der Nazizeit getauscht. Eine weitere Bezahlart war die „Schinken- und Zigarettenwährung“. Zum Vergleich: Für einen Schinken oder zwei Kilogramm Butter erhielt man einen einkarätigen Diamanten. Gelegentlich konnte man auch mit der fast wertlosen Reichsmark (RM) bezahlen (Beispiele: 1 kg Butter für 400 RM, Damenstrümpfe für 450 RM, 1 kg Kaffee für 1000 RM, ein Fahrrad für 4500 RM). Bastler und Technikversierte bedienten sich am Autofriedhof beim Bahnhof, auf dem die Amerikaner defekte deutsche Armeefahrzeuge aufgehäuft hatten. Neben Motoren und Funkgeräten gab es dort auch Kupferrohre zum Schnapsbrennen.
Da ab dem 11. Juni 1945 wieder die Stromversorgung der Stadt durch die Überlandzentrale funktionierte, konnte bei der Obermain-Schuhfabrik die Produktion zumindest eingeschränkt wieder aufgenommen werden. Am 30. August erhielt die Fabrik als erste bayerische Schuhfabrik eine vorläufige Produktionsgenehmigung der Amerikaner, die am 1. Oktober zu einer endgültigen erweitert wurde. Die Kriegsverluste stellten ein großes Problem für die Schuhfabriken dar; in jedem Betrieb fehlten Arbeiter, wobei die Hühnlein-Schuhfabrik am stärksten betroffen war. Neben Juniorchef Kurt Hühnlein waren 94 weitere junge Männer gefallen, weitere 31 galten als vermisst.
Nachdem die St.-Josefs-Anstalt 1942 faktisch aufgelöst worden war, kehrten am 4. Juni 1945 die Schwestern zurück und kümmerten sich neben Flüchtlingen und auch wieder um Behinderte. Nach Verhandlungen mit den Amerikanern bekam die Anstalt am 5. August 1946 die Erlaubnis, sich um Bedürftige zu kümmern und wurde am 12. August offiziell wiedereröffnet.

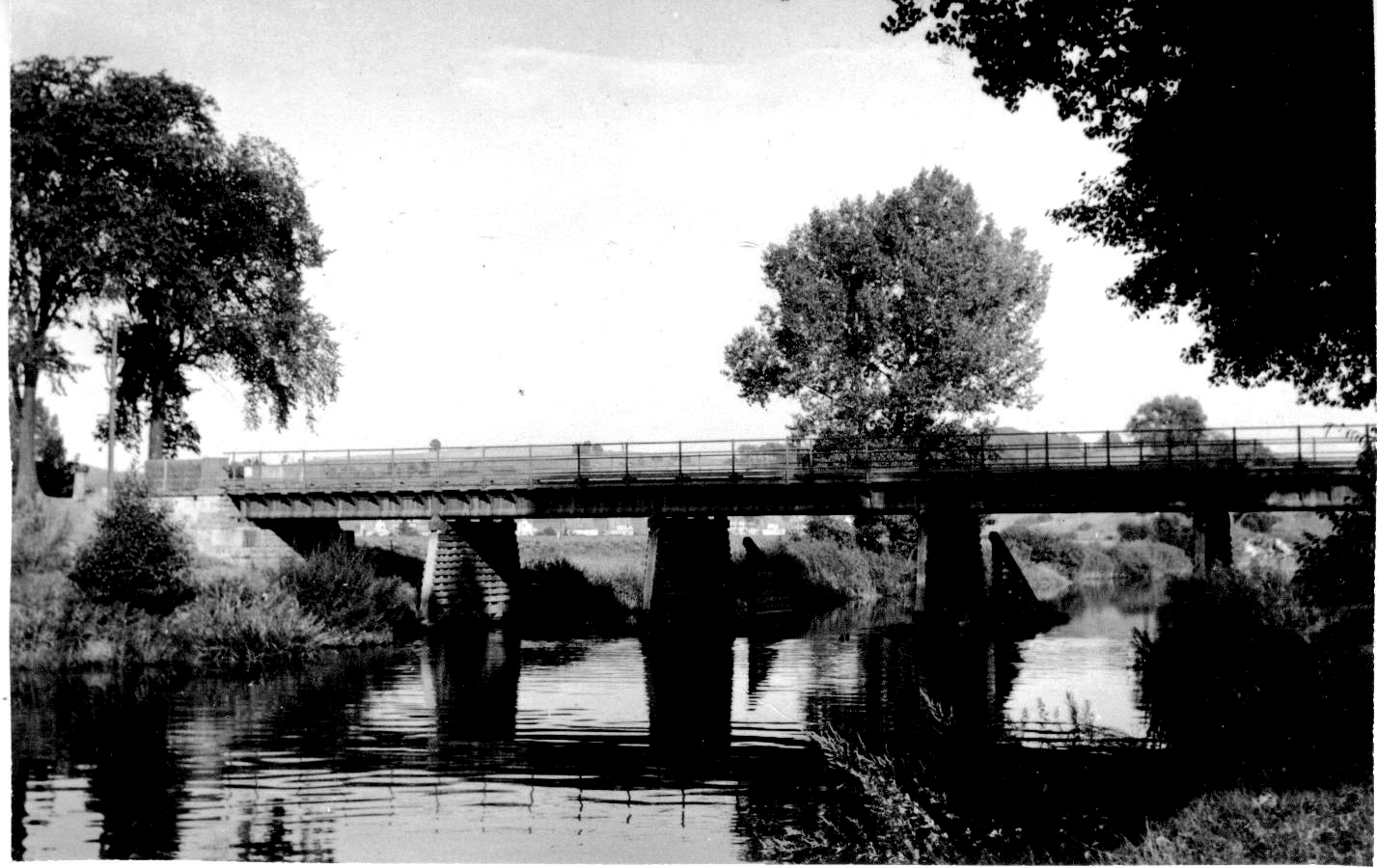
Die im Herbst 1945 von der Maschinenfabrik Fischer (FiMa) aus Kanonenrohren gebaute zweite Mainbrücke, die bis 1955 stand.

Im Herbst 1945 baute die Maschinenfabrik Fischer die 40 Meter lange und 7 Meter breite Mainbrücke aus Kanonenrohren und ermöglichte wieder den reibungslosen Verkehr zwischen Burgkunstadt und Altenkunstadt. Die Fabrik war an weiteren Brückenneubauten beteiligt und verteilte aus Kanonenrohren hergestellte Feueröfen an die Bevölkerung. Zu dieser Zeit bestand die Belegschaft der Fabrik zu rund 95 Prozent aus Ostarbeitern, von denen sich die meisten aufgrund der guten Arbeitsbedingungen in der Region niederließen.
Die Obermain-Schuhfabrik stellte im Laufe des Jahres alle aus Wehrmacht und Gefangenschaft entlassenen Arbeiter wieder ein, so dass die Belegschaft von 168 Arbeitern im Juli 1945 auf 262 im Januar 1946 stieg. In einer 35- bis 48-Stunden-Woche wurden rund 1000 Paar Schuhe produziert.

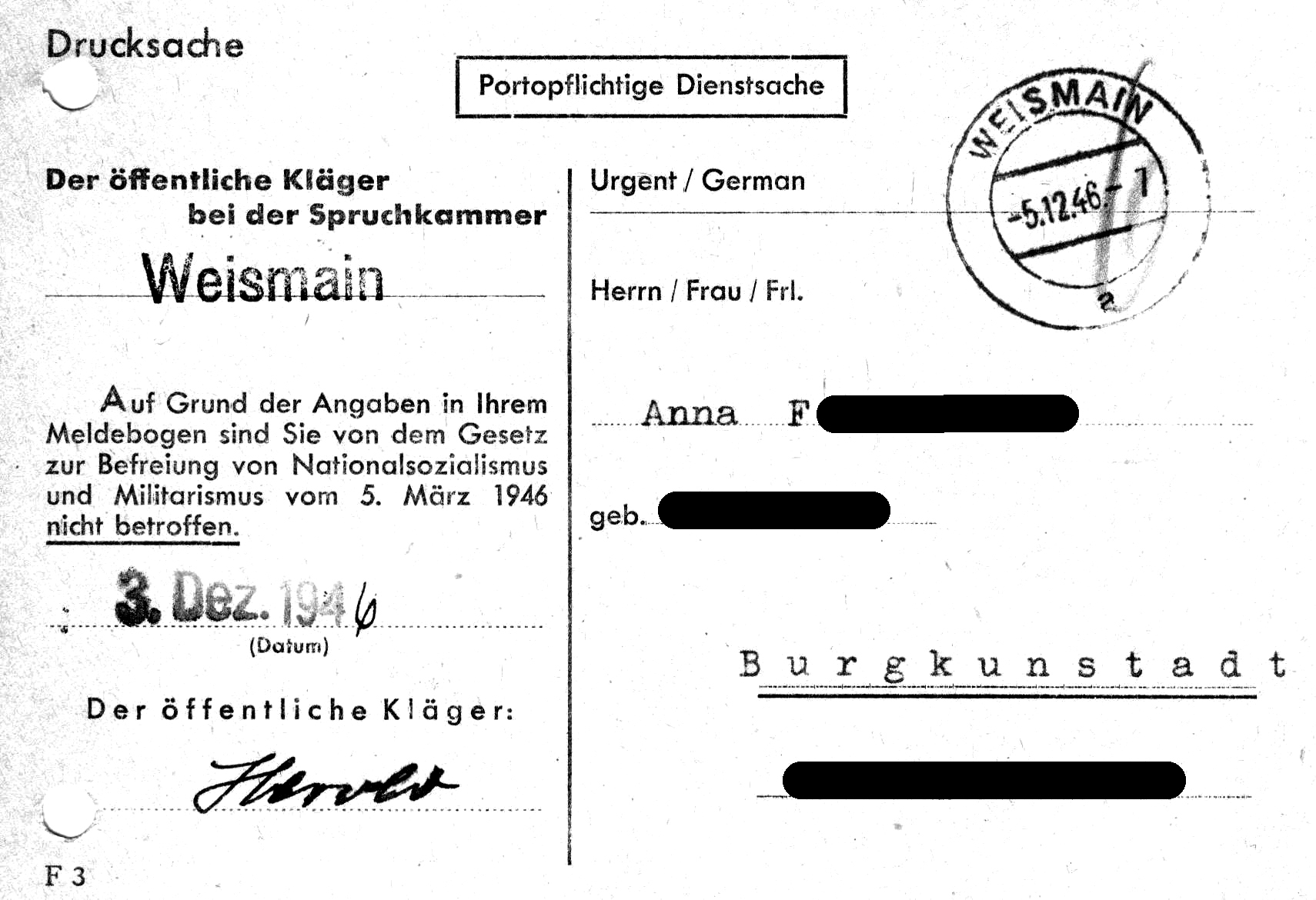
„Persilschein“ einer aus Burgkunstadt stammenden Frau

Ab Sommer 1945 hatten die Amerikaner begonnen, Deutschland zu entnazifizieren. Alle Nationalsozialisten wurden dazu aus der Verwaltung und der Wirtschaft entfernt, Bilder und Uniformen vernichtet, alle Nazi-Gesetze aufgehoben und NS-Organisationen verboten. Straßen erhielten wieder ihre früheren Namen. In Burgkunstadt wurden einige Haft- und Geldstrafen verhängt, zudem musste die Stadtverwaltung nahezu alle Beamten und Angestellten entlassen.
Am 28. Januar 1946 gab es seit 1933 die ersten freien Stadtratswahlen. Alle Stadträte gehörten der wieder zugelassenen SPD oder der nur in Burgkunstadt existierenden Christlich-Sozialen Partei (CSP) an, die sich wenig später der CSU anschloss. Fritz Gäßlein löste am 29. Januar Felix Berger als Bürgermeister ab. Im Juni 1946 wurde jedoch Gäßleins Wahl annulliert und bis August 1946 war Hans Weber Bürgermeister. Nach nur zwei Monaten wurde Weber wieder abgesetzt und Hans Agath, der bereits vor dem Dritten Reich Bürgermeister war, übte bis Dezember 1947 das Amt aus.
Am 26. August 1946 zog die Schule von der Vogtei wieder in das 1937/1938 gebaute Schulgebäude um. Wegen des Lehrermangels konnte nur unzureichend unterrichtet werden.
… eines Grundschulkindes:
- drei Scheiben Brot
- ein Teelöffel Marmelade
- eine Gabelspitze Fleisch
- 6,6 g Kunsthonig
- 5,7 g Rohrzucker
- 8,3 g Grieß
- 8,2 g Fett

Das reichte gerade zum Überleben, aber nicht zum Sattwerden.
Vom allgemeinen Nahrungsmittelmangel war Burgkunstadt wegen der ländlichen Umgebung nicht so stark betroffen, die tägliche Nahrungszufuhr überstieg dennoch nur selten 4200 kJ (= 1000 kcal). Die nebenstehende Tabelle gibt die vorgesehene Tagesration für ein Grundschulkind wider. Die Unterernährung zog oftmals Krankheiten wie Tbc, Keuchhusten, Paratyphus oder Mundfäule nach sich.
Der extrem kalte Winter Anfang 1947 verschlechterte die Situation der Bevölkerung zusätzlich, da kaum Heizmaterial vorhanden war. Dies hatte zur Folge, dass der Schwarzmarkt wieder aufblühte und deutlich mehr entwendet wurde als sonst.
Ab April 1947 wurde in der Grundschule eine Mahlzeit mit 350 kcal für die Grundschulkinder (Schulspeisung) ausgegeben.
Nach einem sehr heißen und trockenen Sommer war vom 28. bis 30. Dezember 1947 der Main so über die Ufer getreten, dass das Hochwasser den Plan in der Unterstadt erreichte; in den Fabriken auf den Mainwiesen stand teilweise meterhoch das Wasser.
Nach der Währungsreform am 20. Juni 1948 wurde die Zwangsbewirtschaftung in den Schuhfabriken aufgehoben, so dass diese wieder in das Gebiet der britischen und französischen Besatzungszone liefern konnten, was einen großen Wirtschafts- und Produktionsaufschwung mit sich brachte. 1948 wurden in den Schuhfabriken Püls, Obermain, Gotthard und Hühnlein insgesamt 1,4 Millionen Paar Schuhe produziert, wobei der Preis innerhalb eines halben Jahres, von Juni bis November, um 67,8 % von 15,85 auf 26,60 DM stieg. Durch das von den Alliierten eingeführte „Jedermann-Schuhprogramm“ wurde der Preisanstieg gebremst. Die Schuhfabriken erhielten Zuschüsse, damit der Endpreis niedriger blieb. Auch Friedrich Baur konnte mit seinem Schuhversand wieder beginnen.

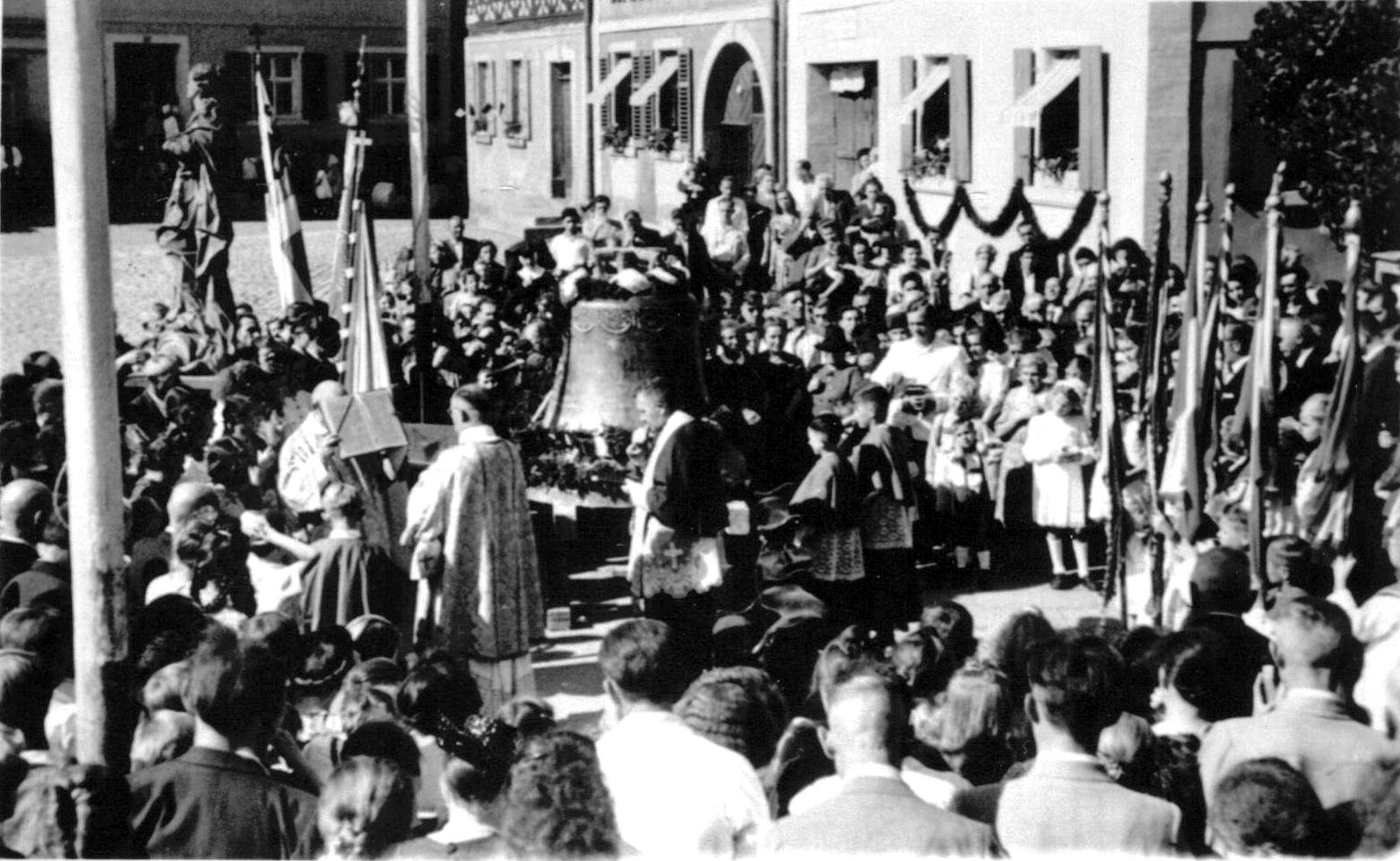
Weihe der drei neuen Glocken der Burgkunstadter Stadtpfarrkirche durch Pfarrer Johannes Kist in Anwesenheit der Gemeinde am 1. September 1949.

Nachdem Ende des Zweiten Weltkrieges alle Glocken bis auf die von Hans Püls in Gedenken an seinen verstorbenen Sohn Ludwig gestiftete abgenommen und zur Waffenproduktion eingeschmolzen worden waren, gelang es Pfarrer Johannes Kist trotz der Währungsreform die enorme Summe von 19.592 DM zu sammeln, so dass Anfang 1949 drei Glocken (38, 16 und 8 Zentner) gegossen und am 1. September desselben Jahres geweiht werden konnten.
Um die Wohnungsnot zu lindern, bauten die Stadt, der Landkreis und das Gemeinnützige Wohnungsunternehmen Burgkunstadt und Umgebung (GEWO) innerhalb von nur etwas mehr als einem Jahr die Dammsiedlung mit insgesamt 25 Wohnungen, teilweise in Mehrfamilienhäusern.

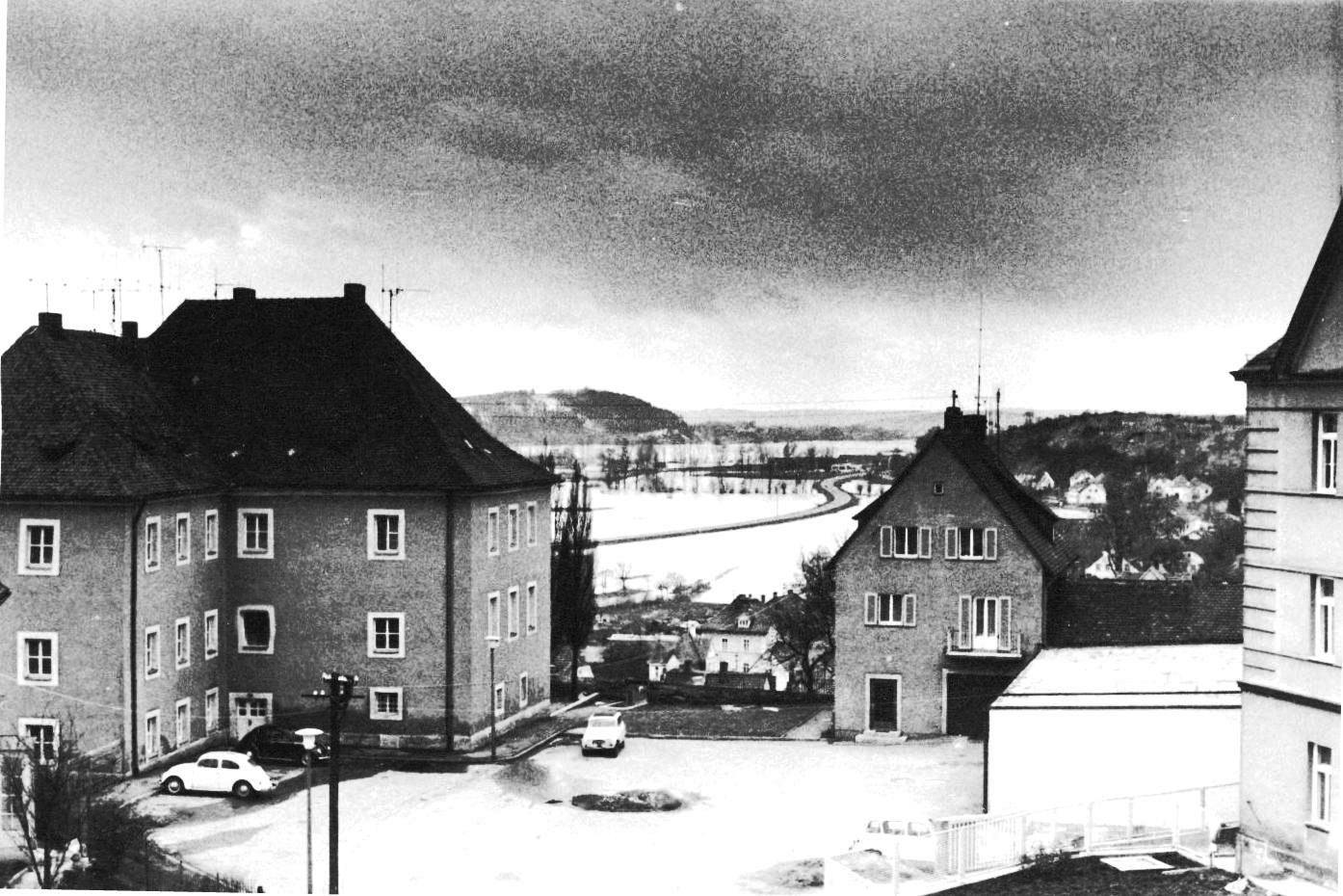
Die Vogtei (links), das alte Feuerwehrhaus (Mitte) und die St.-Josefs-Anstalt (rechts), im Hintergrund Hochwasser im Maintal, um 1950.

Geschürt von neuer Kriegsangst durch den am 25. Juni 1950 ausgebrochenen Koreakrieg kam es bei der Bevölkerung zu Hamsterkäufen, von denen auch die Schuhfabriken profitierten, so dass deren Produktion bereits ab Sommer für den Rest des Jahres ausgebucht war.
Anfang 1951 schenkte Friedrich Baur der Freiwilligen Feuerwehr einen Opel Blitz, der als Mannschaftstransportfahrzeug umgebaut wurde. Mit einem Tanklöschfahrzeug TLF 16 (Magirus-Deutz) wurde 1957 ein moderneres Feuerwehrfahrzeug angeschafft. 1951 wurden erneut zwei Mehrfamilienhäuser mit acht bzw. zehn Wohnungen gebaut.

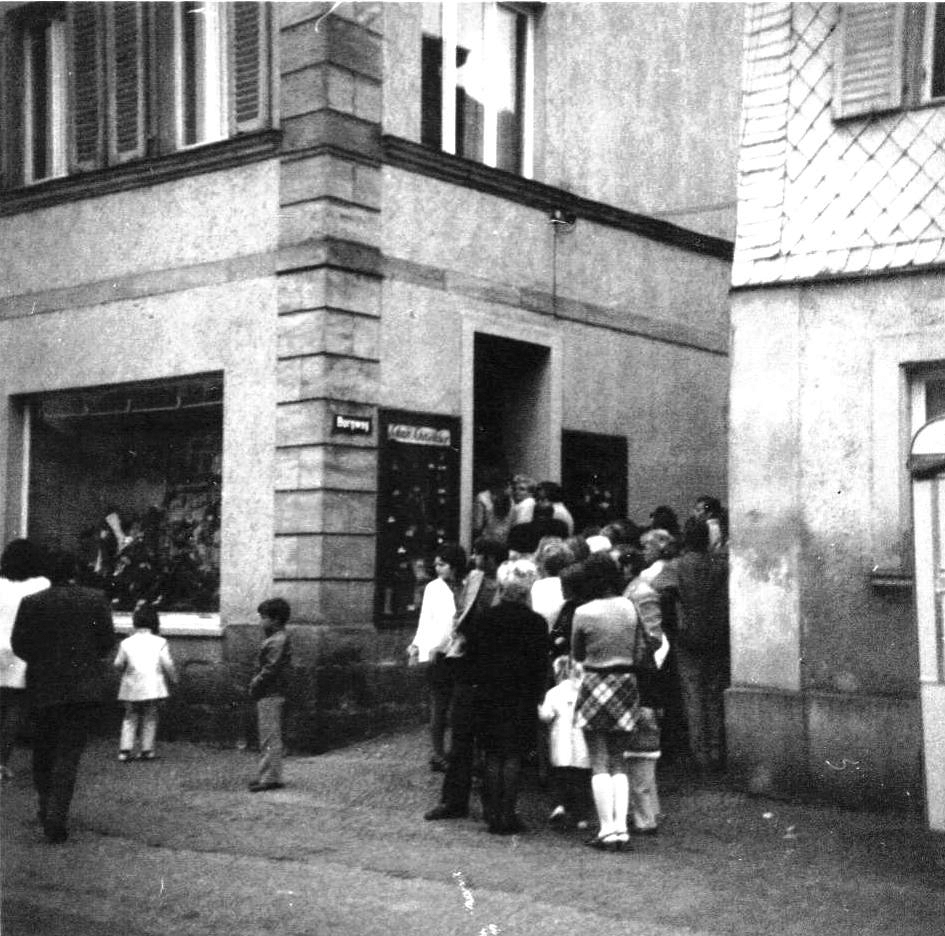
Kundenschlange vor Schuh-Schneider im Rothschildhaus am Plan (heute Optik Sievert), um 1952

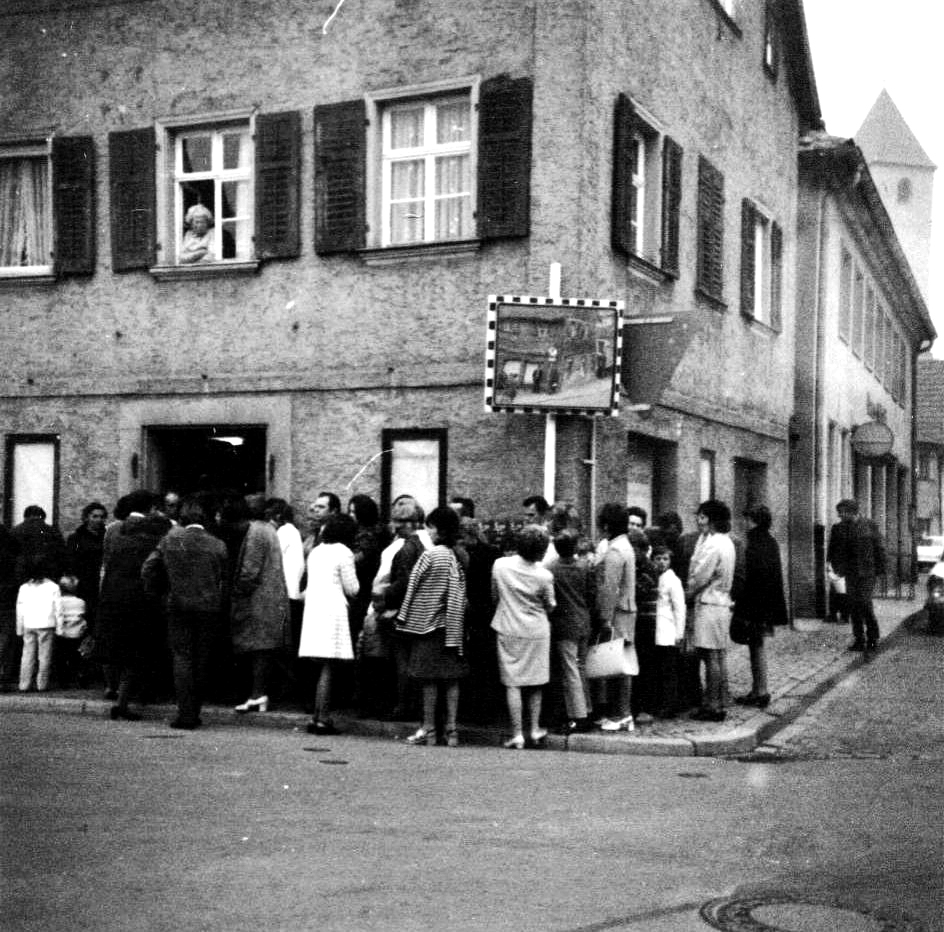
Kundenschlange vor der anderen Schuh-Schneider-Filiale am Plan (heute Sparkasse)

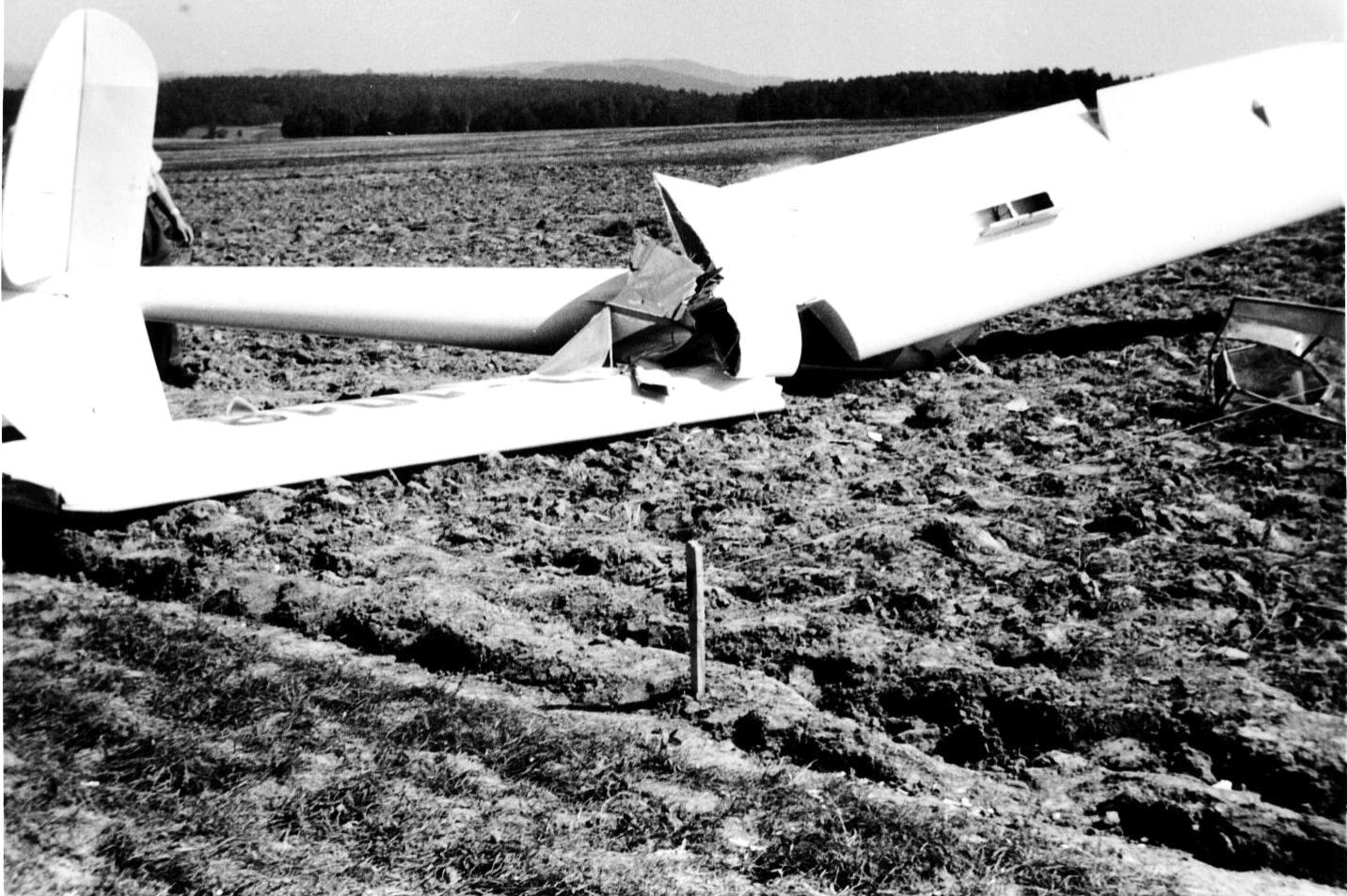
Der abgestürzte und zerstörte Segelflieger Stadt Burgkunstadt der Segelfluggruppe Kordigast auf der Kaltenreuther Höhe.

Der aus Ratibor (Oberschlesien) stammende Waldemar Schneider und seine Frau eröffneten 1952 im 1850 erbauten Rothschildhaus ein Schuhgeschäft für Schuhe zweiter Wahl, die sie in den umliegenden Schuhfabriken und in Rheinland-Pfalz einkauften. Aufgrund der sehr günstigen Preise bildeten sich besonders an konfessionellen Feiertagen lange Schlangen vor den beiden Geschäften in Burgkunstadt. Selbst aus West-Berlin kamen regelmäßig ganze Busgruppen zum Einkaufen, da bei einem Einkauf ab etwa 400 DM die Buskosten hin und zurück wieder heraussprangen und man gegenüber einem Schuheinkauf in Berlin immer noch sparte.
Nachdem Friedrich Baur der Gewo den Ebelsacker am Wolfsberg sowie 200.000 DM zum Bau einer Wohnblock-Siedlung vermacht hatte, erfolgte der erste Spatenstich für das 56 Wohnungen umfassende Bauprojekt am 23. Juni 1952. Das Richtfest fand am 18. Oktober 1952 statt, wo man die Siedlung als Hommage an diese „einmalige soziale Tat“ als Dr.-Friedrich-Baur-Siedlung benannte. Bis Jahresende konnten bereits 32 Wohnungen bezogen werden, weitere 61 wurden im ganzen Stadtgebiet fertig. Zwischen 1949 und 1952 entstanden 161 Wohnungen, von denen 119 aus öffentlichen Mitteln finanziert worden waren.

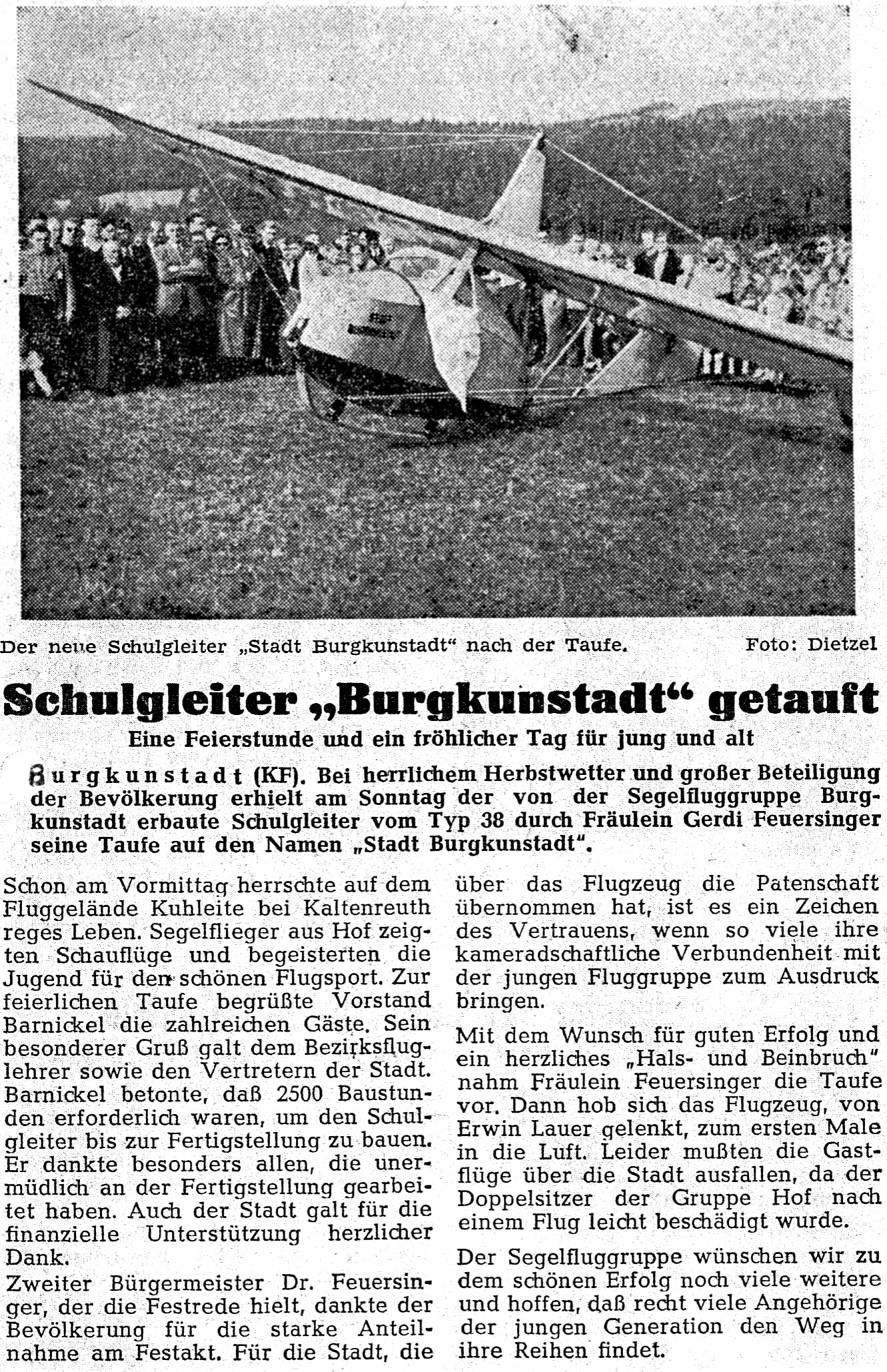
Zeitungsartikel mit Foto über die Taufe des Segelfliegers

Am 4. Oktober 1953 taufte Gerdi Feuersinger, die Tochter von Leo Feuersinger, den in 2500 Arbeitsstunden gefertigten Schulgleiter Typ 38 der Burgkunstadter Segelfluggruppe Kordigast auf den Namen Stadt Burgkunstadt. Anfang der 1960er Jahre stürzte dieser jedoch ab, worauf der bemannte Segelflug im Burgkunstadter Stadtgebiet verboten wurde, da man beim Starten und Landen die umliegenden Häuser überfliegen musste.

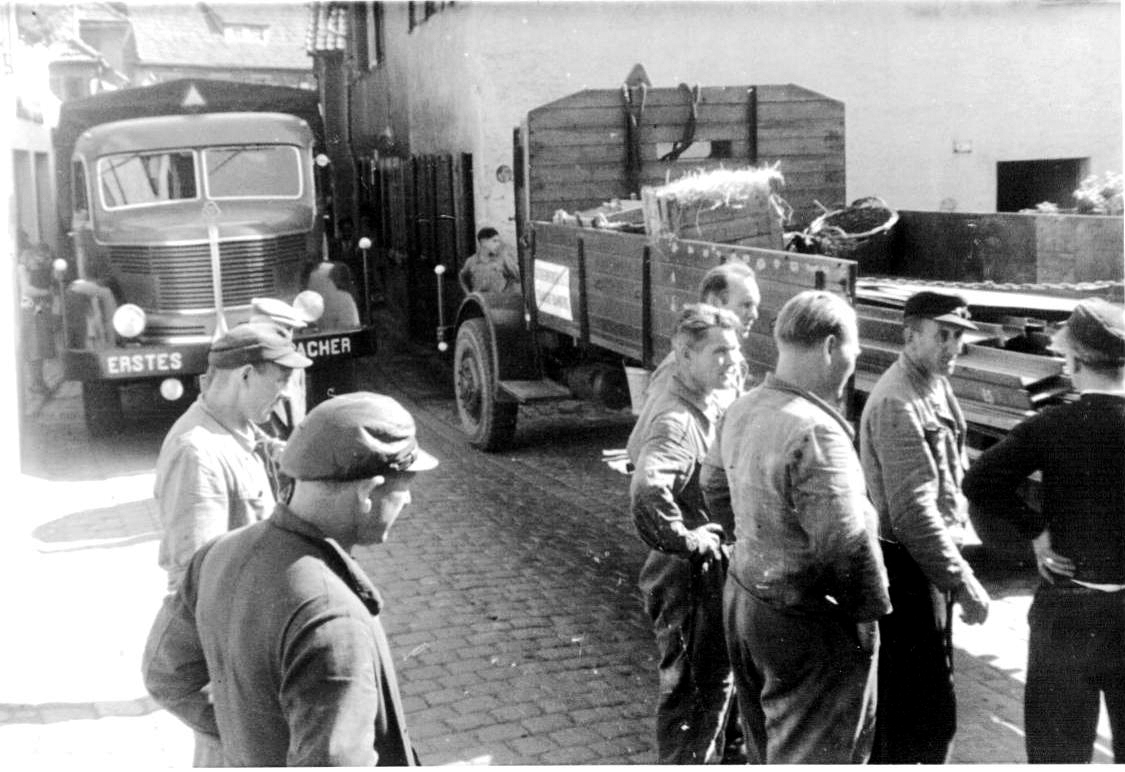
Rangiermanöver in der inneren Kulmbacher Straße um 1954, auf dem Bild wird ersichtlich wie dringend der Bau der Umgehungsstraße war.

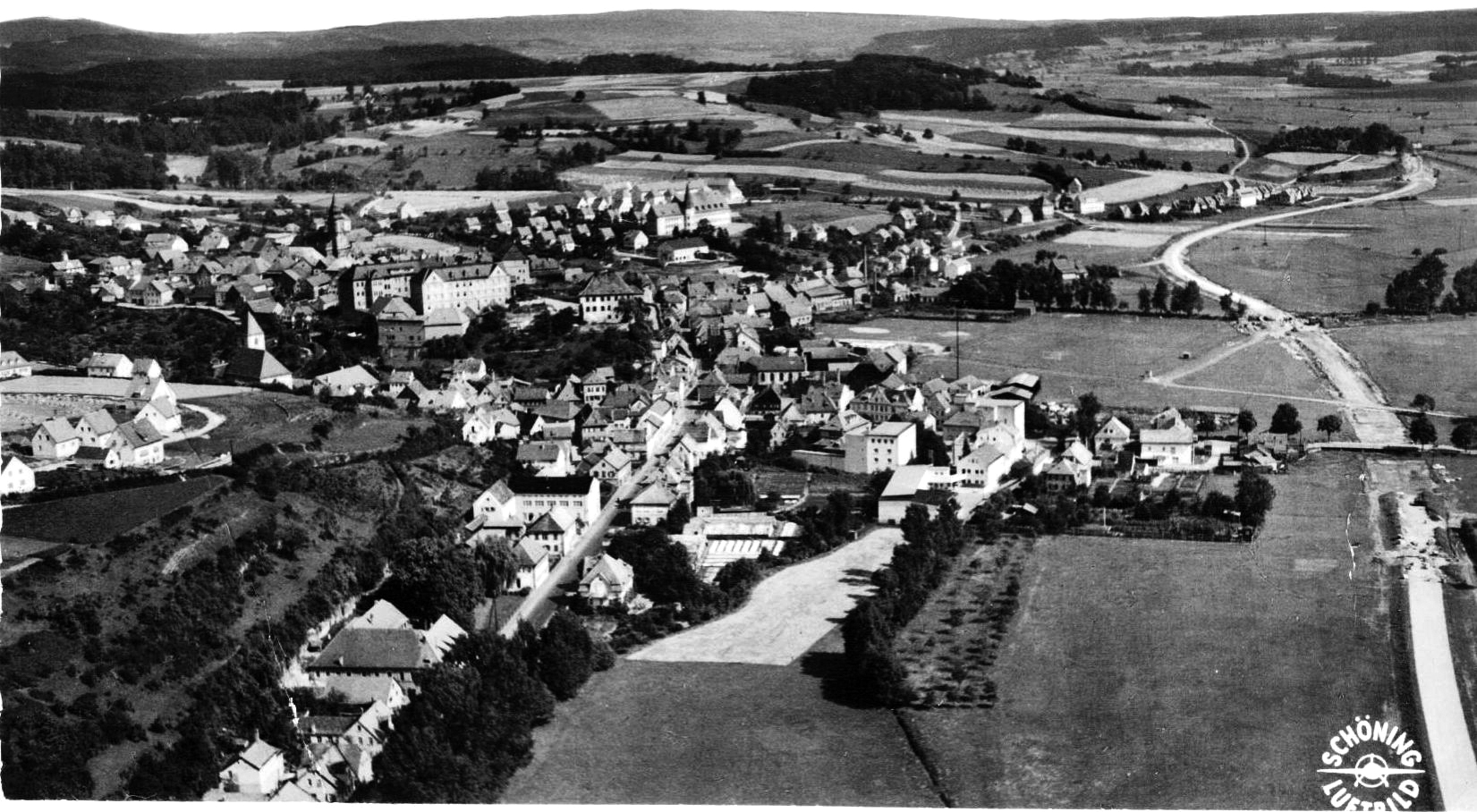
Luftbild der sich im Bau befindlichen Umgehungsstraße. Die Drothsbrücke befindet sich in der rechten Bildmitte, sie diente zur Überbrückung einer häufig überschwemmten Wiesenmulde. An ihrer Stelle befindet sich heute die Kreuzung der B 289 mit der Bahnhofsstraße.

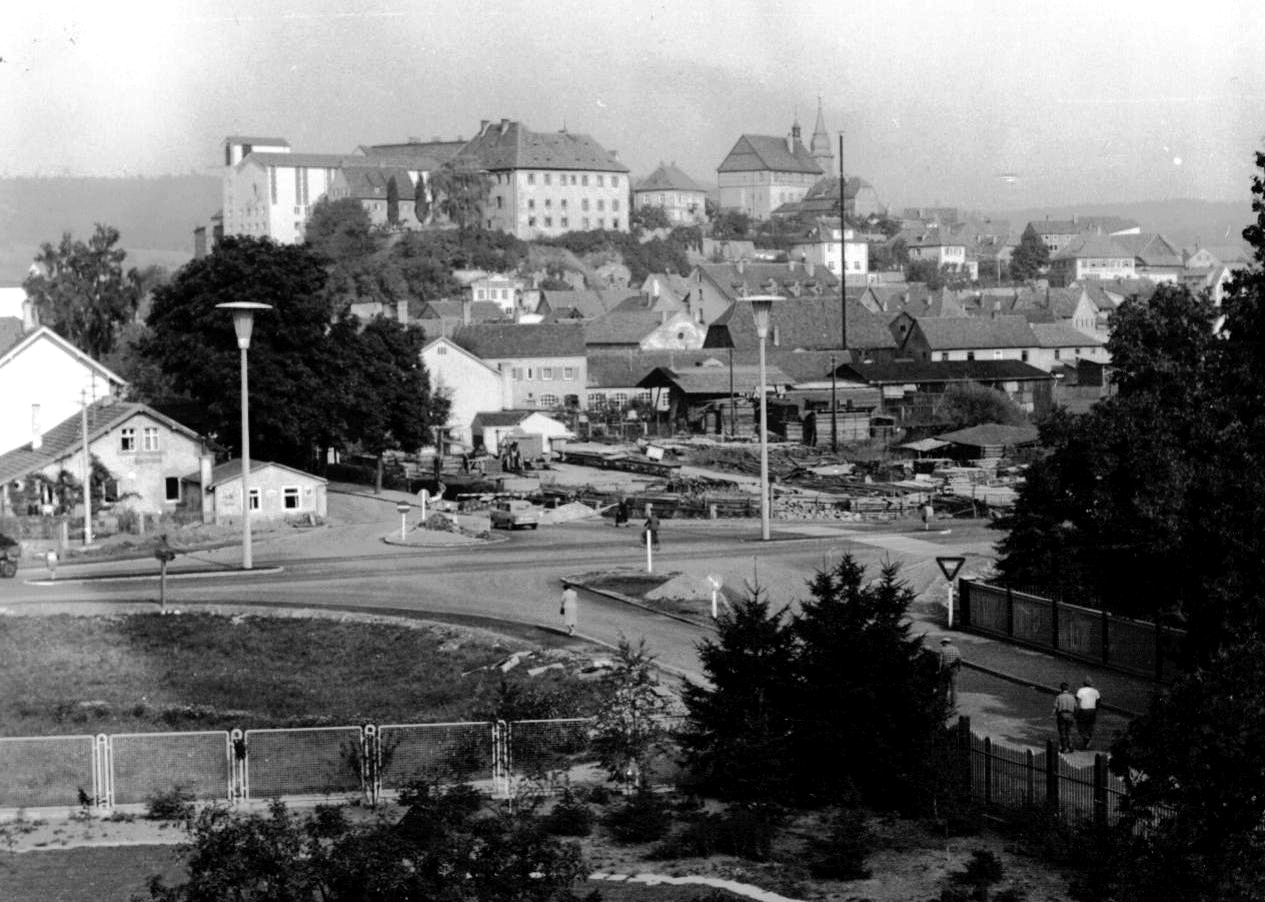
Die Kreuzung der B 289 mit der Burgkunstadter Bahnhofsstraße. In der Bildmitte sieht man den Lagerplatz des damals größten Bauunternehmens, der Firma Michael Pauler.

Der beginnende Wirtschaftsaufschwung der Nachkriegszeit hatte unter anderem zur Folge, dass der Fernverkehr mit Lastkraftwagen zunahm, worunter vor allem die Bausubstanz der Häuser der Kulmbacher Straße sowie die Lebensqualität der Anwohner litt. Aufgrund der Rangierarbeiten bei Gegenverkehr bildeten sich oftmals lange Staus und es kam trotz der innerörtlichen Lage zu einigen tödlichen Unfällen. In den Stoßzeiten fuhren bis zu 400 Fahrzeuge durch die Burgkunstadter Unterstadt. Abhilfe brachte eine damals nur zwei Kilometer lange Umgehungsstraße (Teil der heutigen B 289). Um das Erdmaterial für die Trasse zu gewinnen, legte man eine 500 Meter lange und 25 Meter breite Flutmulde an, die Hochwasser verhindern sollte. Nach gut einem Jahr Bauzeit konnte die Straße am 27. November 1954 in Betrieb genommen werden.
1953 erwarb die Stadt ein 9000 Quadratmeter großes Grundstück am Wolfsberg, um darauf eine neue Turnhalle zu errichten; während der Planungsphase entschloss man sich jedoch, eine Multifunktionshalle mit Platz für rund 1000 Besucher zu bauen, der größten in der Region. Die Bauarbeiten der Stadthalle begannen 1954. Nach rund zwei Jahren Bauzeit wurde das 1,2 Millionen DM teure „Monumentalgebäude“ am 26. Mai 1956 eingeweiht. Die Stadthalle entwickelte sich in den folgenden Jahren zu einem kulturellen und sozialen Anziehungspunkt für ganz Oberfranken. Unter anderen kam am 18. Juli 1965 der damalige Vizekanzler und spätere Bundeskanzler Willy Brandt zu einer Kundgebung in die Stadthalle.
Im August 1954 wurde die aus Kanonenrohren gebaute Mainbrücke abgerissen und durch eine moderne Eisenbetonbrücke der Bamberger Baufirma M. Brandt ersetzt, die 1960 fertiggestellt wurde.
Bedingt durch enorme Lagerschwierigkeiten erwarb der Baur-Versand 1955 zwei Häuser gegenüber dem Wohnhaus Friedrich Baurs in der Bahnhofstraße, ließ diese abreißen und errichtete dort ein 34 Meter hohes Lager- und Verwaltungsgebäude, das Ende 1956 fertiggestellt werden konnte.
Nachdem der Stadt Zuschüsse des bayerischen Kultusministeriums zugesichert worden waren, konnte am 2. September 1958 die staatliche Mittelschule im Ostflügel der Stadthalle eröffnet werden.
Eine Spende von rund 200.000 DM der Familie Baur an die Stadt Burgkunstadt ermöglichte die Renovierung der Fünfwundenkapelle und der Figur der Doppelgesichtigen Madonna. Am 27. Juli wurde die Kapelle neu geweiht.
Im Zuge kleinerer Umbaumaßnahmen am Baur-Hochhaus im Jahr 1958 wurde der Mühlbach an dieser Stelle verrohrt und die neu gewonnene Fläche zu einem Parkplatz ausgebaut.
Im Herbst 1958 wurde der Erweiterungsbau der Volksschule fertiggestellt, der der Mittelschule zugewiesen wurde. Vor allem aufgrund der unverhältnismäßigen Verteilung der Schüler auf die zur Verfügung stehenden Räume stieß dieser Beschluss bei der Direktion der Volksschule auf heftigen Widerstand. Nach Verhandlungen einigte man sich zum Schuljahr 1959/60 darauf, den Neubau gemeinsam von der Mittelschule und den katholischen Schülern der nach Konfessionen getrennten Volksschule zu nutzen.

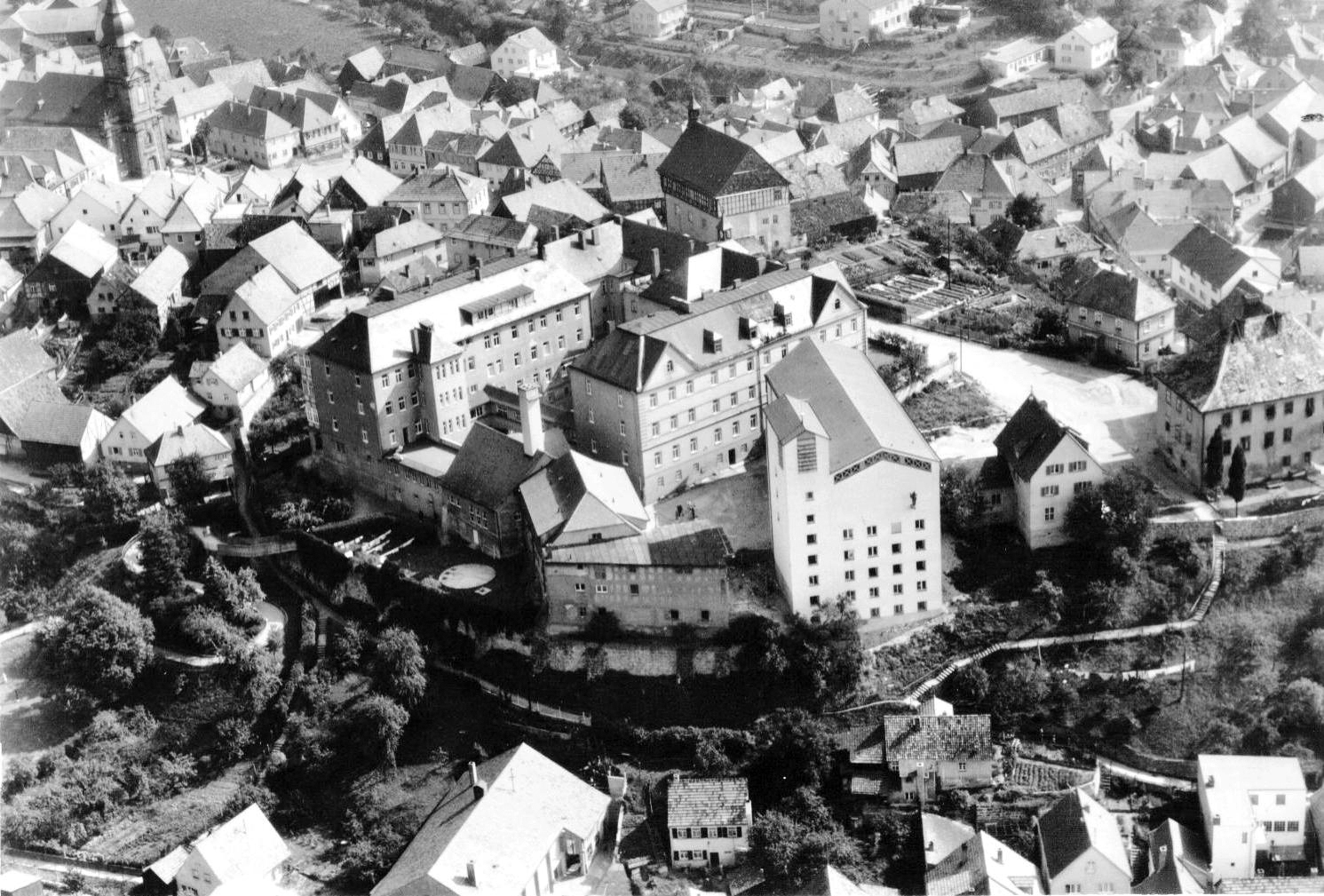
Das ehemalige Burgareal Burgkunstadts mit dem St.-Josefs-(heute Regens-Wagner-)Komplex und der neu erbauten Heimkirche. Links neben der Kirche sind Reste der Stadtmauer zu erkennen.

Die St.-Josefsheim-Kirche wurde innerhalb eines Jahres fertiggestellt und am 24. Februar 1960 in Anwesenheit des Bamberger Erzbischofs Josef Schneider geweiht.
Im Zuge der Grünanlagengestaltung am Plan erhielt der Lichtenfelser Künstler Karl Potzler den Auftrag zum Bau eines Brunnens mit einer Schusterjungenfigur. Der Brunnen sorgte jedoch bei seiner Enthüllung am 3. August 1960 für heftigen Protest. Nach Meinung der Burgkunstadter war die Figur mit dem breiten Kopf, der starren Haltung und den Plattfüßen eher eine Beleidigung als eine Würdigung der Burgkunstadter Schuster.
Die BayWa eröffnete im Februar 1961 das neue Lager- und Verwaltungsgebäude mit Werkstatt und Maschinenschau gegenüber dem Bahnhof. Mit der Zweigstelle sollte vor allem das Hinterland bis zum Jura und der Kulmbacher Raum besser mit Gütern versorgt werden.
Die Ehefrau Friedrich Baurs, Kathi Baur, ließ 1964 das Altenheim am Stadtrand bauen und schenkte es dem Diözesancaritasverband Bamberg.
Um die Neubaugebiete mit Wasser zu versorgen, beschloss die Stadt am 17. März 1964, ein neues Wasserwerk und einen städtischen Bauhof am Bones zu bauen. Nach rund zwei Jahren Bauzeit konnte das 1928 gebaute Wasserwerk in der Kulmbacher Straße geschlossen und das neue eröffnet werden.
Ebenfalls 1964 finanzierte Friedrich Baur die Renovierung der Außenfassade der katholischen Kirche. Im Zuge dieser Maßnahmen wurden auch die Orgel und das Gestühl erneuert.

### 1965–1990 Von der Schuhstadt zur Schulstadt
Die Entwicklung zum schulischen Zentrum des westlichen Landkreises Lichtenfels begann mit dem Bau der staatlichen Mittelschule am 8. Juni 1965, die im Zuge einer bundeseinheitlichen Regelung noch während der Bauphase in Realschule umbenannt wurde. Nach etwas mehr als einem Jahr Bauzeit wurde die Schule am 1. Oktober 1966 feierlich eröffnet. Am 18. Oktober wurde das Kathi-Baur-Altenheim St. Heinrich mit Kapelle von Erzbischof Dr. Josef Schneider eingeweiht.
Trotz der immer stärker werdenden asiatischen Konkurrenz war die Obermainschuhfabrik voll ausgelastet, so dass sie 1965 mehrere Zweigsteppereien eröffnete. Das Gleiche galt auch für die Püls-Schuhfabrik.
Nach der langwierigen Planungsphase nahm das 2,3 Millionen DM teure mechanisch-biologische Zentralklärwerk am 30. Juni 1966 den Betrieb auf. Es war damals die modernste Kläranlage Oberfrankens und bereitete auch das Wasser der Gemeinde Altenkunstadt auf.
Der nächste Schulbau war die Volks- und Berufsschule für behinderte Mädchen der St.-Josefs-Anstalt mit angegliedertem Lehrschwimmbecken.

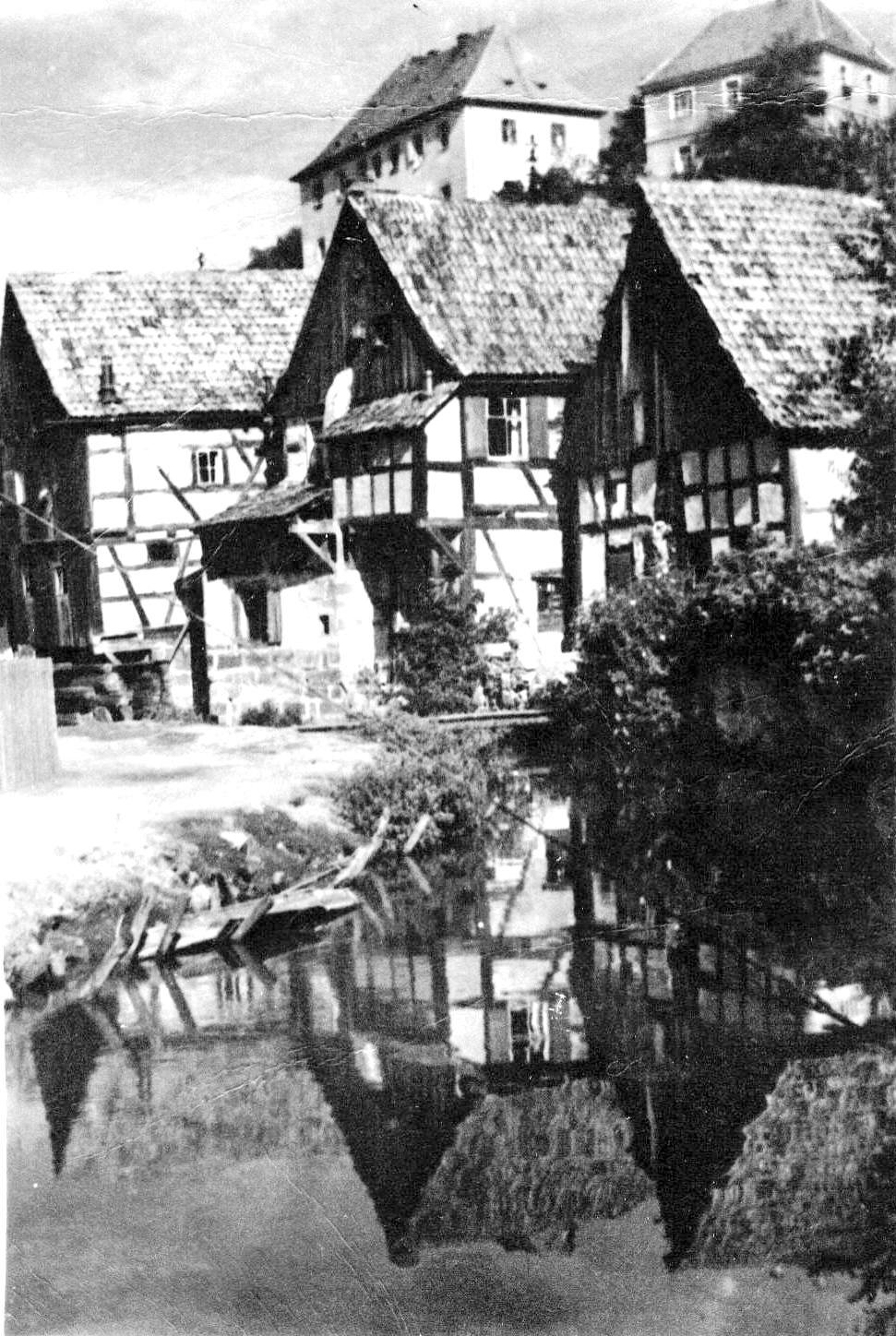
„Klein-Venedig“ am Mühlbach in Burgkunstadt um 1950. Der noch unverrohrte Mühlbach, gesäumt von den mittelalterlichen Fachwerkhäusern der Judengasse.

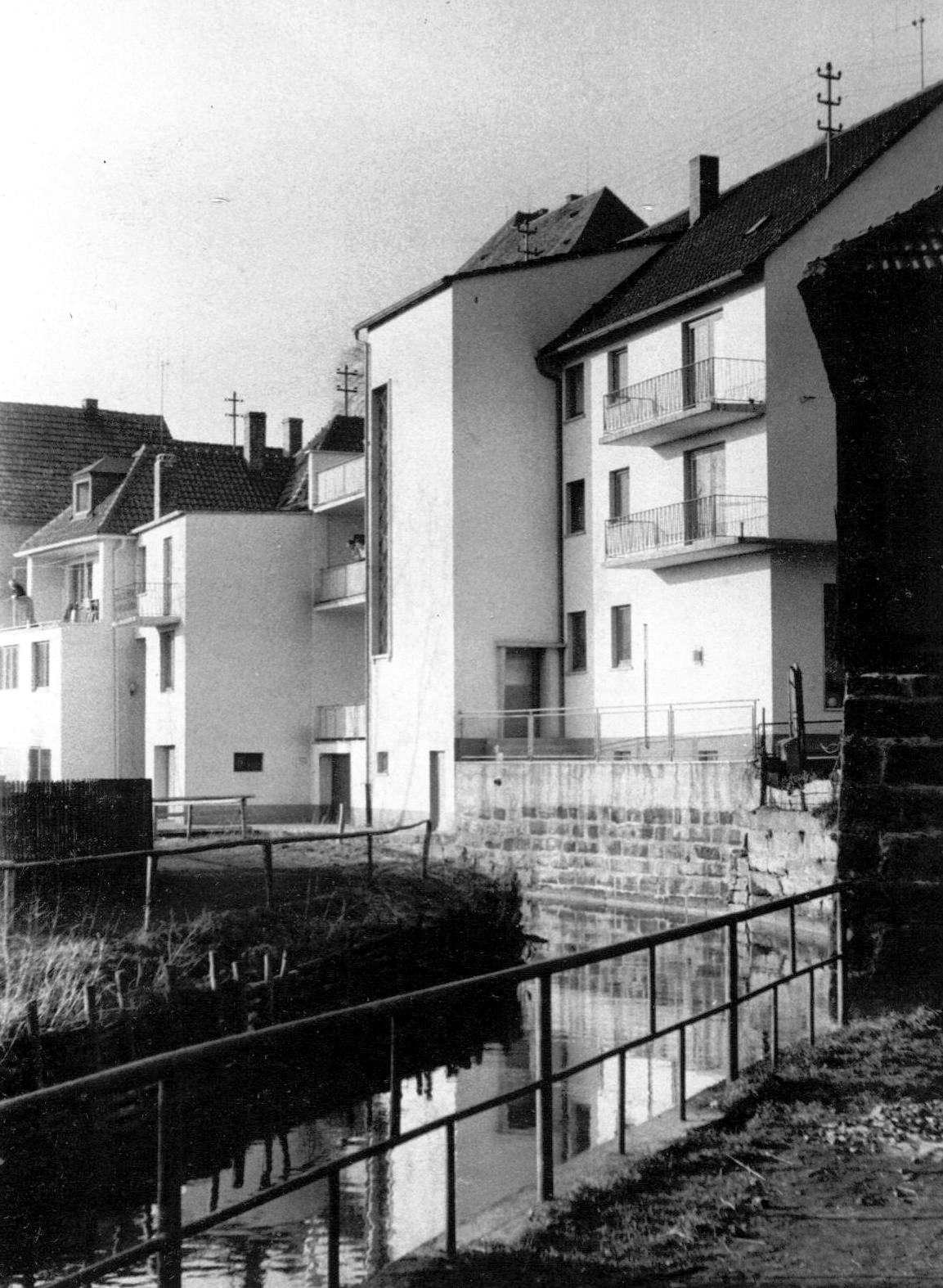
Dieselbe Mühlbachstelle, rund zehn Jahre später, um 1960. Mit moderneren Geschäftshäusern, aber noch unverrohrt.

Das letzte 400 Meter lange offene Stück des Mühlbachs im Stadtkern wurde 1967 verrohrt und als Straße ausgebaut. Dadurch konnten auch Parkplätze und Hintereingänge für die neu entstandenen Geschäftsgebäude geschaffen werden, und die im Sommer besonders starke Geruchsbelästigung durch den Mühlbach endete.
Der Höhepunkt der Burgkunstadter Schuhindustrie war Mitte der 1960er Jahre. Rund 2300 Arbeiter aus mehr als 50 Ortschaften fertigten täglich 12.000 Paar Schuhe, darunter neben Damen- und Herrenschuhen auch Kinder-, Übergrößen-, Eislauf- und Skischuhe. Zu dieser Zeit bekam die Stadt den Beinamen Fränkisches Pirmasens bzw. Klein-Primasens.
Ende der 1960er Jahre ließ der Bauboom der Nachkriegszeit deutlich nach. Unter dem Einfluss der Schuhindustrie hatte sich die Anzahl der Häuser zwischen 1918 mit 210 und 1968 mit 811 fast vervierfacht.
Baubeginn für die neue Turn- und Kleinschwimmhalle mit Sauna neben der Realschule war am 15. April 1970. Benannt wurde die 1,5 Millionen DM teure Halle nach der Sponsorin Kathi Baur. Das Schwimmbecken der 1972 fertiggestellten Halle diente in den folgenden Jahrzehnten vor allem als Lehrschwimmbecken für die umliegenden Schulen.
1970 ging mit dem Ende der Konfessionsschulen auch eine Neuorganisation des Schulwesens einher. Die Schüler beider Konfessionen wurden nun gemeinsam unterrichtet, und auch die umliegenden Dörfer und Gemeinden strebten eine Einschulung ihrer Schüler in Burgkunstadt an. Erste Gemeinde, die diese Entscheidung traf, war 1963 Neuses am Main, die anderen heutigen Ortsteile Burgkunstadts zogen bis 1970 nach. Einer umfassenden Verbandsschule wollte der Stadtrat dennoch nicht zustimmen, da dazu ein Schulhausneubau oder die Auslagerung einiger Klassen in die Stadthalle nötig gewesen wären.
Ab dem Schuljahr 1970/1971 wurden alle Schüler des Stadtgebietes mit Ausnahme von Mainroth und seinen Ortsteilen in Burgkunstadt unterrichtet. Für die Mainrother fand der Unterricht in der dortigen, 1965 neugebauten Schule statt. Der Klassendurchschnitt lag dort bei 38,9 Schülern. Für die Mainrother Hauptschüler fand der Unterricht in Burgkunstadt statt.
Am 6. April 1971 entschied der Stadtrat, auf der Mühlwiese einen Haupt- und einen Nebenfußballplatz zu bauen.
Im Zuge der bayerischen Gemeinde-Gebietsreform wurde Weidnitz am 1. Juli 1971 nach Burgkunstadt eingegliedert.
Um der gestiegenen Nachfrage gerecht zu werden, ließ der Baur-Versand eine große Lagerhalle auf der Mainwiese zwischen dem Bahnhof und der Mainbrücke errichten, das an die Bahngleise angeschlossen wurde. Damit ging auch der Ausbau der Bahnhofstraße bis zur Mainbrücke einher.
Ebenfalls 1971 wurde in der inneren Kulmbacher Straße das rund 450 Jahre alte Hotel Stern abgerissen. Zur Zeit des Bauernkrieges von 1525 hatte sich im damals noch Morgenstern genannten Gasthof die Widerstandsbewegung um Bader Kälblein und Hermann Knoch und den abtrünnigen fürstbischöflichen Vogt Hans Steudlein versammelt. Die erste Poststelle Burgkunstadts war ab 1828 ebenfalls in diesem Gebäude untergebracht und ab dem 20. Jahrhundert der größte Ballsaal Burgkunstadts angegliedert, der lange Zeit das kulturelle Zentrum der Stadt war. Nach dem Abriss wurde dort ein Bankgebäude der HypoVereinsbank errichtet.
Am 1. April 1972 schloss sich Neuses am Main als zweite Gemeinde Burgkunstadt an. Das zu Neuses gehörende Obristfeld wurde nach Redwitz eingemeindet. Die Bevölkerung Burgkunstadts wuchs auf 5133 Bürger an.

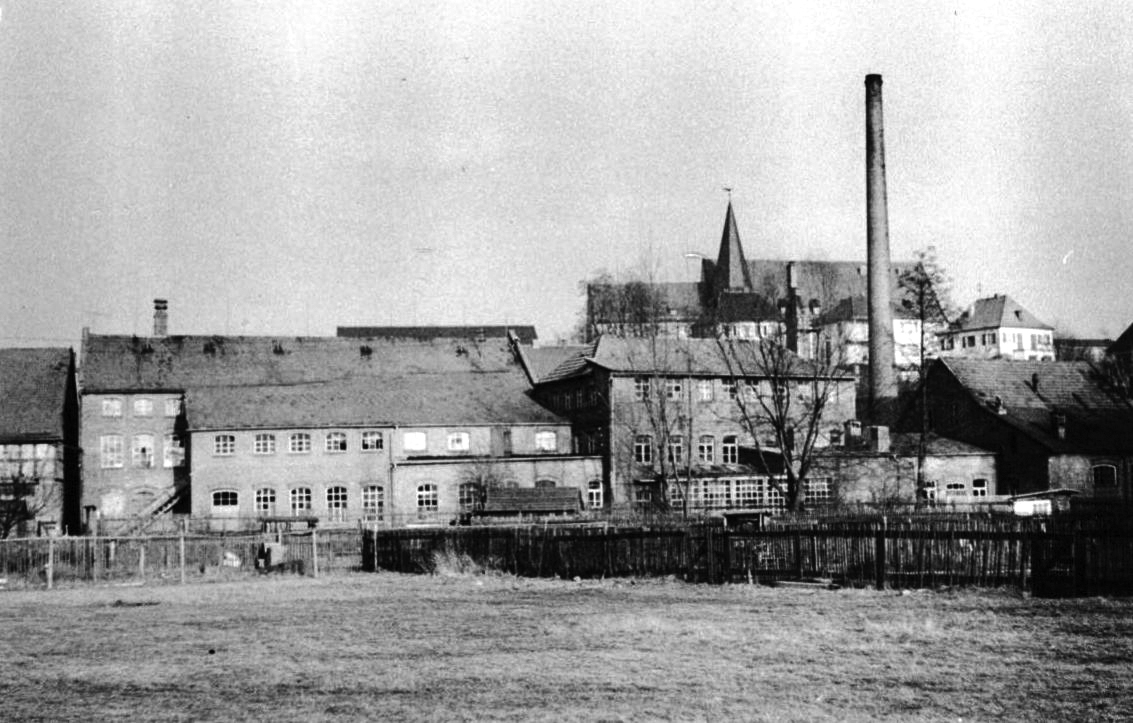
Die Burgkunstadter Fabrik der Wurstfabrik Kraus von der Mühlbachwiese aus (heutiger Festplatz), um 1960/70

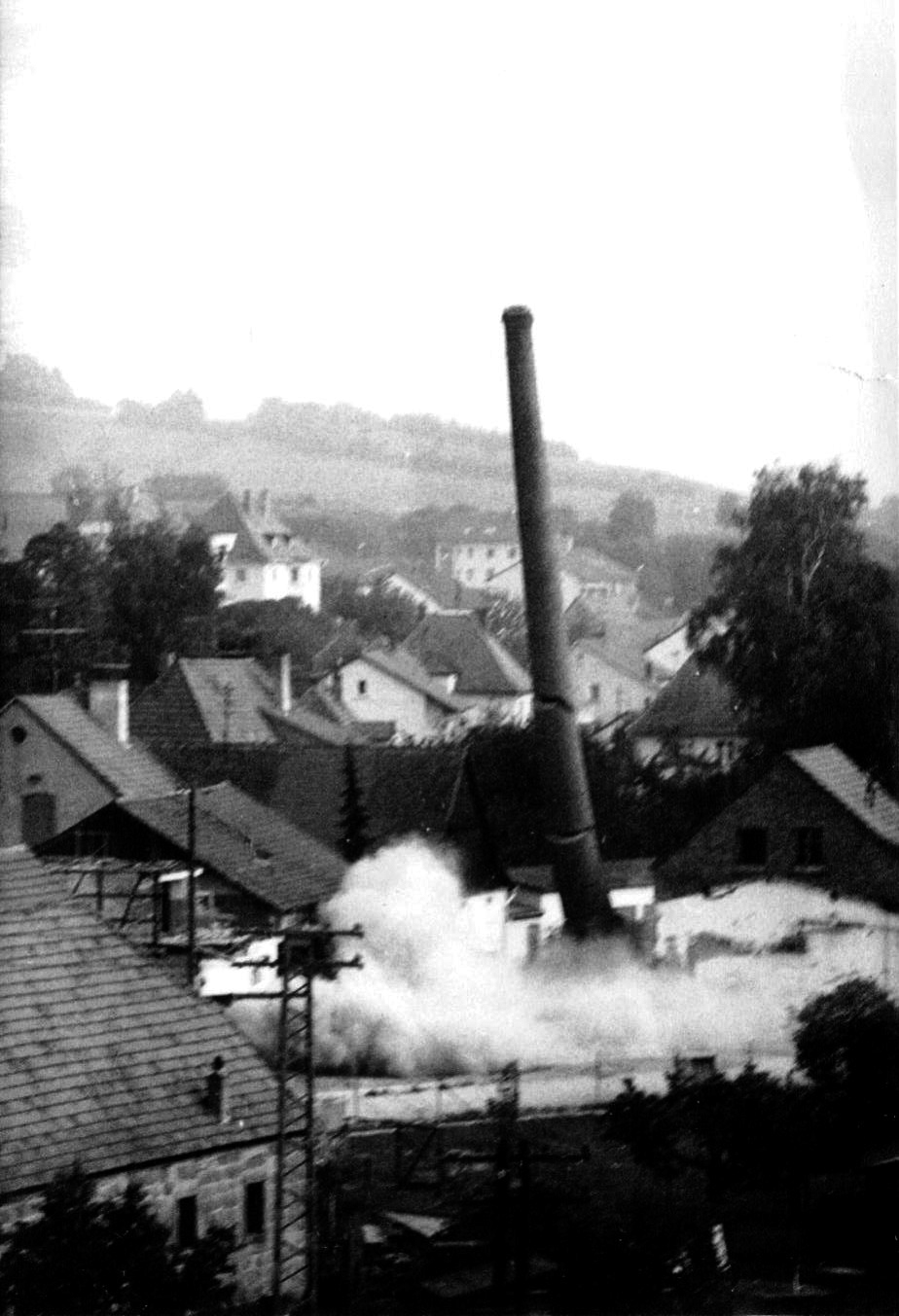
Die Sprengung des 28 Meter hohen Fabrikschlots der Wurstfabrik Kraus im Oktober 1976

1972 schloss die Oberfränkische Wurstwaren- und Konservenfabrik J. & A. Kraus. Neben dem Weismainer Werk des ehemals äußerst erfolgreichen Unternehmens (Wehrmachtlieferant, Exporte bis Amerika, England, Südamerika und Afrika) war auch das Burgkunstadter betroffen. Die Stadt kaufte den Gebäudekomplex und tauschte ihn mit der Brauerei Günther gegen ein für Fußballplätze benötigtes Grundstück ein. Zwischen April und Oktober 1976 wurde das teilweise über 100 Jahre alte Gebäude abgerissen und der 28 Meter hohe Schlot gesprengt.
Am 26. Februar 1973 erregte Burgkunstadt deutschlandweites Medienaufsehen. Am Samstag zuvor, dem 24. Februar, hatte der Stadtförster Josef Barnickel, der im Auftrag des Israelitischen Landesverbands auch den Judenfriedhof beaufsichtigte, entdeckt, dass dort rund 600 Grabsteine aus dem Boden gerissen und umgestürzt worden waren. Damit war ein Sachschaden von etwa 50.000 DM entstanden. Das LKA vermutete als Grund neben einem Racheakt für den wenige Tage zuvor ereigneten Abschuss eines libyschen Flugzeugs durch das israelische Militär auch einen rechts- oder linksextremen Anschlag in- oder ausländischer Aktivisten. Am 27. Februar wurden die Grabschänder gefasst. Es handelte sich um drei junge Männer zwischen 19 und 24 Jahren, die sich unter Alkoholeinfluss als Mutprobe nachts auf den jüdischen Friedhof geschlichen hatten. Als sie dort feststellten, wie leicht die Grabsteine umzuwerfen waren und dabei Funken schlugen, steigerten sie sich in einen 75-minütigen Zerstörungswahn, für den lediglich zwei der drei eine Bewährungsstrafe erhielten.
Nach knapp zweijähriger Planungs- und Bauzeit wurde der dritte, durch die stark angewachsene Schülerzahl notwendig gewordene, vier Millionen DM teure Volksschulerweiterungsbau mit Sprachlabor und Sportplatz im Herbst 1973 fertiggestellt.
Kurz nach der Schuhfabrik Büttner schloss am 30. Juni 1974 die Schuhfabrik Otto Hühnlein GmbH. Der 80-jährige Firmenchef Otto Hühnlein begründete dies mit der Verschlechterung der wirtschaftlichen Lage und dem Mangel eines leiblichen Erben. Für die 198 entlassenen Mitarbeiter stand ein Sozialplan mit einem Vermögen von einer Million DM zur Verfügung, das gestaffelt nach der Dauer der Betriebszugehörigkeit ausgezahlt wurde.
Nachdem am 21. Juni 1974 die Baur-Tennishalle mit Kegelbahnen und Außenplätzen fertiggestellt worden war, kam auch im Osten der Stadt mit dem 8.990.000 DM teuren Progymnasium und dem integrierten Erweiterungsbau der Realschule ein neues, repräsentatives Gebäude dazu. Das Gymnasium wurde am 28. September eingeweiht. Wie Architekt Scherzer betonte, hatte sich die Stadt damit endgültig von der Schuhstadt zur Schulstadt gewandelt.
Im selben Jahr wurde auch die Straße zum heutigen Ortsteil Hainweiher ausgebaut und asphaltiert.
Bei den Landtags- und Kommunalwahlen 1974 entschied sich Ebneth mit seinen beiden Ortsteilen mit 107:17 Stimmen für die Eingemeindung nach Burgkunstadt, die am 1. Januar 1975 stattfand.
Nachdem der Mainrother Gemeinderat bereits am 28. August 1975 mit 7:4 Stimmen für eine Eingemeindung nach Burgkunstadt gestimmt hatte, aber die Bewohner der zu Mainroth gehörenden Ortschaften Rothwind, Fassoldshof und Eichberg sich dagegen ausgesprochen hatten, wurde vorerst von der Eingemeindung abgesehen. Am 1. Januar 1977 kam dann Mainroth zu Burgkunstadt, jedoch ohne die genannten Ortschaften, die sich Mainleus anschlossen. Am selben Tag kamen auch Gärtenroth, Kichlein, Theisau und deren Ortsteile zu Burgkunstadt, wodurch die Einwohnerzahl ein weiteres Mal erheblich anstieg.
Nach dem positiven Jahresrückblick der Schuhfabrik Püls (Umsatz 1975: 18 Millionen DM) kam für viele die Nachricht über die Schließung sehr überraschend. Zwar wurde die ordnungsgemäße Abwicklung aller noch anstehenden Bestellungen garantiert, so dass der Betrieb noch bis Juli 1976 produzierte, insgesamt verloren aber 400 Personen die Arbeit, für die ein Sozialplan bereitstand. In der FAZ begründete Firmeninhaber Robert Püls seine Entscheidung mit der schlechten Absatzlage, bedingt durch den gestiegenen Importdruck. Herbert Gräser wurde Geschäftsführer der Nachfolgefirma Globetrotter Schuhfabrik GmbH, benannt nach der Herrenkollektion der Firma Püls. Am 1. Januar 1976 wurde er auch alleinvertretungsberechtigtes Vorstandsmitglied der Obermain-Schuhfabrik. Knapp 300 der 400 Püls-Angestellten wurden von der Globetrotter-Fabrik übernommen.
Am 23. Juni 1977 fand die Grundsteinlegung für den evangelischen Kindergarten unweit der evangelischen Kirche statt. Der Bau kostete 664.000 DM und konnte bereits nach sechs Monaten, am 12. November 1977 eröffnet werden.
Die Angliederung der umliegenden Ortschaften brachte gestiegenen Verwaltungsaufwand und Personalbedarf mit sich. Da das Rathaus dafür zu klein geworden war, plante man einen Erweiterungsbau. Dafür stand neben einer Stahl- und Glaskonstruktion auch die Verwendung des Kuni-Tremel-Eggert-Hauses und ein Verbindungstrakt zur Debatte. Letztlich entschied sich der Stadtrat für die 1,5 Millionen DM teure Stahl-Glas-Konstruktion des Nürnberger Architekten Professor Gerhard Scherzer. Das Rathaus wurde am 1. Juli 1978 nach einer umfassenden Restaurierung für 815.000 DM wieder eröffnet.

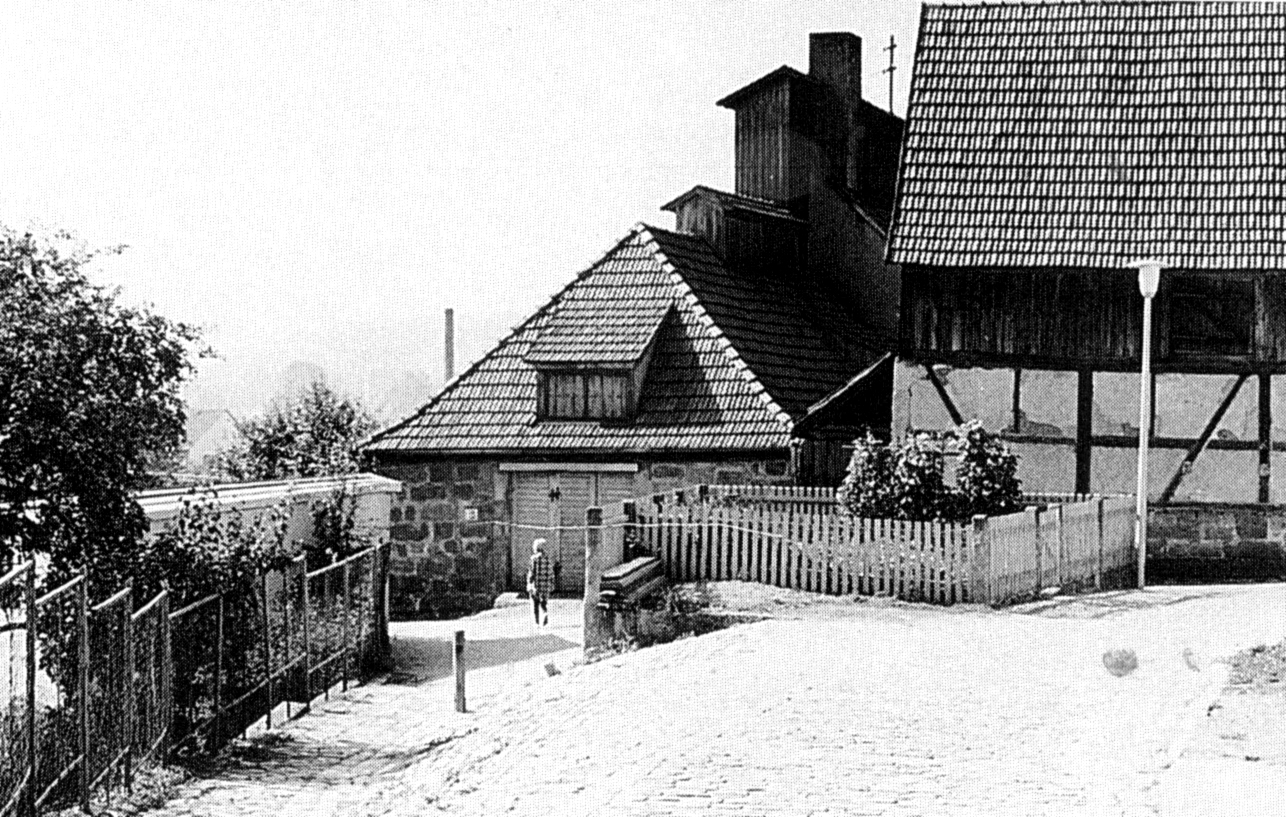
Das ehemalige Kommunbrauhaus um 1970

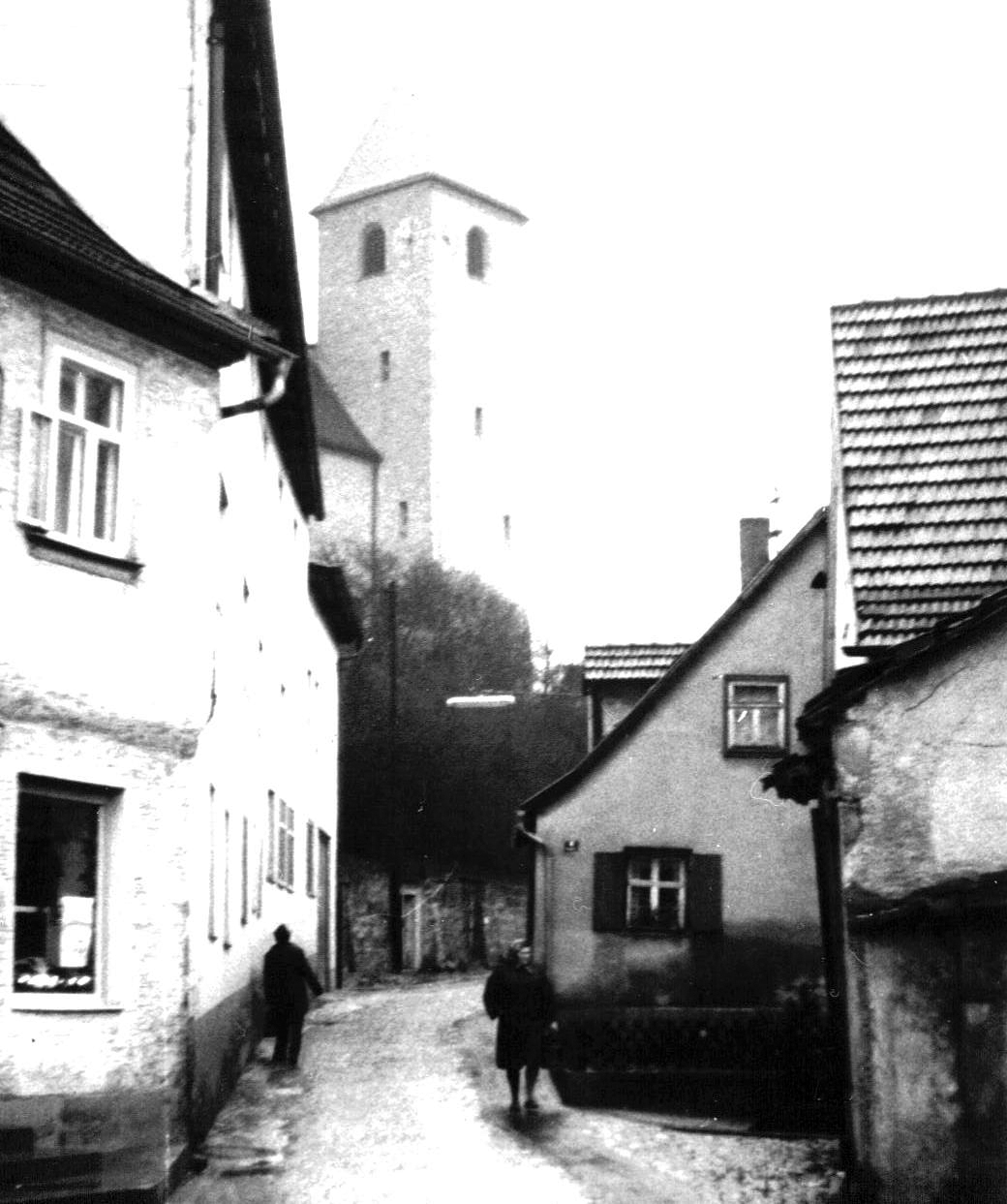
Das Haus in der Bildmitte wurde ebenfalls zur Erweiterung der Rangengasse 1978 abgerissen.

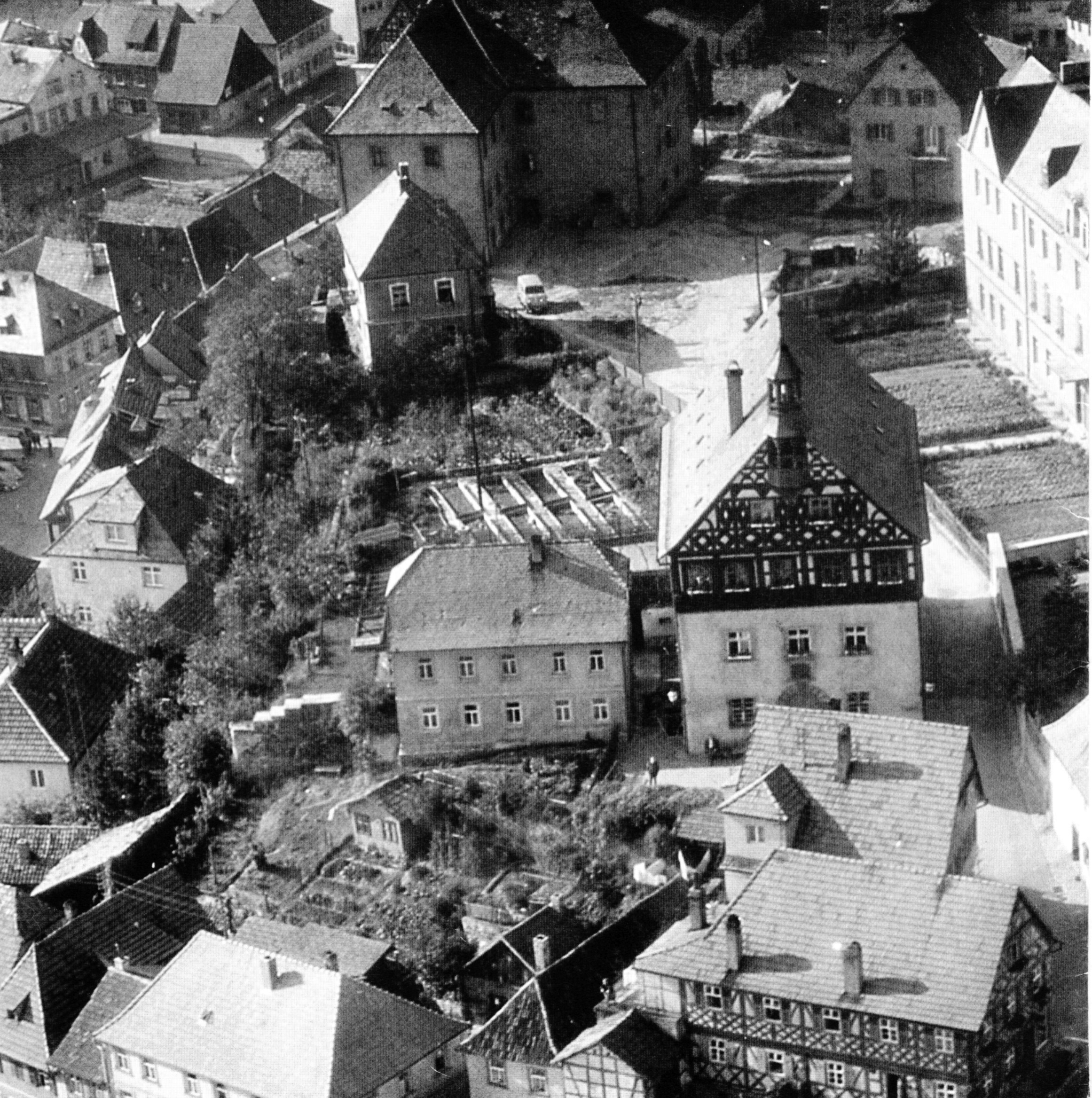
Das Polizeidienerhaus (links neben dem Rathaus) kurz vor dem Abriss 1971

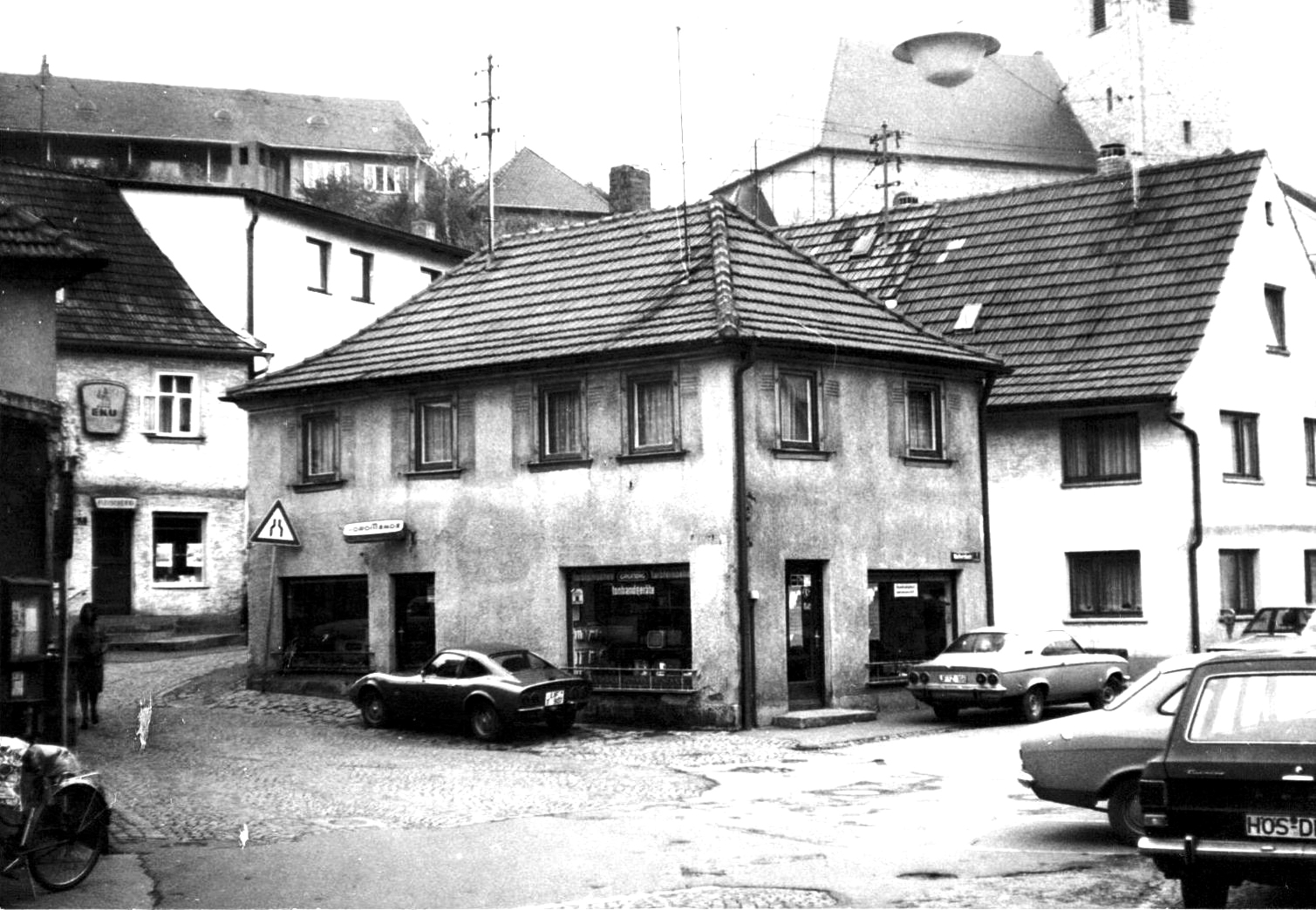
Die Weihersbachstraße um 1975, das Haus in der Bildmitte wurde zum Ausbau der Rangengasse 1978, das Haus rechts dahinter ca. 2005 abgerissen.

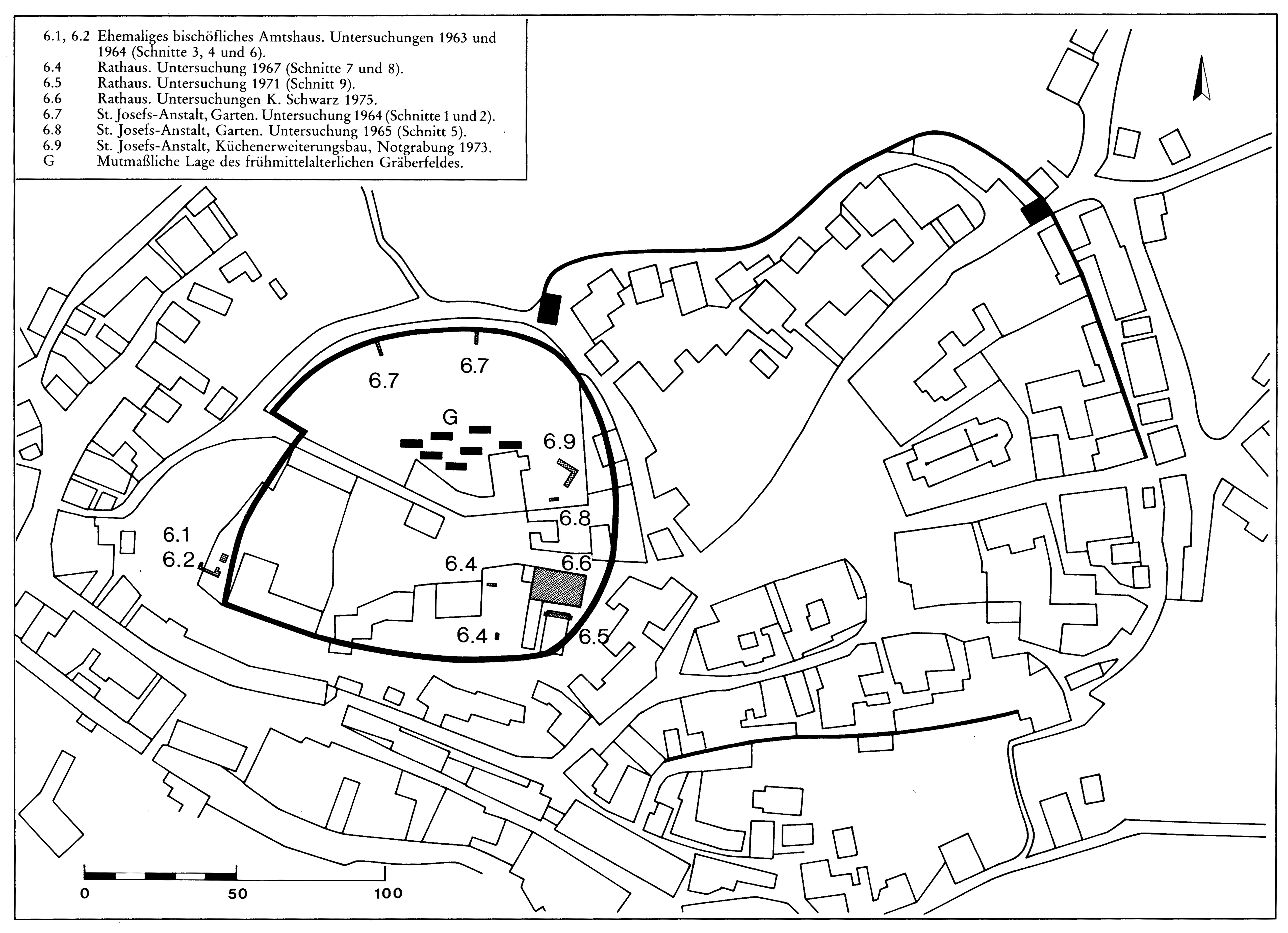
Karte der Ausgrabungen zwischen 1963 und 1973 auf dem Burgkunstadter Burgberg (die Grabungen von 1975 und 1978 fehlen)

Der Braubetrieb im Kommunbrauhaus am Brauhausweg, das Ende des 19. Jahrhunderts zum Genossenschaftsbrauhaus wurde, wurde nach 567 Jahren 1967 eingestellt. 1977 wurde das Brauhaus an die Schlosserei Döring verkauft und diente einige Jahre lang bis zum Abriss als Lagerhaus.
Am 10. Dezember 1977 kam für den Bau einer Polizeidienststelle mit 26 Beamten die endgültige Absage. Jahrhundertelang hatte es bis 1938 und von 1956 bis 1961 mindestens einen, teilweise auch mehrere Polizisten gegeben. Zuletzt war ein Haus am Schönberg Landpolizeistation mit Dienstwohnung und später auch mit Ausnüchterungszelle. Die Gefängniszelle war im sogenannten Polizeidienerhaus neben dem Rathaus untergebracht, das für den Erweiterungsbau des Rathauses abgerissen wurde. Ende des 19., Anfang des 20. Jahrhunderts befanden sich im Polizeidienerhaus auch die Dienststelle und die Wohnung des Stadtpolizisten.
Um die Straße zu den Wohnsiedlungen bei der evangelischen Kirche im östlichen Stadtgebiet verbreitern, ausbauen und asphaltieren zu können, wurden im März 1978 an der Rangengasse drei Wohnhäuser und eine Scheune abgerissen. In der gesamten Unterstadt wurden Erdkabel verlegt, bis Ende 1979 auch in der Oberstadt.
Mit der Sprengung des Fabrikschornsteins der Obermain-Schuhfabrik wurde am 5. Juni 1978 ein weiteres Wahrzeichen der heimischen Industrie entfernt.
Zwischen 1963 und 1978 fanden im Bereich der ehemaligen Burganlage mehrere archäologische Ausgrabungen statt. Bei der Aushebung einer Baugrube zur Erweiterung der St.-Josefs-Anstalt fand man 1963 an der Stelle des ehemaligen Feuerwehrhauses neben einem starken mittelalterlichen Mauerrest auch Keramik und Brandspuren in den Bodenschichten (Ausgrabung Nummer 6.1 und 6.2 auf der Karte). Eine hochmittelalterliche Burgmauer und spätmerowingisch-karolingische Keramikscherben, ähnlich denen in Burglengenfeld gefundenen, wurden bei Ausgrabungen auf dem Gelände der St.-Josefs-Anstalt entdeckt (Nr. 6.7). Der bedeutendste Fund, ein Kugeltopf aus dem 8./9. Jahrhundert wurde bei einer Notgrabung beim Küchenbau der Anstalt 1973 entdeckt (Nr. 6.9).
1975 wurden südlich des Rathauses in einem fünf Meter langen und tiefen Suchschnitt Reste einer gotischen Mauer mit Ornamenten entdeckt (Nr. 6.6), die entweder zu der urkundlich erwähnten Margarethenkapelle oder zum Saal des Wohnturms, auf dessen Grund das heutige Rathaus steht, gehörten.
Rund 2,5 Meter unter der Erde fand man an derselben Stelle Überreste einer Holz-Erde-Mauer, die auf die 830er Jahre datiert werden konnte. Weitere Grabungen brachten keine nennenswerten Funde (vgl. Karte).
Am 1. Januar 1979 wurde erstmals die Infozeitung Burgkunstadt aktuell verteilt, die mehrmals im Jahr erscheint und neben Informationen der Stadtverwaltung auch eine Art Veranstaltungskalender ist.
Für größere Komplikationen sorgte ein auf zwei Meter Länge durchgerostetes, 17 cm starkes Heizrohr im Altenheim. Am 21. Mai 1979 kam im gesamten Stadtgebiet ein Wasser-Öl-Gemisch aus den Wasserhähnen, da durch das durchgerostete Rohr bereits längere Zeit Heizöl in die Erde geflossen war und den Brunnen nahe dem Altenheime verunreinigt hatte. Der Brunnen wurde abgeschaltet und der alte, lange Zeit ungenutzte auf dem Marktplatz vorübergehend an das Wasserwerk angeschlossen. Für einen reibungslosen Ablauf aller Sofortmaßnahmen und der Durchspülung der Leitungen sorgten neben der Stadt auch Landratsamt, Polizei, Gesundheitsamt, Wasserwirtschaftsamt und Feuerwehr. Für 195.000 DM wurde bis 1980 ein 121 Meter tiefer, mit 7,5 Liter pro Sekunde förderungsstarker Brunnen im Nordosten der Stadt gebohrt.
Auf einem Grundstück in der Lichtenfelser Straße hatte man bereits 1979 mit dem Bau eines zwei Millionen DM teuren Rettungszentrums mit mehreren Großgaragen, Werk- und Unterrichtsräumen und Schlauchturm für das Rote Kreuz und die Feuerwehr begonnen, das am 12. September 1980 eingeweiht wurde. 1991/92 wurde der Komplex um die bis heute einzige Atemschutzübungsanlage im Landkreis erweitert.
Nach einer Renovierungszeit von 27 Monaten wurde das Rathaus am 11. Oktober 1980 wieder seiner Bestimmung übergeben. Bei den Arbeiten fand man auch die Rechnung des Rathausbaus, erstellt vom damaligen Bürgermeister Moritz Stahl, und im Estrich der Eingangshalle eine bis dahin unbekannte Münze, den Bamberger Silberdenar mit dem Abbild Heinrichs II. und der Umschrift HEINRICVS DI. GRA. REX (Heinrich, von Gottes Gnaden König) und auf der Rückseite der Münzort BABENBERC (Bamberg). Wissenschaftler sind sich über die Bedeutung der Münze uneins, es wird jedoch angenommen, dass sie entweder eine Gedenkmünze anlässlich der Gründung des Erzbistums Bamberg oder eine Jubiläumsprägung anlässlich Heinrichs 40. Geburtstag am 6. Mai 1012 ist.

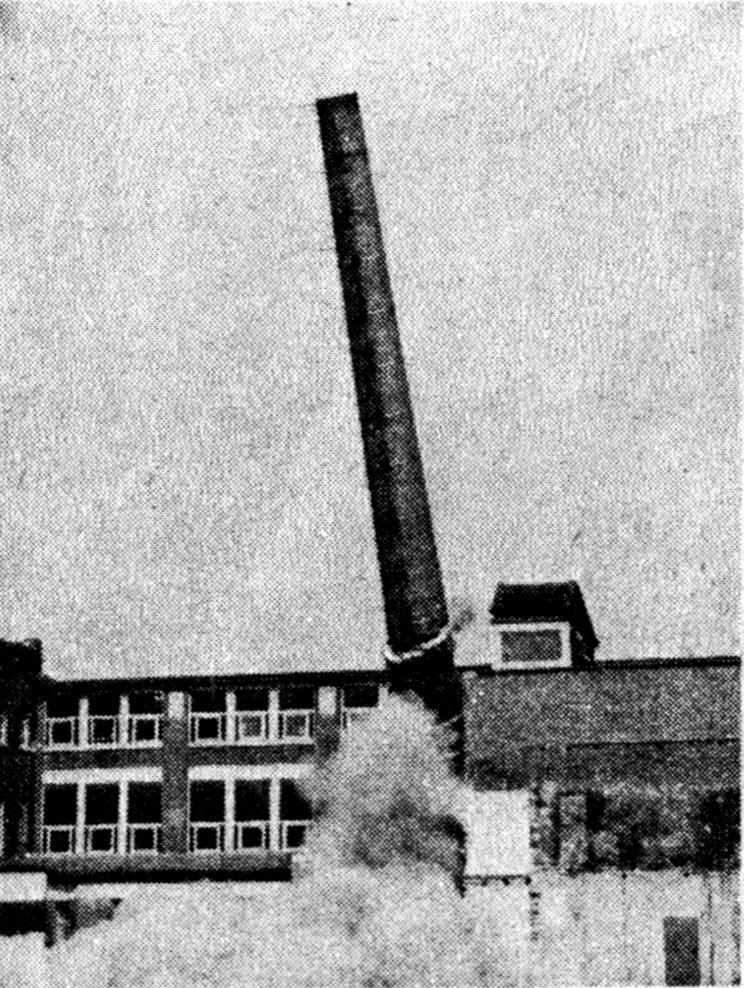
Die Sprengung des Fabrikschlots der Gotthard-Schuhfabrik (ehemals Püls) in Burgkunstadt am 1. Juni 1981

Als erste Stadt im Landkreis konnte Burgkunstadt am 12. März 1981 Kabelfernsehen empfangen.
Der dritte und letzte Fabrikschlot Burgkunstadts wurde am 1. Juni 1981 gesprengt. Der 30 Meter hohe und 1911 erbaute, zur Gotthard-Schuhfabrik gehörende Schlot war das letzte Wahrzeichen der Industrialisierung der Stadt.
Nach rund zweijähriger Planungszeit wurde im Frühjahr 1982 der Bau der Dreifachturnhalle am Gymnasium begonnen. Nach 16 Monaten Bauzeit wurde sie im Sommer 1983 fertiggestellt und kostete sieben Millionen DM.
Das erste Altstadtfest fand am 17. Juni 1982 im gesamten Altstadtbereich und in der Unterstadt statt. In der Presse wurde es wegen seiner Ausmaße und mehrerer tausend Besucher als „Fest der Superlative“ bezeichnet. Der Reinerlös von 22.280,10 DM wurde den beiden Kindergärten der Stadt gestiftet. Aufgrund der positiven Bilanz und der Resonanz in der Bevölkerung beschloss der Festausschuss, regelmäßig (ab 1993 einigte man sich auf alle drei Jahre) ein Altstadtfest zu veranstalten.
1983 zeichnete sich bereits das Ende der Schuhindustrie ab. Die Obermain-Schuhfabrik meldete Kurzarbeit an und konnte das Paar Schuhe nur mit durchschnittlich 19 DM Verlust verkaufen. In der Bevölkerung befürchtete man die Schließung der Fabrik und damit den Verlust von rund 500 Arbeitsplätzen, wozu es aber vorerst nicht kam. Dennoch wurden allein in diesem Jahr 126 Arbeiter entlassen.
Anlässlich des 25-jährigen Jubiläums der Volleyballabteilung des Turnvereins 1861 Burgkunstadt wurde am 16. Juni 1984 in der Dreifachturnhalle ein Volleyball-Freundschaftsspiel zwischen der deutschen und der südkoreanischen Damenvolleyballmannschaft ausgetragen.
1988 wurde zweimal das 100-jährige Jubiläum der Burgkunstadter Schuhindustrie gefeiert. Am 4. Juli kam der damalige bayerische Ministerpräsident Franz Josef Strauß in die mittlerweile wieder gewinnerzielende Obermain-Schuhfabrik und hielt dort im Rahmen seines Ehrenamtes als Testamentsvollstrecker für das Erbe des Ehepaares Baur eine Lobrede auf das Unternehmen. Anfang September fand die eigentliche Feier in der Stadthalle statt. Nachdem die Firma wenige Monate vorher die schwedische Schuhfabrik Aristokrat Sko Industrie A.B. übernommen hatte, verkündete Geschäftsführer Joachim Perlik, nun auch in Frankreich, Österreich und Großbritannien Fuß fassen zu wollen. Ende September wurden den Mitarbeitern insgesamt 100.000 DM zusätzlich ausgezahlt. Für das im Bau befindliche Schustermuseum spendete die Obermain 25.000 DM, der Baur-Versand 50.000 DM.
Für die in Ebern stationierte 3. Kompanie des 12. Panzeraufklärungsbataillons übernahm die Stadt Burgkunstadt am 14. November 1988 bis zur Auflösung des Standortes die Patenschaft. Die Einheit führte im Gegenzug in Burgkunstadt Waffenschauen durch und übernahm Säuberungsaktionen auf dem Judenfriedhof.
Die schulische Entwicklung Burgkunstadts fand ihren Abschluss mit der Erweiterung des Progymnasiums zum Vollgymnasium. Im Schuljahr 1990/1991 gab es erstmals eine elfte Jahrgangsstufe, die erste Abiturprüfung fand im Schuljahr 1992/1993 statt.
Trotz der positiven Bilanz von 1988 und der guten Produktqualität stellte am 31. März 1990 die Obermain-Schuhfabrik die Produktion ein. 1888 war sie als erste Burgkunstadter Schuhfabrik unter dem Namen Josef-Weihermann-Schuhfabrik gegründet worden. Sie schloss nach 102 Jahren als letzte der Burgkunstadter Schuhfabriken. Die Zeit der Burgkunstadter Schuhindustrie war damit endgültig vorbei, ein Schuster kommentierte dieses Ereignis mit den Worten „Aus und gar ist’s, und schad ist’s, dass es wahr ist“.

### 1990–2011 Rasante Veränderungen
1990 wurde das 300-jährige Jubiläum des Rathauses gefeiert; die Raiffeisenbank hatte dafür eine silberne und eine goldene Gedenkmünze prägen lassen.
Noch vor der Auflösung der DDR ging Burgkunstadt mit dem sächsischen Ehrenfriedersdorf eine Städtepartnerschaft ein. Besonders in der Anfangszeit schlossen zahlreiche Vereine Verbindungen mit den entsprechenden der Partnerstadt; auf Märkten wurden Erzeugnisse aus dem Erzgebirge verkauft.
Nachdem man 1985 bereits mit dem Umbau des Hauses auf dem Marktplatz und dem Sammeln von Ausstellungsgegenständen begonnen hatte, wurde am 9. März 1991 das Schustermuseum eröffnet, das 1997 zum Deutschen Schustermuseum erhoben wurde.
Aufgrund der steigenden Schülerzahlen wurde dem Gymnasium 1994 ein Erweiterungsbau angegliedert. Die Festansprache hielt die damalige Staatssekretärin des Bayerischen Kultusministeriums, Monika Hohlmeier.
Im Wald westlich von Kirchlein wurden 1995 zwei weitere, rund 160 Meter tiefe Brunnen zur Wasserversorgung gebohrt, die neun bzw. zehn Liter pro Sekunde fördern.
Zwischen 1995 und 2001 fanden erneut mehrere archäologische Grabungen im Altstadtbereich statt. 1995 und 1998 fand man bei Erweiterungsbauten des mittlerweile von der Regens-Wagner-Stiftung geleiteten St.-Josefs-Heims zwei Brandschichten (1000 v. Chr. beziehungsweise 10./11. Jahrhundert n. Chr.), in denen jedoch keine nennenswerten Funde gemacht werden konnten. In einer Brandschicht aus dem 15. Jahrhundert, die man 2001 beim katholischen Pfarramt entdeckte, wurden hingegen spätmittelalterliche Töpferwaren aus dem 13. und 14. Jahrhundert gefunden.
Im Oktober 1996 bildeten Burgkunstadt, Altenkunstadt und Weismain einen Arbeitskreis für kommunale Zusammenarbeit, der jedoch wegen scheinbar unüberwindlicher Hindernisse nur selten funktionierte.
Mit finanzieller Unterstützung des 1995 gegründeten Fördervereins konnte von 1998 bis 2000 das Freibad durch die Stadt generalsaniert bzw. teilweise neu gebaut werden. Es besteht aus einem 25-Meter-Schwimmbecken, einem Erlebnisbecken mit Wasserrutsche, einem Kinderplanschbecken mit kleiner Rutsche, einem Großschachfeld und einem Sandspielplatz. Die Baukosten für dieses Projekt beliefen sich auf mehr als zwei Millionen DM. Die feierliche Eröffnung des Kunomare fand am 10. Juni 2000 mit einer Wasserballettvorführung und anderen Attraktionen statt.
Nach Abriss der alten Kläranlage entstand 1999 auf demselben Grundstück das gemeinsame mechanisch-biologisch-chemische Klärwerk von Burgkunstadt und Altenkunstadt. Das Großprojekt kostete 13,5 Millionen DM und wurde zu 28,95 % staatlich bezuschusst. Seit der Fertigstellung am 1. April 2001 wird es von der Firma Entsorgungstechnik Oberfranken betrieben.
Am 16. Juli 2000 fand die Einweihung des evangelischen Gemeindehauses statt. Realisiert wurde der 1,2 Millionen DM teure Bau u. a. durch die enorme Eigenleistung der Kirchengemeinde und einem Spendenbetrag von 304.760 DM. Zu dem Gemeindehaus gehört auch eine Freilichtbühne mit einer halbrunden, terrassenförmigen Zuschauerempore, die entfernt an ein antikes römisches Theater erinnert.
2003 wurde die im 14. Jahrhundert erbaute Vogtei zu einem symbolischen Preis von einem Euro an die Friedrich-Baur-Stiftung verkauft, bis zum Sommer 2006 für über drei Millionen Euro saniert und als Kulturhaus ausgebaut.
Am 1. Januar 2005 wurden das Gymnasium und die Realschule dem Landkreis Lichtenfels übereignet, da die Stadt die Trägerschaft aus finanziellen Gründen nicht mehr übernehmen konnte. Dies hatte jedoch den Nachteil, dass der Landkreis das Schwimmbad in der Kathi-Baur-Halle nicht weiterbetreiben wollte, so dass es geschlossen wurde. Im Oktober 2005 übernahm die DLRG-Ortsgruppe Burgkunstadt auf eigene Rechnung und Gefahr das Hallenbad, da die Kommunen Burgkunstadt, Altenkunstadt und Weismain die finanzielle Unterstützung in Hinblick auf den Schwimmunterricht ihrer Schulen zugesichert hatten. Der Pachtvertrag wurde jedoch im Januar 2009 durch das Landratsamt gekündigt, das Schwimmbad nach erneuten Verhandlungen jedoch erst am 15. Februar 2010 endgültig geschlossen.
Im März 2007 zog die Stadtverwaltung in die alte Vogtei um, da das Rathaus wegen baulicher Schäden nach nur 30 Jahren erneut generalsaniert werden musste.
Für viel Aufregung sorgte die Gedenkfeier am 14. April 2007 anlässlich des 50. Todestages der Schriftstellerin Kuni Tremel-Eggert, da sie auch einige nationalsozialistische und antisemitische Romane verfasst hatte.
Zum Schuljahr 2007/2008 wurde die Hauptschule zur Offenen Ganztagsschule erweitert mit der Geschwister-Gummi-Stiftung aus Kulmbach als Träger. Den Schülern wurde die Möglichkeit gegeben, in der Schule eine Mahlzeit einzunehmen, die Hausaufgaben mit Betreuung zu erledigen und nachmittags in einem Aufenthaltsraum zu spielen.
2008 wurde der Polizeirangen aufwändig saniert, da dort unter der Straße rund fünf Meter mittelalterlicher Bauschutt aus der Zeit des Dreißigjährigen Krieges gelegen und ein Hangrutsch gedroht hatte. Dabei wurden dort auch die Kanalisation und die Wasserleitung erneuert. Insgesamt kostete die Sanierung 910.000 Euro.
Am 31. Dezember 2008 fand zum bevorstehenden 950-jährigen Jubiläum der Stadt 2009 eine große Silvesterfeier auf dem Marktplatz statt. Nach dem Läuten der Kirchenglocken zur Jahreswende wurde ein Musikfeuerwerk gezündet, bei dem u. a. die Zahl 950 in den Stadtfarben Rot-Weiß-Blau am Himmel erschien.
Impressionen vom Feuerwerk zum 950. Jubiläum Burgkunstadts:

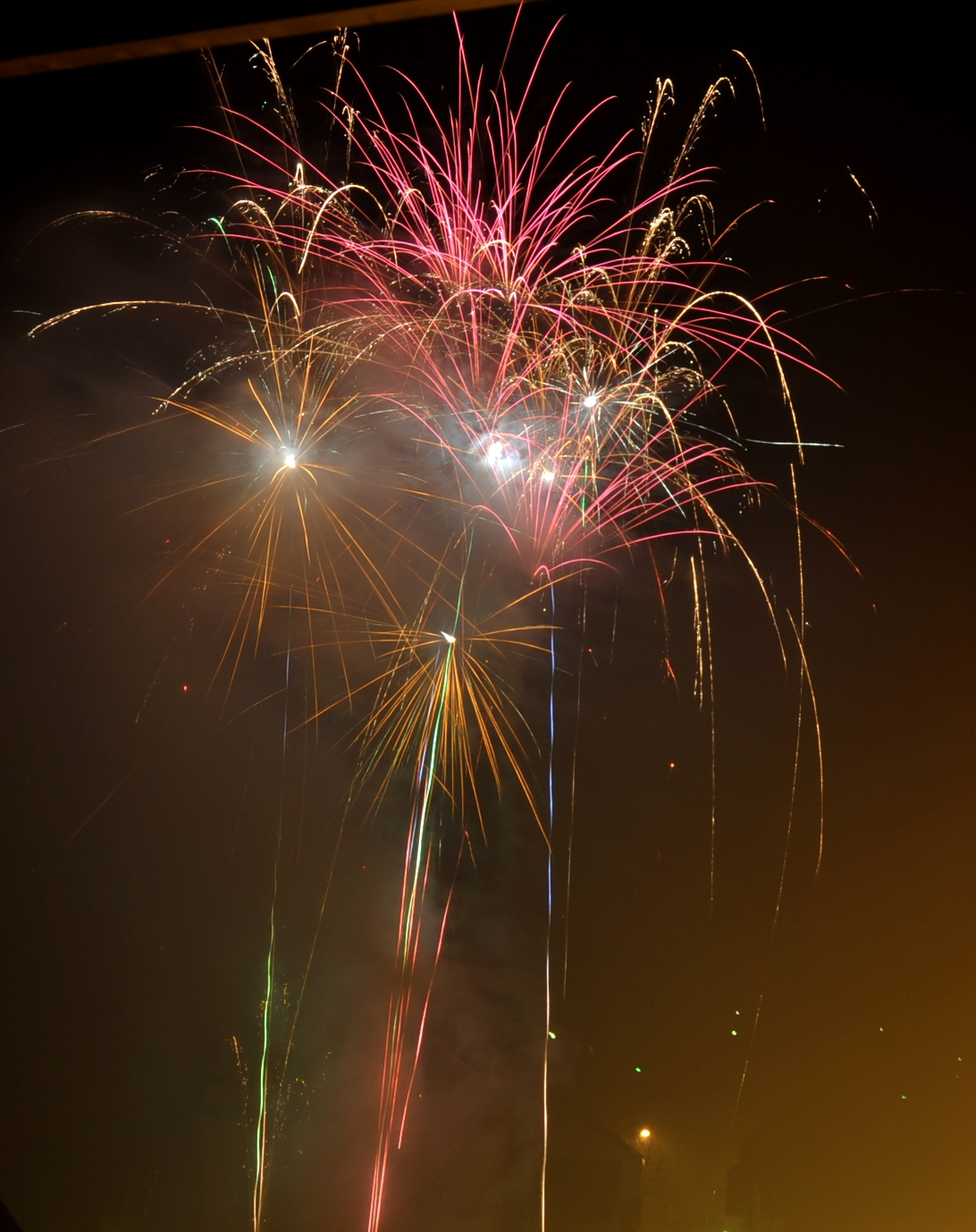
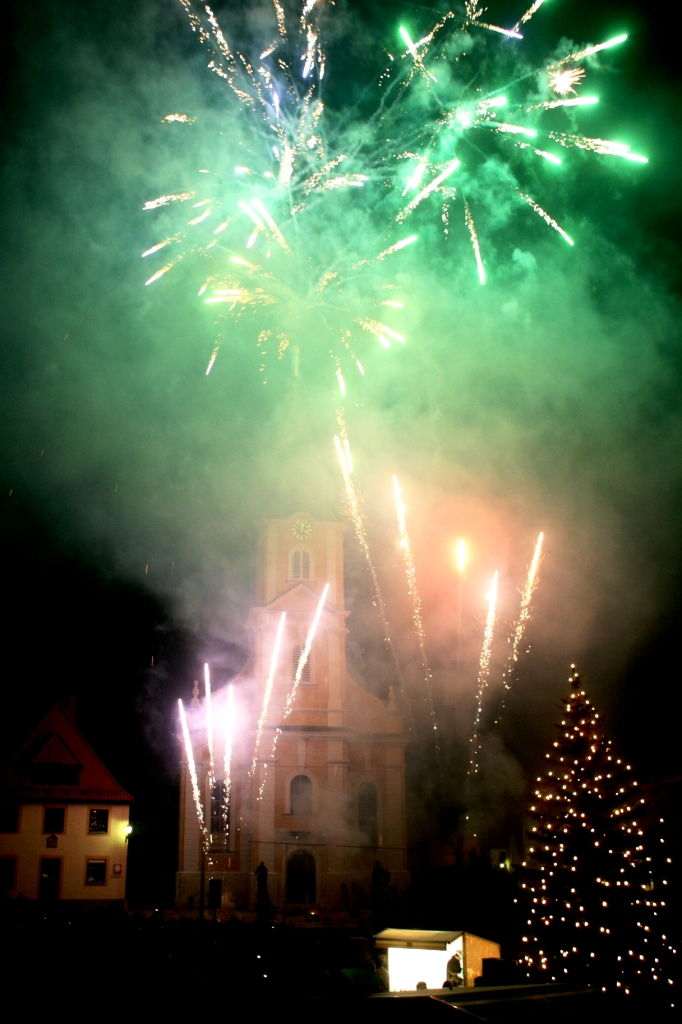
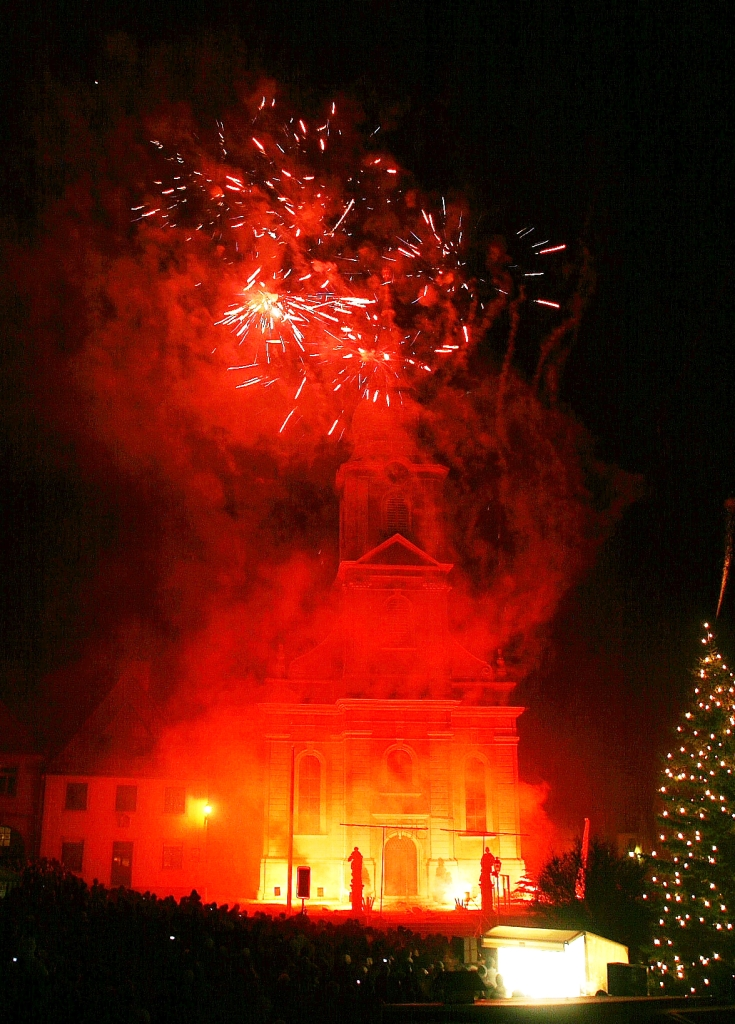

Die Ausstellung der archäologischen Funde der letzten Jahrzehnte wurde am 14. März 2009 eröffnet. Ergänzt wurde die Ausstellung durch mehrere, über das ganze Jahr verteilte Vorträge diverser Experten und Historiker.

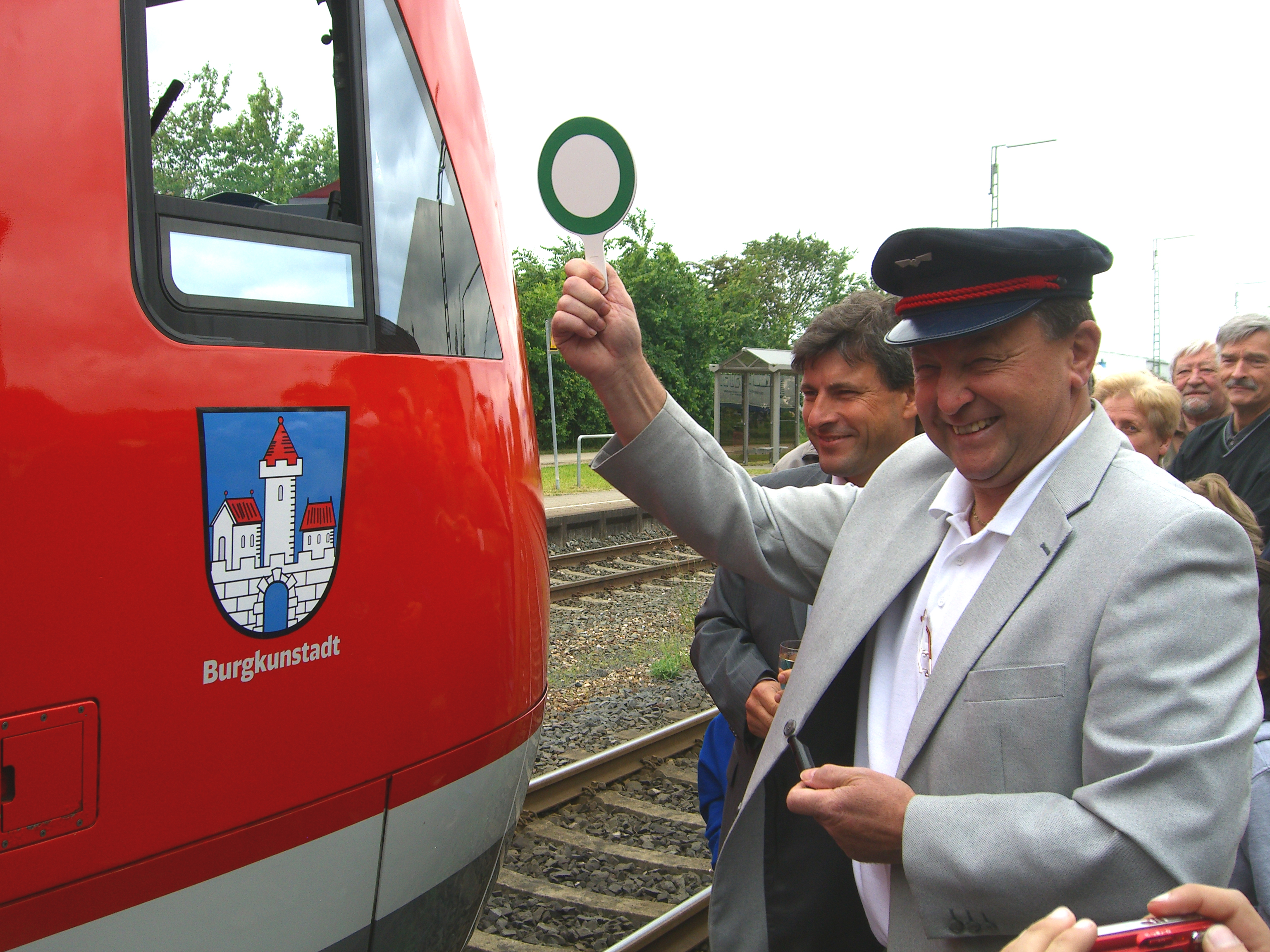
Foto der Zugweihe zusammen mit dem 1. Bürgermeister, Heinz Petterich

Am 4. Juni wurde ein Triebwagen des Typs 612 der Deutschen Bahn auf den Namen Burgkunstadt getauft.
Am 28. Juni fand der Kreisgartentag in Burgkunstadt statt. Der städtische Bauhof hatte am Berg südöstlich der Stadthalle das Stadtwappen aus farbigem Kies angefertigt und darunter mit Blumen die Zahl 950 gepflanzt.
Da seit vielen Jahren zwischen Burgkunstadt und der polnischen Stadt Gostynin partnerschaftsähnliche Beziehungen bestehen, unterzeichneten im September 2009 Burgkunstadts Erster Bürgermeister Heinz Petterich und Jan Kazimiercz Krzewicki, der Bürgermeister Gostynins, eine Deklaration für eine zukünftige Städtepartnerschaft.
Das Rathaus wurde am 17. Oktober 2009 nach zweieinhalbjähriger Sanierungsarbeit feierlich eingeweiht. Anders als bei der Sanierung in den 1970er Jahren wurde die Fassade in den ursprünglichen Farben gestaltet, die man anhand von Farbresten unter den oberen Lackschichten ermitteln konnte.

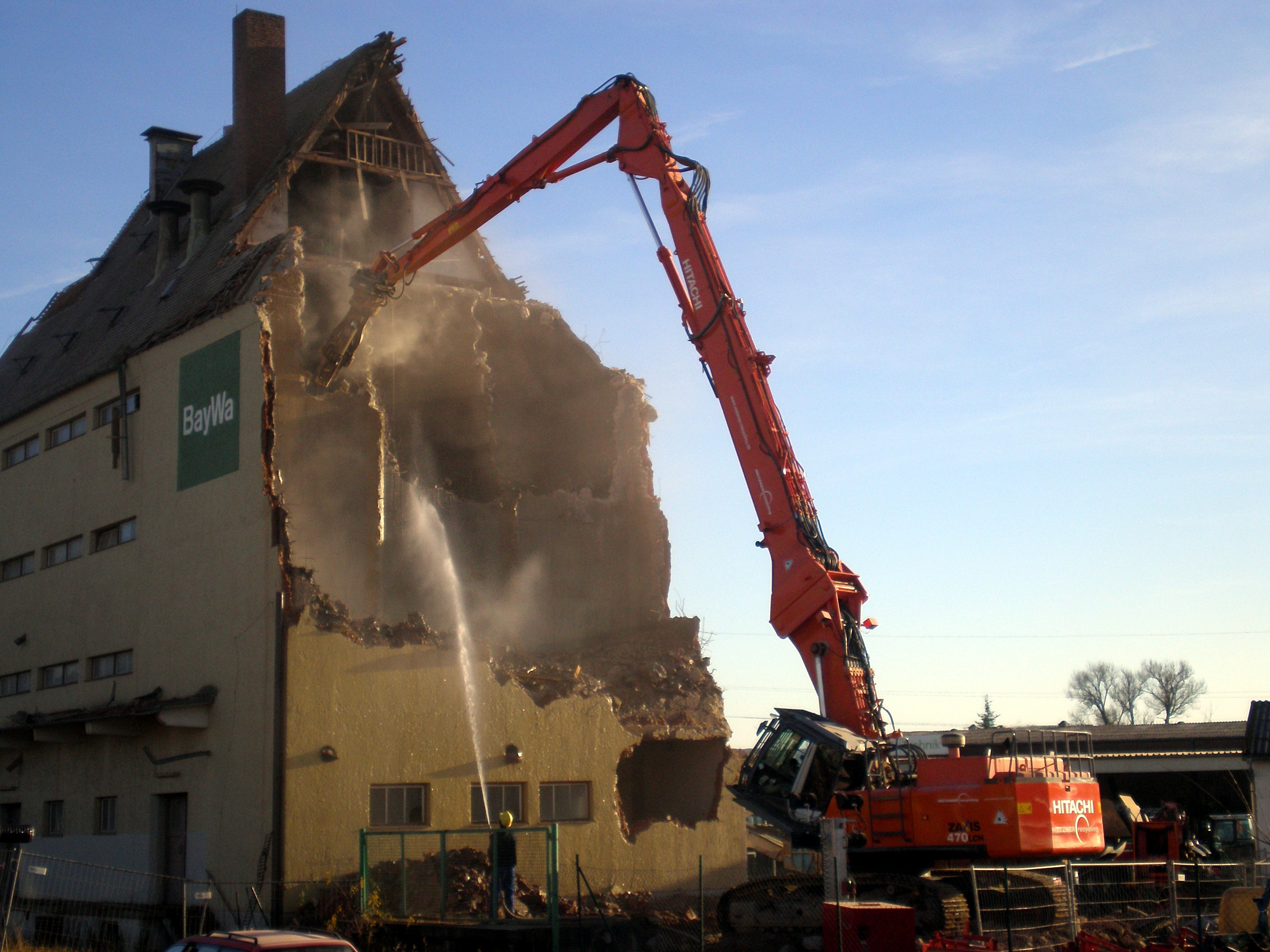
Abriss des BayWa Lagerhauses

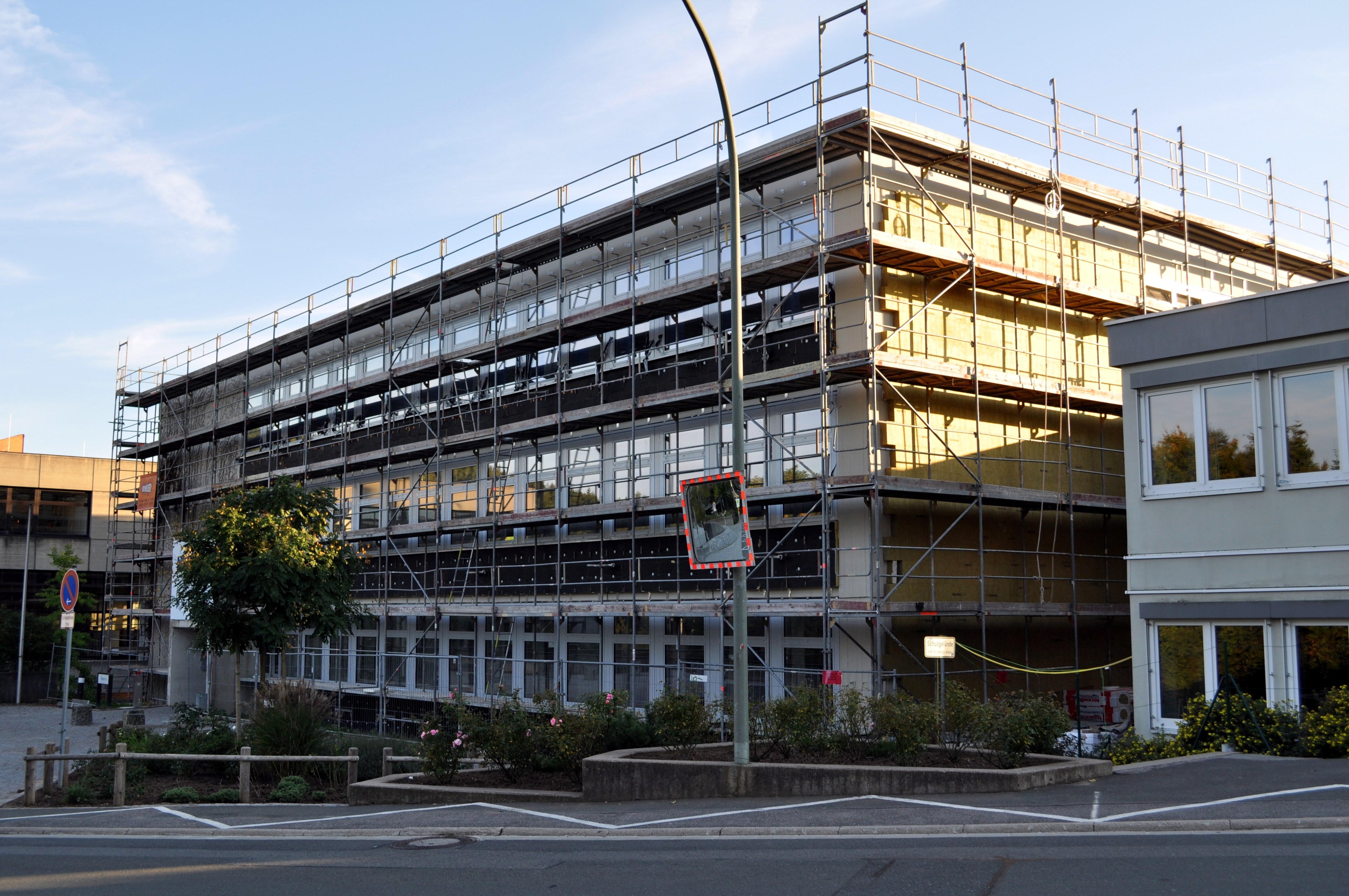
Die Realschule während der Sanierungsmaßnahmen im September 2010

Das 1961 gebaute BayWa-Lagerhaus gegenüber dem Bahnhof wurde im November 2009 abgerissen. Erhalten blieben nur die Büroräume, der Landmaschinenhandel und die Werkstätten.
Zum Abschluss des Jubiläumsjahres fand ebenfalls eine große Silvesterfeier auf dem Marktplatz statt.
Für die Opfer des Erdbebens in Haiti wurden bei einem Benefizkonzert mit dem Musicalkomponisten Udo Langer und regionalen Bands am 5. Februar 2010 eine Spende von 7860 Euro gesammelt, die ohne Abzüge über das Franziskanerkloster Vierzehnheiligen an ein Waisenhaus in Haiti überwiesen wurde.
Aufgrund der steigenden Schülerzahlen der Realschule und des Gymnasiums und der Schließung der Kathi-Baur-Halle kam es häufig zu Engpässen im Sportunterricht der beiden Schulen. Bereits im Mai 2008 wurde mit dem Bau einer vierten Sporthalle, die an die Obermain-Dreifachturnhalle angegliedert ist, begonnen. Die Baukosten beliefen sich auf rund 1,68 Millionen Euro. Neben Sanitätsräumen und Umkleidekabinen gehören zu der Sporthalle ein Fitnessraum und eine rund 110 m² große, rund 50.000 Euro teure Kletterwand mit sechs Routen und unterschiedlichen Schwierigkeitsgraden. Ihrer Bestimmung wurde die neue Halle im Februar 2010 übergeben.
Nachdem die Regierung von Oberfranken im September 2009 die Modernisierung der Realschule bewilligt hatte, wurden noch im selben Jahr die Kellerwände isoliert, so dass im Frühjahr 2010 die Arbeiten an der Fassade beginnen konnten. Für das Projekt wurden 1.565.000 Euro veranschlagt. Im Juli 2011 wurden die Arbeiten abgeschlossen.
Nach mehrjähriger Planung schloss die Stadt Burgkunstadt, fünf Jahre nach Altenkunstadt und Weismain, am 5. Mai 2011 bei einem Festakt eine Städtepartnerschaft mit der bretonischen Gemeinde Quéven. Am 24. Juni besuchte eine Delegation der Stadt Burgkunstadt zusammen mit der DFG-Obermain die neue Partnerstadt, wo ein „Städtepartnerschaftsbaum“ eingeweiht und ein zweiter Festakt abgehalten wurde. Für Burgkunstadt stellt dies die erste internationale Städtepartnerschaft dar.

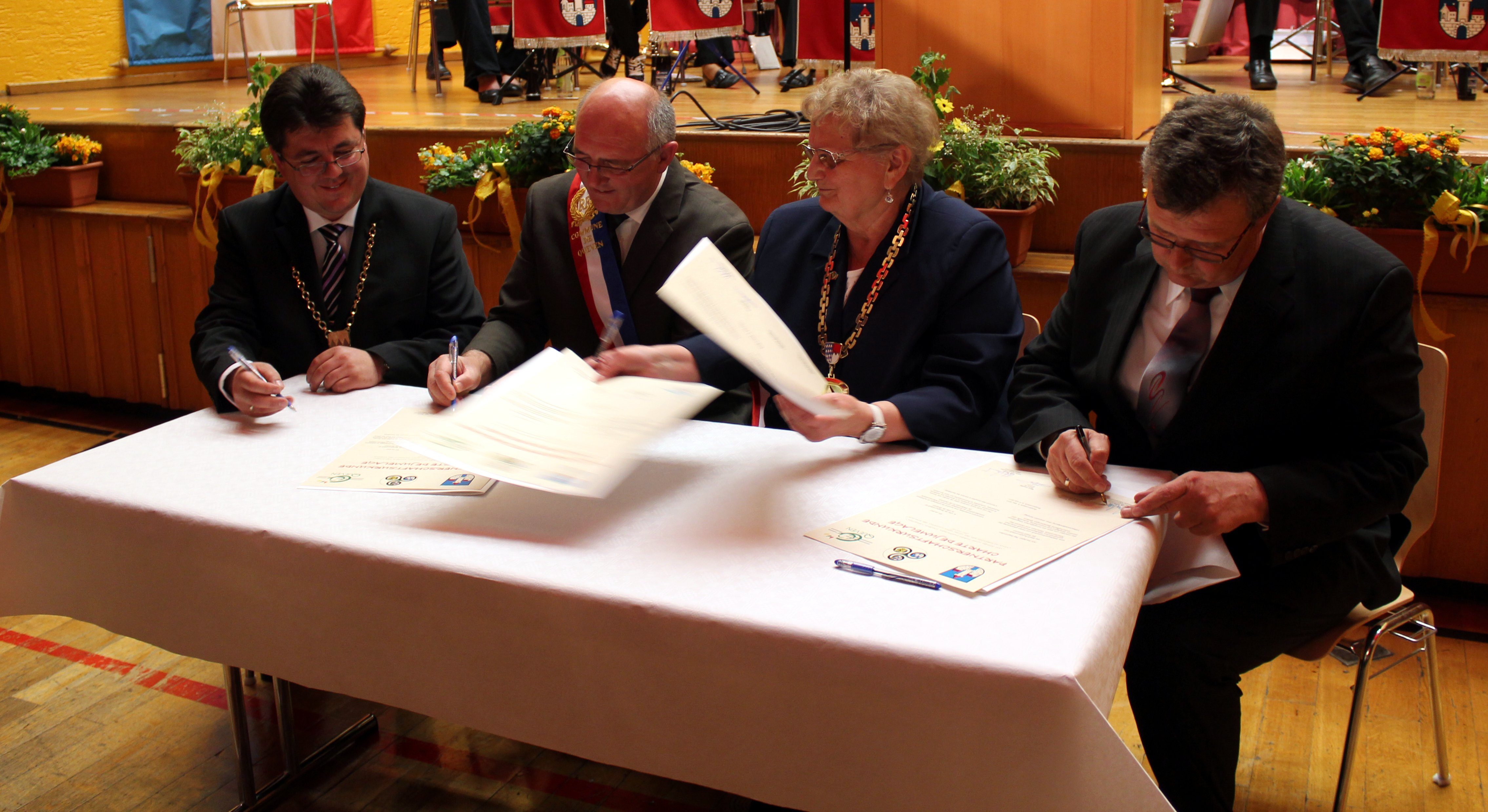
Unterzeichnung bzw. Erneuerung der Städtepartnerschaftsurkunden am 5. Mai 2011 in Burgkunstadt.
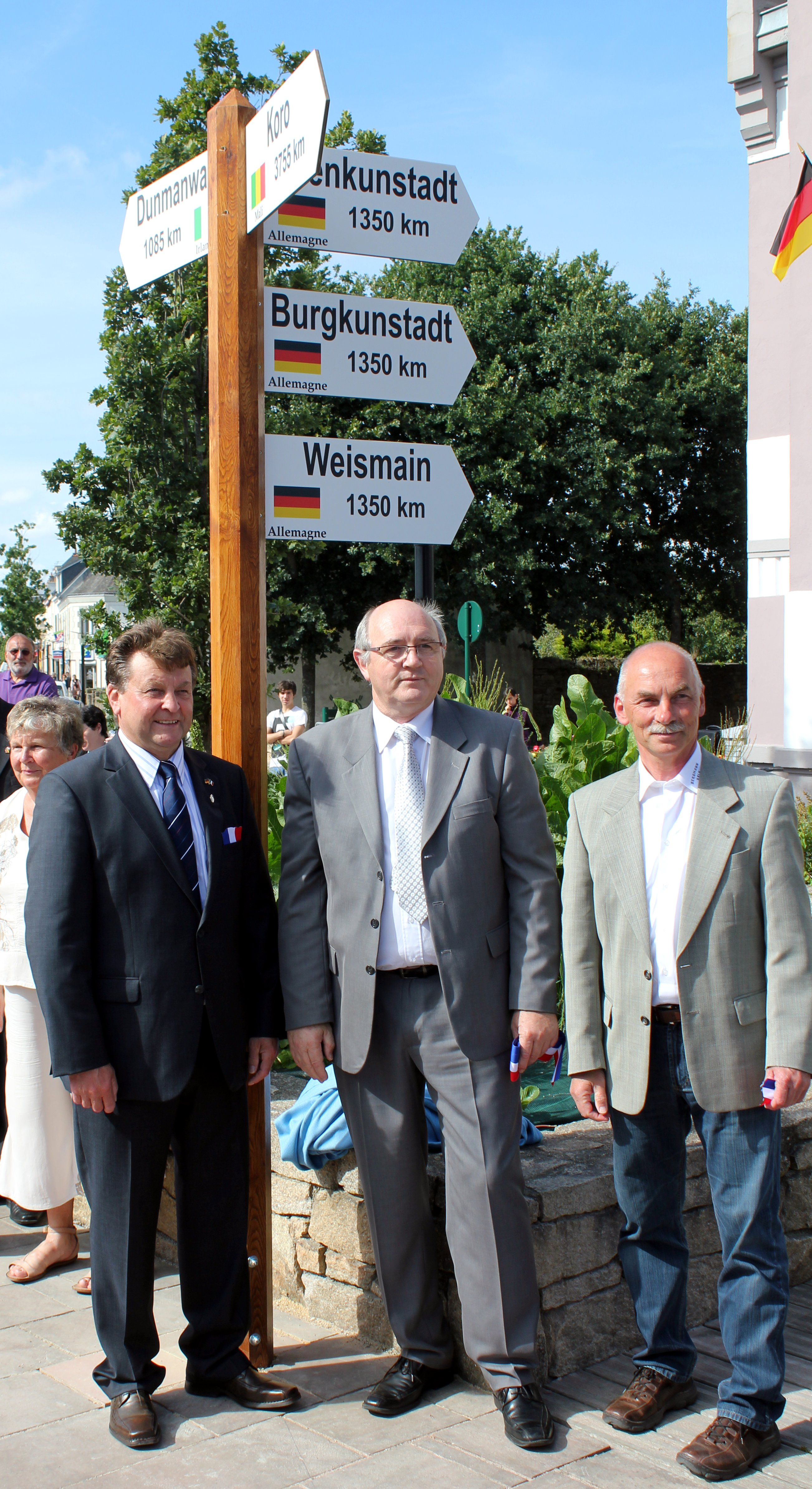
Einweihung des Städtepartnerschaftsbaumes in Quéven.
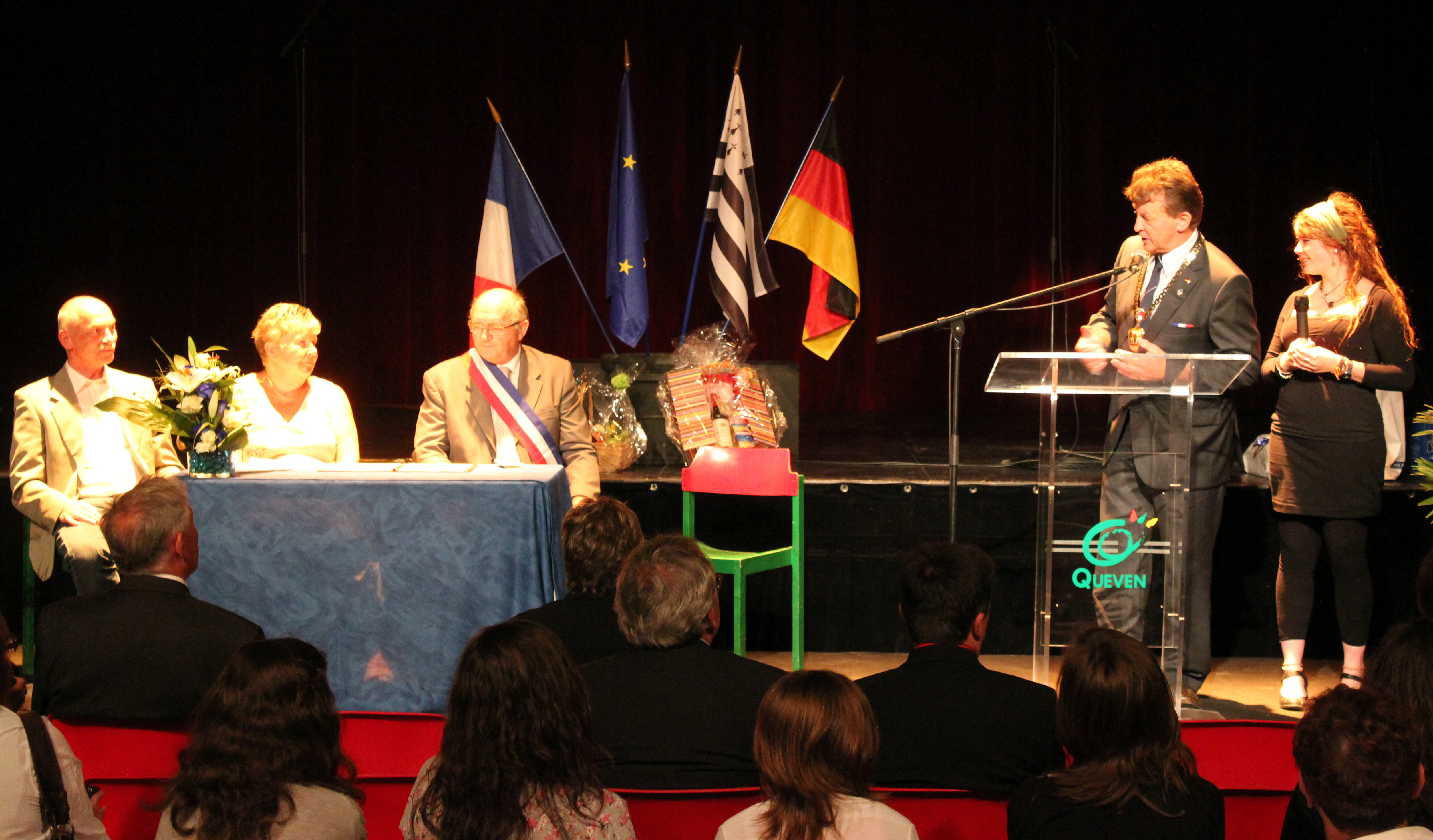
Festakt zur Städtepartnerschaft am 24. Juni 2011 in Quéven.

## Anhang

### Liste der Burgkunstadter Bürgermeister
Bürgermeister waren in der Stadt mindestens ab 1364 eingesetzt, ab 1387 sind sie namentlich bekannt.
Im Mittelalter wurde der Bürgermeister vom achtköpfigen Bürgerrat ernannt. Bei Amtsantritt verpflichtete sich der neue gegenüber dem alten per Eid zur ordnungsgemäßen Ausführung seines Amtes. Teilweise waren zwei Bürgermeister im Amt, ab 1745 sogar vier. Sie übten das Amt paarweise aus und lösten sich in der Führung der Amtsgeschäfte vierteljährlich ab. Unklar ist jedoch, wie lange vor und nach 1745 diese Regelung bestand.
Die Tabelle gibt Auskunft über die Bürgermeister Burgkunstadts seit dem 14. Jahrhundert. Aufgrund fehlender Unterlagen ließen sich viele Bürgermeister und Amtsperioden nicht nachweisen, so dass die Tabelle teilweise lückenhaft ist.
| Amtsperiode(n)                                  | Name(n)                                 | Anmerkungen                                                                                            |
| ----------------------------------------------- | --------------------------------------- | --- |
| 6. Januar 1387 – ?                              | Apel Kornwurm und Hilleprand Löhelein   | |
| 1525–?                                          | Fritz Eck                               | |
| 1592, 1594, 1603, 1611, 1619 und 1620 genannt   | Johann Precht und Sebastian Neulichedel | * Büttner, insgesamt 50 Jahre im Rat; † 25. Januar 1629 (83) * Bäcker, Ratsältester; † 16. August 1618 |
| 1596–?                                          | Otto Schnapp                            | Schneider; † 17. September 1612 (53)                                                                   |
| ~ 1600                                          | Pongraz Steinacher                      | Rotgerber                                                                                              |
| 1602–?                                          | Johann Herold                           | |
| 1607                                            | Pongratz Precht                         | Rotgerber, „der Stadtbaumeister“; † 14. August 1627                                                    |
| 1612, 1617, 1620 genannt                        | Simon Fiedler                           | Rotgerber; † 2. Juni 1627 (71)                                                                         |
| 1612, 1620, 1625 genannt                        | Pankraz Steinacher                      | Tuchscherer; † 15. November 1635                                                                       |
| 1617                                            | Konrad „Falb Cunz“ Albert               | Rotgerber; † 16. Januar 1622 (86)                                                                      |
| 1621 und 1632 genannt                           | Christoph Strobel                       | Tuchgeselle aus Kupferberg; † 25. Dezember 1635                                                        |
| 1622–?                                          | Cunz Göhl                               | Rotgerber / Metzger                                                                                    |
| 1636–1638                                       | Hans Fischer                            | |
| 1638                                            | Hans Schindelmann                       | Steinmetz, Maurer; † 7. Mai 1640                                                                       |
| 1635, 1645, 1652, 1658, 1660 genannt            | Hans                                    | |
| 1642 und 1651 genannt                           | Hans d. Ä.                              | |
| 1645, 1647, 1651, 1656 genannt                  | Johann Steinacher                       | Tuchscherer; † 17. Februar 1656 (46)                                                                   |
| 1646, 1659, 1666, 1669, 1673 genannt            | Johann Steinacher                       | Tuchmacher; † 19. Dezember 1684 (84)                                                                   |
| 1650–?                                          | Veit oder Wonser Fischer                | † 1666 (65)                                                                                            |
| ?                                               | Dominus Joannes Fischer                 | Konsul, 11. November 1664 (67)                                                                         |
| 1651                                            | Johann oder Wonser                      | |
| 1657, 1659, 1660–1664 genannt                   | Johann Fuchs                            | Tuchmacher; † 25. Dezember 1671 (71)                                                                   |
| 1660–1668                                       | Otto Heroldt                            | |
| 1665, 1671, 1673 genannt                        | Johann O. „der Dicke“ Wonser            | Fischer, Metzger, 21. Oktober 1679 (45)                                                                |
| 1668–1673                                       | Hans Beck und Johann Müller (Vogt)      | |
| 1673–1693                                       | Moritz Stahl                            | Kramhändler, Verfasser der Rathausrechnung                                                             |
| 1674, 1676 genannt                              | Johann Dietz                            | Bäcker; † 18. September 1690 (75)                                                                      |
| 1680 – † 18. März 1683                          | Wolfgang Albert                         | Schreiner, Kirchner                                                                                    |
| 1683–?                                          | Johann Brell                            | Schuster                                                                                               |
| 1692–?                                          | Johann Dietrich Grebner                 | Gerber; † 12. April 1694 (48)                                                                          |
| 1693–?                                          | Johann Georg Dürkes                     | Metzger; † 5. Oktober 1708 (54)                                                                        |
| ?                                               | Georg Benkert                           | Gastwirt, ehemals Konsul; † 19. Februar 1737 (87)                                                      |
| 1693–1699 und ?                                 | Benedikt Bernhard Burckhard             | Amtmann in Maineck, Konsul von 1698–1719; † 18. November 1719 (64)                                     |
| 1700 und 1703 genannt                           | Sebastian Fischer                       | Metzger, Konsul; † 10. Februar 1733 (83)                                                               |
| 1723–?                                          | Martin Baunach                          | |
| 1721 und 1724 genannt                           | Peter Hofmann                           | 29. Oktober 1725 (59)                                                                                  |
| 1732                                            | Johann Jakob Benkert                    | Gastwirt; † vor 1748                                                                                   |
| 1736, 1740, 1748, 1753 genannt                  | Christian Nikolaus Gropp                | Bader, Perückenmacher                                                                                  |
| 1740, 1745, 1748, 1753, 1759, 1769–1775 genannt | Johann Adam Grebner                     | Gerber; † 24. Mai 1784 (88)                                                                            |
| 20 Jahre, u. a. 1745, 1751                      | Wolfgang Paul Wolf                      | Schuster; † 10. September 1756 (72)                                                                    |
| 1751                                            | Johann Anton Rebel                      | Weber; † 13. September 1758 (62)                                                                       |
| ? – † 29. November 1751                         | Andreas Grebner                         | Gerber (64)                                                                                            |
| 1754 – † 25. Dezember 1758                      | Johann Thomas Ebert                     | Lehrer aus Zeyern (63)                                                                                 |
| 1756                                            | Andreas Grebner                         | Gerber (64)                                                                                            |
| 1756–?                                          | Johann Georg Dinckler                   | Schneider; † 8. April 1759 (48)                                                                        |
| 1757–?                                          | Schubert und Philipp Kitzing (Vogt)     | |
| 1769–1785                                       | Adam Benkert und Paul Warneck           | |
| 1771, 1773, 1788 genannt                        | Johann Jakob Brückner                   | Metzger, Gastwirt; † 2. Juli 1793 (84)                                                                 |
| 1771 und 1790 genannt                           | Johann Georg Rüblein                    | Gerber aus Lichtenfels; † 26. Januar 1799 (79)                                                         |
| ?                                               | Sebastian Rüblein                       | Gerber, Sohn Johann Georgs; † 17. Mai 1802 (52)                                                        |
| 1780 – † 8. Oktober 1791                        | Johann Stefan Partheymüller             | Müller (80)                                                                                            |
| ? – † 14. Februar 1796                          | Franz Konrad Grebner                    | Sohn Andreas Grebners (80)                                                                             |
| 1796–?                                          | Johann Thomas Schmidt                   | Bäcker; † 2. Januar 1800 (66)                                                                          |
| ? – † 15. Juli 1798                             | Johann Grebner                          | Gerber (75)                                                                                            |
| 1799–?                                          | Peter Püls                              | Gerber aus Thelitz, 27. März 1810 (77)                                                                 |
| 1803–?                                          | Adam Krines                             | Bäcker; † 14. April 1815                                                                               |
| 1803–?                                          | Vogt Röttinger                          | |
| 1804–?                                          | Johann Adam Benkert                     | † 2. Februar 1807 (73)                                                                                 |
| 1809–?                                          | Josef Hofmann                           | Gerber; † 16. November 1810 (62)                                                                       |
| ?                                               | Johann Hügerich                         | Bäcker; † 18. Mai 1814 (75)                                                                            |
| ?                                               | Leonhard Stellwag                       | Metzger aus Lichtenfels; † 7. Juni 1816 (80)                                                           |
| 1816 und 1818 genannt                           | Josef Schmidt                           | vermutlich Bäcker                                                                                      |
| 1836 – † 15. September 1841                     | Karl Sebastian Parteymüller             | Müller aus Oberlangenstadt                                                                             |
| ~ 1837                                          | Johann Hofmann                          | Gerber, Kirchenpfleger; † 15. Mai 1878 (71)                                                            |
| 1838–?                                          | Joseph Arneth                           | * 1810; † 1. Februar 1881                                                                              |
| 1857–1865                                       | Georg Püls                              | * 1795; † 1865                                                                                         |
| 1865–1878                                       | Johann Hofmann                          | * 1815; † 7. Februar 1893                                                                              |
| 1878–1881                                       | Erhard Krienes                          | * 1820; † 2. April 1897                                                                                |
| 1881–1902                                       | Philipp Brückner (DZP)                  | * 26. Februar 1840; † 23. Mai 1909                                                                     |
| 1902–1911                                       | Jakob Kerling                           | * 1847; † 3. Juni 1923                                                                                 |
| 1. Dezember 1911–1. Mai 1933                    | Hans Agath (SPD)                        | * 1869; † 19. November 1959                                                                            |
| 1. Mai 1933–1945                                | Dr. Leo Feuersinger (NSDAP)             | * 21. September 1895; † 20. April 1978                                                                 |
| April 1945–21. April 1945                       | Hans Dumrauf                            | Übergab Burgkunstadt an die US-Amerikaner, * 1902; † 31. August 1982                                   |
| 22. April 1945–1946                             | Dr. Felix Berger                        | Zahnarzt aus Traunstein, wurde übergangsweise von der US-Militärregierung eingesetzt                   |
| Januar 1946–Juni 1946                           | Fritz Gäßlein                           | Wahl wurde annulliert, * 1895; † 4. Januar 1978                                                        |
| Juli 1946–August 1946                           | Hans Weber                              | wurde übergangsweise eingesetzt                                                                        |
| September 1946–1. Dezember 1947                 | Hans Agath (SPD)                        | übergangsweise erneut eingesetzt                                                                       |
| 1948–1965                                       | Georg Räthlein (SPD)                    | * 1930; † 31. Dezember 1970                                                                            |
| 1965–1977                                       | Klaus Pfadenhauer (SPD)                 | * 1921; † 22. Juli 2004                                                                                |
| 1977–1995                                       | Georg Dora (CSU)                        | * 1925; † 14. Juli 2006                                                                                |
| 1995–2014                                       | Heinz Petterich (FW)                    | * 1951                                                                                                 |
| 2014–                                           | Christine Frieß (CSU)                   | |

### Liste der Burgkunstadter Stadtnamen
Bis zum Ende des 19. Jahrhunderts gab es in Deutschland keine einheitliche Rechtschreibung. Dies führte auch dazu, dass vor allem im Mittelalter zahlreiche Schreibweisen des Stadtnamens von Burgkunstadt existierten. Die einzigen Anhaltspunkte waren oftmals alte Urkunden oder das eigene Gehör.
Die folgende ausklappbare Tabelle gibt die bekannten Schreibweisen des Namens wieder.
| Jahr/Zeitraum     | Schreibweise                                  |
| ----------------- | --------------------------------------------- |
| 1059              | Counstat                                      |
| 1116, 1124        | Chuonstat                                     |
| 1288              | Kunstadt novo (Neukunstadt)                   |
| 1299              | Burckkunstat                                  |
| 1323/27           | Kunstat                                       |
| 1348              | Purchkunstat                                  |
| 1427              | Purkkunstatt                                  |
| 1450              | Purg Constat                                  |
| 1525              | Burckkunstat                                  |
| 1526              | Burgckunstat                                  |
| 1562              | Kunsthatt                                     |
| 1596              | Bürckkünstadt                                 |
| 1611/12           | Burghkunstatt                                 |
| 1631/32           | Burgkunstatt                                  |
| 1635              | Stat Burghhkunstat                            |
| 1648              | Bürckhunstatt                                 |
| 1649              | Burgkhunstatt                                 |
| 1657/58           | Burckhünstatt                                 |
| 1658/1659–1697/98 | Burckhunstatt                                 |
| 1749              | Burgkunstad                                   |
| 1787              | Burgkunstadt / Burgkundstadt                  |
| ~1790             | nur noch Burgkundstadt                        |
| seit 26. Mai 1924 | Nach Stadtratsbeschluss nur noch Burgkunstadt |

Laut dem bayerischen Hauptstaatsarchiv hatte die frühere Endsilbe -stat, bzw. -statt nicht dieselbe Wortbedeutung wie Stadt.

### Stadtsage

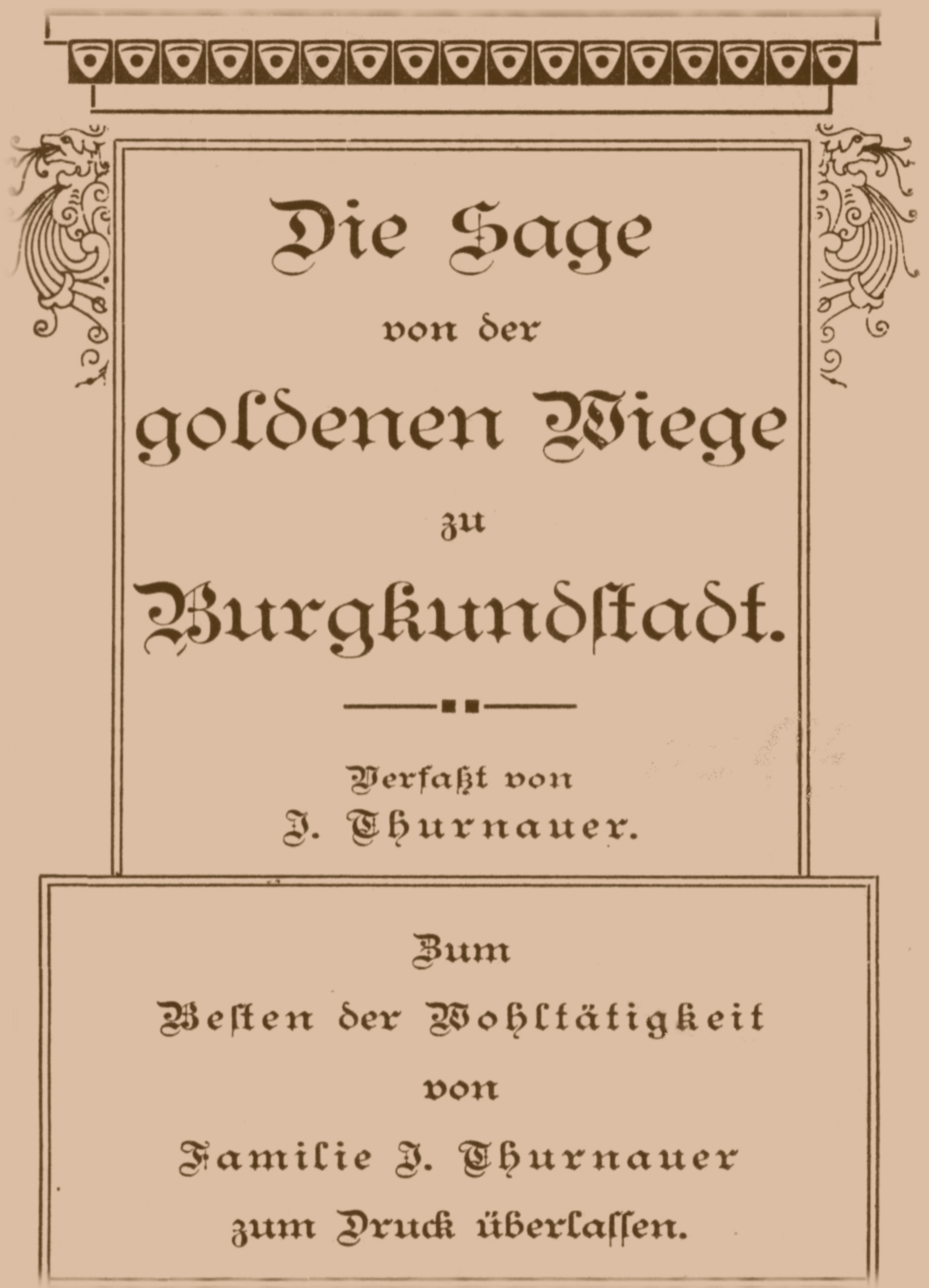
Deckblatt der von Isak Thurnauer verfassten Stadtsage der „Goldenen Wiege“

Die Sage von der goldenen Wiege wurde 1888 von Isak Thurnauer verfasst und gedruckt, geht aber höchstwahrscheinlich auf eine wesentlich ältere Erzählung zurück. Einige volkskundlich interessierte Lehrer fügten neuere historische Erkenntnisse wie die Beteiligung der Burgkunstadter beim Bauernkrieg hinzu. In den rund 120 Jahren seit der Entstehung wurde die Sage somit häufig inhaltlich und formal verändert. Es existiert auch eine Bühnenbearbeitung in Form eines Heimatspiels, die 1949 mehrmals aufgeführt wurde. Der in der Sage beschriebene Schatz wurde bisher nicht gefunden, wobei er ebenso wie der Protagonist der Sage, der Ritter Kuno, historisch nicht nachweisbar ist und seine Existenz als unwahrscheinlich gilt.

„Es war im Jahre 1525. Die Burg des Ritters Kuno zu Burgkunstadt grüßte festlich geschmückt in das Maintal hinab. Auf drei Wachtürmen flatterten die Fahnen im Winde. Zu beiden Seiten des Burgtores waren Maienbäume, mit Blumen geziert, aufgepflanzt. Die Knappen schleppten Girlanden und Kränze herbei und schmückten das Äußere der Burg. Dem Ritter Kuno war ein Söhnlein geboren worden. Im Kerker saß ein Nürnberger ‚Pfeffersack‘, der als Lösegeld eine goldene Wiege beschaffen musste. Alles hatte geklappt, und um Mitternacht herrschte im Burgsaal eitel Freude, als Ritter Kuno stolz sein Knäblein samt goldener Wiege zeigte. Doch das Unheil hatte bereits seinen Lauf genommen: Die bewaffneten Bauern nutzten die Gunst der Stunde und stürmten die Burg.

Allen voran Bader Kelblein, der die Bauern kräftig anfeuerte. Bald lagen die Leitern an den Burgmauern. Auf den obersten Sprossen standen schon die Schneidigsten, und schwere Beile sausten mit Wucht auf die Steinmauern. Es knatterten die Feuerrohre, es prasselten die Kugeln an die Wälle, und Ritter wie Knappen zogen die Köpfe ein. Sie waren keineswegs auf Kampf eingestellt. Da und dort stürzte bereits ein Stück Mauer mit Krachen ein. Sank einer der angreifenden Bauern, von siedendem Öl getroffen, schwangen sich andere auf die Sturmleitern. Am nächsten Tag war die Burg in den Händen der Bauern.

Unter den vielen Toten jedoch befand sich der Ritter Kuno nicht. Bader Kelblein suchte emsig nach ihm und fand ihn endlich in einem der Wachtürme.

‚Wo ist die goldene Wiege?‘ fragte der Bader.
Da richtete sich der verwundete Kuno stolz auf und sprach: ‚Und wenn ihr versprächet, mir das Leben zu schenken, ich sage es nicht. Also macht es kurz!‘

Ein letzter Kessel mit Öl stand im Burghof. ‚Für wen ist dieser Kessel bestimmt?‘ fragte Kelblein. Ritter Kuno lachte roh und meinte: ‚Für dich Kelblein!‘
‚Vorwärts, schürt an‘, befahl der Bader.
‚Ihr seht, er will im Öl schmoren‘.
Kuno verzog keine Miene und bat nicht um sein Leben. Eine Stunde später lag neben dem Kessel ein formloser Klumpen. Im Burghof irrten, vor Schmerzen laut stöhnend, die übrigen Ritter mit abgeschnittenen Nasen und ausgestochenen Augen umher. Der Bauernhaufen aber zog weiter, um andere Burgen in der näheren Umgebung zu stürmen.

Bader Kelblein blieb in der Burg und suchte nach der goldenen Wiege. Sie ließ sich nicht auffinden, die Wiege nicht und die Rittersgattin mit dem Knäblein auch nicht. Mutter und Kind lagen in einem unterirdischen Gang, der bei den harten Kämpfen eingestürzt und Menschen und Wiege begraben hatte.“